# Раджпутская живопись

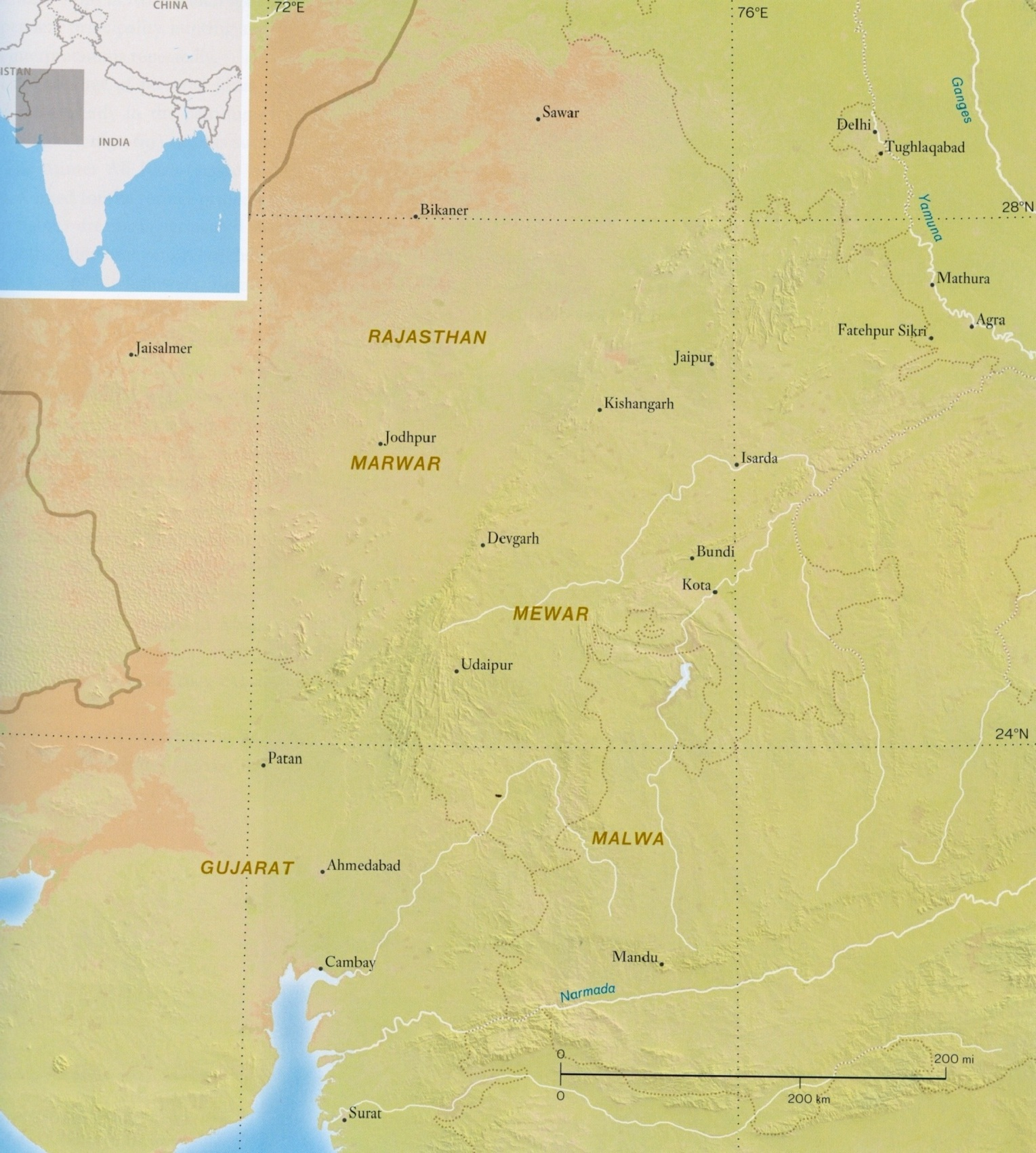
Основные центры раджпутской живописи.

Раджпутская живопись (также «живопись раджпутов», «раджпутская миниатюра», иногда «раджастханская живопись», «раджастханская миниатюра») — живопись, процветавшая в Индии при дворах раджпутских князей в XVI—XIX веках.

## Введение

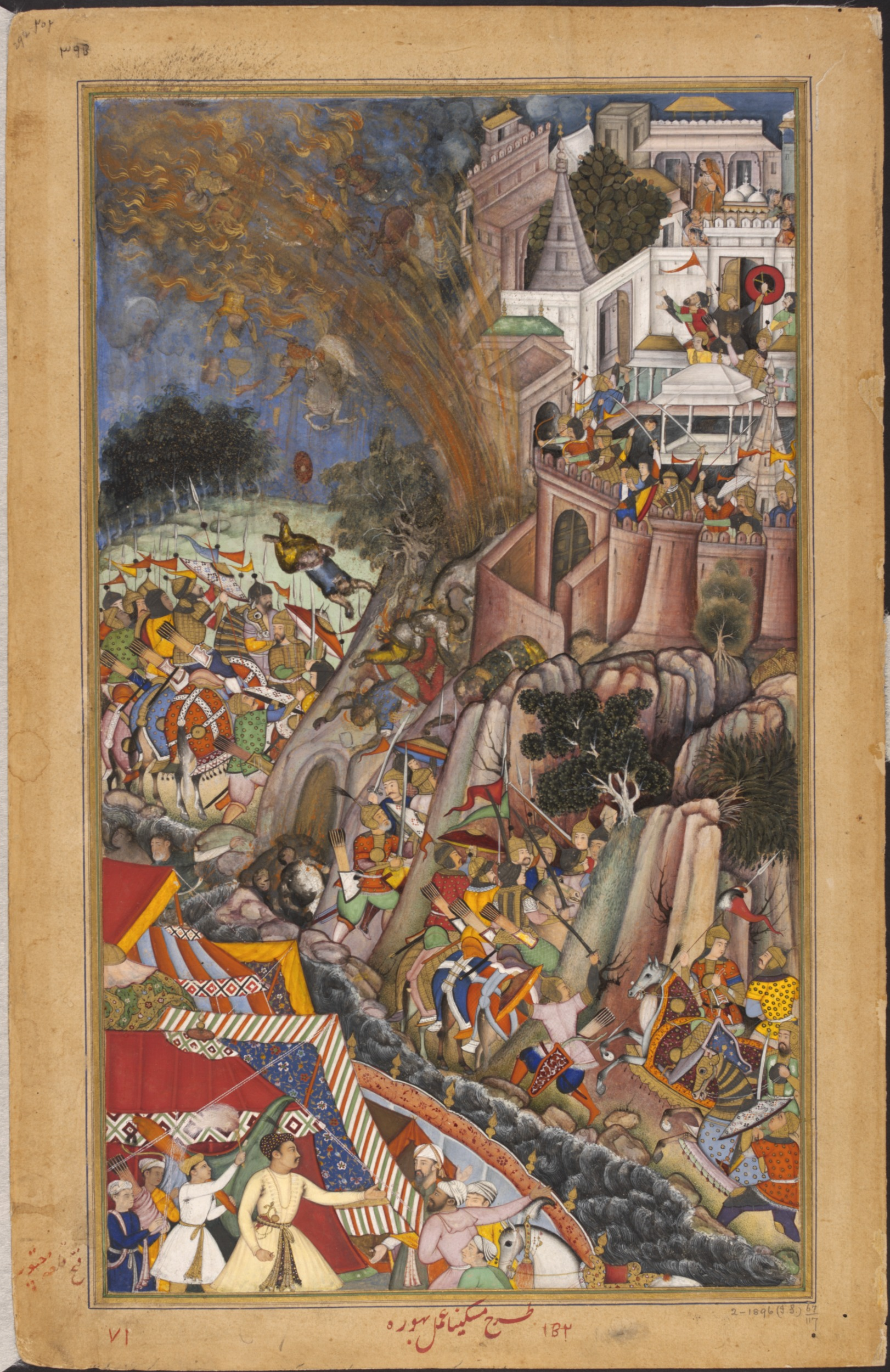
Мискин. Осада крепости Читтор в 1567 г. Могольская миниатюра из «Акбарнаме». 1590-95, Музей Виктории и Альберта, Лондон.

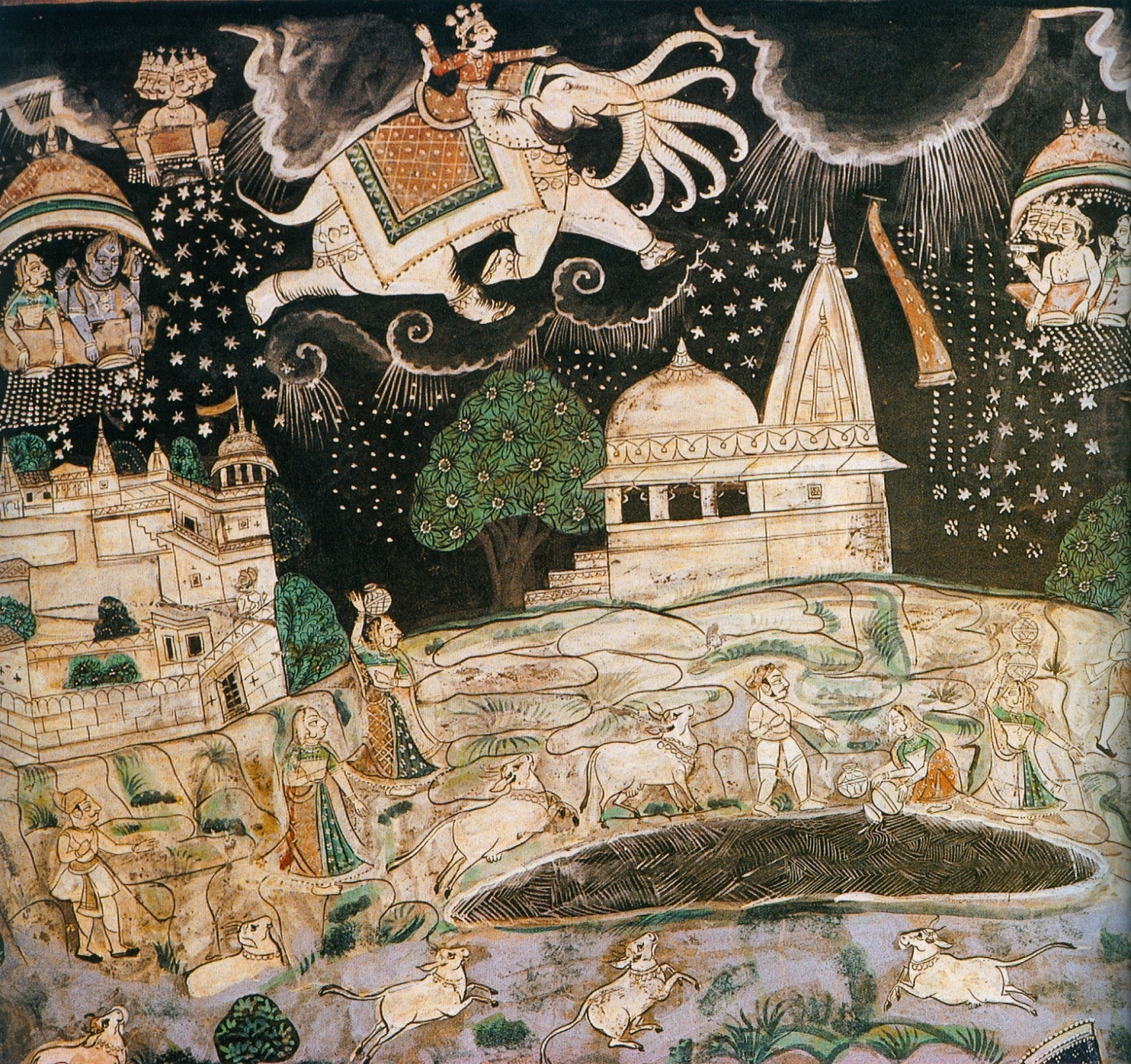
Свадьба Рамы и Ситы. Роспись стены дворца Бунди, 18в.

Раджпуты принадлежат касте воинов и возводят своё происхождение к Раме — герою древнего эпоса «Рамаяна». Их героизм на полях сражений увековечен в поэмах, а массовые самоубийства их женщин (джаухар) с целью избежать поругания врагом, были возведены в ранг священных. Никто точно не знает, каково их происхождение (учёные считают, что они появились в результате смешения парфянских, сакских, гуннских и кушанских племён). Уже в раннем средневековье, вскоре после падения империи Гуптов и царства Харши (647г) они правили большей частью северной Индии, создав множество небольших княжеств, во главе которых стояли вожди 36 основных кланов.
В X веке в северную Индию хлынули мусульманские завоеватели. Раджпуты не смогли оказать им должного сопротивления, поскольку единство этого народа было подорвано междоусобными конфликтами. Но и завоеватели не смогли их исламизировать, в раджпутских княжествах большей частью сохранились исконно индийские религии — джайнизм и индуизм.
Раджпутская живопись ведёт своё происхождение от джайнской традиции книжной миниатюры, но наибольший расцвет пережила под влиянием могольской живописи. Отношения раджпутов с моголами были сложными и подчас противоречивыми. Когда в XVI веке в северную Индию вторглись войска могольского императора Бабура, глава самого сильного раджпутского княжества Мевар — Рана Санграм Сингх попытался организовать сопротивление, но в битве при Кхануа возле Агры в 1527 году потерпел поражение и вскоре скончался от ран. Покорение Мевара было необходимо моголам в связи с тем, что это княжество находилось на пути из Дели в богатую приморскую провинцию Гуджарат, через которую шёл поток пилигримов в Мекку. Могольские императоры не оставляли мысли взять эту выгодную территорию под свой контроль, поэтому внук императора Бабура — Акбар в 1567-68 годах провёл в Раджастане опустошительную военную кампанию и захватил меварскую столицу — крепость Читтор. Князь Мевара Удай Сингх бежал из города и впоследствии основал новую столицу — Удайпур. Эти события сильно деморализовали правителей других, более мелких раджпутских княжеств. Джайпур, Биканер, Джодхпур и Джайсалмер стали вассалами моголов.
Не все раджпутские князья были вовлечены в военное противостояние с моголами. Первым раджпутским правителем, создавшим прецедент матримониального альянса с моголами был Раджа Бхарама, глава клана Качваха из Амбера (Джайпур), который в 1562 году предложил свою дочь императору Акбару в жёны. Впоследствии и другие раджпутские князья последовали его примеру. Благодаря этому некоторые из них вошли в императорскую элиту в качестве генералов и высокопоставленных чиновников, служа верой и правдой во время военных кампаний моголов в Бенгалии, Бихаре, Декане и Афганистане. В результате длительного пребывания при могольском столичном дворе они переняли местные вкусы, усвоили придворный этикет и привычку к роскошному костюму. Эти новые привычки распространились и на такую деликатную область, как покровительство живописи.
Основной формой раджпутской живописи является миниатюра, которая создавалась придворными художниками в мастерских при дворах раджпутских князей. Однако, в Индии издревле существовала традиция не только миниатюрной живописи, но и росписи стен ритуальными картинами и орнаментами, носившими магико-охранительный характер. Позднее жилища стали украшаться яркими картинами на вольные и традиционные сюжеты. Некоторые образцы раджпутской стенописи XVIII—XIX веков дошли до наших дней. По большей части они похожи на увеличенные раджпутские миниатюры.
В раджпутских княжествах в большом почёте была книжная культура. Книги в то время были рукописными и очень дорогими, они являлись важным предметом роскоши и престижа, а также предметом военной добычи. Тематика книг была самой разнообразной: от кулинарных книг и книг по ведению домашнего хозяйства до пособий по военному искусству, лирических стихов и древних эпосов. Иллюстрированные манускрипты составляли важную часть приданого невесты, подобными книгами породнившиеся богатые семьи обменивались в качестве свадебных даров.

## Материалы и инструменты
Раджпутская миниатюра писалась на бумаге. Бумажное производство в мусульманских странах было перенято у китайцев с VIII века. Одним из лучших центров по производству бумаги был Самарканд. В Индии бумага делалась из бамбуковых, джутовых, шёлковых волокон и текстильной ветоши. Технология производства бумаги в Индии в кустарных условиях не могла быть чётко стандартизована, поэтому она была разного качества, её толщина и текстура бывали разной.
Художники использовали натуральные краски, которые делятся на две категории — не требующие дополнительной обработки, такие как мел (белый), сурик красный, охра (оттенки жёлтого), окислы и сульфаты меди (зелёный), ультрамарин и ляпис-лазурит (синий) — достаточны было их хорошо растереть и промыть в воде — пигмент был готов. К другой категории принадлежат краски, требовавшие химической обработки — свинцовые белила (путём вымачивания свинца в уксусной кислоте), угольный чёрный (добывался путём выжигания дерева), киноварь, которую готовили из ртути и серы, синий пигмент добывался из растения индиго, кармин, красный органический краситель, добывался из кошенили (особых насекомых) и т. д. При необходимости краски смешивали, добиваясь нужного оттенка. Для отделки миниатюр также широко использовалось золото и серебро. Для прочного закрепления краски на бумаге в неё добавляли разные растительные смолы (камеди) и млечные соки растений.
Технология создания миниатюры была такова. Бумага сначала разглаживалась каменным бруском. Затем кистью и чернилами наносился предварительный рисунок (обычно коричневой краской), который покрывался тонким слоем белил, чтобы закрепить и сделать его почти незаметным в готовой картине. После этого накладывались краски. Их наносили слоями, каждый из которых полировался и растирался (для этого миниатюру клали на гладкую поверхность изображением вниз и растирали бруском мягкого полировального камня).
В целом технология производства миниатюр и работа раджпутских мастерских были организованы по персидскому образцу. Поскольку многие раджпутские княжества были небольшими, эти мастерские по числу персонала не могли сравниться с китабхане персидских шахов и могольских императоров (хотя, у некоторых князей число художников достигало нескольких десятков). Набор работ в них был стандартным: как повседневная рутинная процедура упоминается правка и ремонт миниатюр; по сохранившимся сведениям, под руководством главного мастера (устад) в раджпутских мастерских делались также копии оригинальных произведений.

## Тематический репертуар

### Кришна-лила

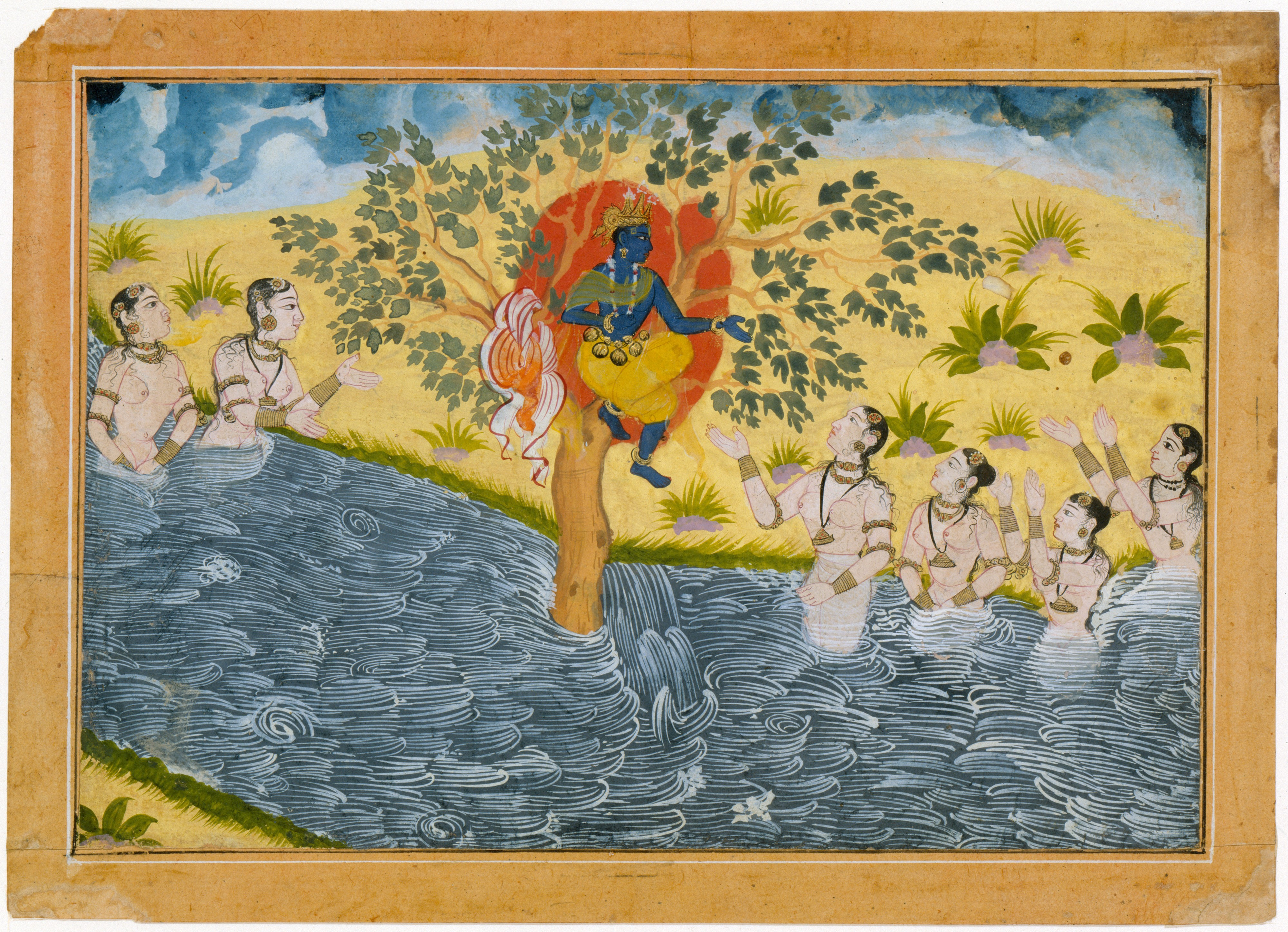
Гопи умоляют Кришну вернуть им одежду. Лист из Бхагавата Пураны, 1610, Музей Метрополитен, Нью-Йорк

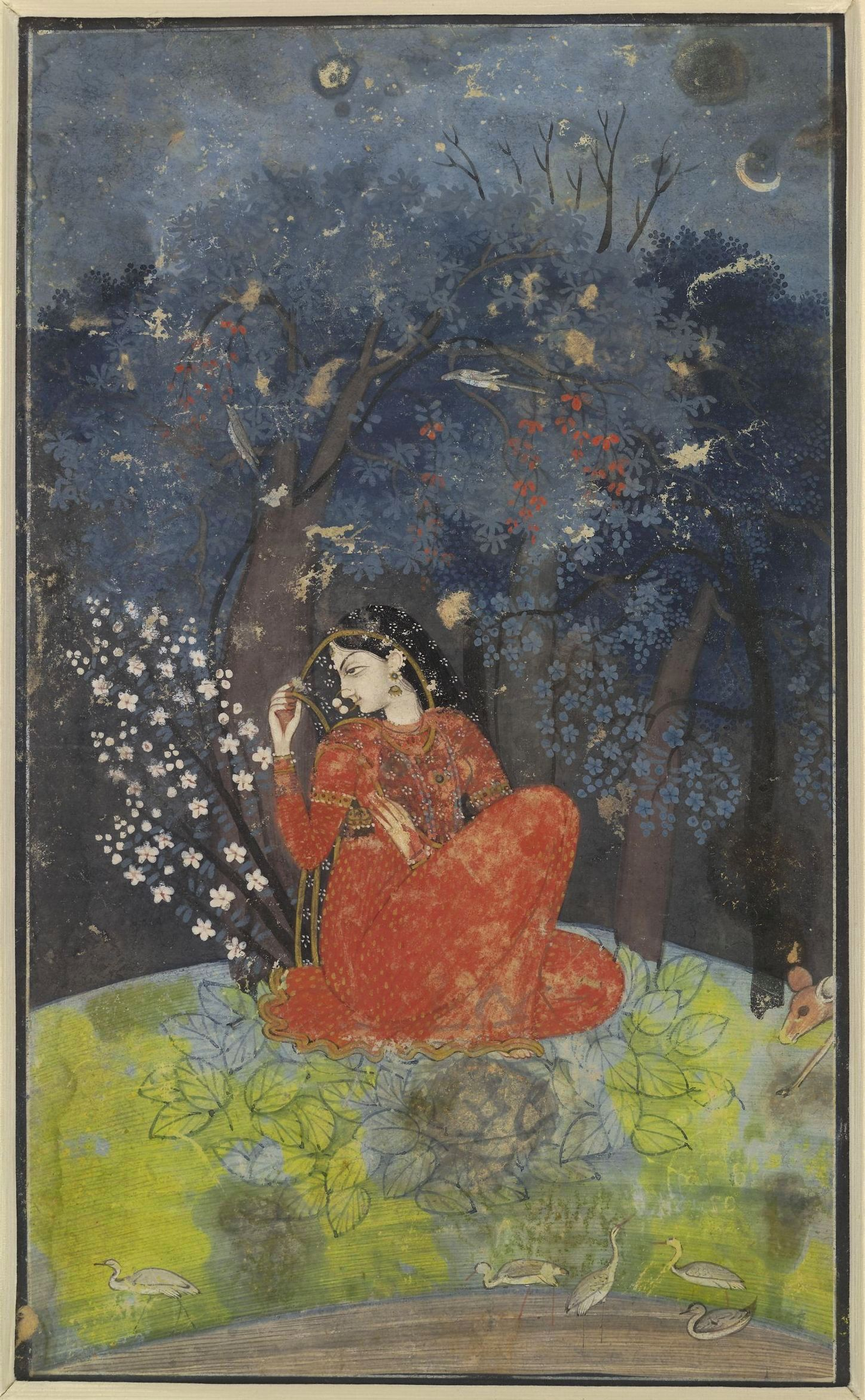
Уткантхита Наика. 1775-80, Британский музей, Лондон

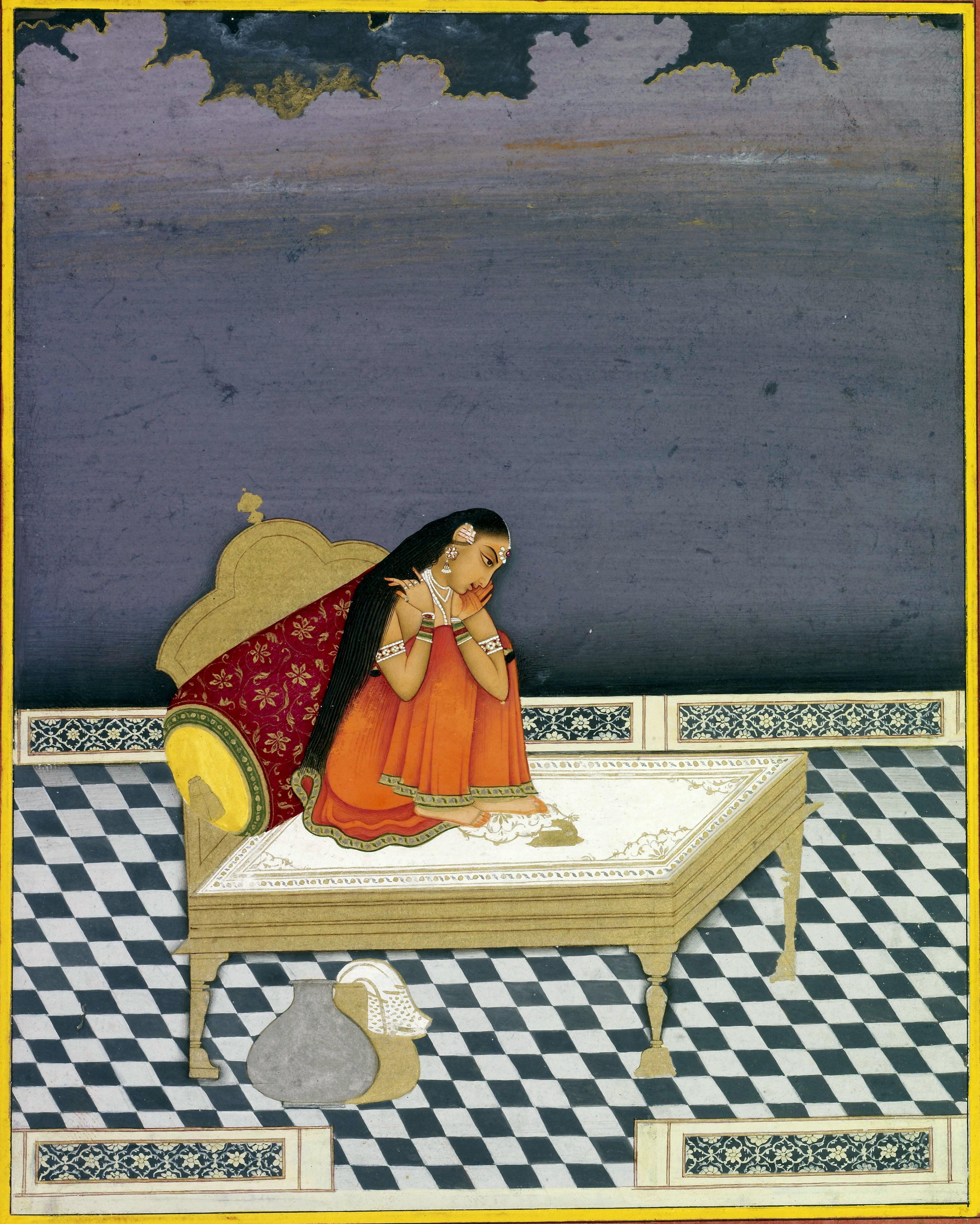
Випралабха Наика. Джайпур, ок. 1800 г.,Британский музей, Лондон

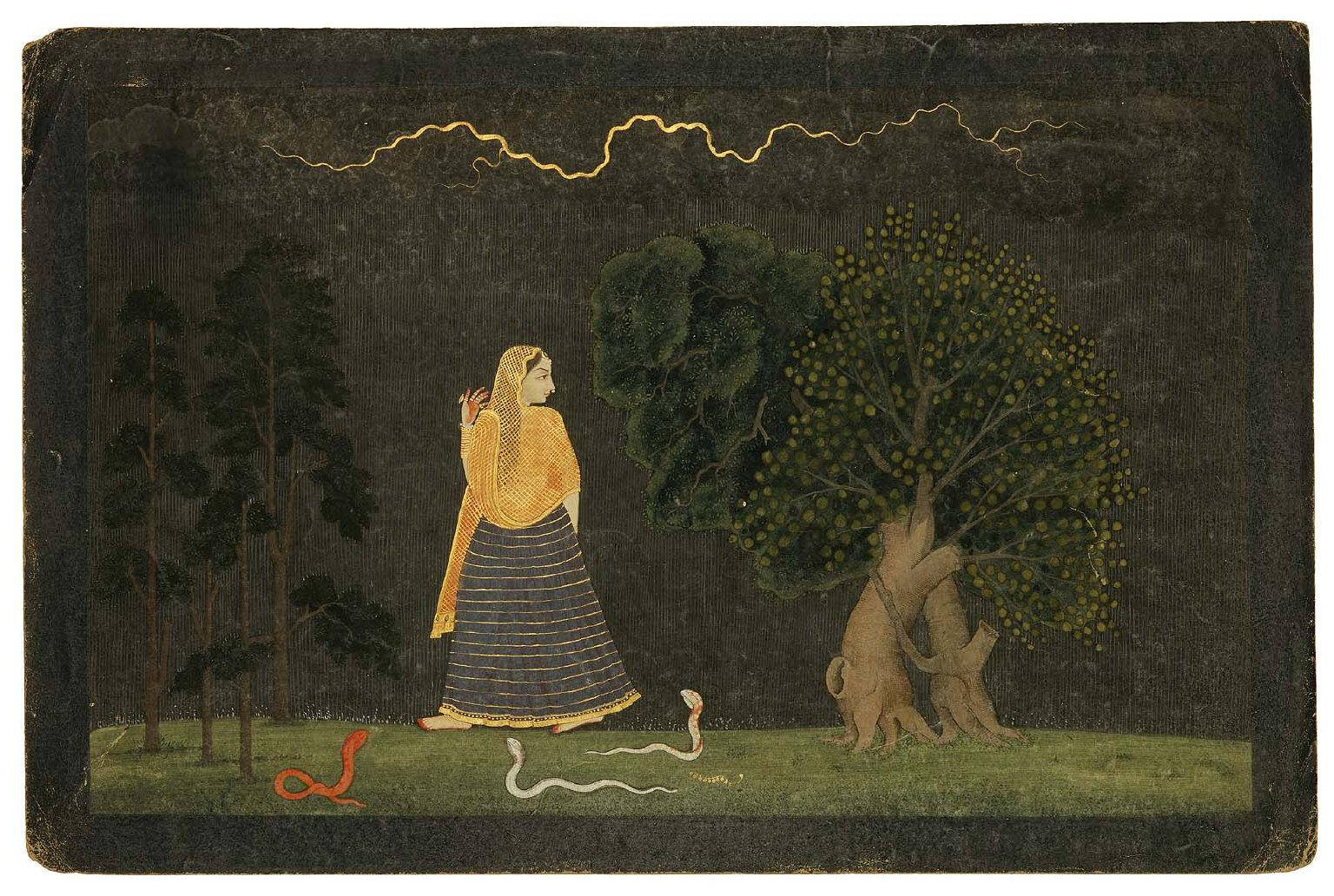
Абхисарика Наика. Кон. 18в, Бостон, музей изящных искусств.

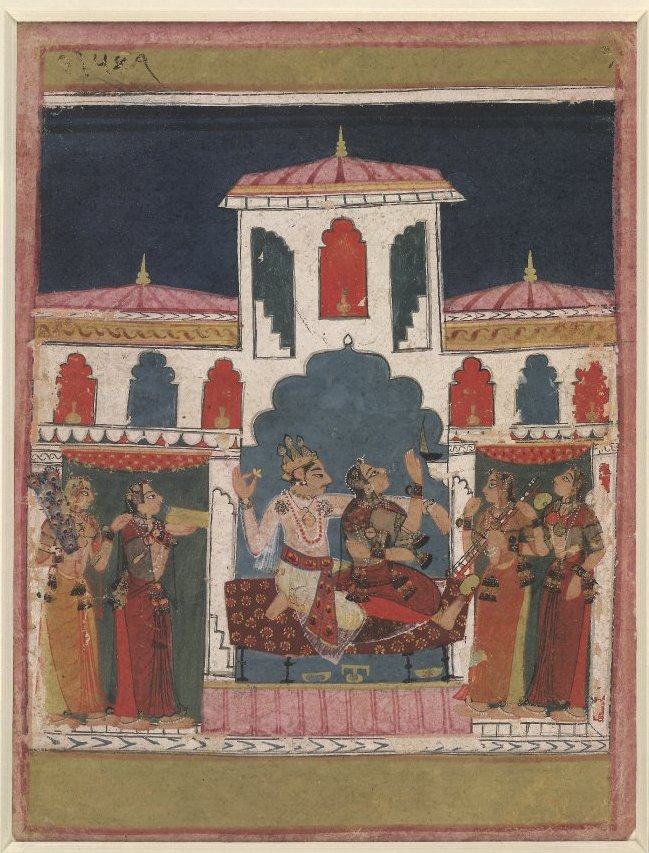
Рага Дипак. Мальва. ок. 1650 г. Британский музей, Лондон

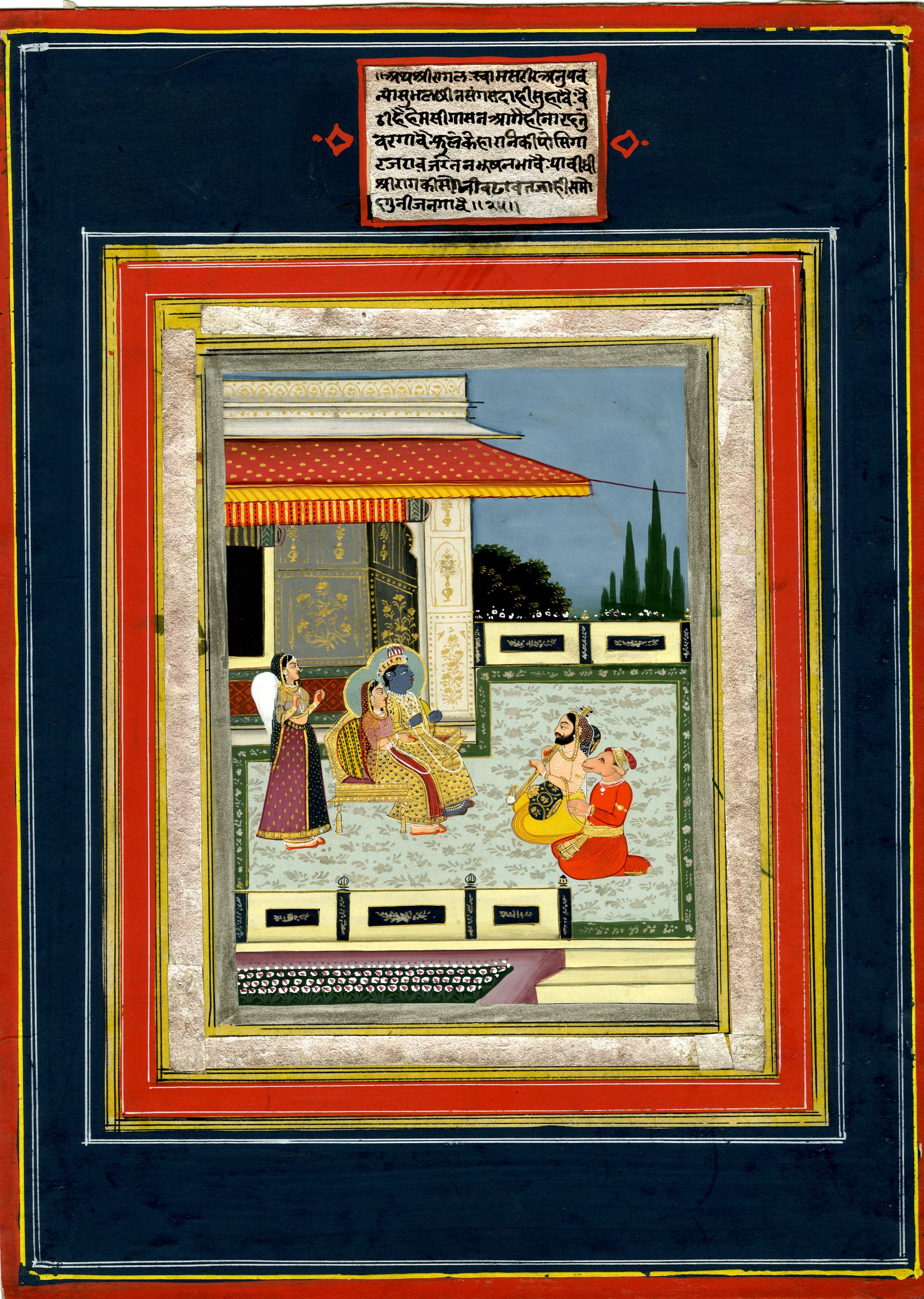
Рага Шри. Раджастхан, 1790—1810, Британский музей

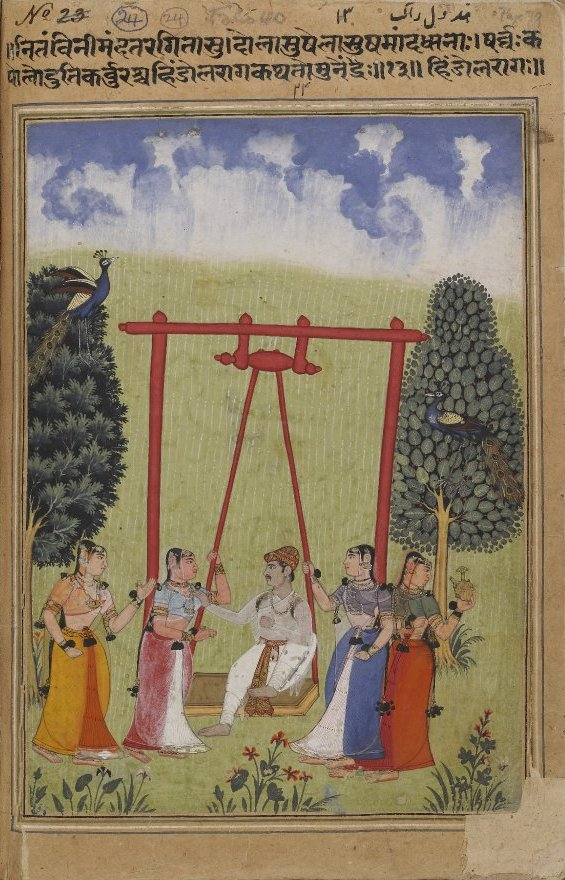
Рага Хиндол. Амбер, ок. 1610 г., Британский музей, Лондон

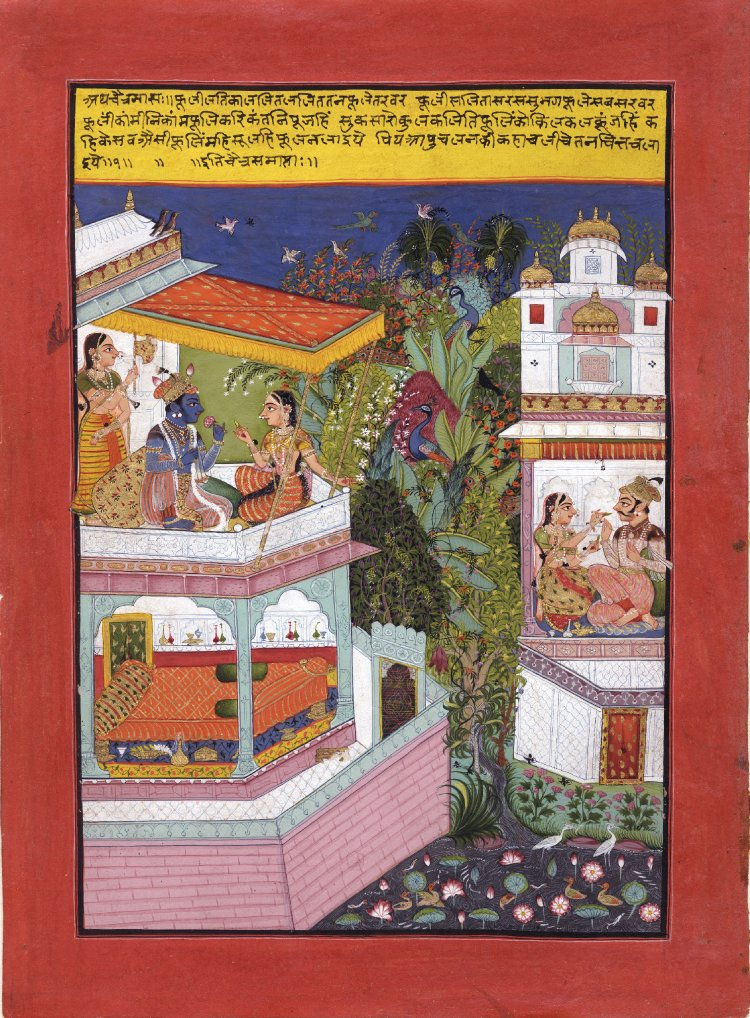
Месяц Чайт (март-апрель). Барахмаса, Бунди, ок. 1675—1700,Британский музей.

Источником вдохновения для раджпутских художников служила религиозная и светская литература. Очень часто использовались сюжеты из индийских пуран (собрания древних сказаний) — прославленных эпосов «Махабхарата» и «Рамаяна».
В средневековой Индии большую роль сыграла книга «Бхагавата-пурана», которая послужила основой для становления мощного культа бога Вишну — вишнуизма. В книге содержатся легенды, прославляющие Вишну в виде его инкарнации — бога Кришны. Первая часть Десятой книги «Бхагавата пурана» посвящена его детским проделкам и любовным историям. Другое сочинение, «Расапанча дхьяя», придаёт мифу о Кришне совершенно иное звучание, описывая танцы и любовные игры Кришны — «владыки осенних лун». Череду этих божественных любовных игр, флирт и связанные с этим затеи Кришны обозначают словом «лила». Сюжеты из «Кришна-лилы» были излюбленными темами для раджпутских художников начиная с XVI века.
Со временем легенды и истории вокруг Кришны разрастались, он стал главной фигурой культа бхакти. В северной Индии культ бхакти получил мощный импульс благодаря поэтическим гимнам Валлабхачарьи, Чайтаньи, Джаядевы и Мирабай — поэтов, которые в итоге признаны вишнуитскими святыми. Важными поэтическими сочинениями, посвящёнными Кришне, являются «Гитаговинда» Джаядевы, «Сурсагар» слепого поэта Сурдаса, «Сатсаи» поэта Бихари, «Матирама» Расараджи и «Расикаприя» Кешавдаса. Фигура Кришны стала доминирующей не только в литературе, но и в иных видах искусства. Он стал главным героем раджпутской живописи, особенно в Меваре, Джодхпуре, Кишангархе, Джайпуре, Бунди и Кота художники с удовольствием иллюстрировали поэмы, посвящённые ему.

### Наяк и Наика
Другим сюжетным источником служили шринагара — санскритские поэтические тексты, принявшие в средневековый период несколько манерный вид, но очень популярные. В шринагара фигурируют однотипные герои и героини, а стихи описывают всё возможное разнообразие их любовных переживаний и эмоциональных состояний. Ананда Кумарасвами, с книг которого, изданных в начале XX века, началось академическое изучение раджпутской живописи, отмечал: «Если китайцы лучше всех научили нас пониманию сути природы, выразив это в пейзажах „горы-воды“, то индийское искусство, по меньшей мере, может научить нас, как избежать неправильного понимания природы желания… того, что суть наслаждения не может быть грязной…».
В Индии существует своеобразная теория любовных взаимоотношений, в рамках которой символическая любовная пара Наика и Наяк оказываются во множестве разных положений и любовных состояний. Эта пара во всех сочинениях называется одинаково, причём акцентируется женский образ, который имеет множество различных оттенков — тщательно классифицированных. На эту вечную тему создано множество литературных произведений. Самая ранняя классификация женских типов известна из трактата «Натья-шастра» (II в. до н. э. — II в. н. э.) Самые известные и наиболее часто иллюстрированные книги на эту тему: «Раса Манджари» («Букет радости») — написанная на санскрите Бхану Даттой в XV веке, и «Расикаприя» («Руководство для ценителей») — написанная в 1591 году на хинди Кешавдасом, придворным поэтом раджи Вир Сингх Дева, правителя раджпутского княжества в Орчхе, который в знак признания таланта пожаловал ему в дар двадцать одну деревню. Этого поэта считают в Индии отцом-основателем литературы шринагара (любовной лирики).
В качестве фундамента своей поэмы автор «Расикаприи» использует любовные переживания Кришны, Радхи и пастушек-гопи, причём делает особый акцент на изображении Кришны как «божественного любовника». Пара Наяк-Наика в «Расикаприе» имеет и символический смысл: Радха и Кришна рассматриваются как идеальная пара влюблённых, а их любовная связь символизирует связь души и Бога. Описание любви Радхи и Кришны в «Расикаприи» фундаментально отличается от того, как эти взаимоотношения представлены в более поздних поэмах, написанных Тулсидасом, Сурдасом, Мирабаи и Чайтаньей.
Книга «Расикаприя» пользуется большой популярностью у раджпутов. Автор выделяет в ней около 360 типов женщин в зависимости от физиологии, возраста, поведения, темперамента. Они входят в четыре разные группы в зависимости от конституции и нрава:
- Падмини — прекрасная Наика, нежная как лотос, умная, весёлая и негневливая, хорошо сложенная, любит чистую и красивую одежду.
- Чхитрини — (грациозная и прекрасно сложенная). Природа одарила её разными достоинствами. Она любит танцы, музыку и поэзию. Обожает духи и портрет своего возлюбленного.
- Санкини — обладает вспыльчивым характером и ловким умом. У неё пышные волосы, она любит красную одежду и в пылу может больно уязвить словом. Решительна и бесстыдна.
- Хастини — грубая и массивная. У неё грузное туловище, жирное лицо, толстые ноги и нижняя губа, широкие брови; говорит грубым и злобным голосом.

Автор делит героинь на разные возрастные категории: до 16 лет — Бала, до 30 лет — Таруни, до 55 лет — Праудха и старше 55 — Вриддха. Проведена также классификация по времени и месту свидания: на празднике, в лесу, в пустом дворе, в пруду, ночью. Всё это на картинах изображается символически, так, что всё всем понятно — в жестах, в деталях обстановки, всем видом героини и т. д.
Распространены изображения восьми типов Наика:
- Свадхинапатика Наика — молодая жена, чей муж исполняет все её желания;
- Уткантхита Наика — мечтающая о встрече;
- Васакасадджа Наика — ждущая возвращения возлюбленного;
- Абхисандхита Наика — оставшаяся одна после ссоры;
- Кхандита Наика — упрекающая возлюбленного после измены ей;
- Прошитапатика Наика — находящаяся в разлуке;
- Випралабха Наика — напрасно ожидавшая встречи;
- Абхисарика Наика — идущая искать возлюбленного.

Реже изображаются четыре основных типа Наяк. Это:
- Анукула (искренний и преданный) — щедрый на добрые, ласковые слова, деятельный и умный, любит свою жену и не увлекается другими женщинами.
- Дакшина — тот, который любит всех женщин, включая свою жену (или жён).
- Сатха — лживый и фальшивый. Он говорит ласковые слова, тогда как сам думает о другой и не боится греха.
- Дхришта — тот, кто не боится злоупотреблять своей силой против женщины, может бить её, и никогда не признаёт, что не прав.

### Рагамала
Двумя другими тесно связанными темами миниатюр были «Рагамала» и «Барахмаса». Рагамала переводится как «Гирлянда раг». Рага — составное понятие из классического индийского музыкального искусства. Это мелодия, которой соответствует особое время суток и обстоятельства, и которая создаёт особое настроение («расу»). В связи с этими особенностями число раг очень велико. Рагам соответствуют индуистские боги, поэтому эти музыкальные произведения используются для медитации и как разновидность молитв без слов.  Различают мужские (рага) и женские (рагини) мелодические типы, отличающиеся по строю и ладу, а также ожидаемому воздействию на слушателя. В качестве живописных иллюстраций к рагам используют образы возлюбленных, в частности Кришны и Радхи.
Создание раги мифы приписывают Махадеве (Шиве) и его супруге Парвати, а изобретение рагини богу Брахме. У Шивы было пять голов, каждая из которых породила свою рагу; шестую рагу, по преданию, создала его супруга Парвати — так появилась рагамала, то есть гирлянда раг. Самая ранняя рагамала называется Нарадья-Сикса, её сочинил Нарада ок. V века н. э. Музыкально-теоретическая концепция раги впервые появляется в «Брхаддеши» — сочинении санскритского автора Матанги, которое было написано между V и VII веками н. э. В VIII веке была создана Рага-Сагара (приписывается двум авторам — Нараде и Даттиле), а между IX и XIII веками «Сангита-Ратна-Мала», которую сочинил Маммата. В развитии раги важную роль сыграл суфийский поэт и музыкант Амир Хосров Дехлеви, крупнейший знаток индийской и персидской музыки. Находясь при дворе делийского султана Алауддина Хильджи (1296—1316), он сочинил несколько новых раг и изобрёл ситар. Не менее важным было творчество Тансена — придворного музыканта могольского императора Акбара (1556—1605). Тансен сочинил серию новых раг, которые стали широко известны как «Рагамала Тансена».
Санскритские авторы в своих сочинениях создали и развили замечательную иконографию раг и рагамалы, описывая их художественным языком. Подобные описания можно найти в сочинении Сарангадевы «Сангита-Ратнакара» (1210-47гг). Много позже, в 1440 г., Нарада сочинил стихи, описывающие шесть основных раг и 30 рагини, которые вошли в его книгу «Панчама-Сара-Самхита». Подобные описания раг приводят Рана Кумбха Карна Махимедра в 1450 году («Сангита-мимамса», «Сангитасара») и Мешкарна в 1509 году («Рагамала Мешкарны»). Основываясь на этих описаниях, раджпутские художники стали создавать серии миниатюр с изображением рагамалы, создавая визуальный ряд к стихам и музыке.
Количество вариаций раг огромно — теоретически возможно исполнить до 3500 вариаций раг. Но основные шесть раг, которые называют Рагапатнис или Рагапутнас, обычно имеют от 84 до 108 вариаций. Шесть основных раг, это:
1. Рага Бхайрав, которую считают главой всех раг. Согласно традиции, эта рага вышла из горла бога Шивы, когда он выпил яд. Боги пели эту рагу до рассвета, чтобы вернуть его к жизни. Рага Бхайрав передаёт ритмический образ Шивы в форме божества Бхайравы. «Жёнами» этой раги (то есть её «рагини») считаются Бхайрави, Мадху-Мадхави, Бангали, Варари и Саиндхави.
2. Рага Малкаунс. Эта глубокая по содержанию рага исполняется ночью и относится к самым мелодически богатым. Согласно традиции, Рага Малкаунс географически связана с Малвой (Центральная Индия), но индусы верят, что она вышла из горла бога Вишну. Её богатая, глубокая мелодия исполняется в ночные часы с 12.00 до 4.00 утра. Главное настроение (раса) раги — выражение любви в форме наслаждения. Её рагини: Тоди, Гаури, Гунакали, Кукубха и Кхамбхавати.
3. Рага Дипак буквально означает «мелодия ламп» или «мелодия света». Согласно книге «Сахита-Сангита-Нирупама» (1550 г.) эта рага вышла из глаз Солнца. Она исполняется весной в тёмное время суток. Её главное настроение (раса) — выражение любовного единения. Рагини, к ней относящиеся: Кедари, Канада, Деси, Камоди и Нат.
4. Рага Шри. Эта рага издревле ассоциируется с богатым урожаем и богиней Шри или Лакшми, но в более поздние времена её стали считать рагой царей и исполнять при царских дворах. Она предназначена для исполнения на рассвете, но также исполняется во время зимних дождей. Основное настроение раги — любовное разочарование. В качестве визуального аналога художники обычно изображали царя и царицу на троне, слушающих музыку. Её рагини: Мару, Васанта, Малшри, Асавари и Бенгал.
5. Рага Хиндол. «Хиндол» означает «качели». Мелодия раги ассоциируется с Праздником качелей, который бывает в месяц шравана, и с праздником Джулан-Ятра Кришны (Праздник качелей Кришны в священном городе Натхадваре). Обычно её исполняют в утренние часы (с 8.00 до 12.00 дня). Согласно древним текстам Раге Хиндол принадлежат пять «жён» — Лалита, Рам-Кали, Патманджари, Десакх и Вилавал.
6. Рага Мегх. Эта рага ассоциируется с сезоном дождей («мегх» означает «облако»). Её основное настроение (раса) — неудовлетворённая любовная тоска (випраламбха шринагара) и жажда любовного единства. Первоначально рага персонифицировалась в виде божества с серовато-синей кожей и с четырьмя руками, но позднее стала выражаться в виде бога Кришны. В искусстве она также стала отображаться как героическая фигура — символ любви и радости. Мелодия раги исполняется поздней ночью. У неё пять рагини: Маллар, Бхупали, Десакари, Гуджри и Танка.

Типичная «Рагамала» состоит из 36 миниатюр, которые изображают разные стадии отношений между мужчиной и женщиной связанные с сезонами и временем дня. Рагамала связана с культом бхакти, при котором бхакта ищет такого душевного или физического контакта с божеством, как если бы оно было человеком.

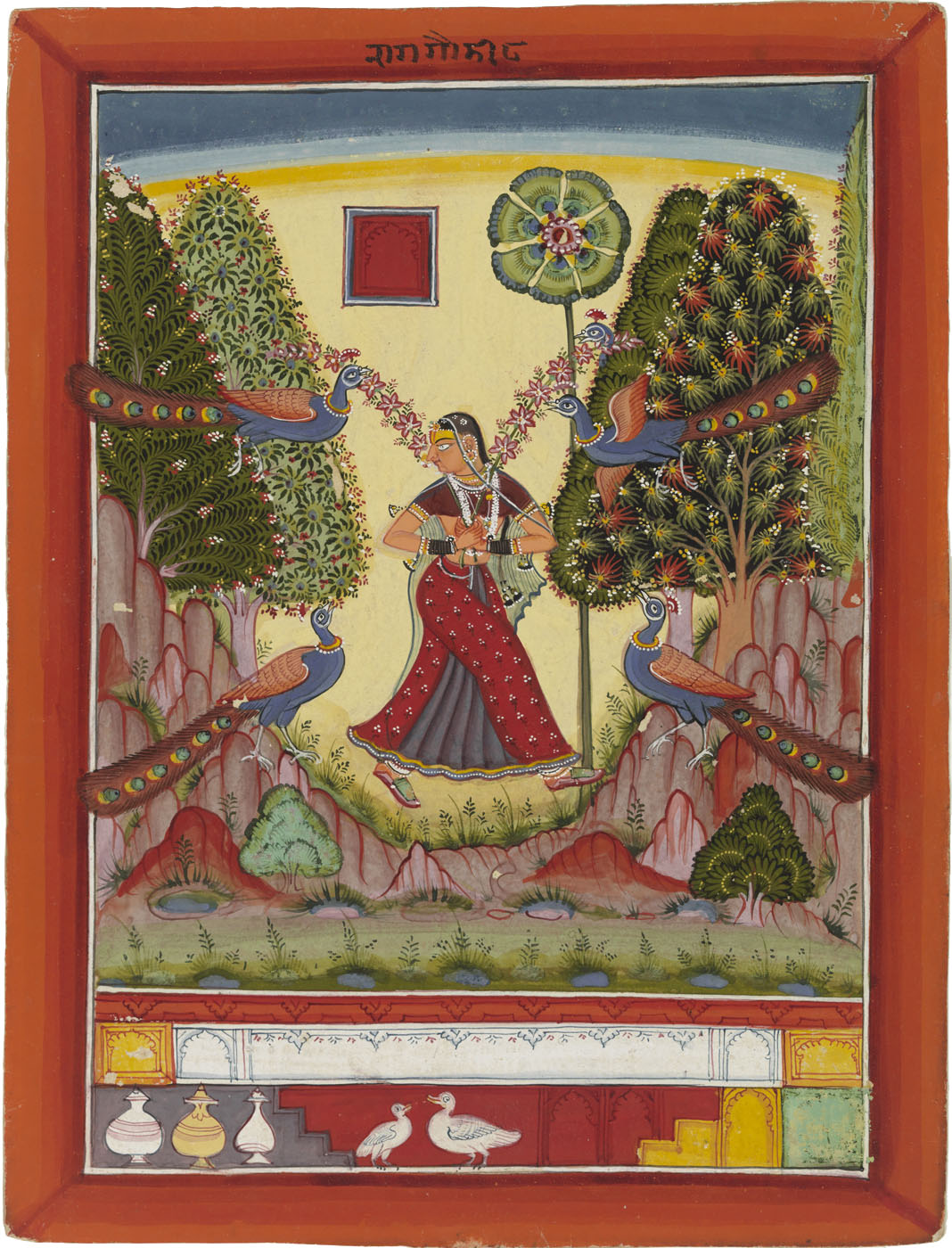
Гаури Рагини. Сирохи, Раджатсхан,ок. 1610, Британский музей
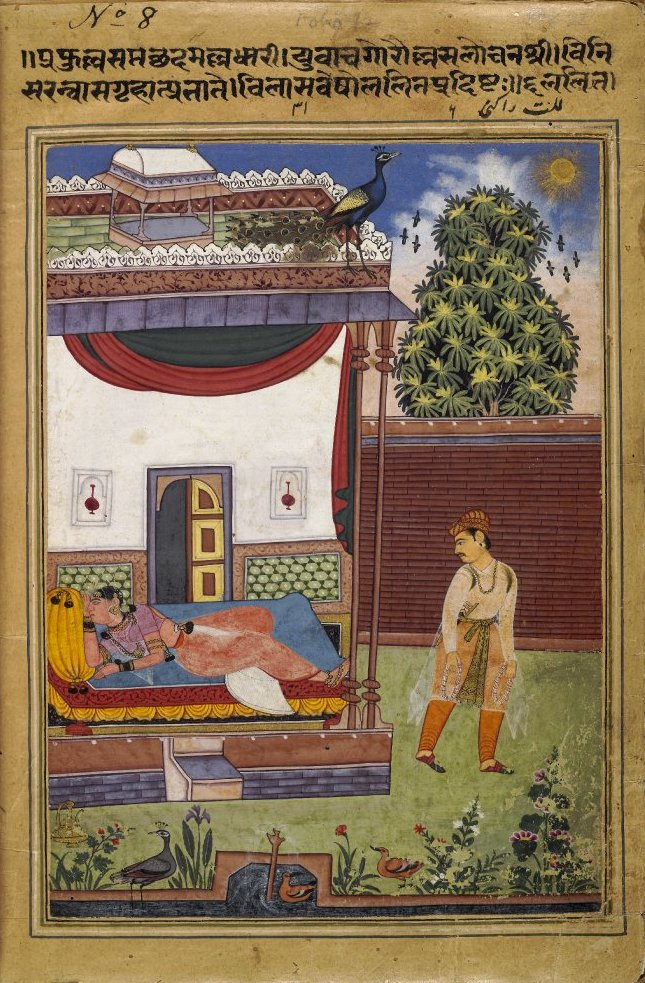
Лалита Рагини. Амбер, 1610г, Британский музей
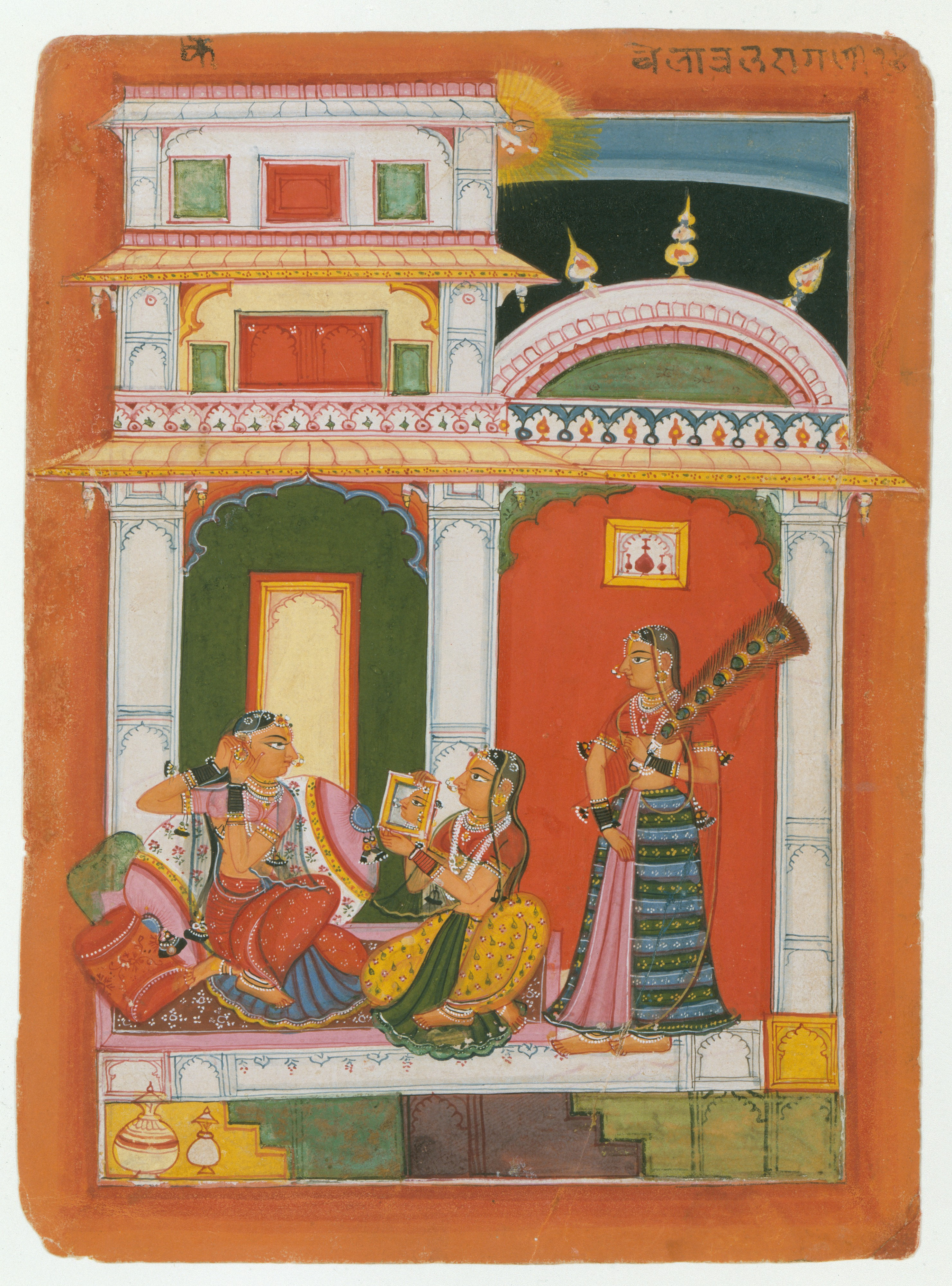
Вилавал Рагини. ок. 1680г, Музей Метрополитен. Нью-Йорк
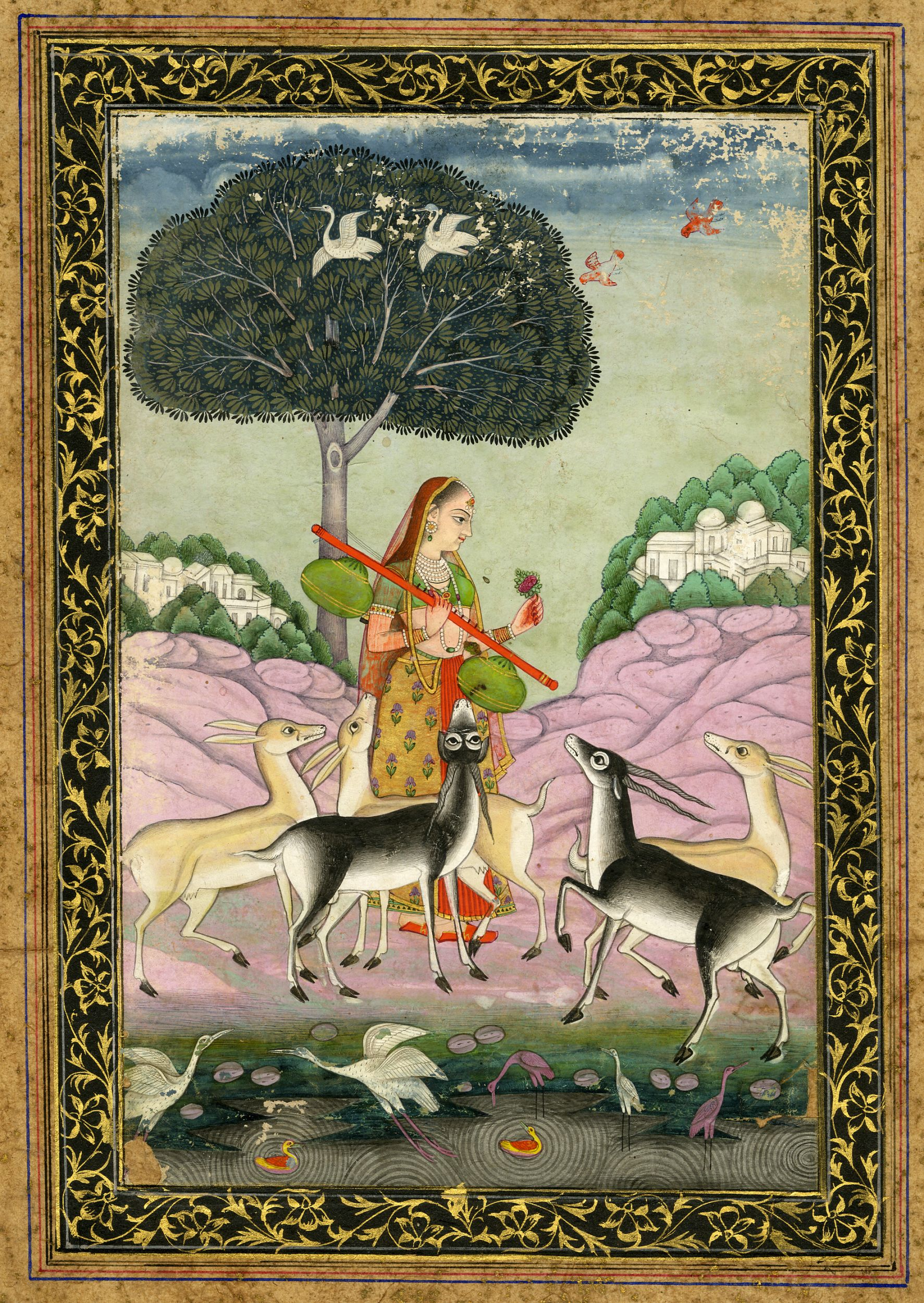
Тоди Рагини. Джайпур, ок. 1750г., Британский музей.
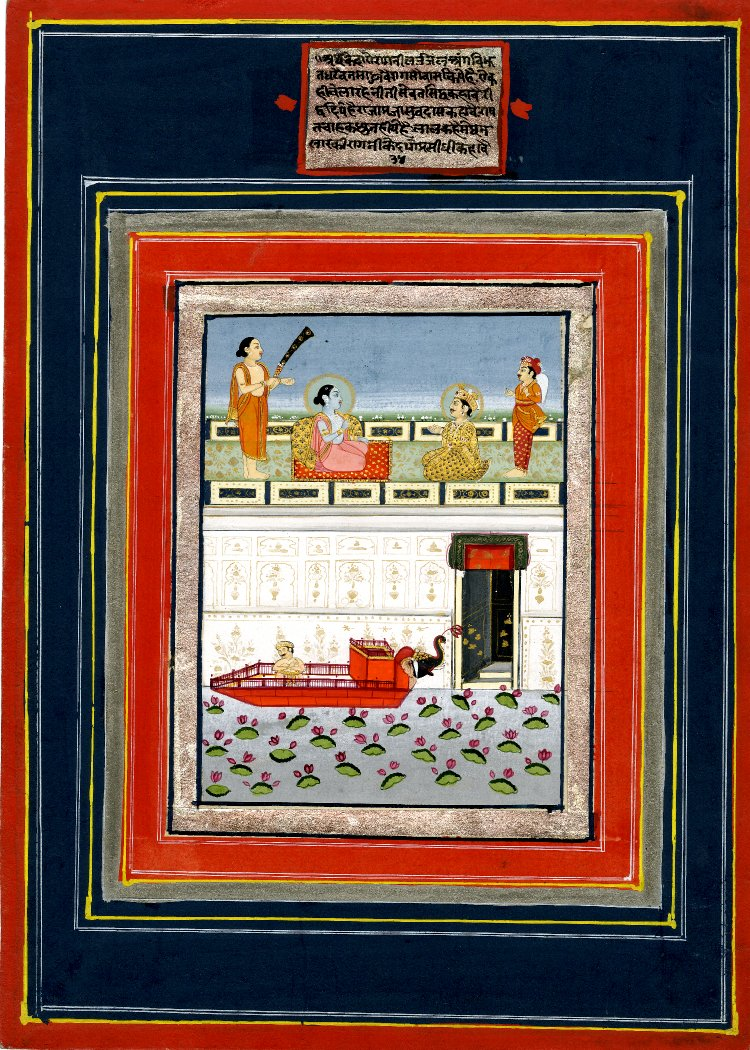
Кедари Рагини. Раджастхан, 1790-1810, Британский музей.
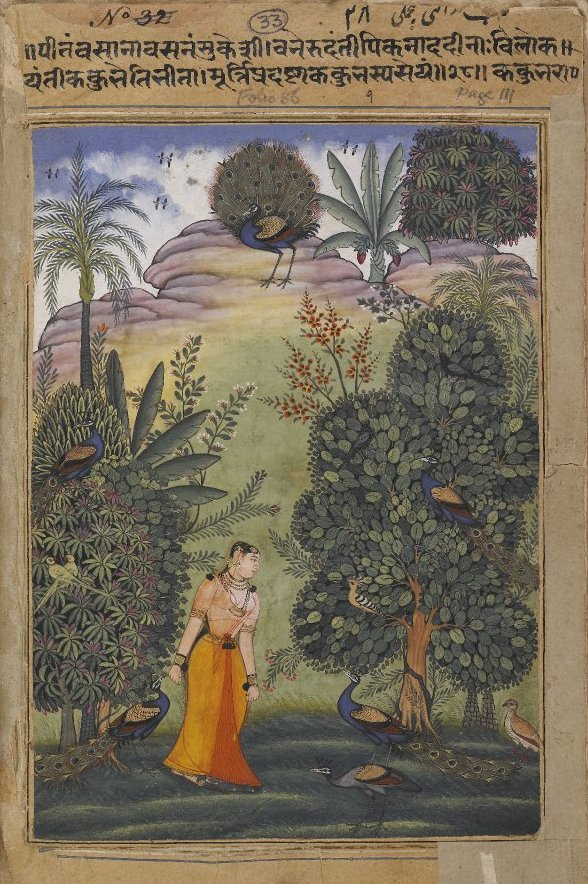
Кукубха Рагини. Джайпур, 1610г., Британский музей, Лондон

### Барахмаса и другие темы
Иллюстрации на тему Барахмаса (двенадцать месяцев, то есть сезоны) также исполнялись сериями. Учение о сезонах связано с сельскохозяйственным календарём. В то же время индийцы убеждены, что ритм сезонов — это ритм жизни. Сезонная поэзия и песни на эту тему, очень популярные у женщин, посвящены каждому месяцу года. Песни поются, когда наступает срок. Вероятно, раньше в этом состояла особая магическая практика, но женщины, по всей вероятности, воспринимают их как обычные грустные песни о любви и разлуке.
Индийский календарь был темой многих поэтических произведений. Барахмаса имеет фольклорное происхождение, но уже прославленный поэт Калидаса (IV—V вв. н. э.), писавший в эпоху Гуптов на санскрите, в своём произведении «Риту Самхара» использует эту фольклорную поэзию. В XV веке святой и поэт, первый мудрец сикхизма Гуру Нанак (1469—1538) сочинил и распевал свою Барахмасу. Следом за ним Гуру Арджуна (1581—1606) сочинил стихи «Барахмаса», которые вошли в священную книгу сикхов «Гуру Грантх Сахиб», известную своими мистическим мольбами.
В средневековой Индии о красоте разных времён года писали несколько поэтов: Сенапати, Датта, Дев, Говинда, Анандрам, Нетрам и Каширама. Однако самым популярным стало сочинение Кешавдаса (1555—1617), знаменитого поэта при дворе Раджи Вир Сингх Дева в Орчхе, который посвятил Барахмасе часть стихов в десятой главе книги «Кавиприя». Он придал сезонным песням Барахмасы особый, новый смысл. Дух его песен пронизывает боль разлуки, и надежда на скорую встречу с возлюбленным, которая усмирит эту боль.
В песнях подчеркиваются особенности каждого из месяцев, из-за которых каждый из них по-своему благоприятен для любви. Эти черты изображаются в раджпутской живописи с помощью сцен из легенды про Раму и Ситу, которая описывает их совместное пребывание в лесах.
Раджпутские мастера создавали серии миниатюр также на тему «Дашаватара», в которых изображались десять аватар бога Вишну. Они писали миниатюры и на темы «Деви-махатмья» — Прославление Великой Богини. Многие её деяния, включавшие борьбу с силами зла, изображались со множеством впечатляющих деталей. Иллюстрировались многие сочинения местных поэтов, как правило, религиозного содержания.
Все эти традиционные сюжеты стали основными для живописных школ Мевара, Бунди, Кота, Кишангарха и особенно для школ горного района Пахари. Однако со второй половины XVIII века они были потеснены темами, связанными с жизнью и досугом раджпутских князей; некоторые художники были столь близки со своим правителем, что их произведения стали похожи на документальную хронику жизни патронов. Особенно популярными были изображения княжеской охоты, которая в те времена была смесью спорта и государственного ритуала, а также ласкающие глаз сцены с участием красавиц из княжеских гаремов — «занана». Большую роль играло искусство портрета.

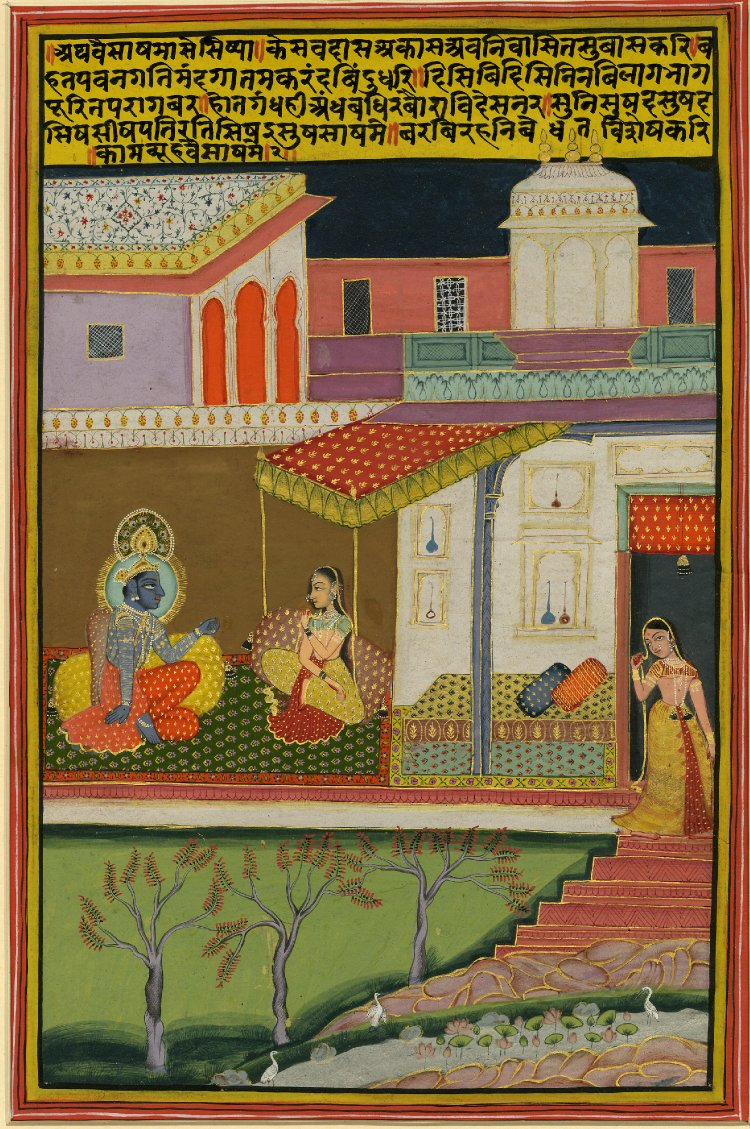
Месяц Байсакх (апрель-май), Барахмаса, Джайпур,ок. 1800, Британский музей
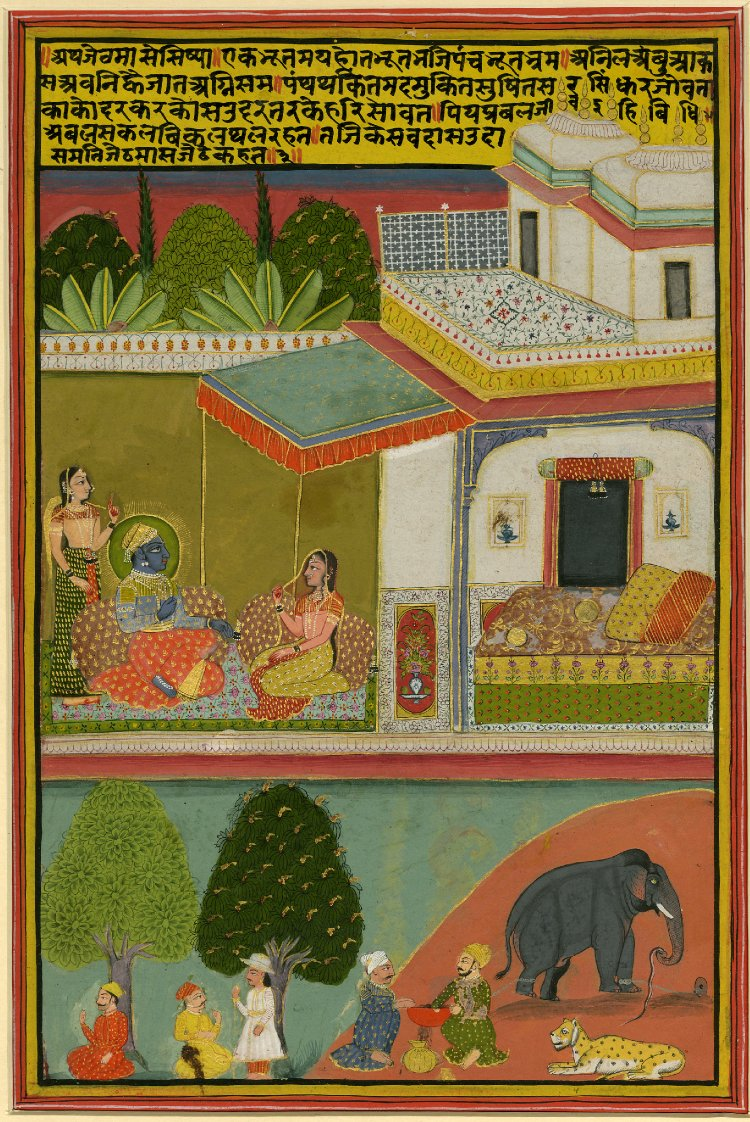
Месяц Джетх (май-июнь), Барахмаса, Джайпур,ок. 1800, Британский музей
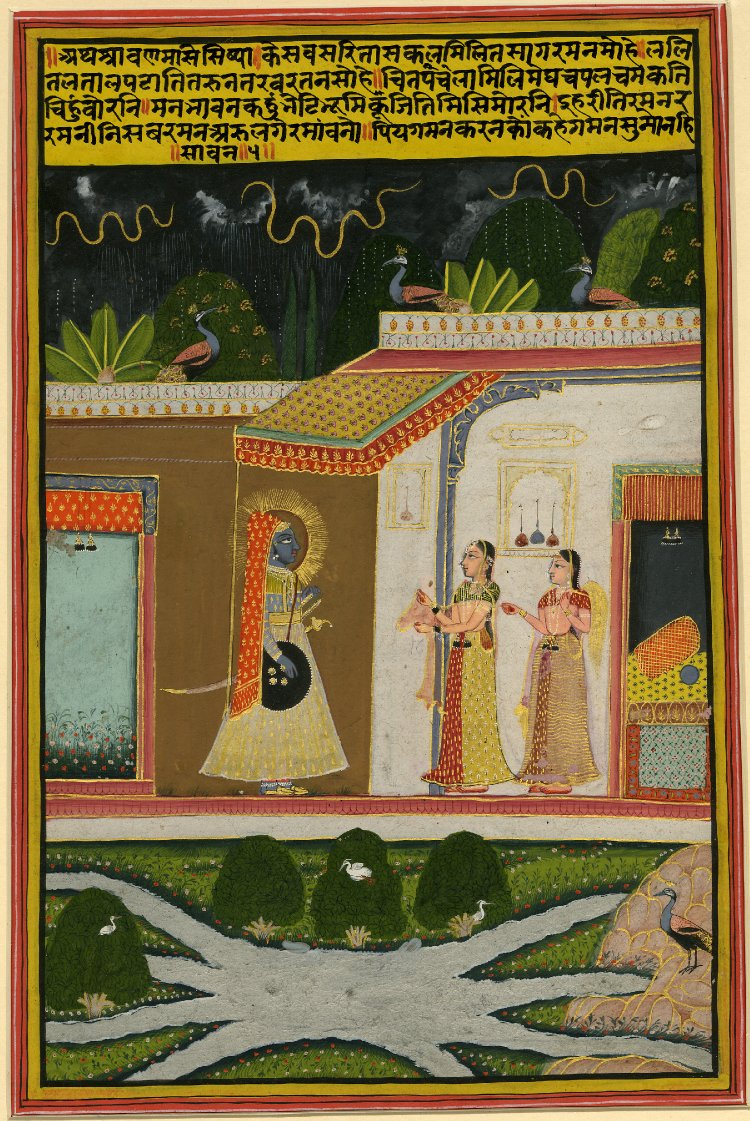
Месяц Шраван (июль-август), Барахмаса, Джайпур,ок. 1800, Британский музей
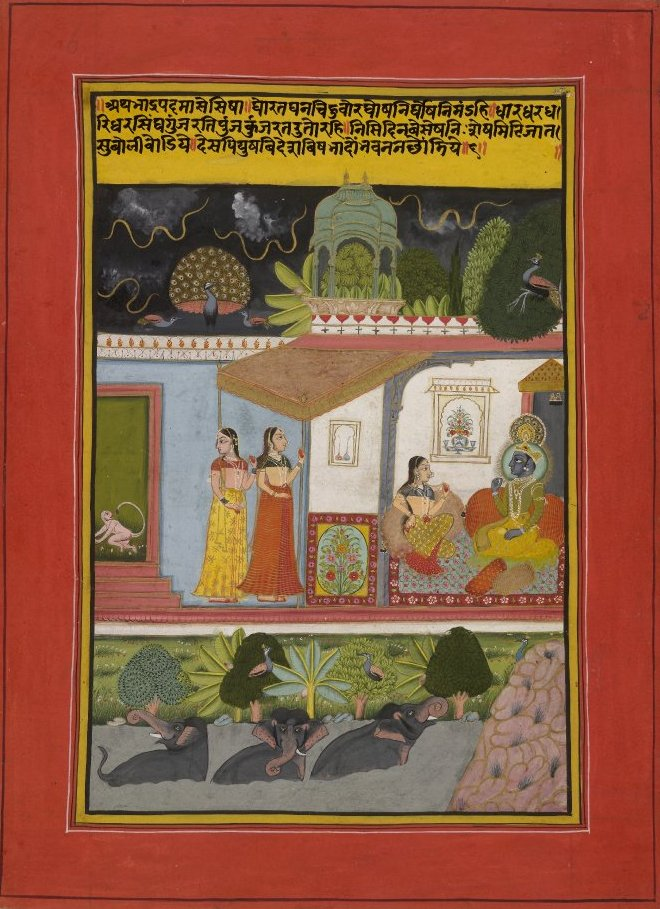
Месяц Бхадон (август-сентябрь), Барахмаса, Джайпур,ок. 1800, Британский музей
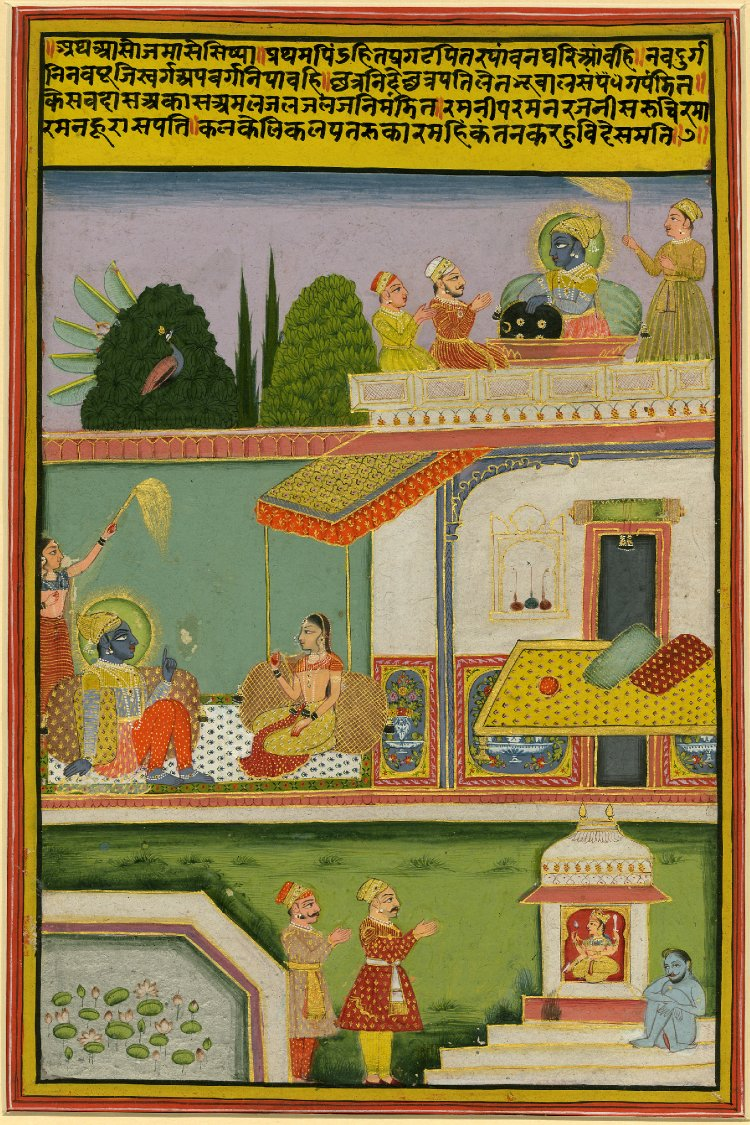
Месяц Ашвин (сентябрь-октябрь), Барахмаса, Джайпур,ок. 1800, Британский музей
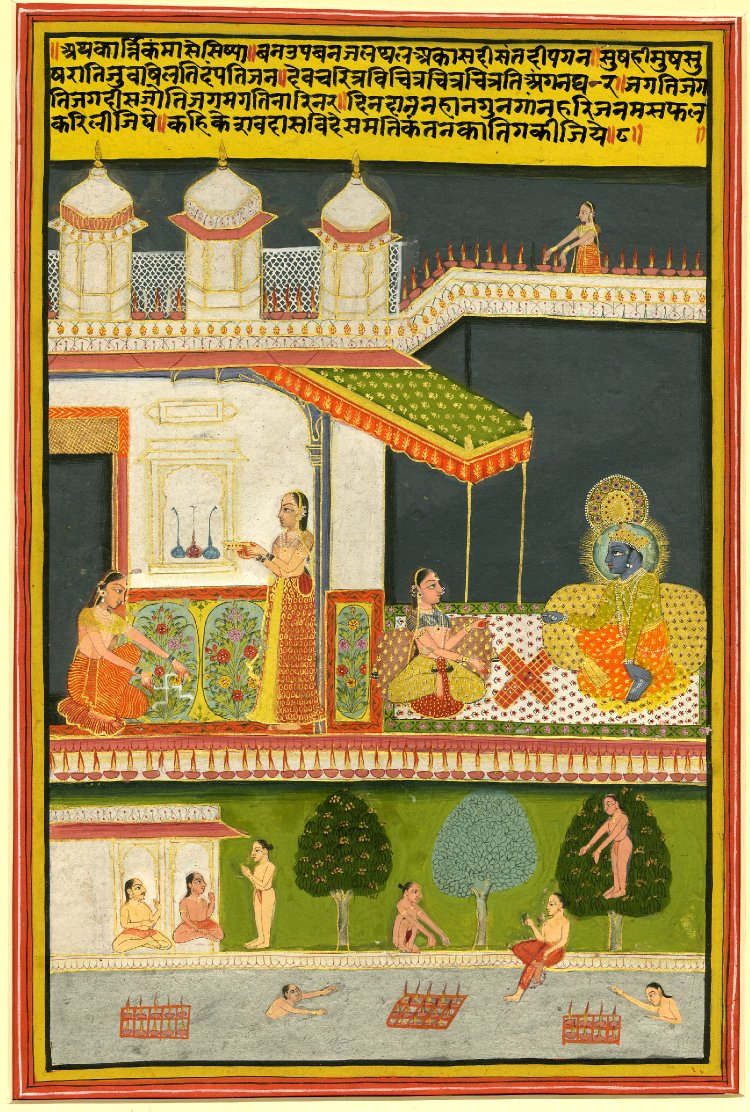
Месяц Картик (октябрь-ноябрь), Барахмаса, Джайпур,ок. 1800, Британский музей
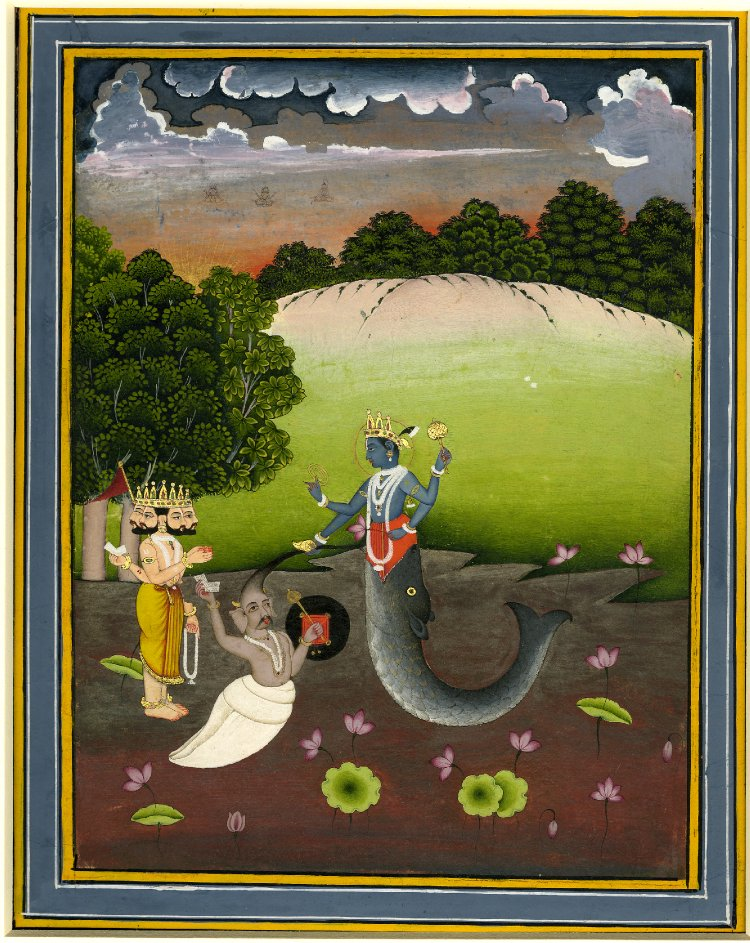
Вишну в виде Матсьи, Дашаватара, Джайпур,ок. 1800, Британский музей
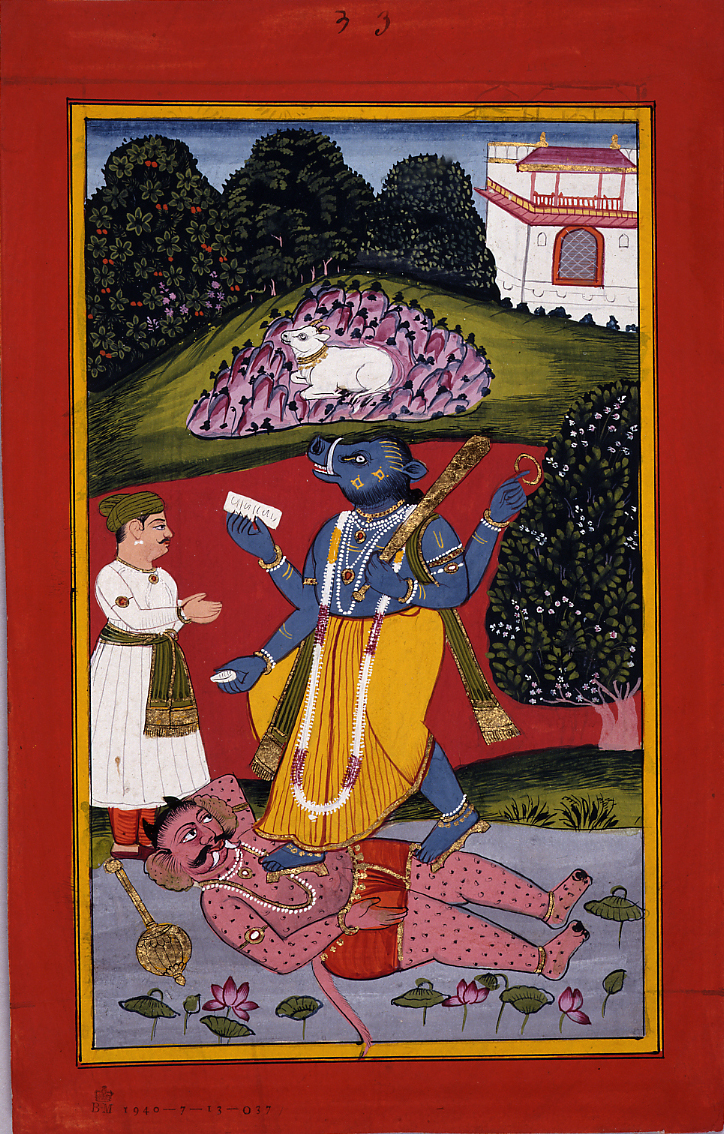
Вишну в виде Варахи, Дашаватара, Джайпур,ок. 1800, Британский музей

## История

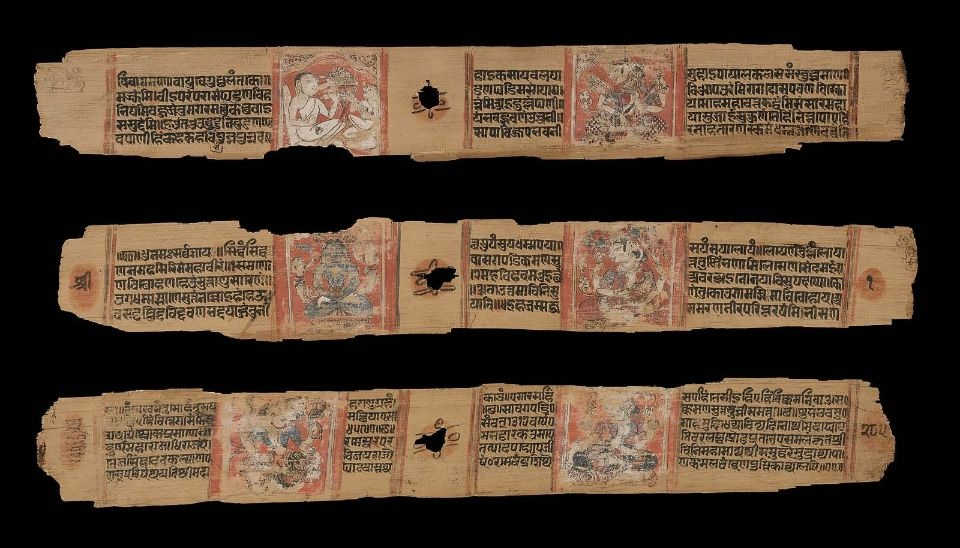
Шравака-пратикрамана-сутра. Ранний манускрипт на пальмовых листьях. 1260г, Бостон, Музей изящных искусств.

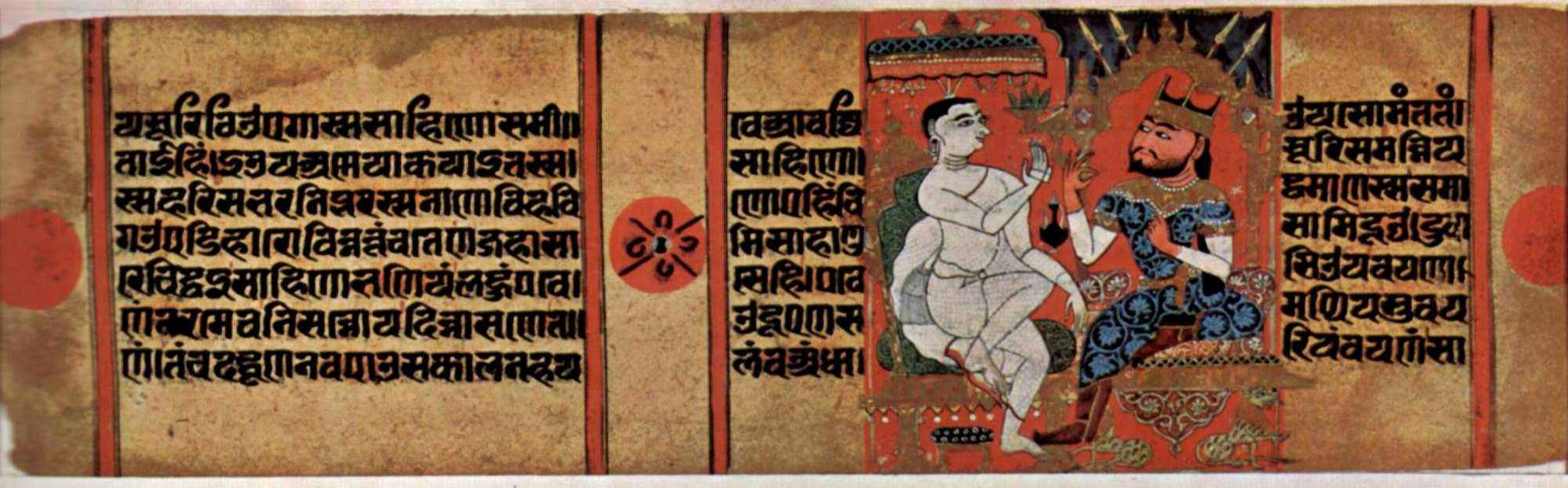
Калака и царь саков. Калакачарьякатха, ок. 1411 г., Мумбаи, Музей Принца Уэльского.

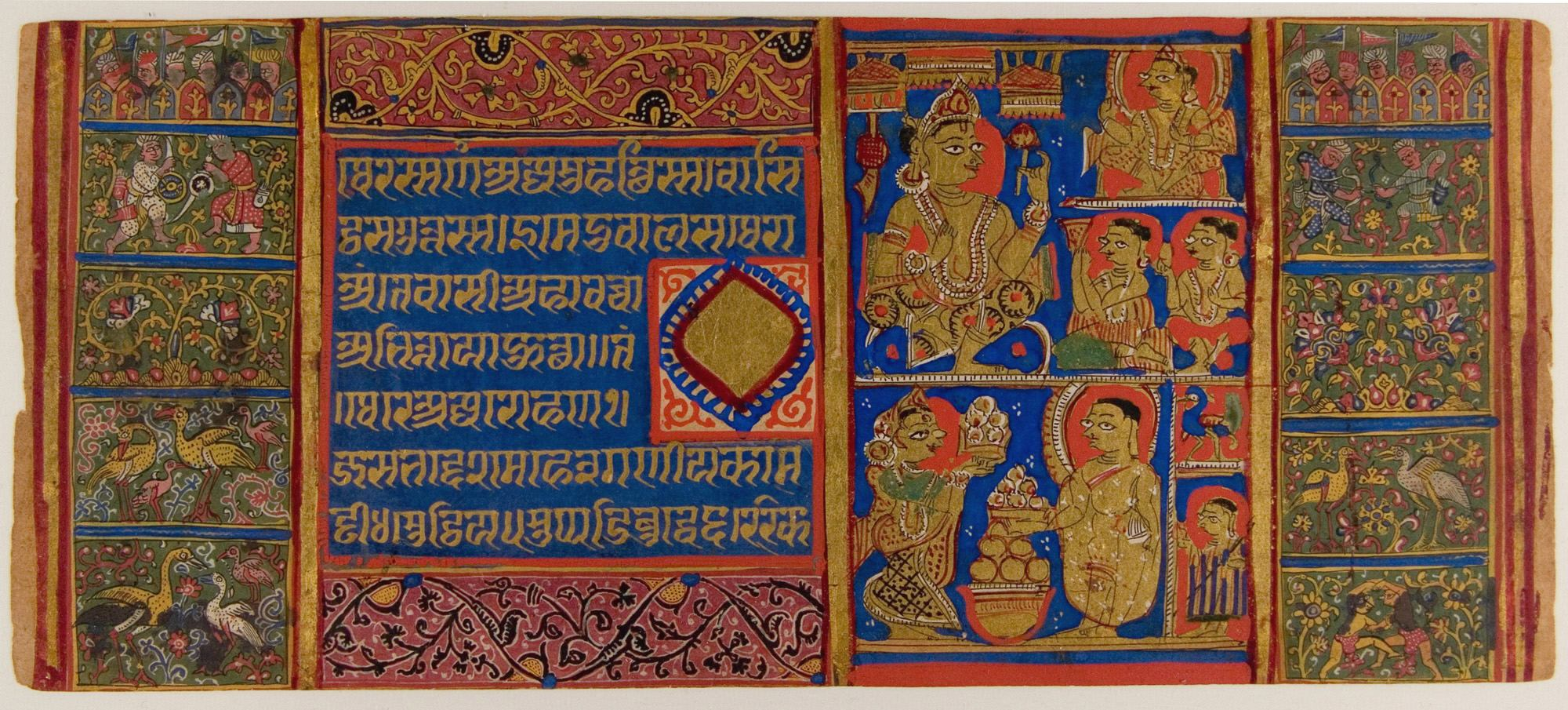
Встреча монаха у ворот зала коронаций. Кальпасутра. ок. 1475 г., Музей Ритберг, Цюрих.

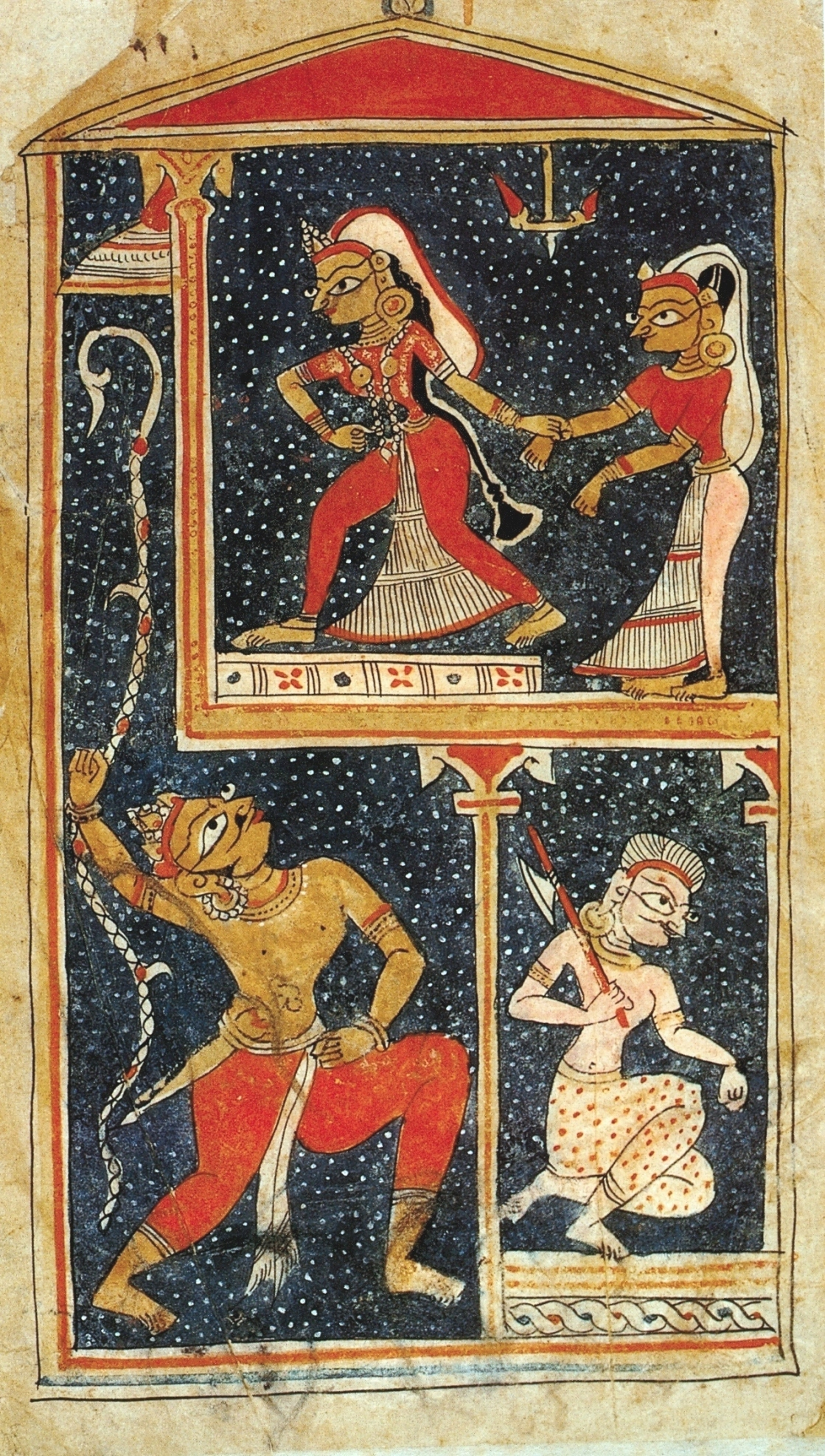
Бегство Чанды. «Чандаяна» Муллы Дауда. 1450-75гг, Бхарат Кала Бхаван, Индуистский университет, Бенарес, Варанаси.

История производства книг в Раджастане прослеживается с XI века (более древние артефакты не сохранились). В средневековой Индии существовали две основные живописные традиции книжной миниатюры — восточная и западная. Восточная традиция развивалась во времена правления династии Пала (800—1200) и была связана с иллюстрированием буддийских текстов. Западная традиция имела распространение в районе Гуджарата и Раджастана и была связана с джайнскими религиозными сочинениями. Она развивалась с XI по XVI век вопреки всем иконоборческим мероприятиям мусульманских завоевателей. Первые джайнские книги (XI—XII вв.) делались из пальмовых листьев, и в этом отношении очень похожи на ранние буддийские книги из восточной Индии. Самый ранний датированный манускрипт на листьях пальмы, содержащий иллюстрации — Шравака-пратикрамана сутра — чурни Виджаясимхи, написанный Камалчандрой в Меваре, хранится в Бостонском Музее Изящных искусств и датируется 1260 годом.
С XIV века для изготовления книг стала использоваться бумага; самая ранняя джайнская бумажная иллюстрированная книга — шветамбарская «Калакачарьякатха», создана в 1366 году в Йогинипуре (Дели). До наших дней дошло довольно много бумажных джайнских книг, и буквально несколько не джайнских текстов. Среди джайнских самыми распространёнными были «Кальпасутра» (Книга ритуалов) — канонический текст, в котором содержатся биографии четырёх самых выдающихся джин, правила ритуалов и монашеских взаимоотношений, и «Калакачарьякатха» (История Учителя Калаки); они многократно копировалась в XV веке. Причём, заказчиками копий были в основном не правители, а купцы, для которых заказ копии священного текста считался делом богоугодным. Эти книги копировались не в придворных мастерских, а монахами в храмовых библиотеках (Шастра бхандарас). Иллюстрации в священных джайнских книгах носили канонический характер, поэтому они практически не были подвержены художественной эволюции. В качестве основных тонов для миниатюр применялись ультрамарин (ляпис-лазурит), тёмно-красный пигмент, серебро и золото.
Во второй половине XV — начале XVI веков в районе Дели-Агра иллюстрировались самые разные тексты. В первую очередь это были эпосы «Рамаяна» и «Бхагавадгита», но также и «Лаур Чанда» (Чандаяна) — поэма о любви, написанная Муллой Даудом для шеф-министра Фироз Шах Туглука в Дели в 1377 или 1378 году, в которой прекрасная служанка Чанда влюбляется в Лаурика. Миниатюры к этой книге, созданные приблизительно в 1450-75гг (Бхарат Кала Бхаван, Индуистский университет, Варанаси), опираясь на предшествующую джайнскую традицию, развивали её далее, усложняя сцены более подробными архитектурными кулисами. Эту тенденцию продолжают миниатюры книги «Мригавата» — повести о любви, магии, фантазии и сверхъестественном, которую написал в 1503 году Шейх Кутбан для правителя династии Шарки (ок. 1525 г., Бхарат Кала Бхаван, Индуистский университет, Бенарес, Варанаси). Иллюстрации к нескольким расшитым и распроданным по частям версиям индуистского эпоса «Бхагавата пурана», созданные в 1520-1540-х годах, отличаются уже более сложной колористической гаммой, а в сценах битв полны динамики.
Ранний стиль раджпутской живописи связан с княжеством Мальва и представлен старейшей (сер. XVI в.) серией миниатюр на тему Рагамала, в которых действие разворачивается на фоне архитектурных сооружений, характерных для Делийского султаната. Похожую архитектуру можно видеть в миниатюрах «Чаурапанчасики» («Пятьдесят строф об украденной любви», ок. 1550, Коллекция Мета, Ахмедабад) — сочинения кашмирского поэта Бильханы, написанного на санскрите в конце XI века. Особенности восемнадцати миниатюр этого манускрипта стали неким камертоном для определения целого ряда стилистически близких произведений, которые для удобства обозначают «группа Чаурапанчасики». Для её стиля характерны: плоскостность изображений, ограниченный набор красок, наложенных локальными пятнами с ясными границами; профили, позы и жесты персонажей очерчены острой, угловатой линией; композиции разбиты на небольшие фрагменты, фон каждого из которых создаёт отдельную цветовую плоскость. Это основные характеристики исконно индийского живописного стиля, который имел продолжение в миниатюрах первого известного меварского художника Насируддина, работавшего при дворе в Удайпуре в конце XVI — нач. XVII веков.

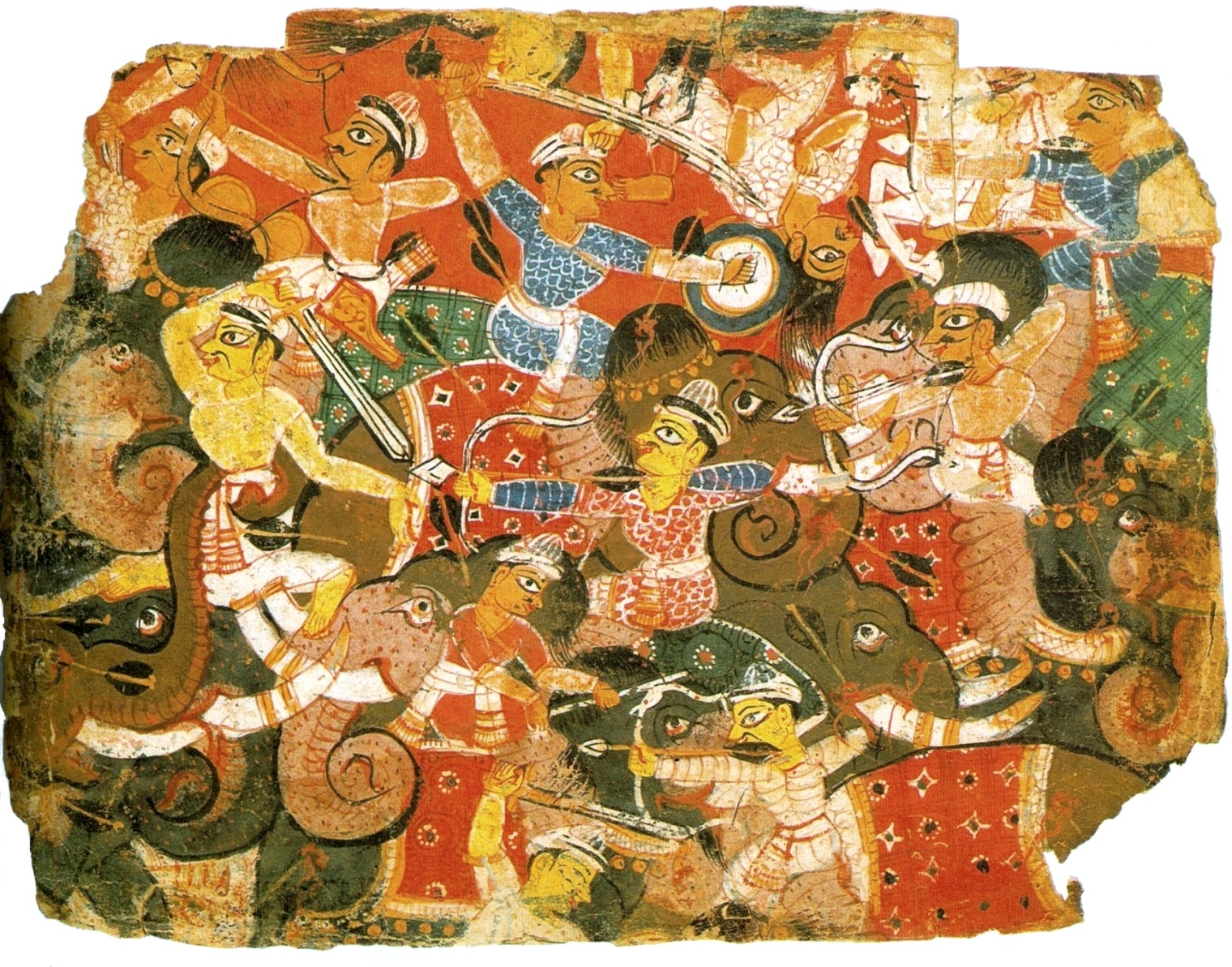
Сцена битвы. Бхагавата пурана. Центральная Индия. 1520-1540гг., Коллекция Кронос, Нью-Йорк.
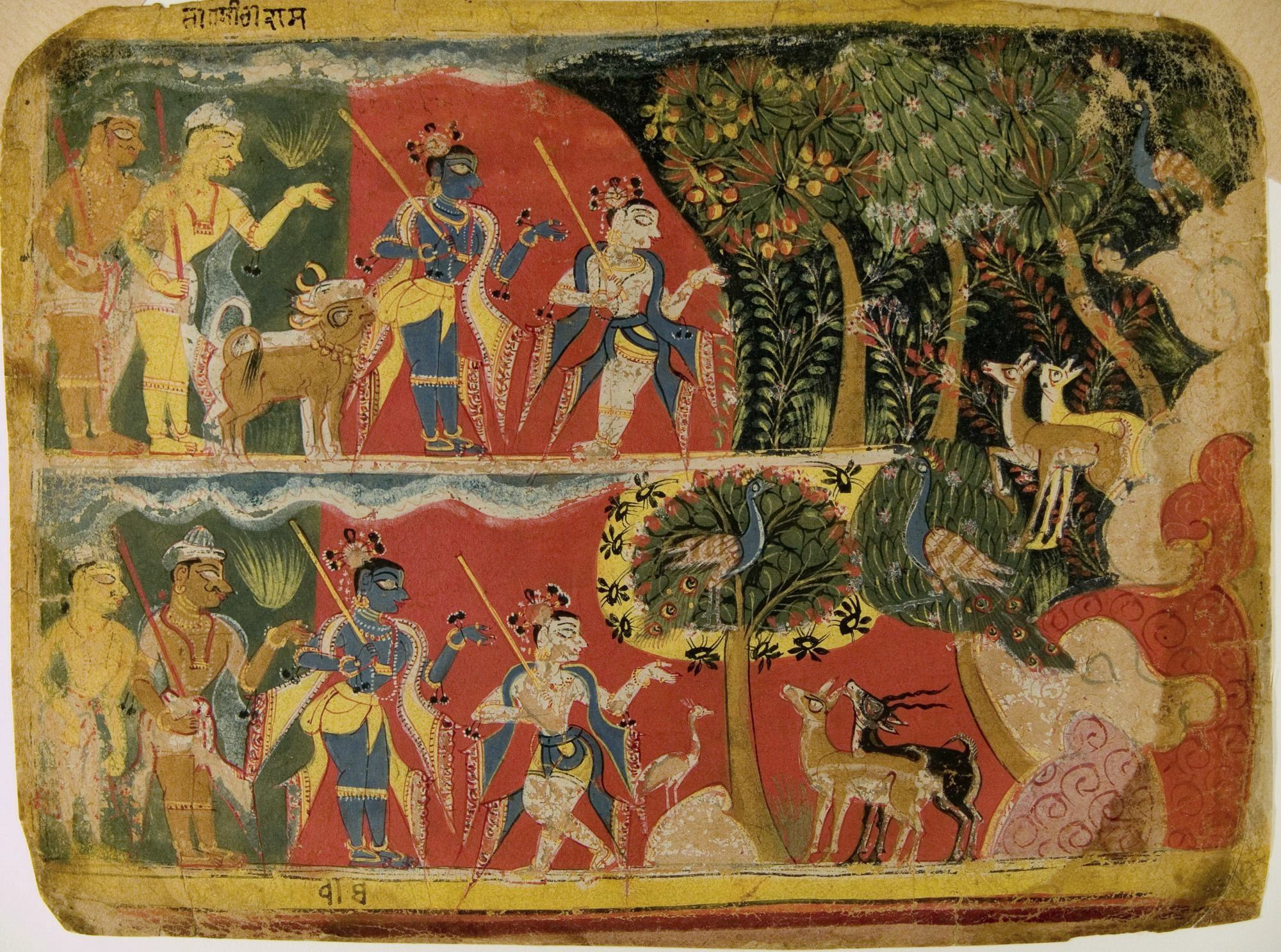
Кришна и Баларама пасут скот. "Бхагавата пурана" 1520-40гг, Музей Ритберг, Цюрих.
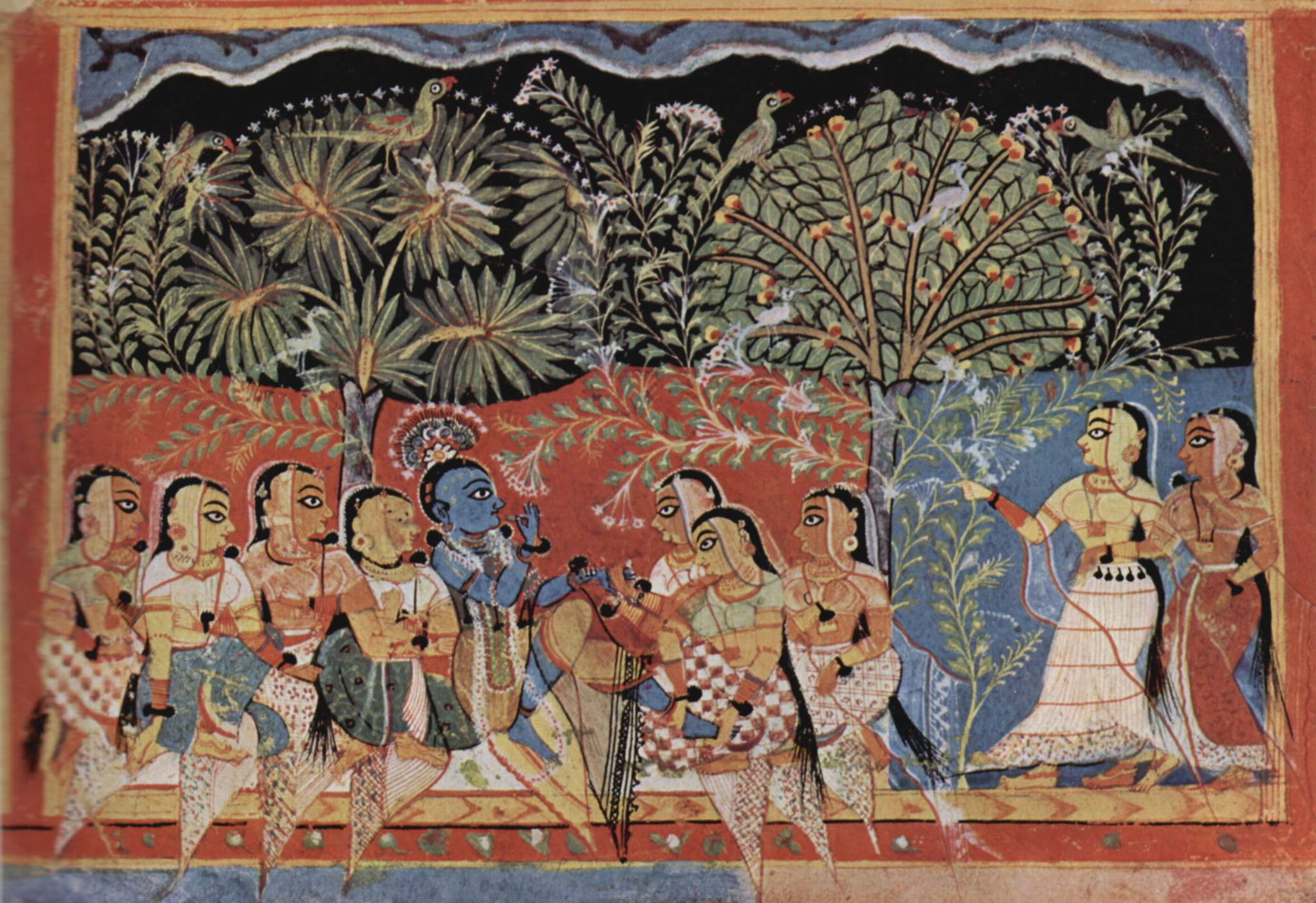
Кришна и гопи. "Гита Говинда" Джаядевы, Мевар, ок. 1550, Мумбаи, Музей принца Уэльского.
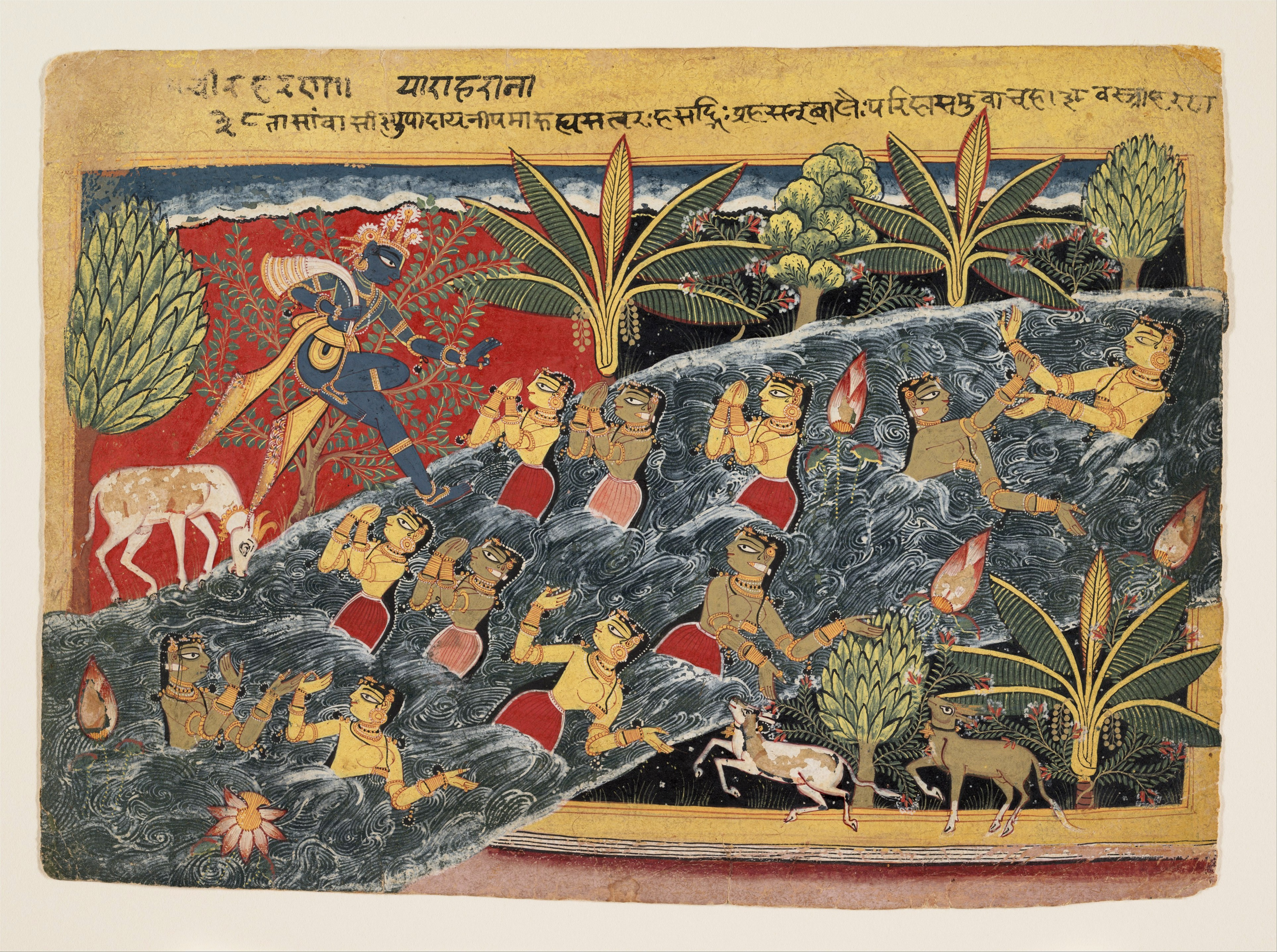
Гопи умоляют Кришну вернуть одежду. "Бхагавата пурана" из Исарды. 1560-65гг., Музей Метрополитен, Нью-Йорк.
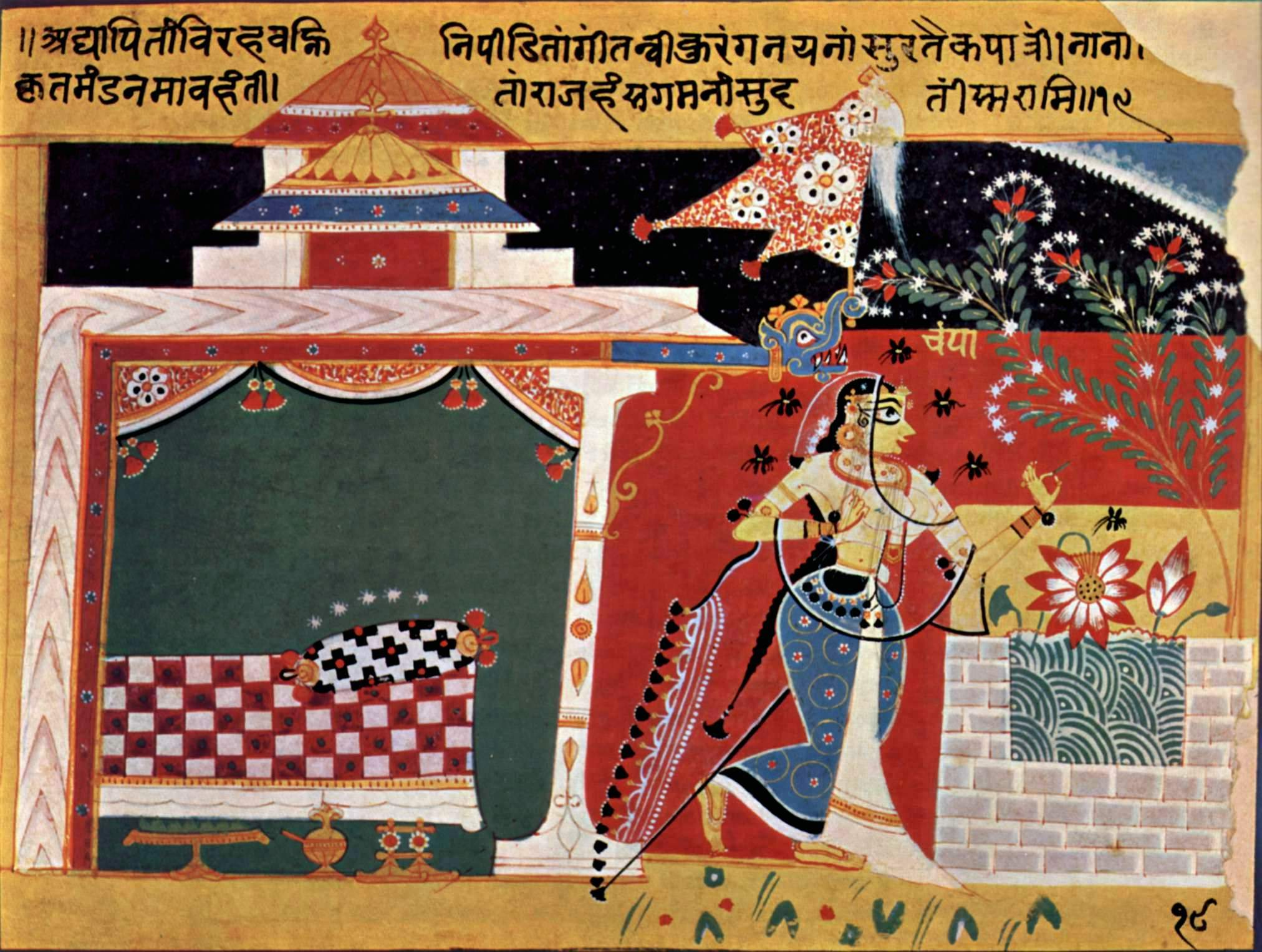
Чампавати, сгорающая от тоски. "Чаурапанчасика" Бильханы, Коллекция Мета, Ахмедабад.
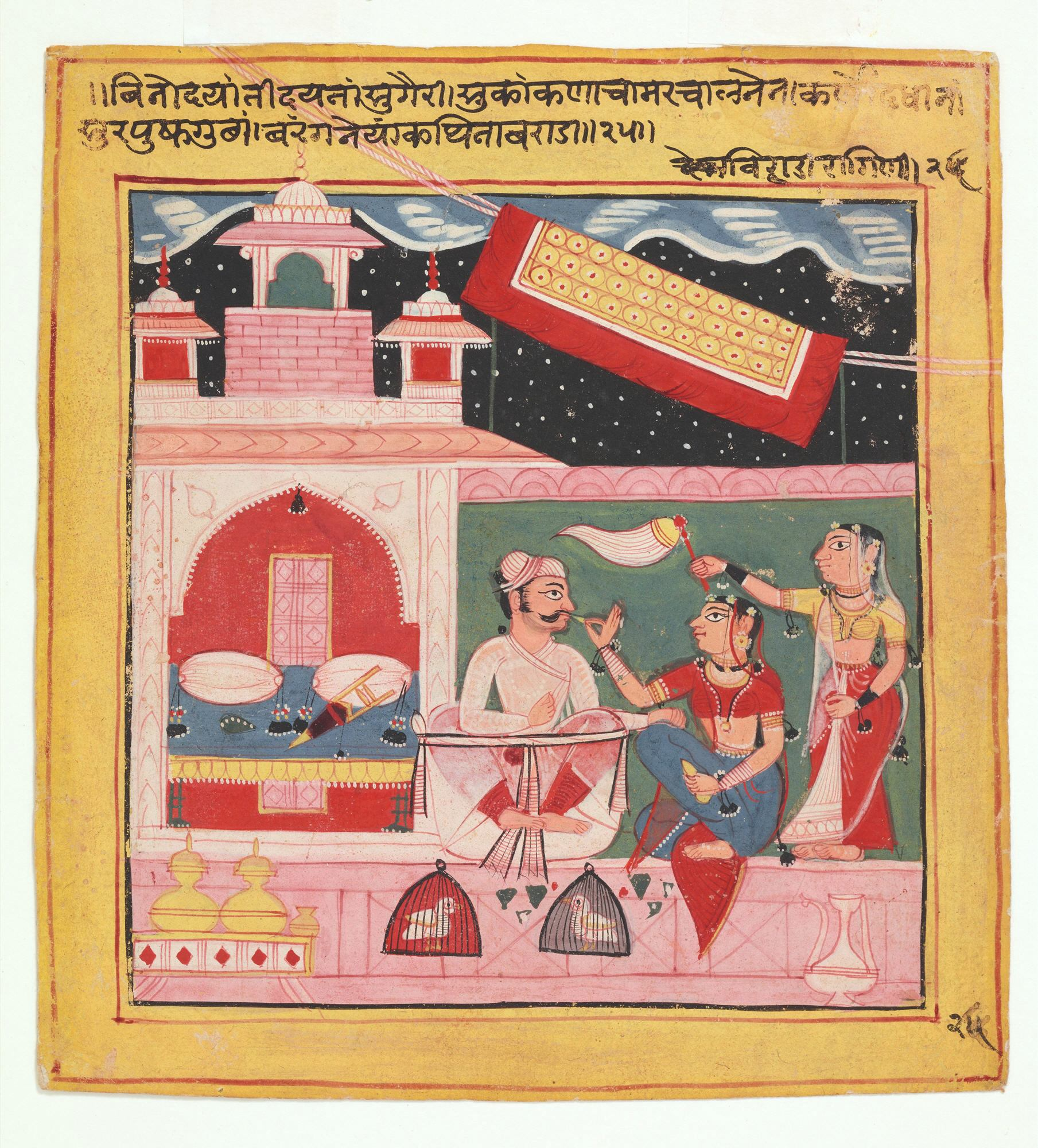
Насируддин. Варати рагини. "Рагамала" из Чаванда. 1605г., Музей Ритберг, Цюрих.

Между концом XVI и XIX веками в разных княжествах Раджастана одновременно существовало сразу несколько живописных школ. Будучи наследниками разных традиций, они демонстрировали широкий спектр выразительных средств. Самыми важными центрами живописи были Мевар, Бунди, Кота, Джайпур и Кишангарх в восточном Раджастане, и Джодхпур и Биканер в западном. С возрастанием мощи моголов, влияние их культуры всё более сказывалось на развитии местных раджпутских художественных стилей. В большей мере это влияние отразилось на стилистике живописи Биканера, Джодхпура и Джайпура, поскольку правители этих княжеств были культурно и политически теснее связаны с моголами, в меньшей на живописи Мевара, Бунди и Кота.
Княжеские дворы Раджастана не были такими богатыми, как двор могольского императора, поэтому раджпутские мастерские по большей части были скромными, с небольшим количеством художников. Как правило, при конкретном князе работало какое-либо семейство художников, передававшее секреты мастерства из поколения в поколение. В Биканере, например, было два таких художественных клана. Подобная организация производства миниатюр облегчила современным исследователям задачу по определению характерных черт каждой «творческой династии».
Художники довольно часто переезжали от одного раджпутского двора к другому, способствуя смешению живописных стилей разных центров Раджастана. Живописцы не были раджпутами, так как они были ремесленниками, а не воинами. Среди них были и индусы, и мусульмане, многие из них поступали на службу к раджпутским князьям из имперской китабхане моголов. Имена авторов большинства ранних произведений остались неизвестными. На некоторых крупноформатных миниатюрах XVIII—XIX веков, созданных в Удайпуре и Кота, наряду с именами изображённых персон стоят и имена авторов, как правило, надписанные служащими канцелярии. Несколько архивных упоминаний, обнаруженных позднее, содержат ценную информацию относительно статуса художников, их происхождения и особенностей покровительства живописи со стороны князей. Там также содержатся сведения о составе и ценах используемых в мастерских материалов и упоминаются наиболее выдающиеся картины, созданные в их стенах. Несмотря на то, что произведения живописи создавались в придворных мастерских и, по сути, были искусством аристократическим, исследователи отмечают их тесную связь с народным искусством раджпутов.
Особенности стиля раджпутской живописи оказали влияние на «стиль Компании», гибридный индоевропейский стиль картин, получивший свое развитие в XVIII и XIX веках.
С середины XIX века конкуренцию раджпутской живописи стали составлять европейская масляная живопись, а затем и фотография. Правители Джайпура и Алвара основали у себя фотохане (фотостудии), для портретов и увековечения важных событий, а раджпутские художники стали прибегать к копированию фотографий и образцов живописи маслом в поисках новых сюжетов и художественных решений. В период британского владычества власть раджпутских князей постепенно уменьшалась, и когда Индия в 1947 году обрела независимость, раджпуты потеряли последние остатки своей власти.

## Живопись основных центров

### Живопись Мевара

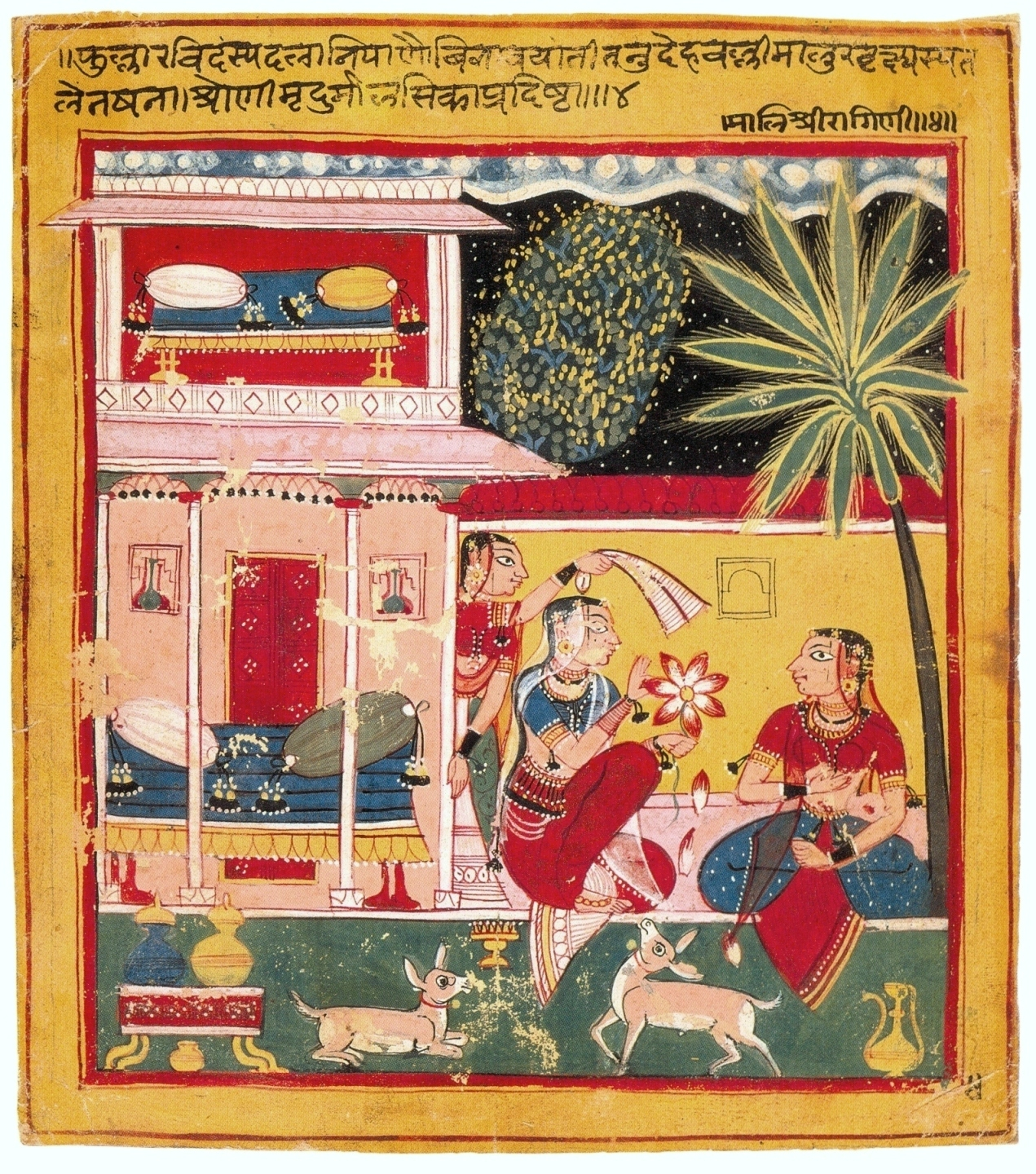
Насируддин. Малашри рагини. Лист из серии «Рагамала из Чаванда». датирован — 1605 г. Музей искусств округа Лос-Анджелес.

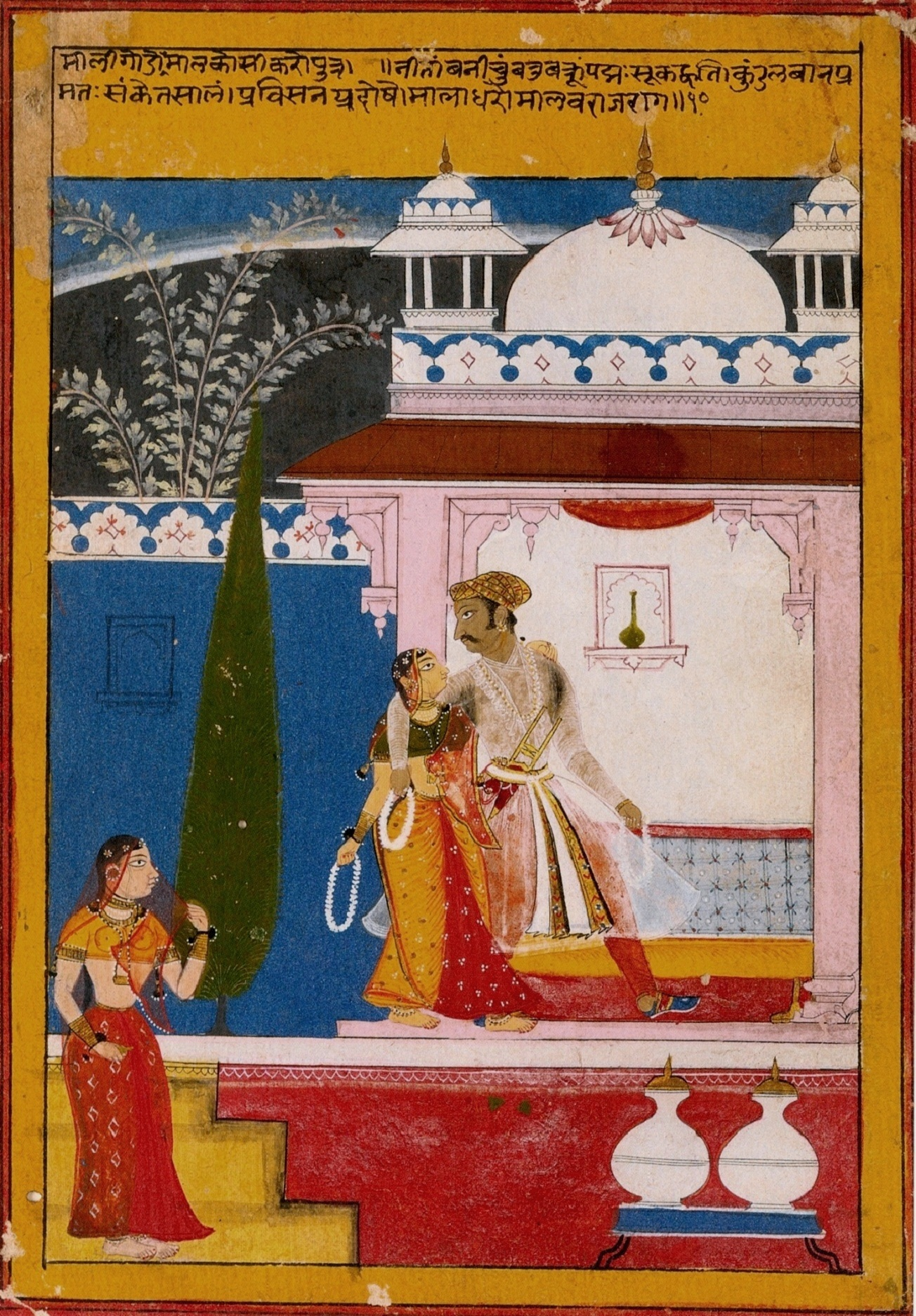
Сахибдин. Малави рагини. Лист из серии «Рагамала» датирован — 1628 г., Частное собрание, Нью-Йорк.

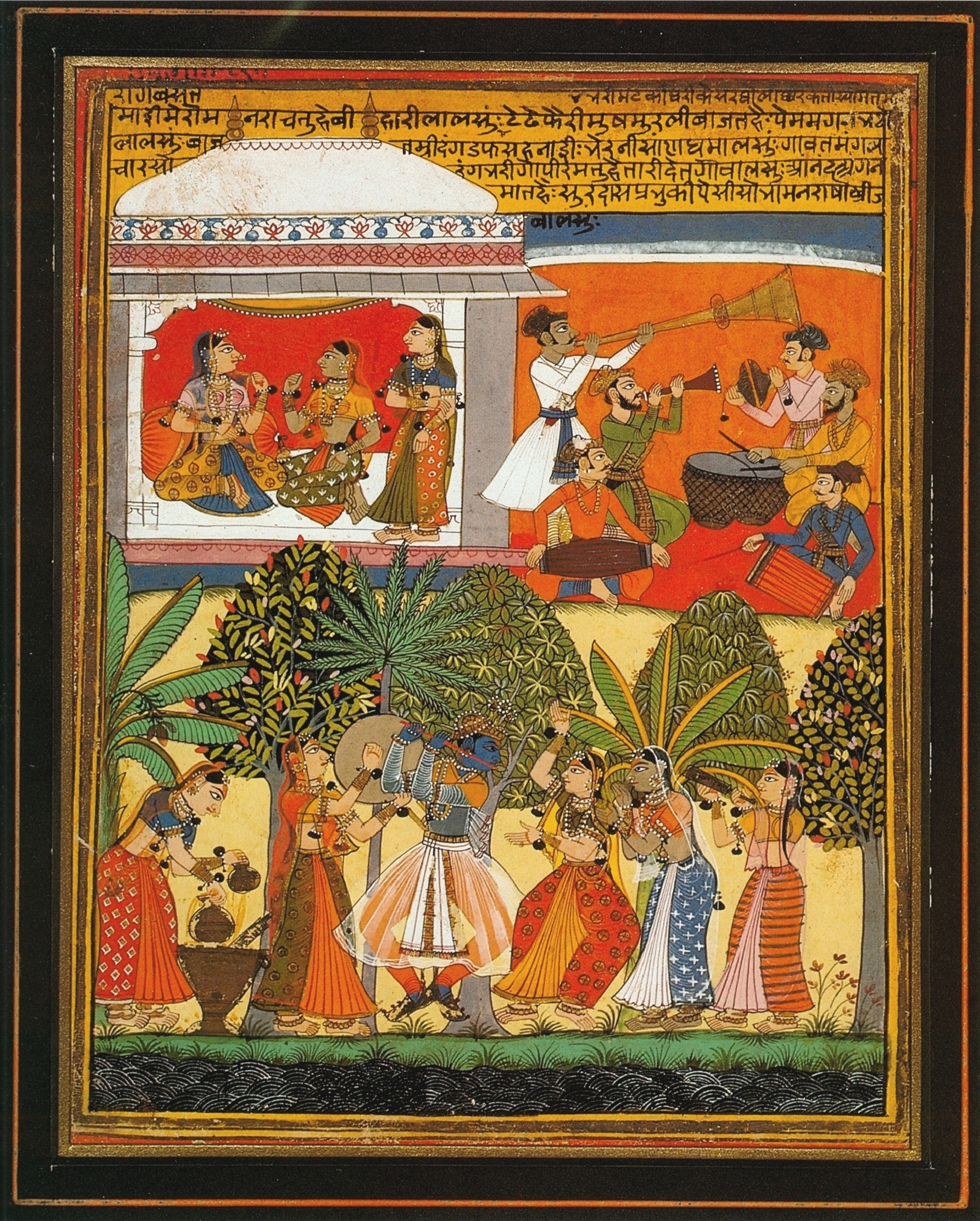
Танец Кришны. Лист из манускрипта «Сур Сагар» Сурдаса. сер. XVII в. Собрание Гопи Кришна Канория, Патна.

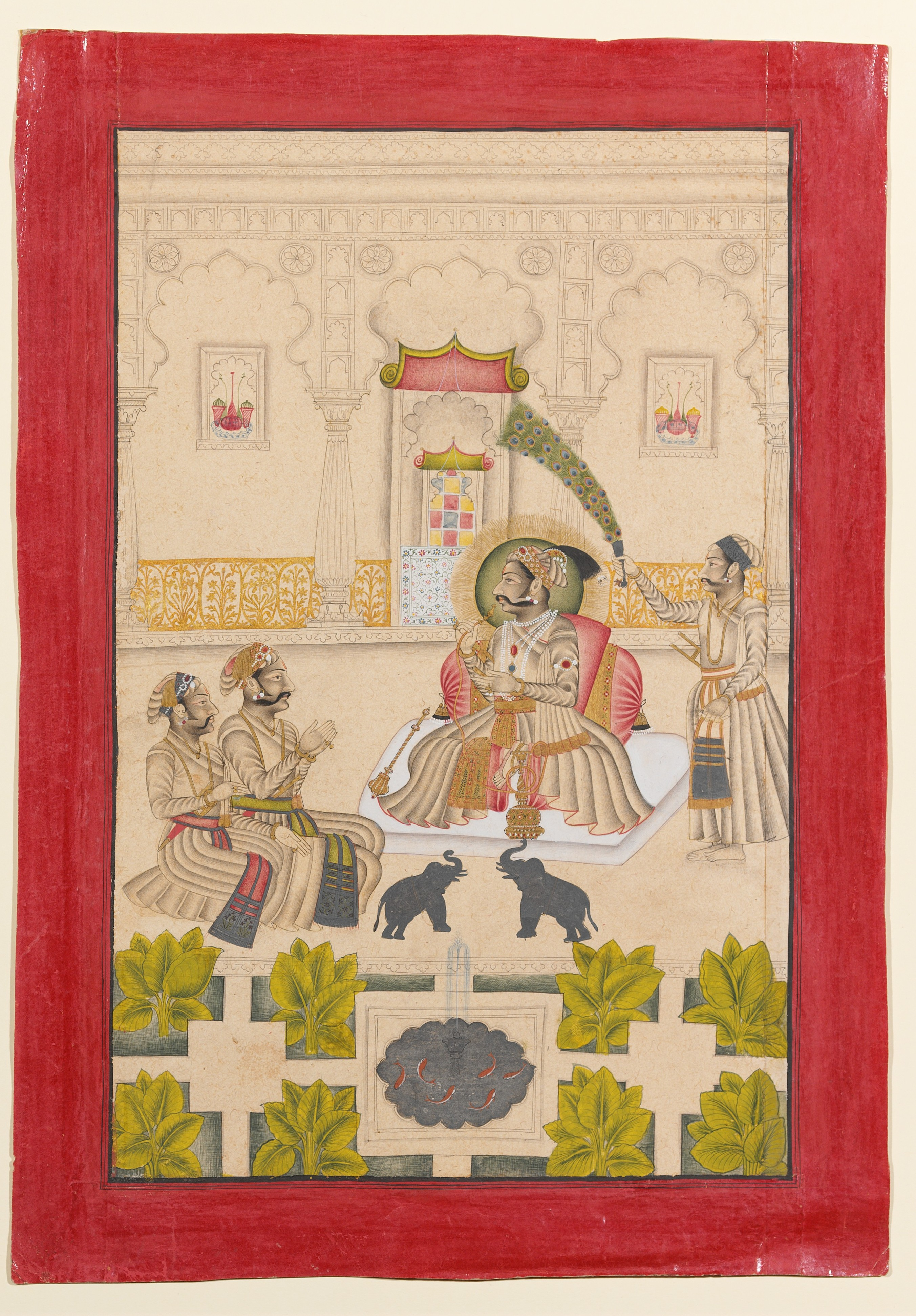
Мастер штриха. Махаране Амар Сингху II показывают двух серебряных слоников. 1705, Музей Метрополитен, Нью-Йорк

#### Удайпур
Правители Мевара возводили свою родословную к «Великому клану солнца» и носили титул «Рана», подчёркивающий их величие. Титул «Рана» не имеет точного определения и обычно переводится как «князь». Кроме этого князья Мевара добавляли к своему имени эпитет «Сингх», что означает «лев».
Наследники воевавшего против моголов Раны Санграма Сингха не признавали власть могольских императоров до 1615 года. Только во время правления императора Джахангира князь Махарана Амар Сингх I (1597—1620) покорился моголам, а его сын Карна Сингх (1620-28) был тепло принят императором и его сыном принцем Хуррамом в могольской столице. Принц Хуррам (будущий император Шах Джахан) вручил Карна Сингху дары, среди которых были кони, украшенные драгоценными камнями кинжалы, хилат (дорогое почётное одеяние) и жемчужные чётки. В своё время все меварские княжеские архивы и коллекции погибли в огне при разрушении Читтора могольским императором Акбаром (1567г). Правители Мевара стремились восстановить тот культурный багаж, который должен приличествовать их сану и положению. Сближение с моголами повлекло оживление в культурной жизни Мевара.
Самым ранним примером меварского стиля являются миниатюры из серии «Рагамала», созданные в 1605 году в Чаванде, крепости, которая была временной столицей, художником Насируддином. Этот мастер начинал карьеру в могольской китабхане, и, обретя там живописные навыки, перебрался затем к меварскому двору, став, по сути, создателем основных признаков меварского стиля. Миниатюры «Рагамалы» демонстрируют прекрасную смесь домогольского стиля «Чаурапанчасики» и упрощённого варианта популярных могольских образцов. Профили лиц стали мягче, однако иконография миниатюр в целом сохраняет динамизм традиционной индийской живописи. Архитектура в них скорее похожа на часть орнамента, чем на реальные предметы, а пейзаж лишь слегка обозначен.
Правивший в 1620-28 годах Махарана Карна Сингх широко открыл двери могольскому культурному влиянию, а его сын Махарана Джагат Сингх I (1628—1652) покровительствовал живописи; при нём развитие книжной миниатюры значительно оживилось. Работавший в то время придворный художник Сахибдин (известен в 1628-1655гг), так же как и Насируддин, в совершенстве владел могольским стилем. В основном он писал картины для Джагат Сингха I, который пригласил его в свою мастерскую, но несколько лет продолжал работать и для его преемника Радж Сингха I (1652—1680). В своих ранних миниатюрах из серии «Рагамала» (1628г), созданных в Удайпуре, мастер применяет композиционные элементы, сильно напоминающие «Рагамалу» созданную в Чаванде в 1605 году, но больше внимания уделяет деталям. Эти произведения проливают свет на некоторые особенности меварской живописи времён Сахибдина. Среди них: способ деления композиции на отдельные сцены, высокая точка обзора, текущая непременно по диагонали река с обозначением водяных потоков и разнообразие стилизованных деревьев. Яркие оттенки жёлтого, оранжевого и красного продолжают колористическую традицию «Чаурапанчасики» и джайнской живописи. Крупнейшим проектом мастерской под руководством Сахибдина было создание в 1650-х годах иллюстраций для семитомной версии эпоса «Рамаяна» (Британская библиотека, Лондон).
Могольский император Аурангзеб (1658—1707), исповедовавший ортодоксальную форму ислама, проводил иконоборческую политику, и в этих обстоятельствах меварский князь Радж Сингх I (1652-80), стремившийся сберечь свою древнюю религию, стал символом индийского культурного сопротивления. Именно в его правление в 1671 году был спасён знаменитый образ Шринатхджи (статуя Кришны из чёрного гранита) — он был переправлен из Матхуры в Натхадвару, и превратил этот город в религиозный центр особой секты вишнуизма, основанной Валлабхачарьей. В дальнейшем город прославился своими расписными храмовыми занавесами «пичхаваи».
В период правления Радж Сингха I (1652-80) и Джай Сингха (1680—1698) под явным влиянием школы Бунди появились первые портреты правителей и первые изображения придворной жизни. Художники стали беспристрастными регистраторами, как официальных светских мероприятий двора, так и изнеженных удовольствий, которым предавались правители в своих апартаментах. Уникальной особенностью стало увеличение формата картин-миниатюр. Все эти новации были сохранены и впоследствии.

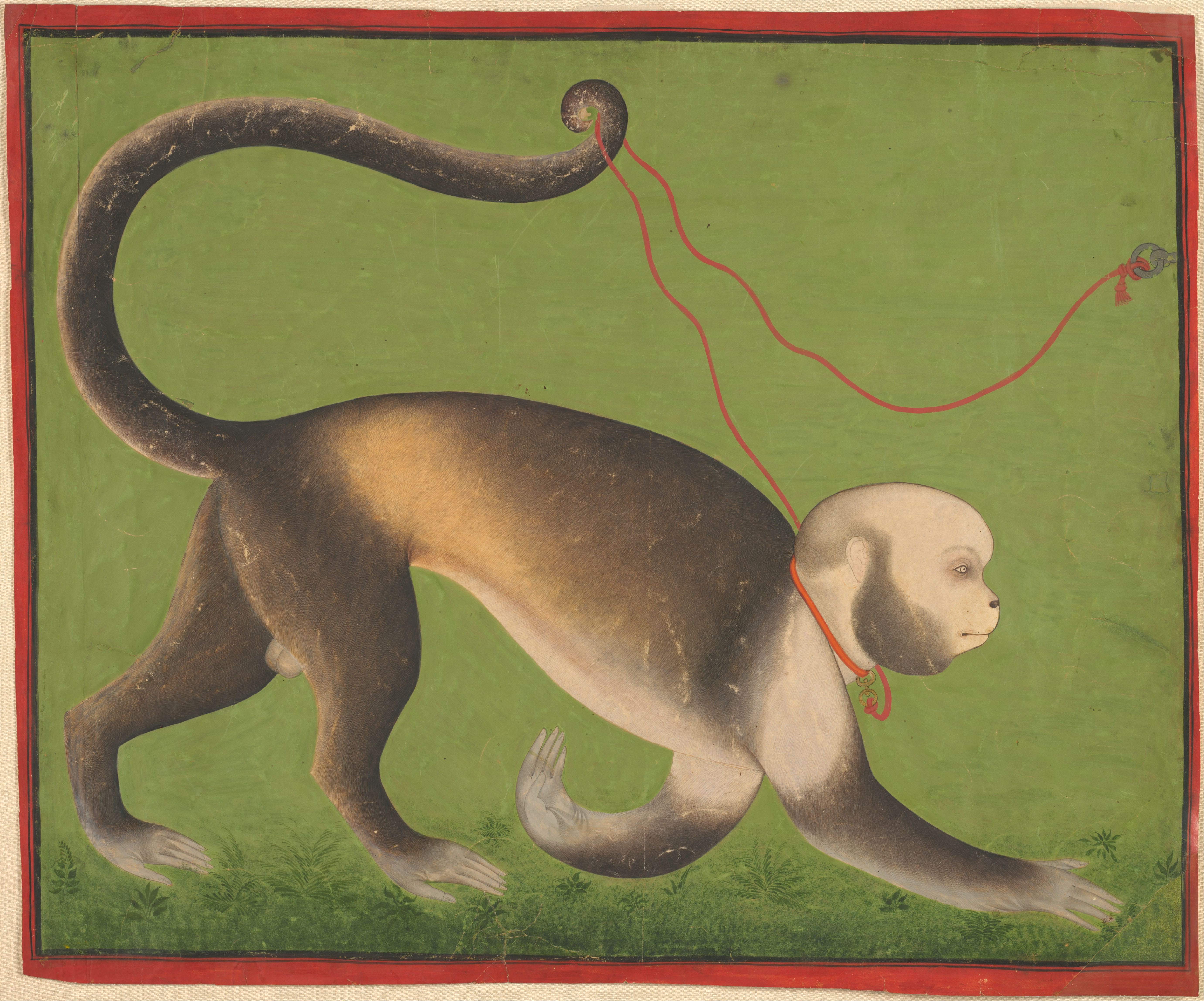
Мастер штриха. Южноамериканская обезьянка. ок. 1700г., Институт искусства, Чикаго.
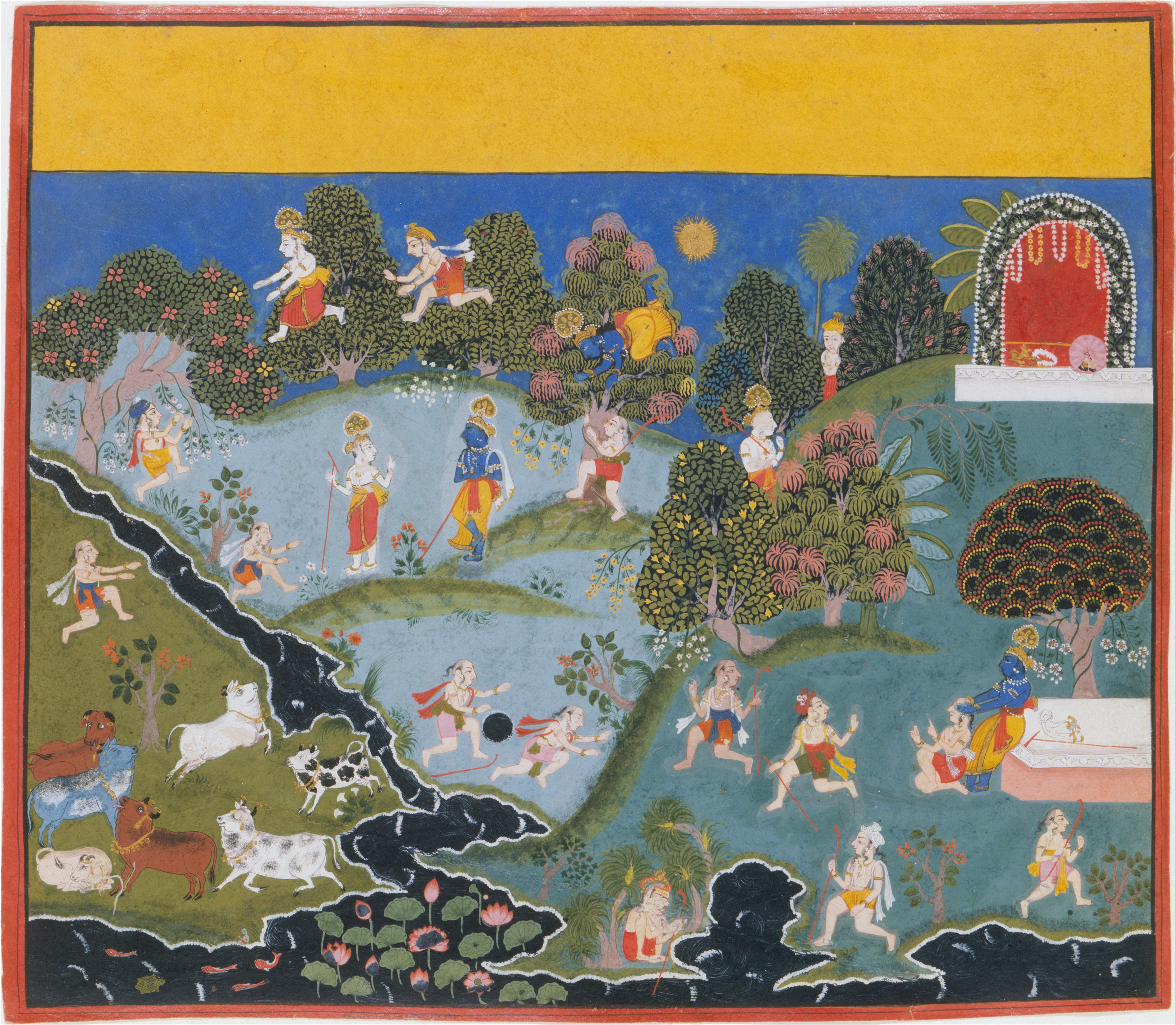
Обман слепца. Страница из "Бхагавата пураны". 1715-20гг, Музей Метрополитен, Нью-Йорк
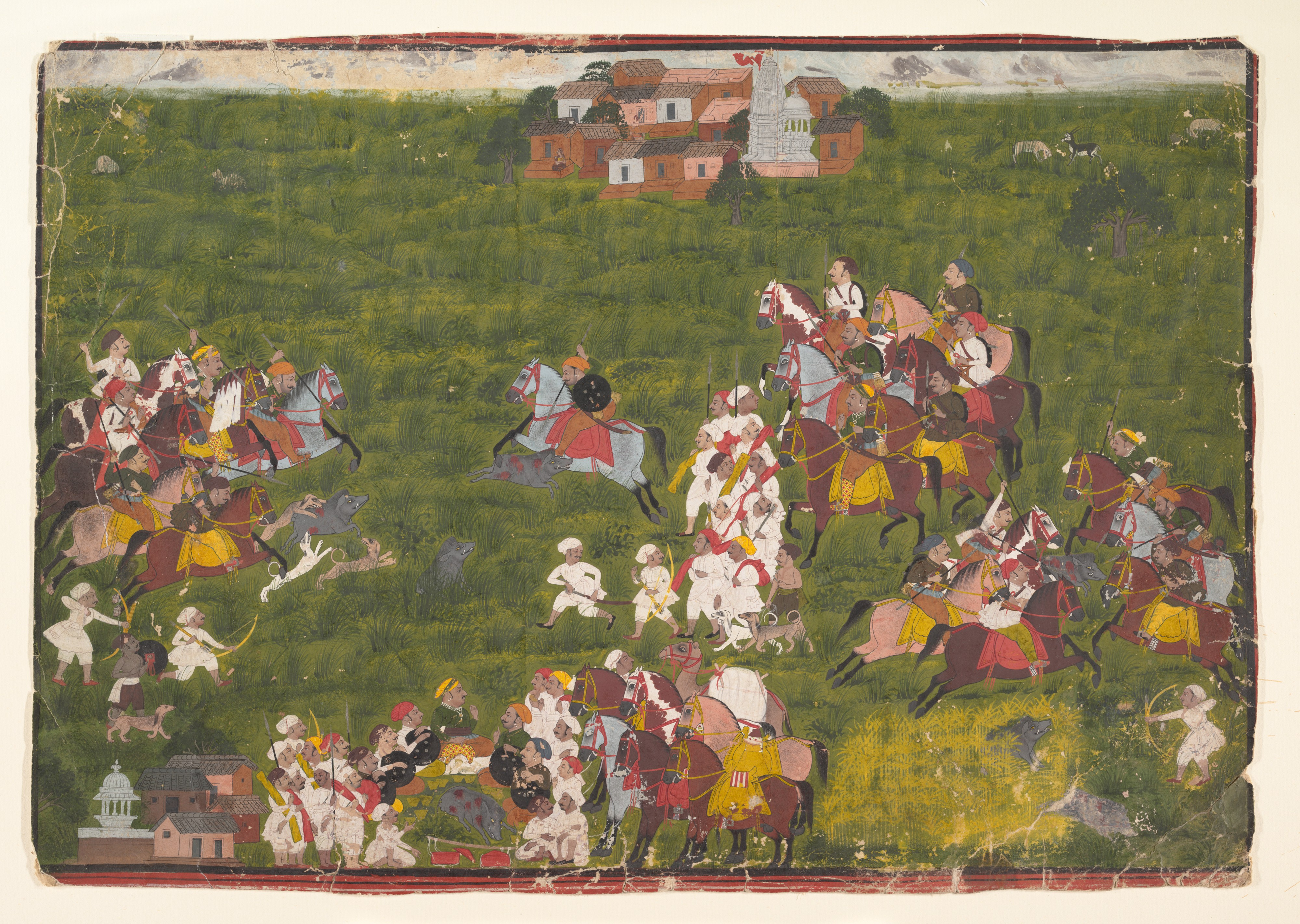
Махарана Санграм Сингх II охотится на кабанов. Мевар, 1725, Музей Метрополитен, Нью-Йорк.
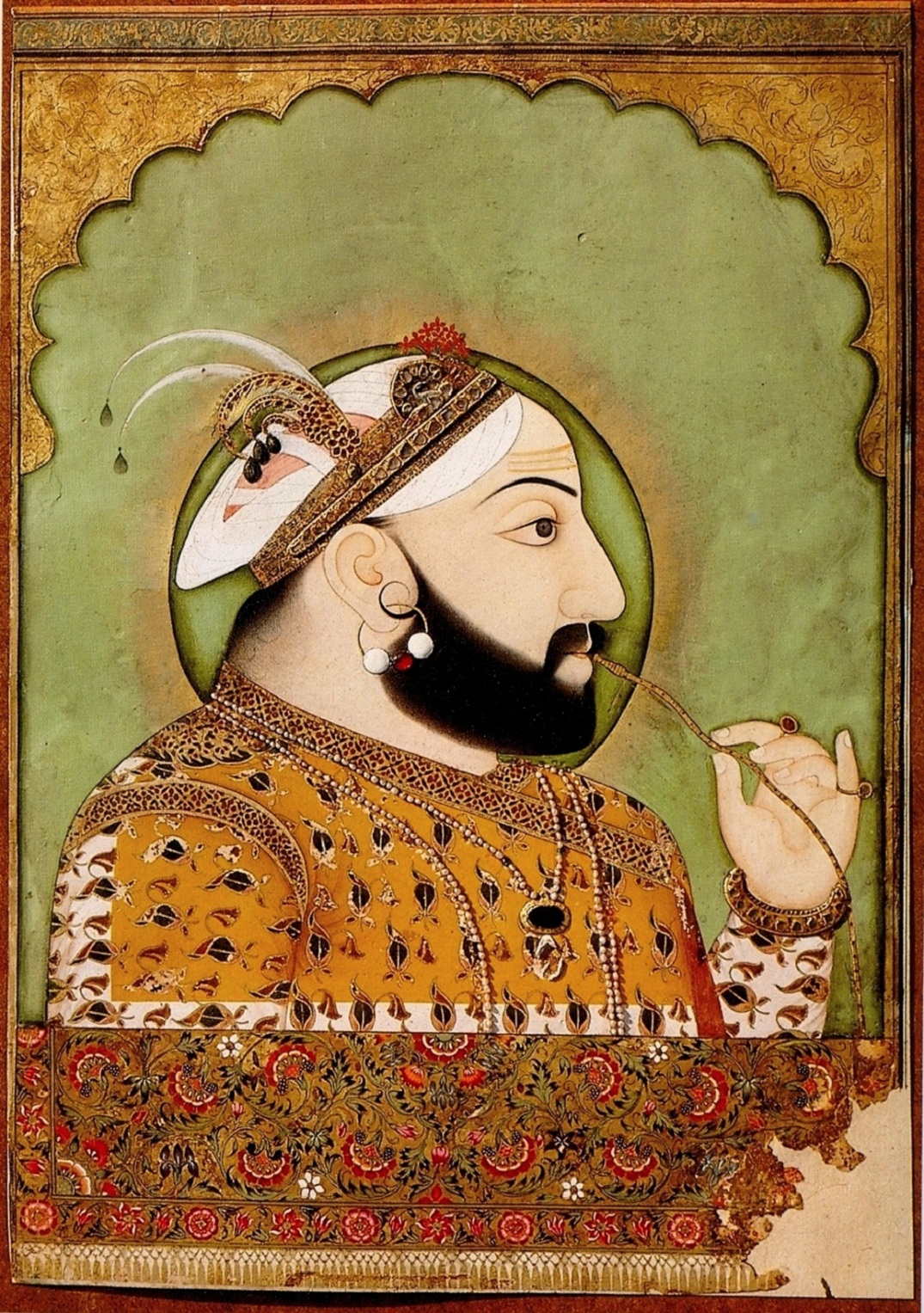
Портрет Санграм Сингха II. Удайпур, 1725-35гг. В портрете применены драгоценные камни и жемчуг. Коллекция Гопи Кришна Канория, Патна.
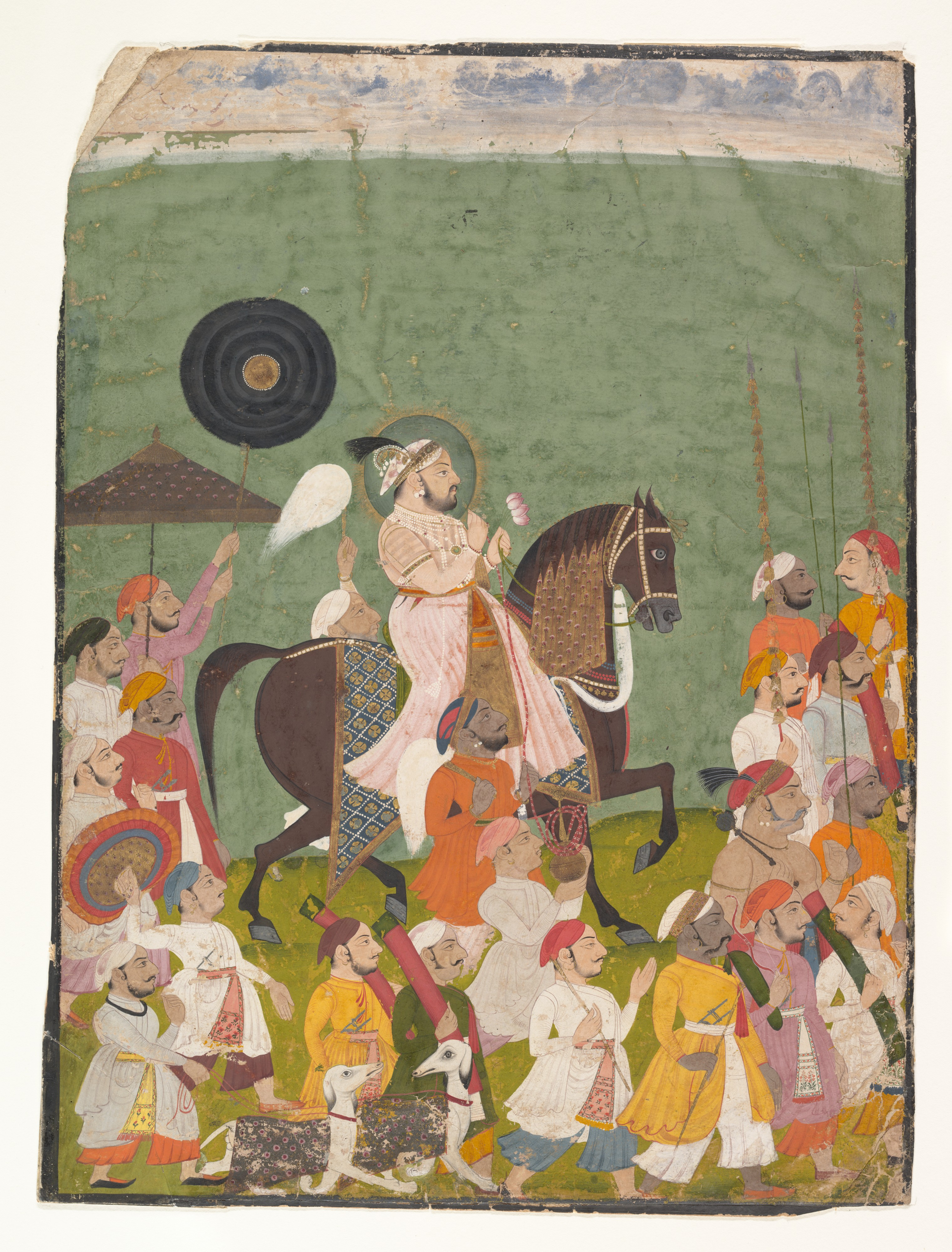
Процессия Джагат Сингха II. Мевар, 1745г, Музей Метрополитен, Нью-Йорк
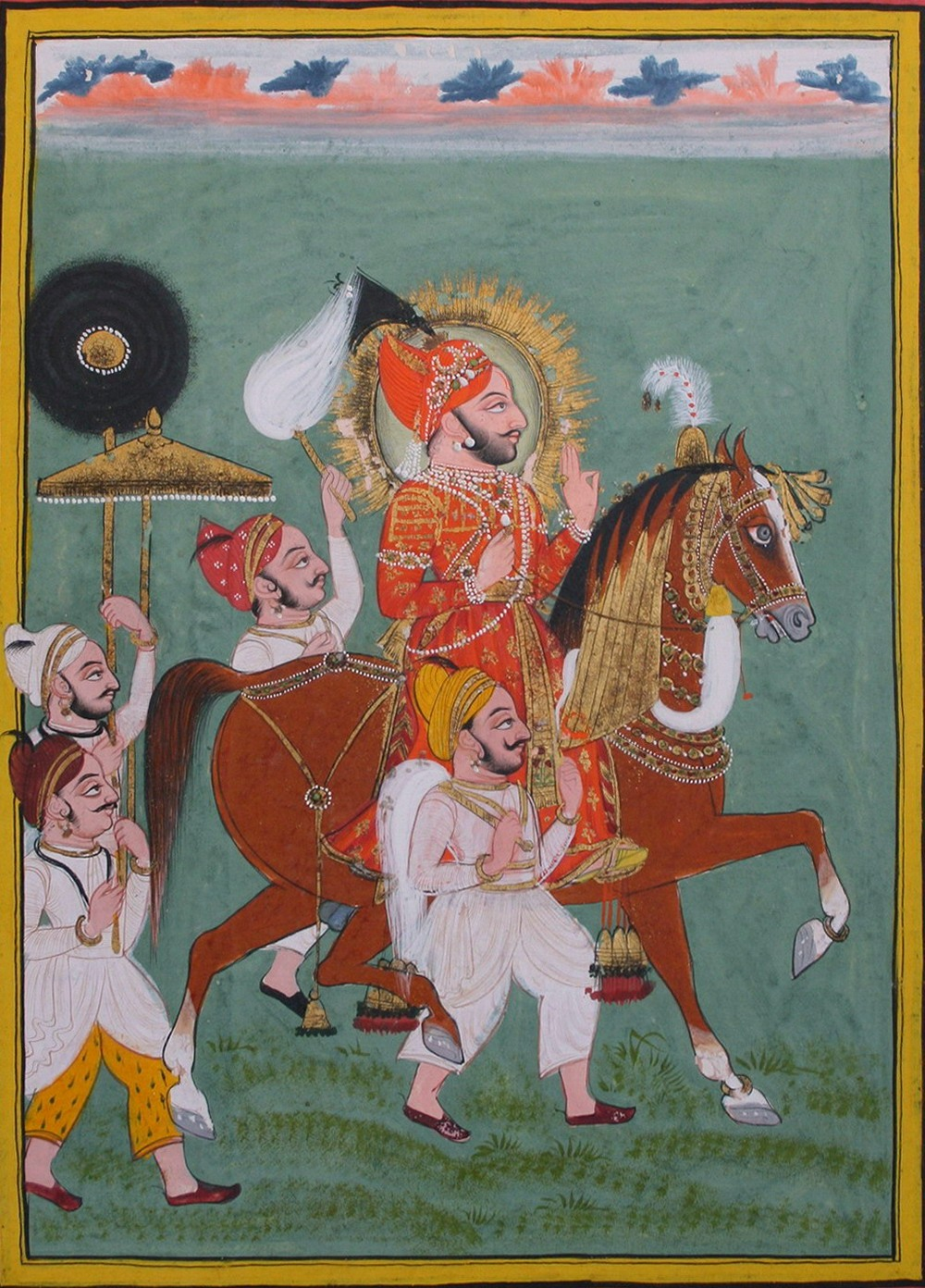
Конный портрет Ари Сингха. Мевар, 1770, Частное собрание.

В целом до конца XVII века художники иллюстрировали в основном религиозные манускрипты и придерживались живописной формулы, созданной Сахибдином. В правление Амар Сингха II (1698—1710) и Санграма Сингха II (1710-34) меварская живопись обрела новое дыхание. Её тематика перестала ограничиваться мифологией и поэзией. Важную роль в обновлении играл анонимный художник, окрещённый учёными «Мастером штриха», который в течение приблизительно 30-и лет работал при дворе и создавал миниатюры в технике «ним-калам» (гризайль) с лёгкой подкраской, явно навеянные могольским стилем. Наряду с придворными сценами в живописи появились сцены охоты, фестивалей и празднеств, а также царских посещений святых-отшельников. На некоторых крупноформатных картинах, созданных для Санграма Сингха II (1710-34) дворцовая архитектура использована как театральные кулисы, на фоне которых разворачивается происходящее. Эти большие, панорамного охвата композиции обычно густо заселены персонажами. Однако довольно скоро миниатюры утратили «исключительно документальный характер» и в период правления Джагат Сингха II (1734-51) погрузились в атмосферу эскапистского веселья (вероятно, не без влияния со стороны художников из мастерской могольского императора Мухаммад Шаха). Надписи на картинах свидетельствуют, что над большими композициями работали вместе 2-3 художника; среди творческих дуэтов, трудившихся над этими произведениями, можно прочитать имена Нага и Пьяра, Сукха и Сьяджи, Кесу Рама и Бхопа.
Во время непопулярного правления Ари Сингха (1761-73), который отличался дурным нравом, привёл княжество к экономическому упадку и, в конце концов, был убит на охоте, многие талантливые живописцы покинули двор и перебрались на север, в Деогарх. Так поступили, например, художник Багта и его сыновья Чокха и Кавала, игравшие заметную роль в художественной жизни столицы Мевара — Удайпура.
Постепенный упадок школы Мевара начался приблизительно с середины XVIII века. Ярче всего он выразился в многочисленных стереотипных портретах с однообразными плоскими фонами и в крупноформатных охотничьих сценах. Особенно механичными выглядят те, что были созданы для Махараны Джаван Сингха (1828-38). На них достаточно детально прописанные фигуры вставлены в окружение с несоответствующей перспективой. Некоторые из пышных охотничьих сцен происходят на фоне вымышленной местности — их завершали в мастерской, полагаясь более на воспоминания, нежели на зарисовки, сделанные непосредственно на местности. Стремление изобразить несколько отдельных эпизодов в рамках одной картины воплощалось в беспорядочном и бессистемном изложении. Архитектурные элементы утратили свою прежнюю пространственную глубину.

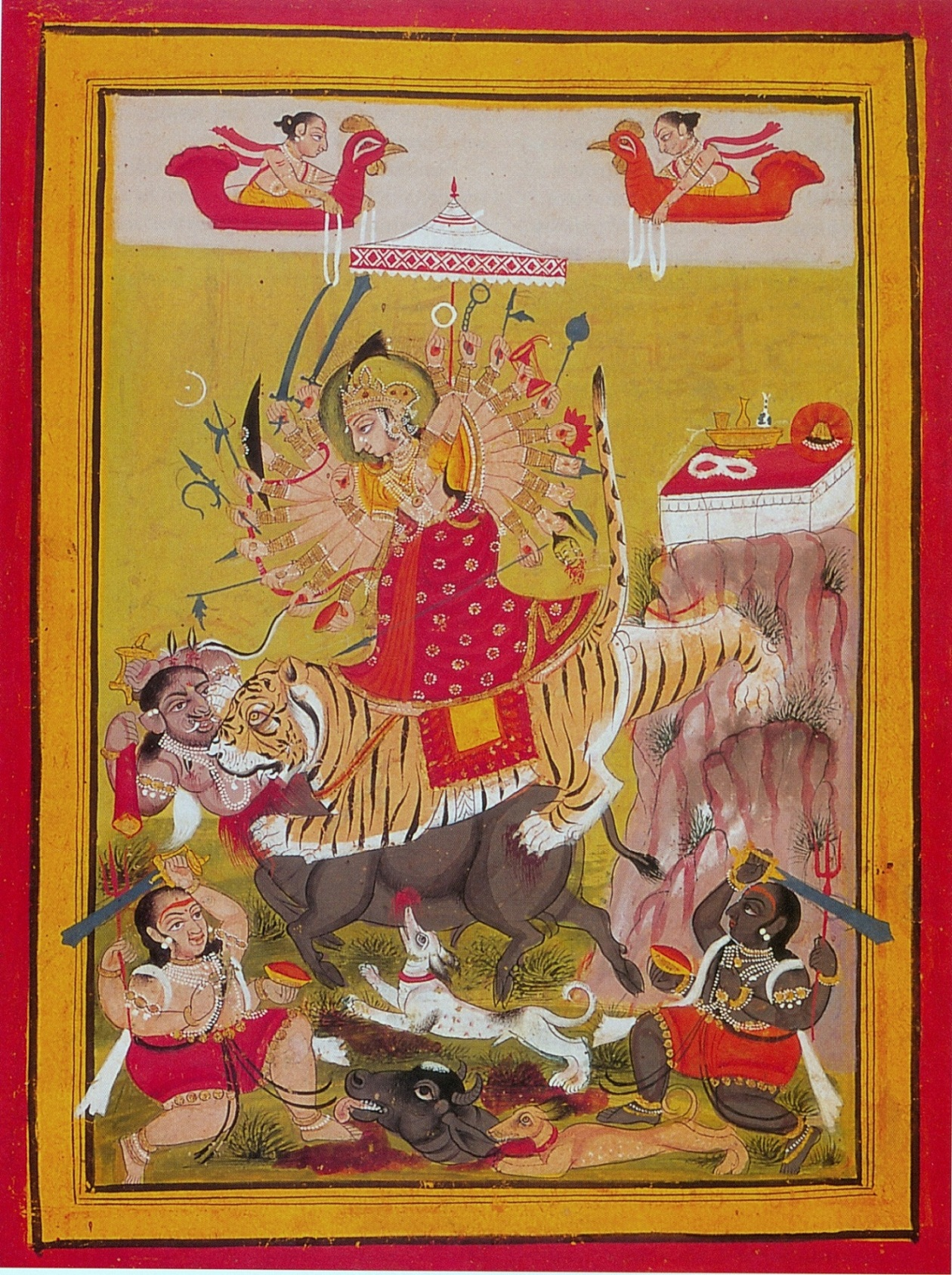
Богиня Дурга убивает быка-демона. ок. 1750, Собрание Бакливала.
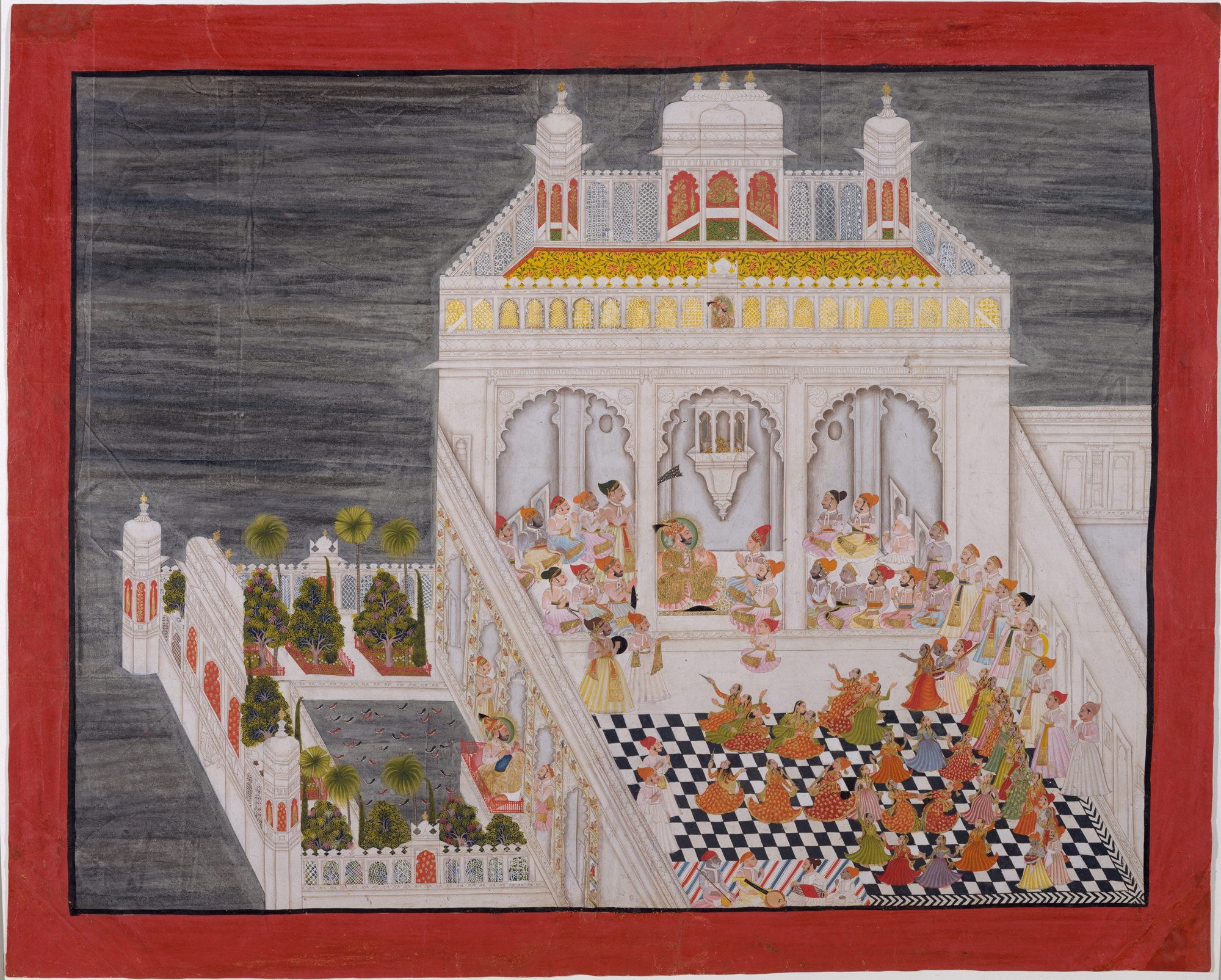
Кесу Рам, Бхопа и Натху. Ари Сингх с придворными смотрит представление в водном дворце. 1767, Музей Метрополитен, Нью-Йорк
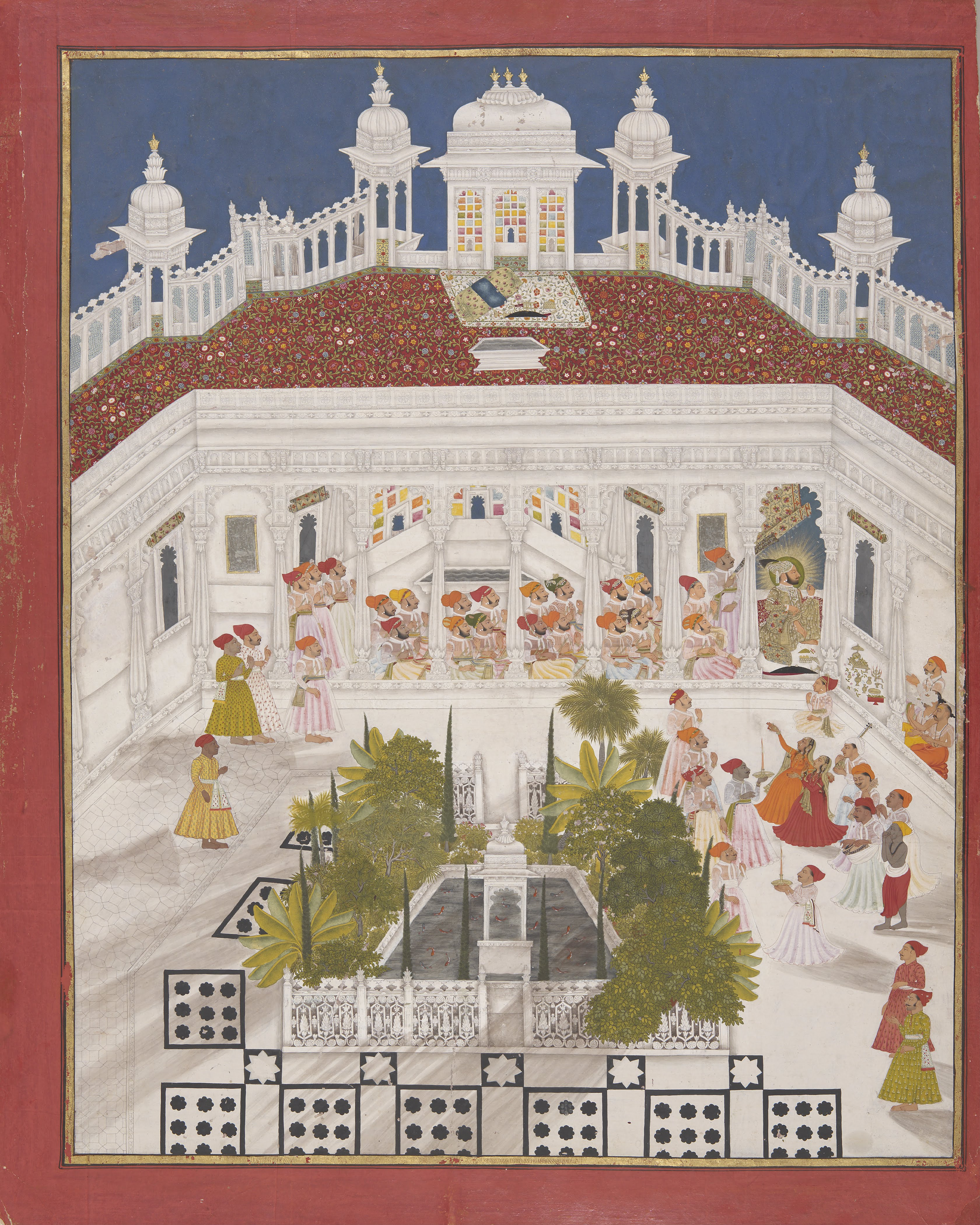
Ари Сингх проводит ритуал поклонения лингаму во дворце. 1765г, Галерея Саклера, Вашингтон.
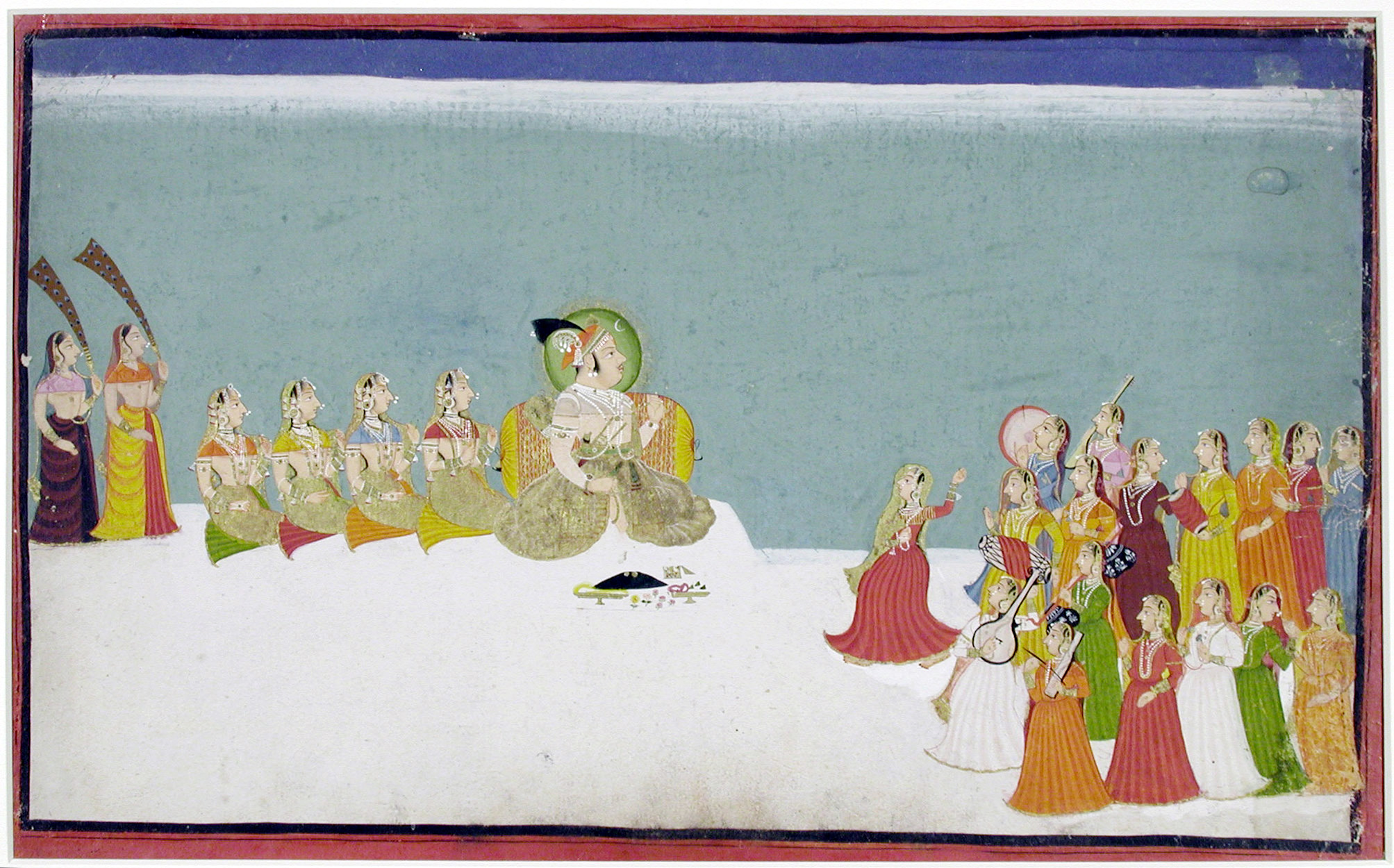
Радж Сингх смотрит представление. 1774, Музей искусства Сан Диего.
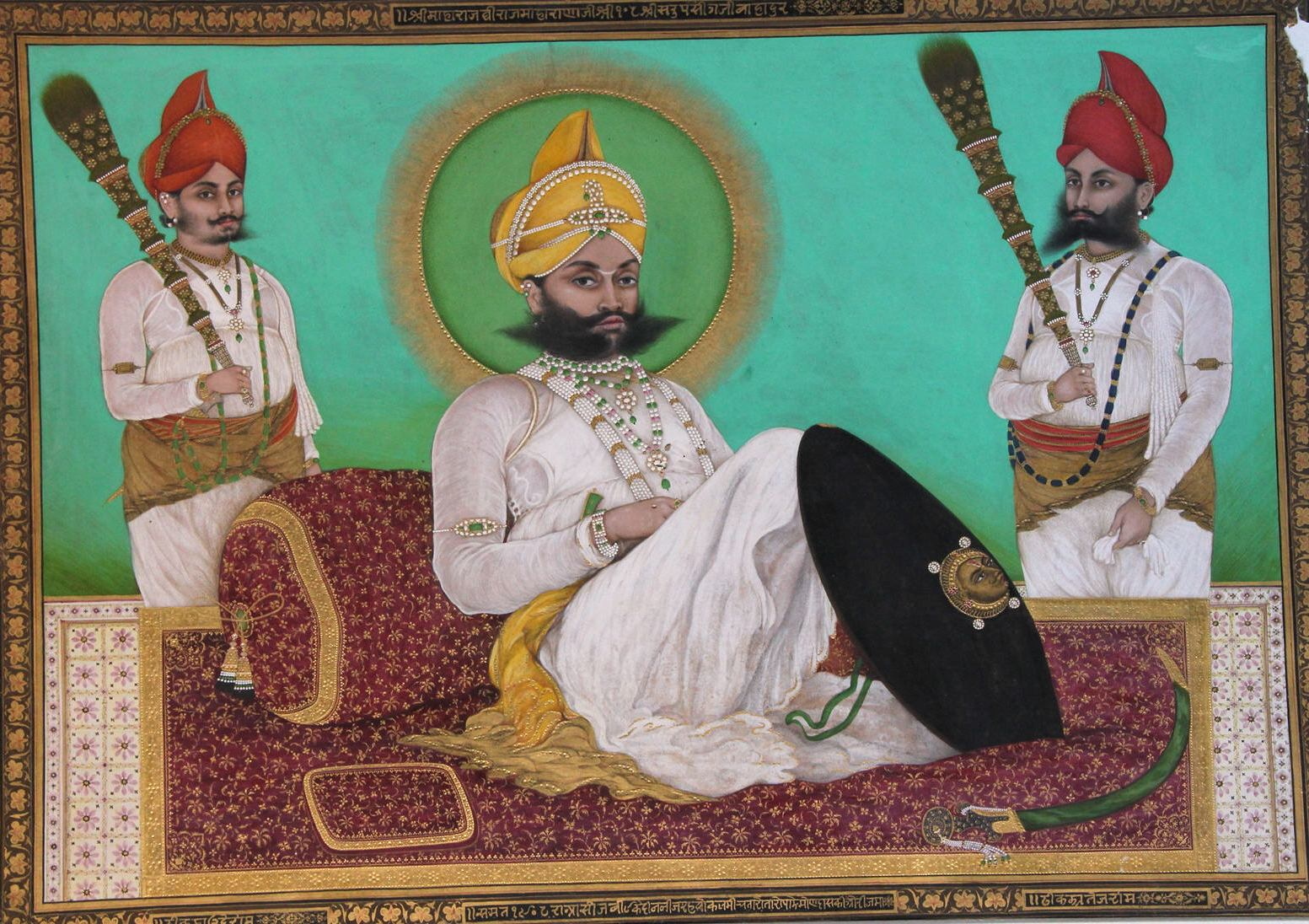
Тара. Портрет Саруп Сингха, 1851г, Музей дворца в Удайпуре.
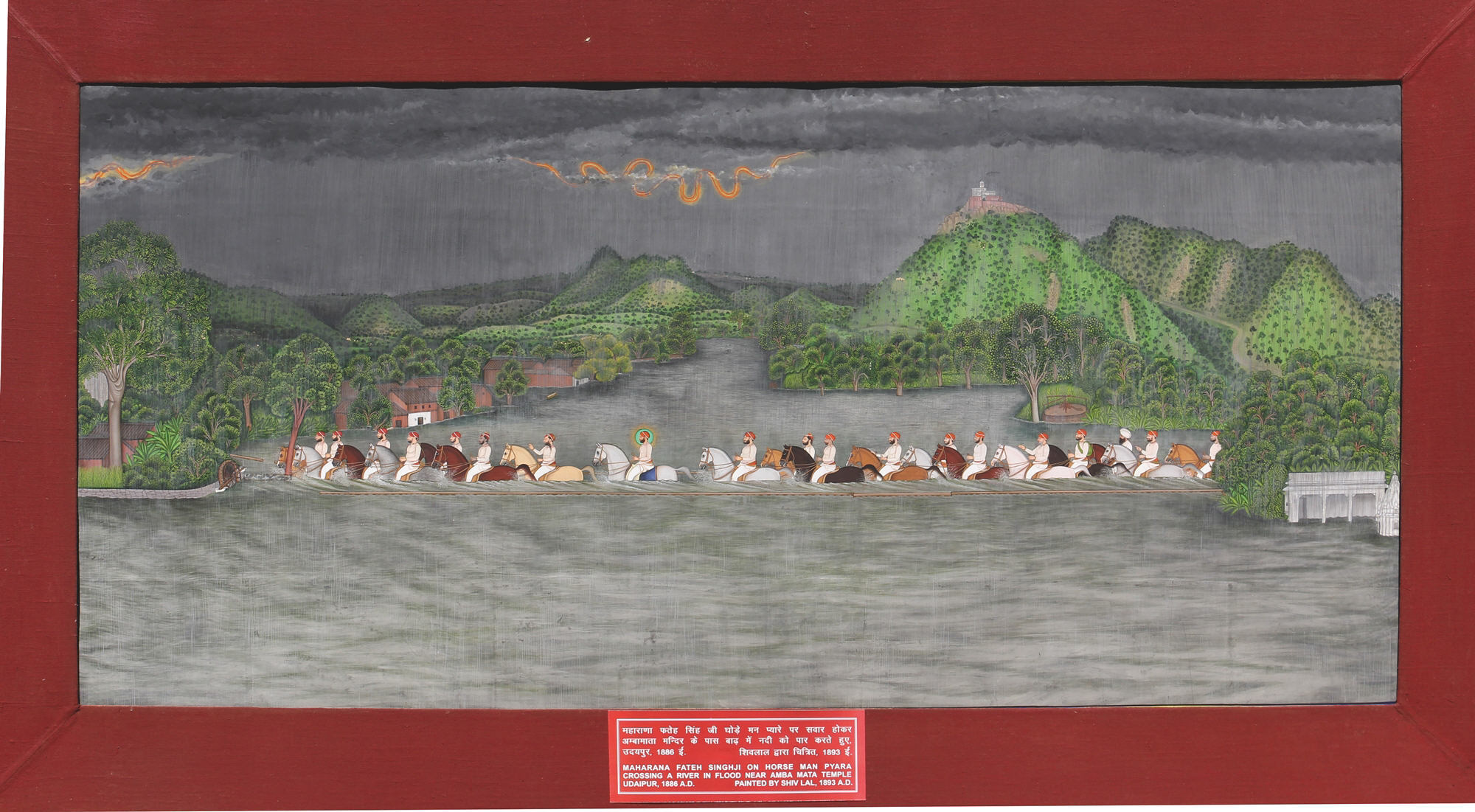
Шивалал. Фатех Сингх переправляется через реку во время наводнения на охоту. 1893г, Музей дворца в Удайпуре.

С середины XIX века меварские художники попали под влияние европейских приёмов, в частности, изображения более широких видов и более жизнеподобных портретов. При дворе Саруп Сингха (1842-61) работал художник Тара, создававший портреты правителя и изображавший также официозные и праздничные сцены. Двое его сыновей — Шивалал и Моханлал трудились при Саджан Сингхе (1874-84) и Фатех Сингхе (1884—1930) и создавали фотографии и произведения, навеянные образцами масляной живописи.

#### Другие центры

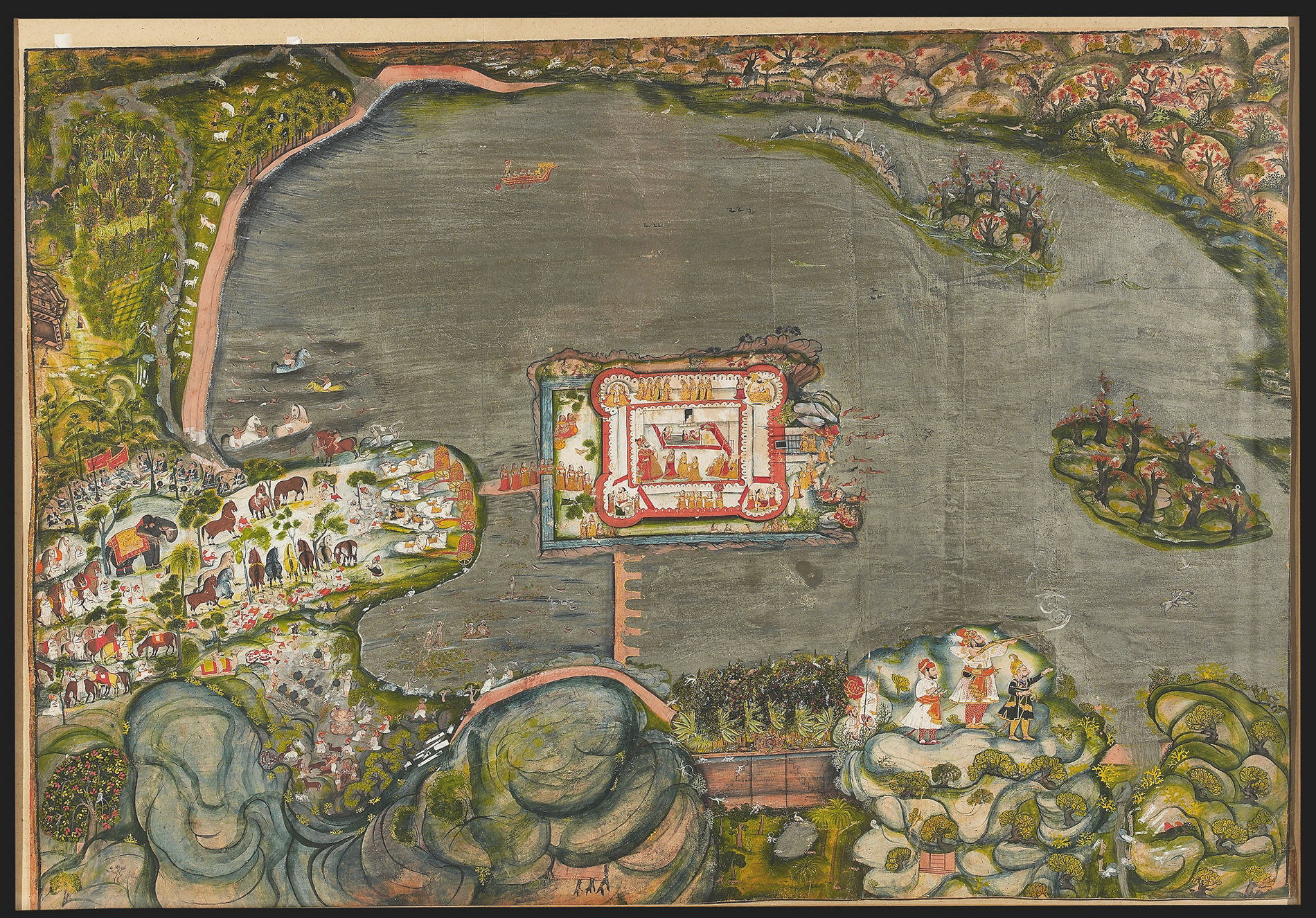
Багта. Озёрный дворец Раваты Гокул Даса II. Деогарх, 1806г, Музей Ашмолеан, Оксфорд.

Кроме столицы Мевара — Удайпура, в княжестве существовали два другие относительно самостоятельные художественные центры, живопись которых определяют как «меварские суб-стили». Один из них — Натхадвара, город, который превратился в крупный кришнаитский религиозный центр после того, как в 1671 году туда была перевезена знаменитая статуя Шри Натхджи. Вслед за этим в Натхадвару потянулись и художники. Живописцы, посвятившие своё творчество религии, создавали многочисленные миниатюры на тему подвигов Кришны, имевшие успех у посещавших святое место паломников, и расписывали храмовые завесы «пичхаваи», которые использовались в храме Шри Натхджи и других кришнаитских храмах (они вывешиваются позади статуи Шри Натхджи). «Пичхаваи» изготавливаются из хлопка, имеют довольно крупные размеры и расписываются, как правило, несколькими художниками. Традиция их производства существует до сих пор.
В миниатюрах, созданных в Натхадваре, отражались не только сюжеты из жизни Кришны, но и различные ритуалы, и праздники, связанные с культом этого бога. Расцвет местной школы приходится на XVIII век, и связан с именами таких мастеров, как Бхагавати, Нарайан, Чатурбхудж, Рам Линга, Удай Рам и Шри Рам Сандра Баба, который приехал в Натхадвару из Удайпура и обновил местную живопись. В XIX—XX веках живопись в Натхадваре коммерциализировалась, стандартизировалась, и, по сути, потеряла стимул к развитию. В таком виде она существует до сих пор.
Другим центром был Деогарх (Девгарх), город, заложенный в 1670 году Раватом (то есть вассалом меварского махараны — великого князя) Дваркадасом (до него это было небольшое поселение). Несмотря на меварские корни местной художественной традиции в ней ощущается влияние живописи соседнего княжества — Марвара. Местная княжна в 1728 году вышла замуж за Махарао Мадхо Сингха из Джайпура, поэтому в живописи Деогарха прослеживаются джайпурские элементы. Расцвет школы Деогарха приходится на вторую пол. XVIII — нач. XIX века, и связан с художниками, покинувшими столицу Мевара — Удайпур в период неудачного правления князя Ари Сингха (1761-73). Среди первых мастеров, уехавших в Деогарх, был Багта, который создавал миниатюры для Равата Джасванта Сингха (1737-76), Равата Рагхо Даса (1776-86) и Равата Гокул Даса II (1786—1821). Его старший сын Кавала, вероятно уехал в Деогарх в то же время. Младший сын, художник Чокха, покинул удайпурский двор в 1811 году и работал при дворе Равата Гокул Даса II. В свою очередь, сын Чокхи — художник Байджнатх, работал в Деогархе у Раваты Нахар Сингха I (1821-47) и его наследника Гокул Даса III. Эти мастера создавали миниатюры на самые разные темы, среди которых доминировали события, связанные с жизнью правителей Деогарха: сцены охоты, дарбары (княжеские приёмы), праздники Холи, портреты и т. д. Особенно много миниатюр дошло от периода правления Равата Гокул Даса II (1786—1821), щедрого мецената и храброго воина, который является как бы центральной фигурой эпохи расцвета местной школы. Во дворце Деогарха сохранились остатки фресок, созданных местными мастерами.

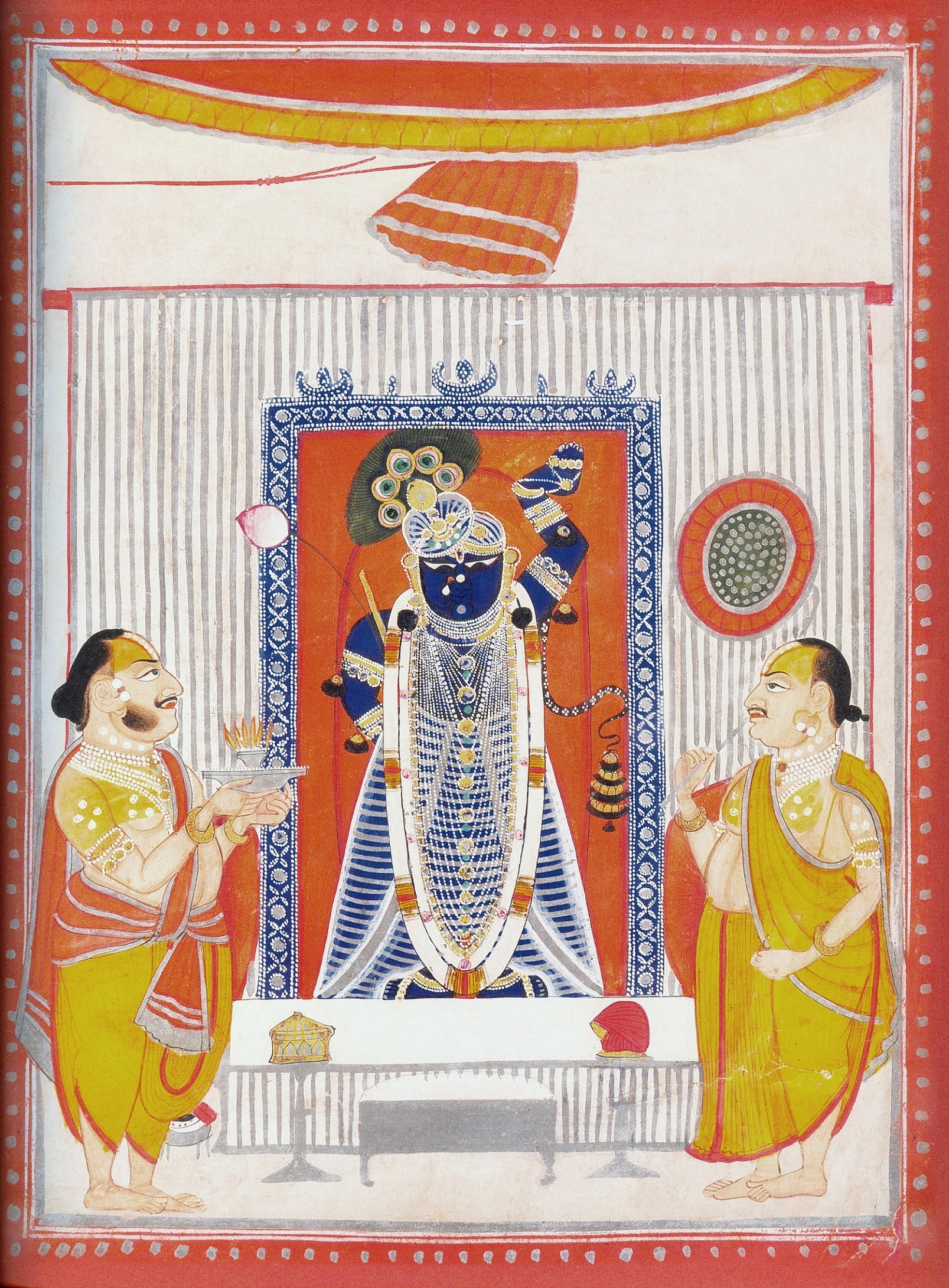
Шри Натхджи и два жреца. Натхадвара, ок. 1800, Национальный музей, Дели.
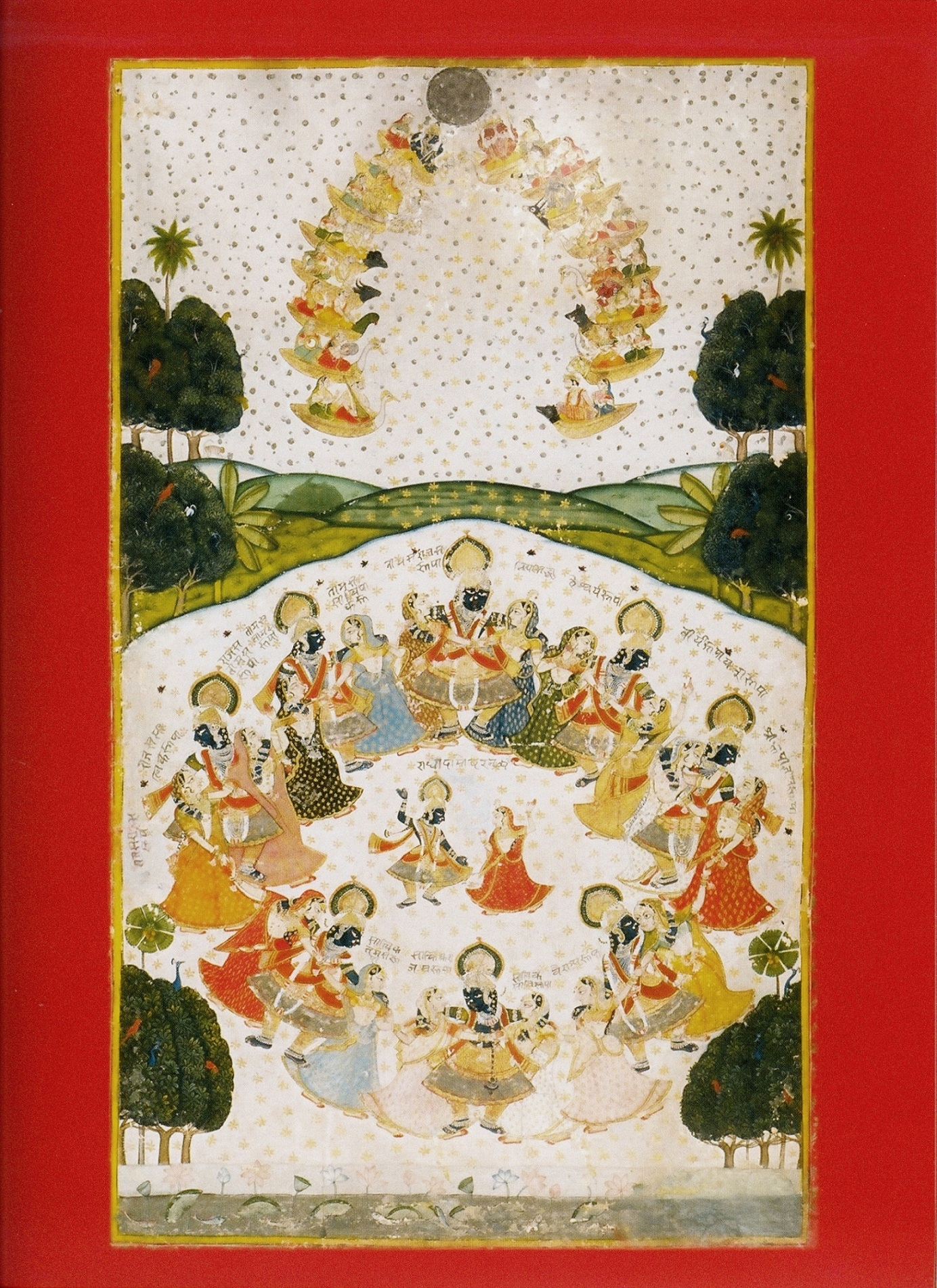
Раса - космический танец Кришны. Натхадвара, ок. 1800, Национальный музей, Дели.
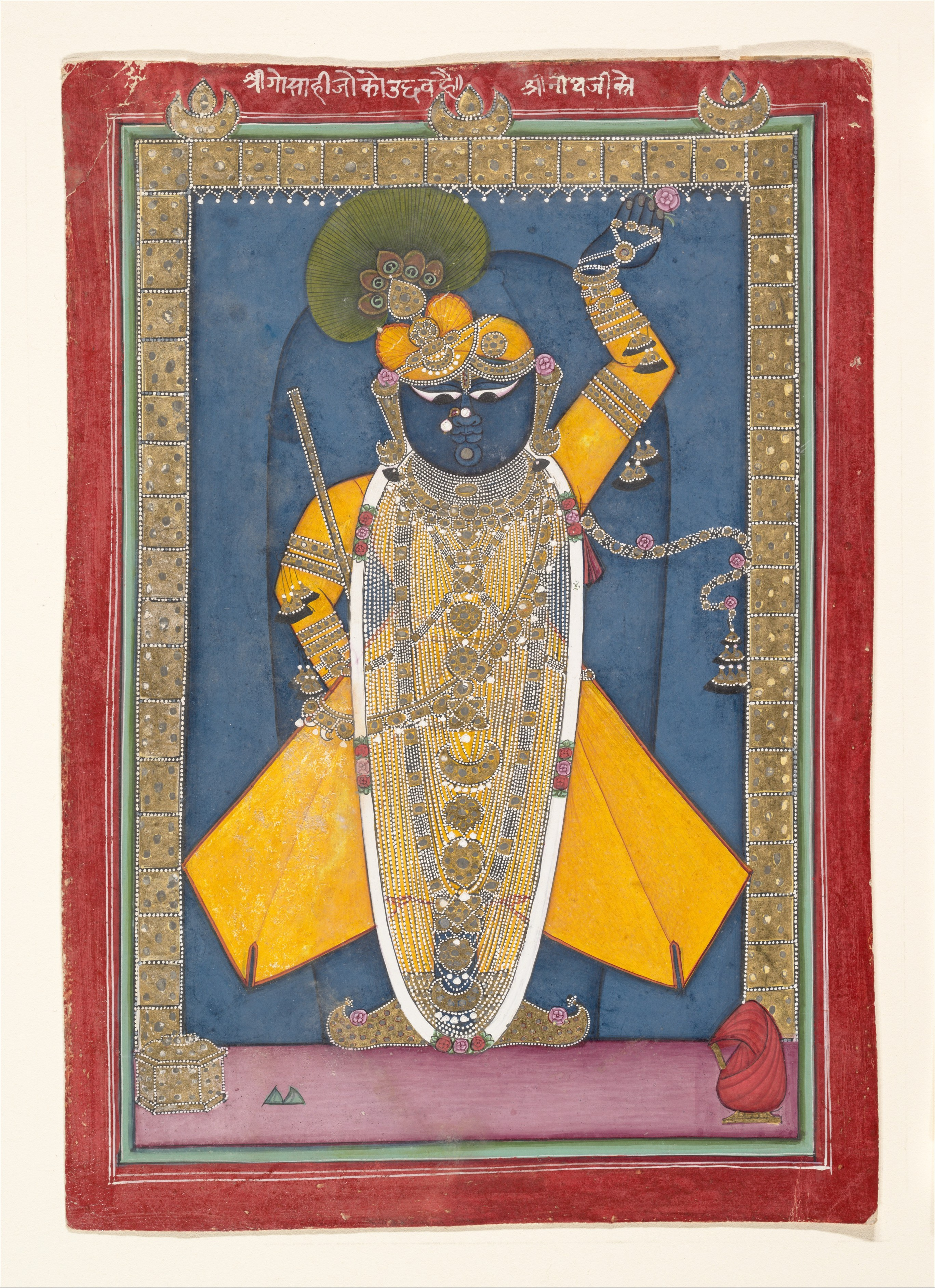
Шри Натхджи. ок. 1840, Натхадвара, Музей Метрополитен, Нью-Йорк
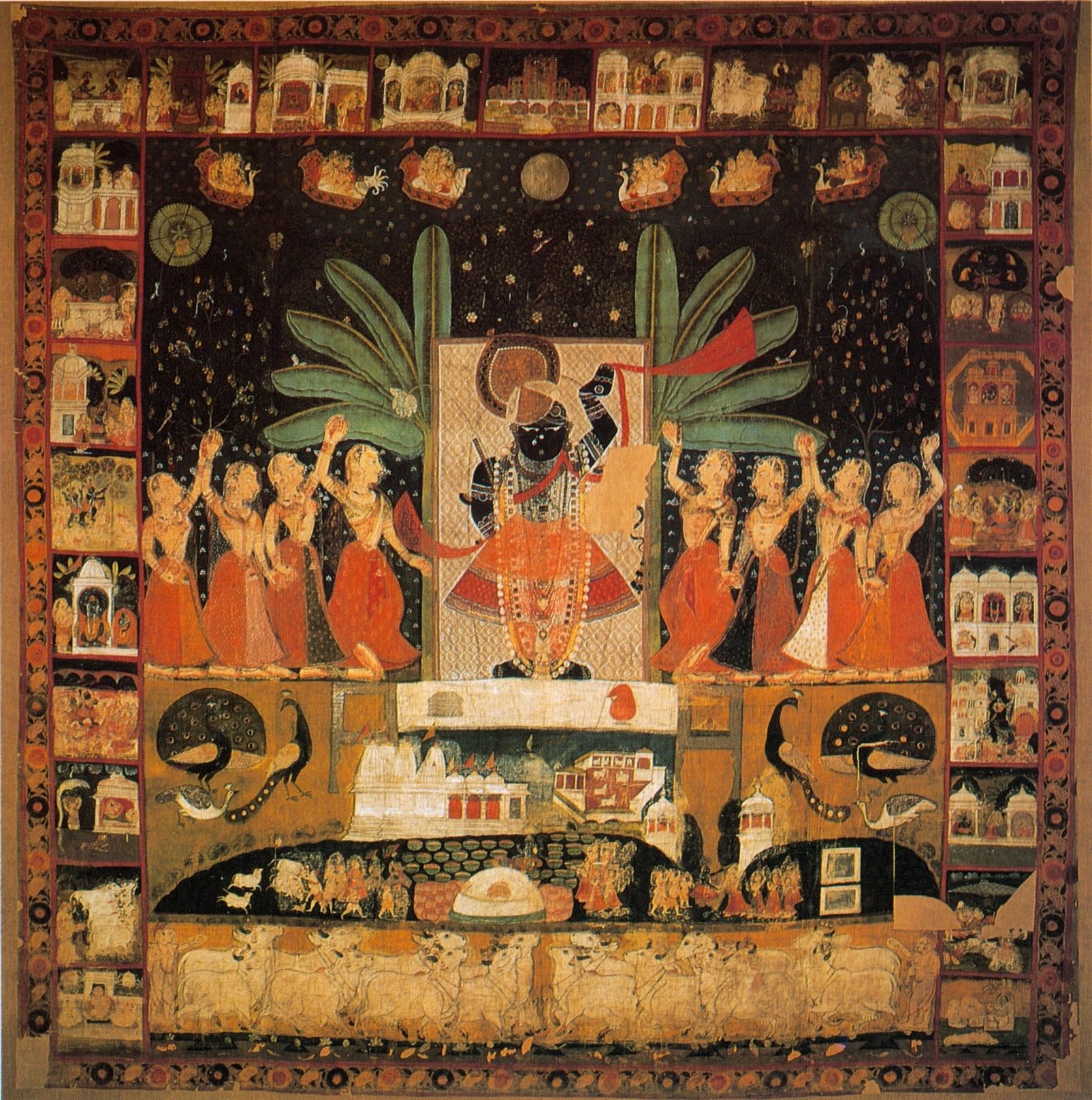
Кришна (Шри Натхджи) и танцующие гопи. Пичхаваи из храма Натхадвары. XIX в., Гос. музеи, Берлин.
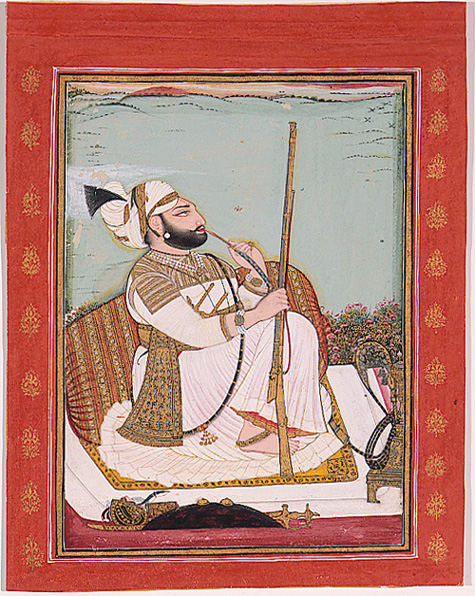
Багта. Рават Гокул Дас II. Деогарх, 1807г., Музей искусства Сан Диего.
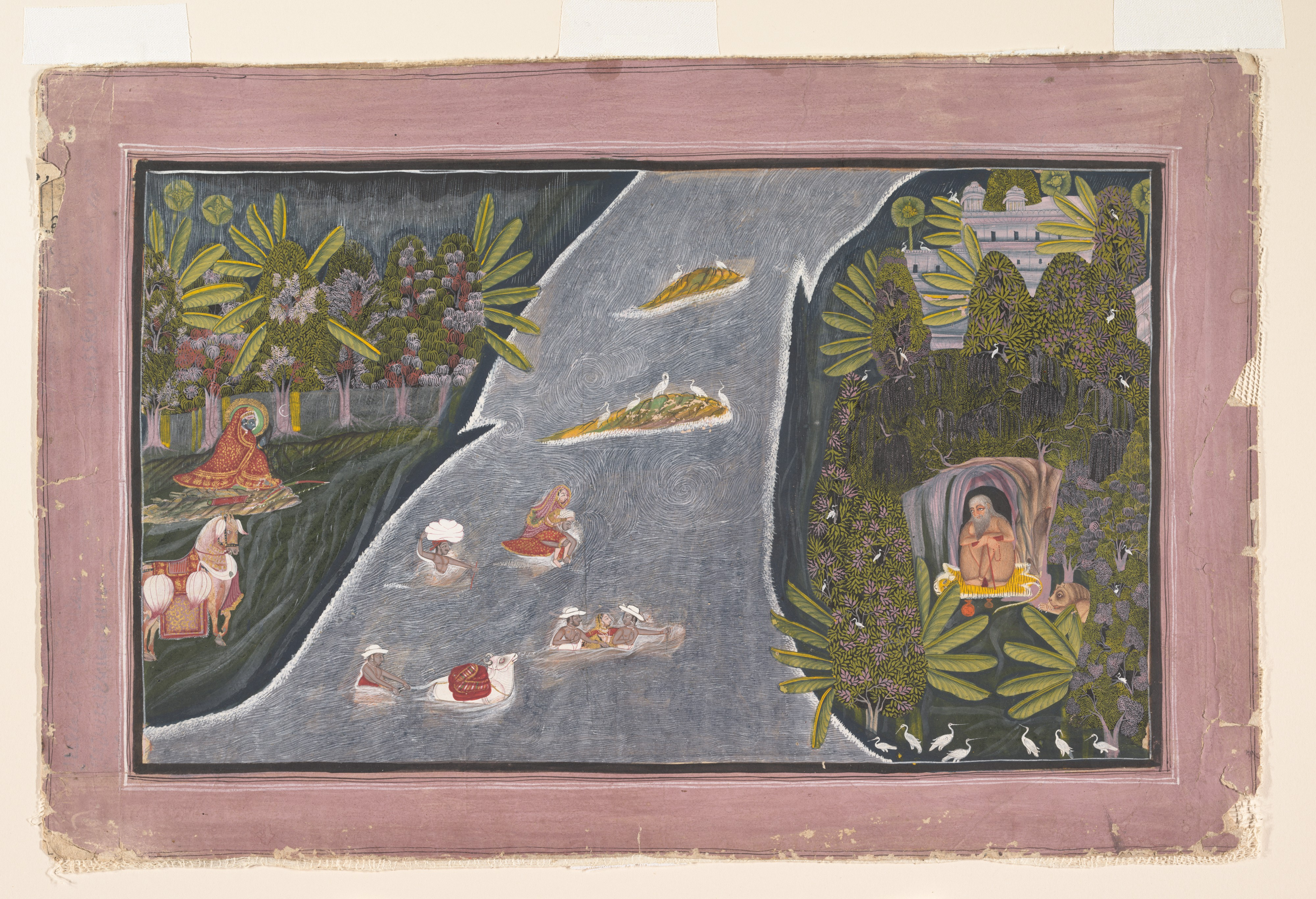
Чокха. Радха переправляется через реку для беседы с мудрецом. Деогарх, ок. 1820г, Музей Метрополитен, Нью-Йорк.
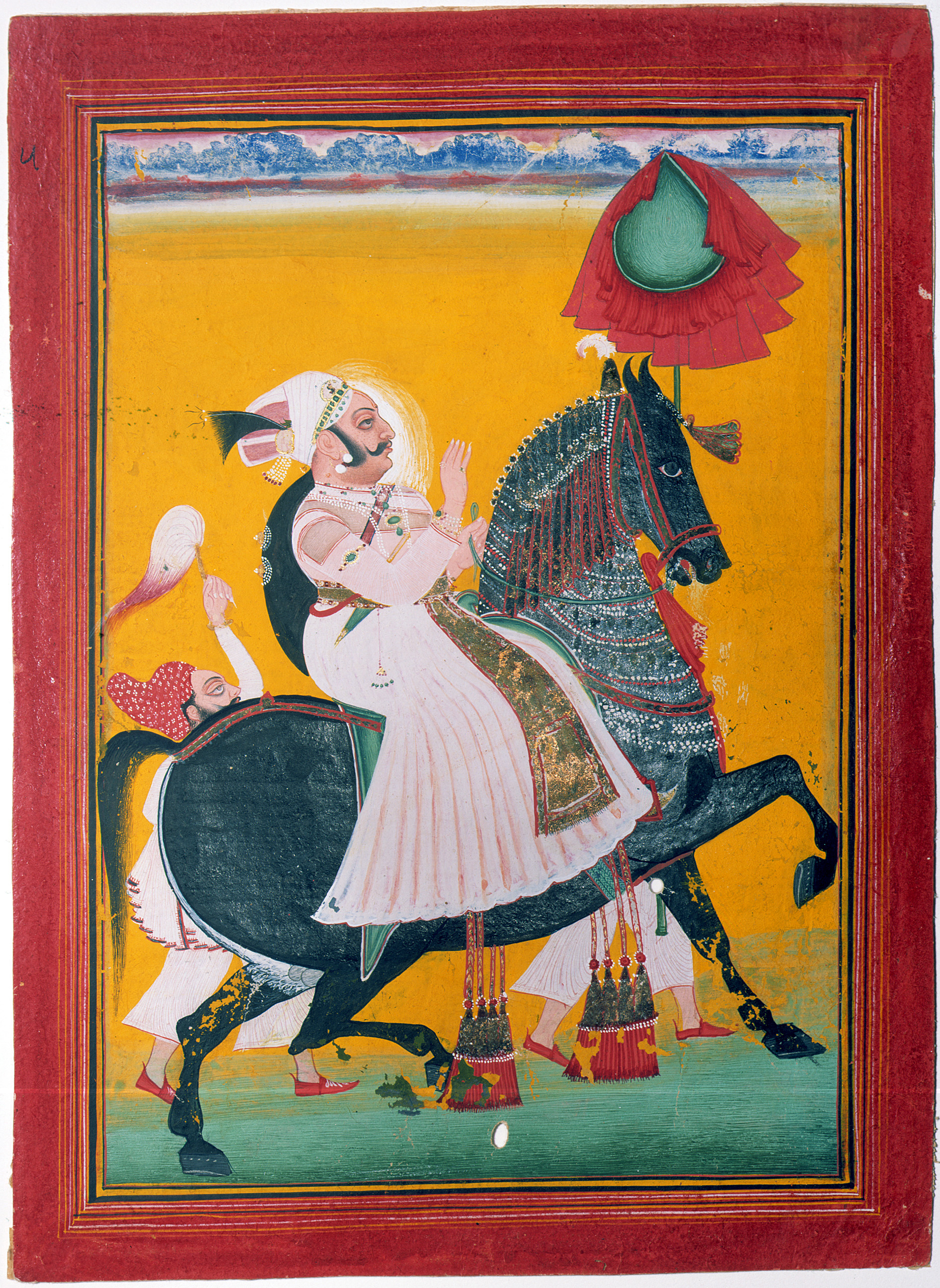
Кавала. Рават Рагхо Дас. Деогарх, 1778г, Музей искусства Сан Диего.
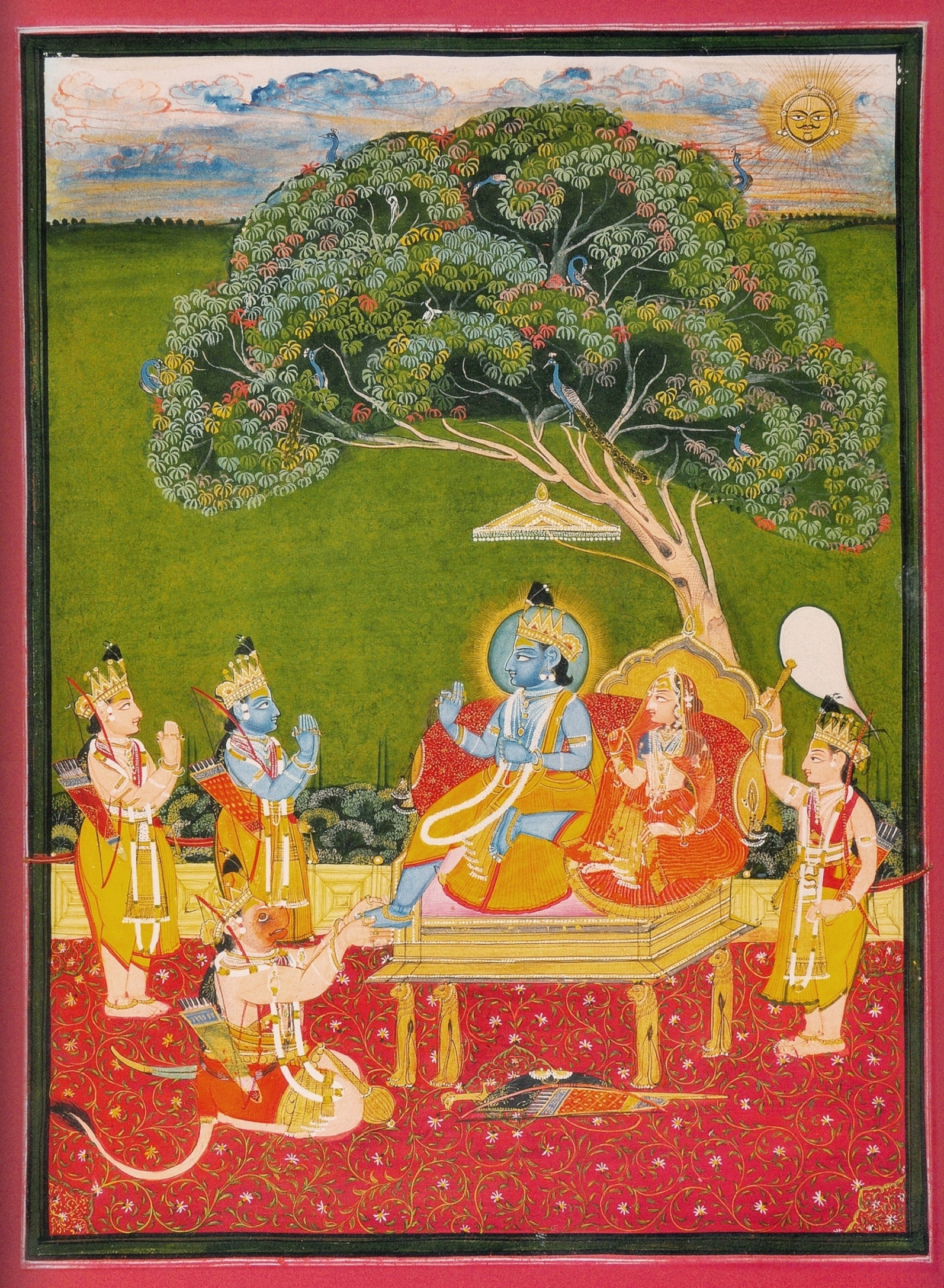
Байджнатх. Рама на троне. Деогарх, 1840г, Национальный музей, Дели.

### Живопись Бунди и Кота

#### Бунди

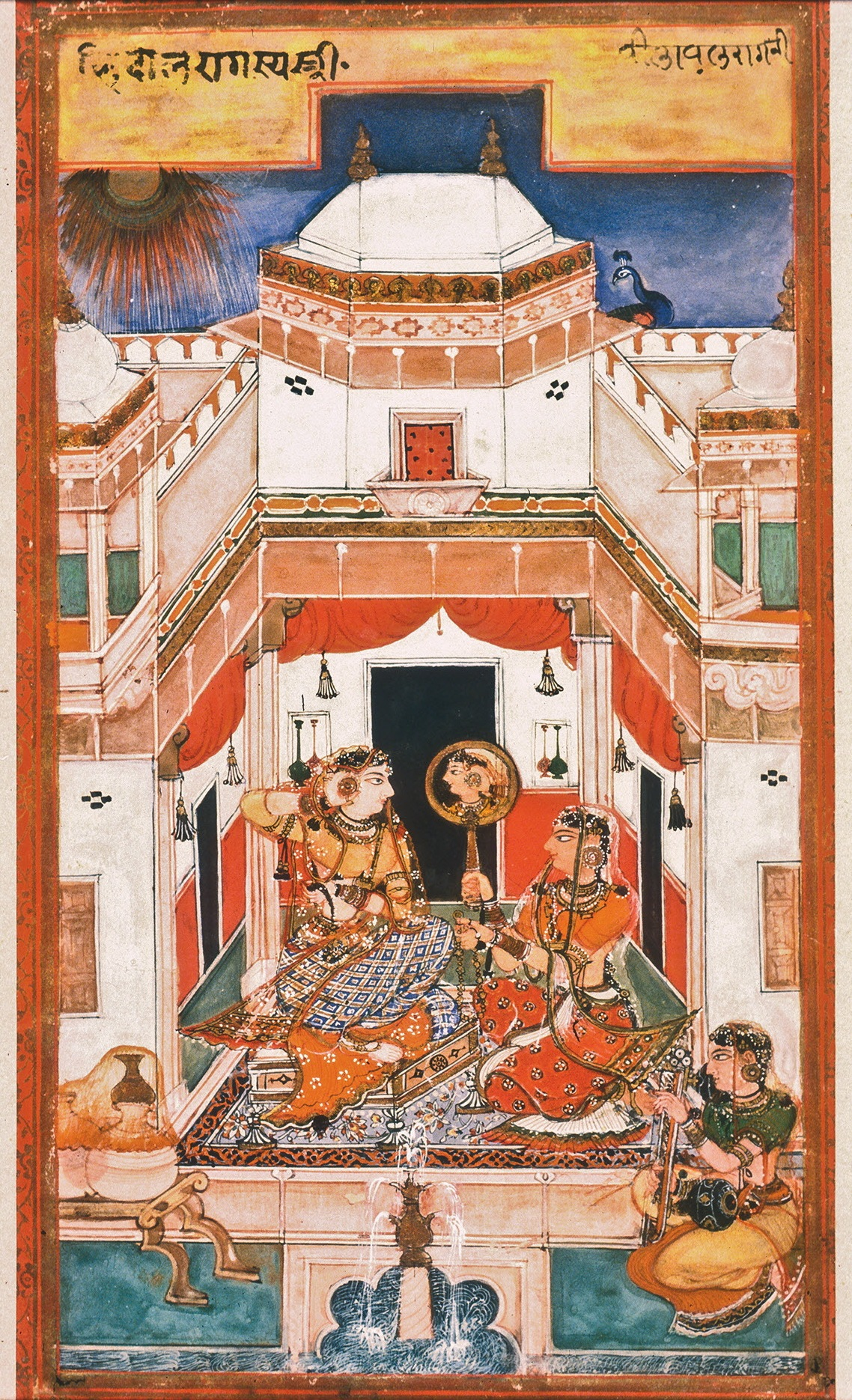
Шейх Хусейн. Вилавал рагини. Лист из серии «Рагамала из Чунара» датирован 24 февраля 1591 года. Музей Метрополитен, Нью-Йорк.

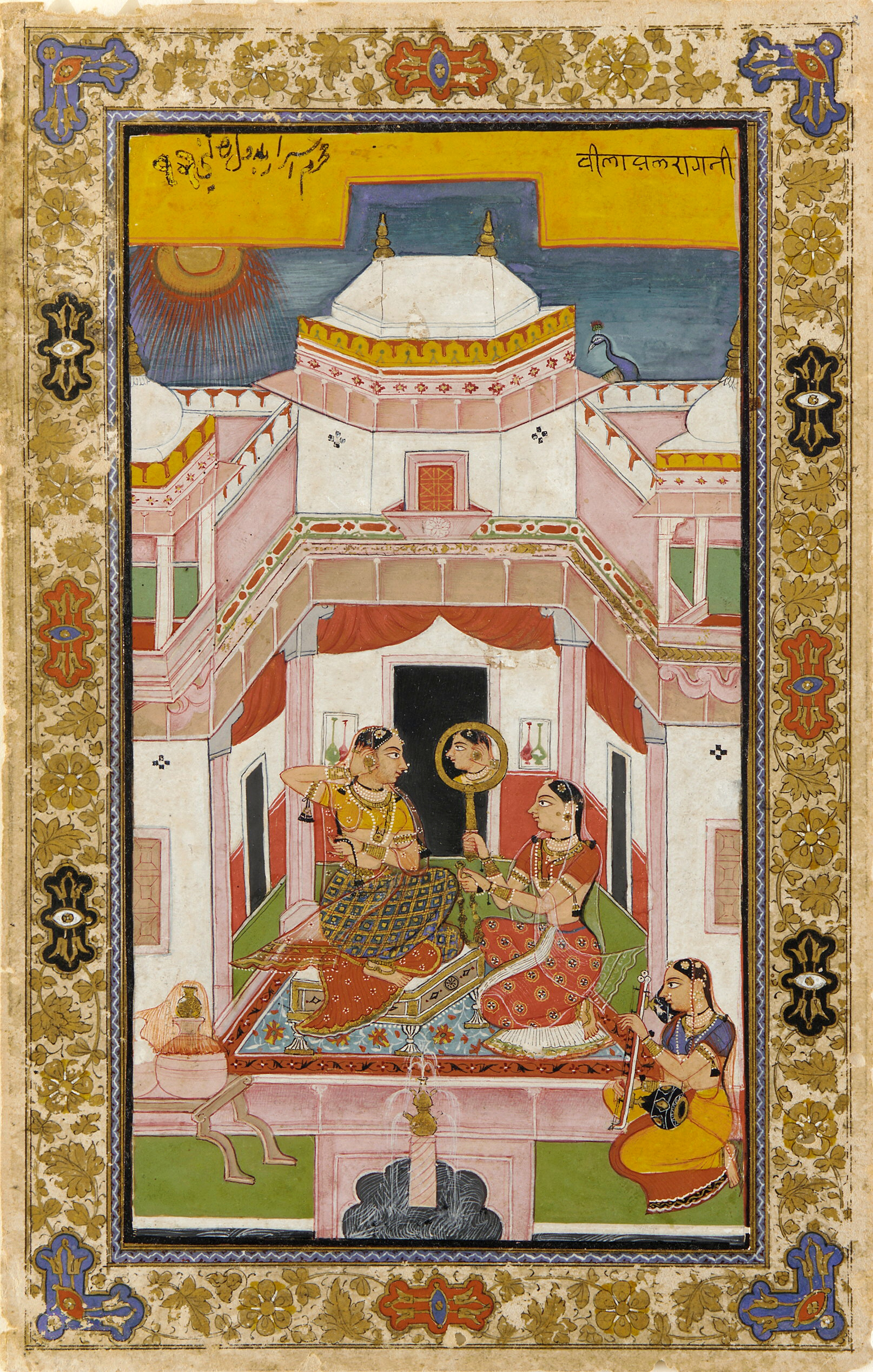
Вилавал рагини. Лист из рагамалы, 1680-90, Галерея Фрир, Вашингтон

Расположенные на юго-востоке Раджастана княжества Бунди и Кота до 1624 года были единым государством. Им управляли две разные ветви клана Хада (в связи с чем Бунди, Кота и некоторые из близлежащих районов объединяют под общим названием «земли Хадоти», а живопись называют «Школа Хадоти»). Ранняя история Бунди, или как его называли в древности — Вриндавати, известна из панегирических баллад. После того, как Могольская империя набрала силу, правитель Бунди Сурджан Сингх (1554-85) в 1569 году пошёл на службу к могольским императорам, служил им верой и правдой, за что ему был пожалован титул Рао Раджа и передан во владение округ Чунар под Бенаресом.
Самым ранним свидетельством существования живописной школы в Бунди являются миниатюры серии «Рагамала», созданные в Чунаре в 1591 году. Над ними работали три художника — Шейх Хусейн, Шейх Али и Шейх Хатим, которые, как сообщает надпись на обороте, были учениками могольских мастеров Абд ас-Самада и Мира Сеида Али. Эти художники, обучавшиеся у ведущих мастеров могольской китабхане, оказавшись в Бунди, подвергли трансформации все привычные пейзажные и портретные элементы могольского стиля, которым они обучились в могольской мастерской. В миниатюрах можно видеть смесь могольских приёмов, сефевидских орнаментов и традиционно индийской тематики и специфики. Поля оформлены арабесками и картушами; также сменился формат листа (он стал более вытянутым по вертикали). Для фонов использована пышная растительность и украшенная изразцами архитектура. Типичным стало изображение лица в профиль с подчёркнуто полными щеками.
Могольское влияние продолжилось в правление Ратана Сингха (1607-31), который служил императору Джахангиру и получал из его рук награды — он был командиром могольской армии во время военной кампании в Декане. Сын Ратана Сингха, Рао Чхаттарсал (1631-58), увлекался живописью и приглашал ко двору художников. Живопись Бунди в этот период находилась под влиянием стиля, выработанного в Чунаре в конце XVI века (то есть стиля «Рагамалы» из Чунара). Художники, работавшие у Чхаттарсала, создавали многочисленные произведения на тему «Рагамала» и «Кришна лила».

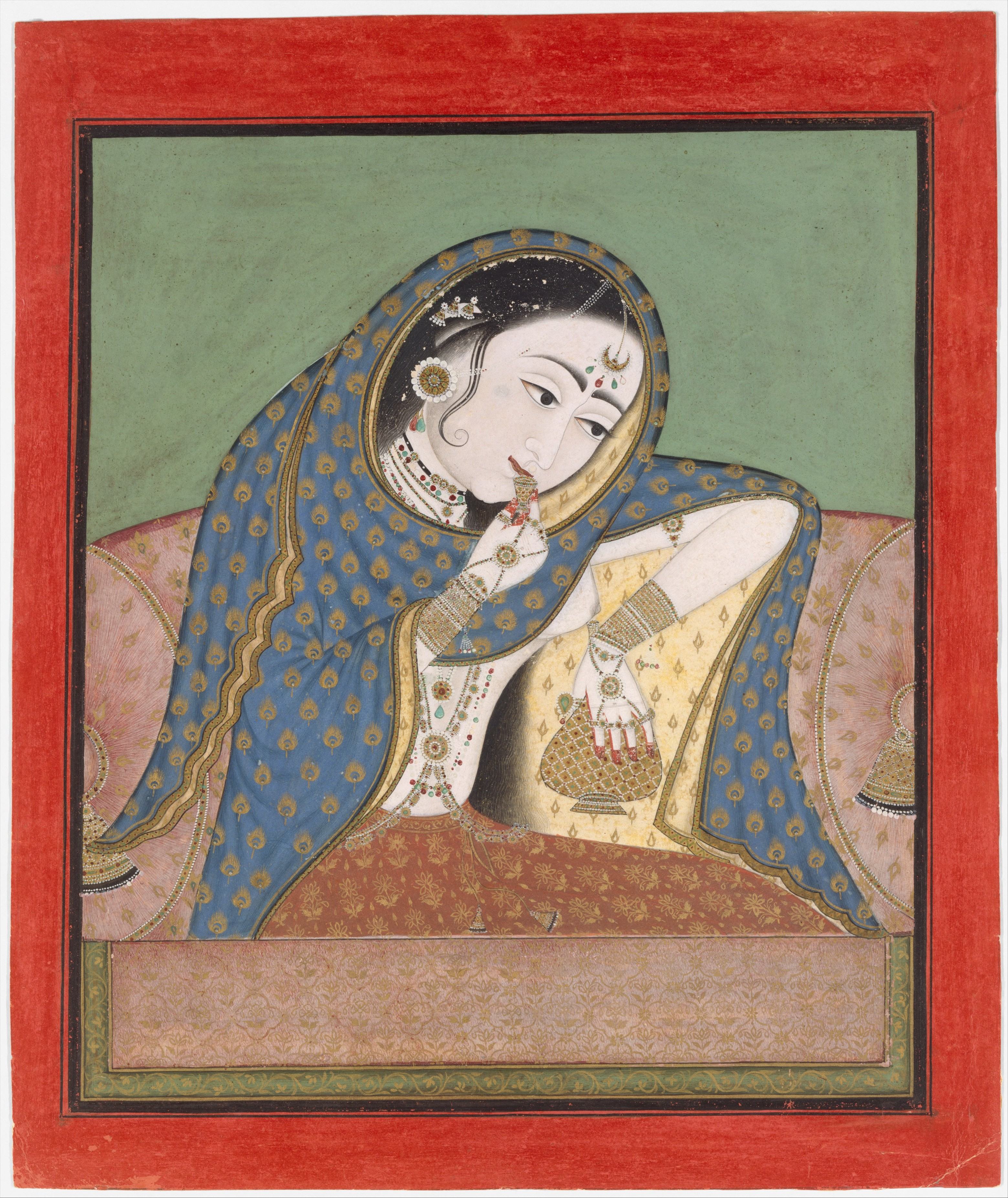
Скучающая дама. ок. 1610г, Музей Метрополитен, Нью-Йорк
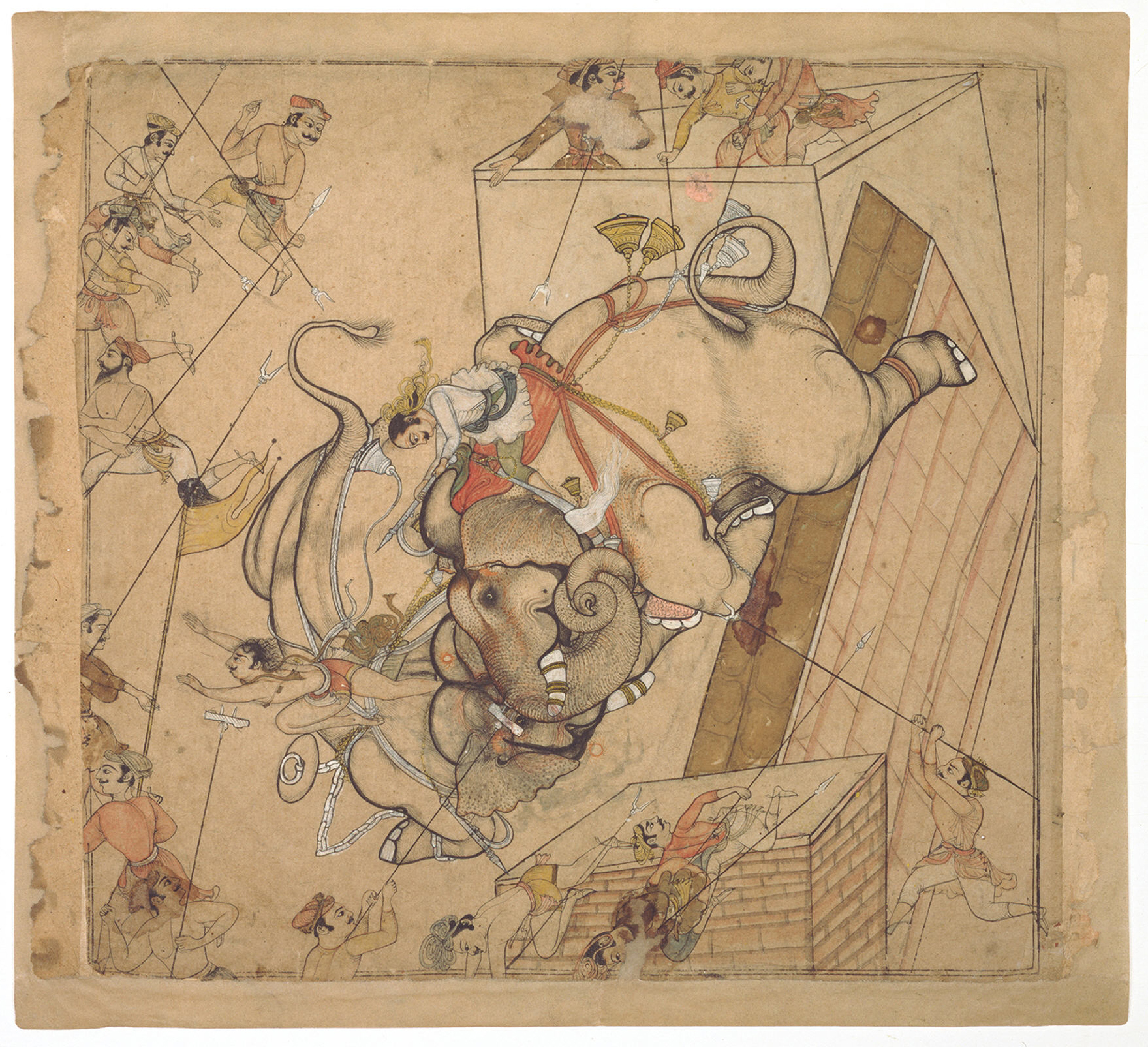
Мастер Хада. Битва слонов. ок. 1610-20гг, Музей искусства, Филадельфия
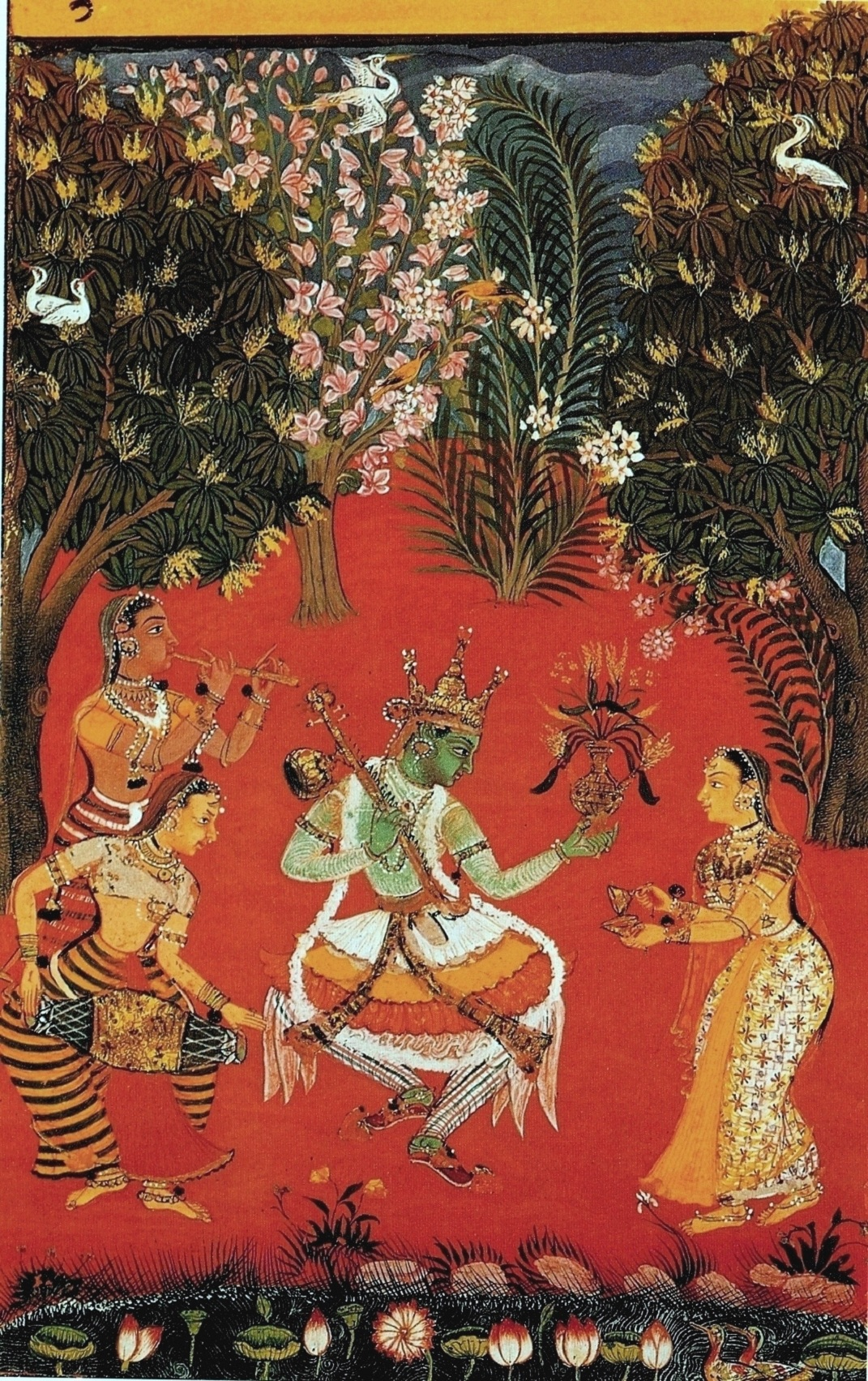
Рага Васант. 1я пол. XVII века. Берлин, Государственные музеи.
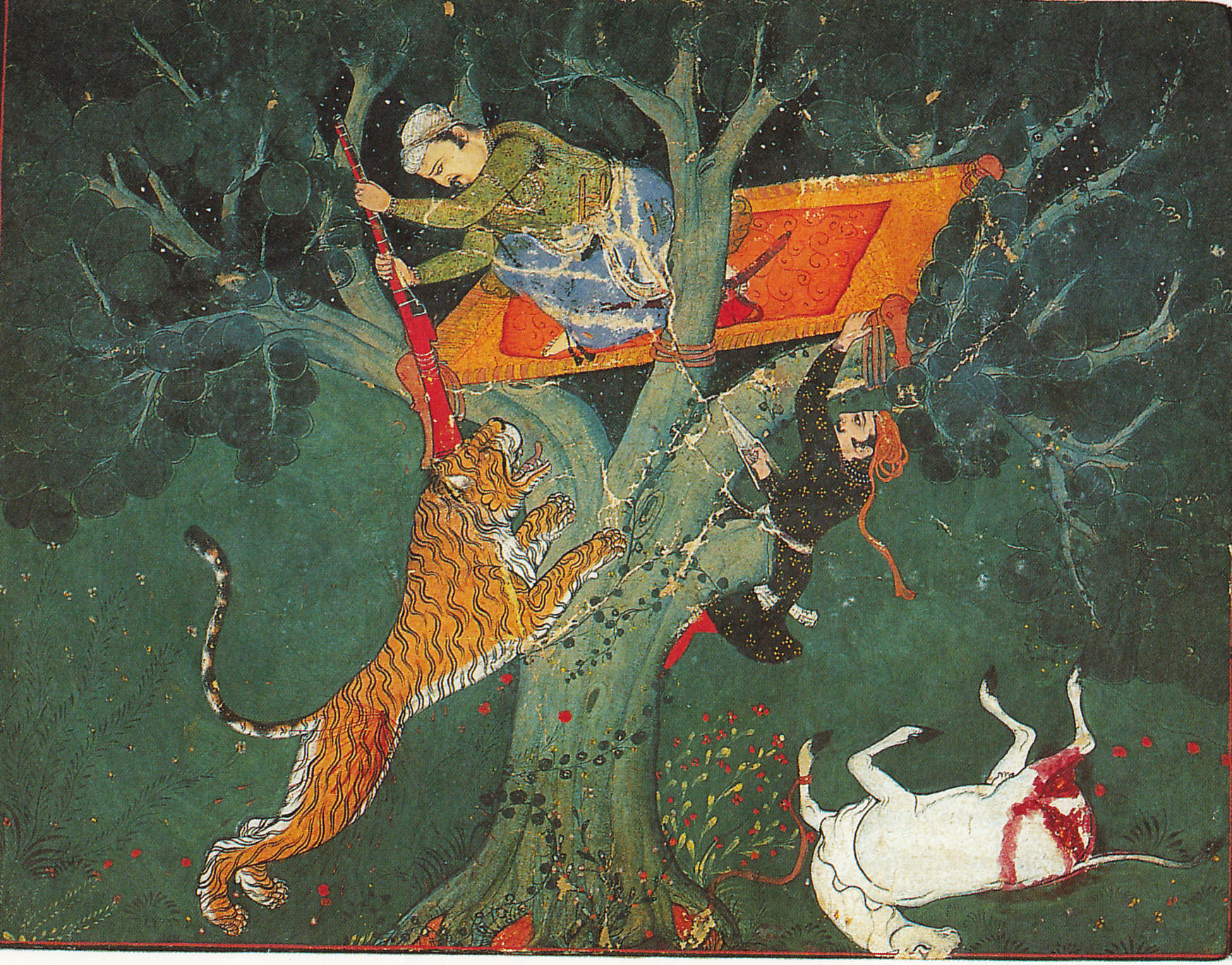
Мастер Хада. Тигр, напавший на князя Радж Сингха ночью. ок. 1620г, Музей искусства, Гарвард.
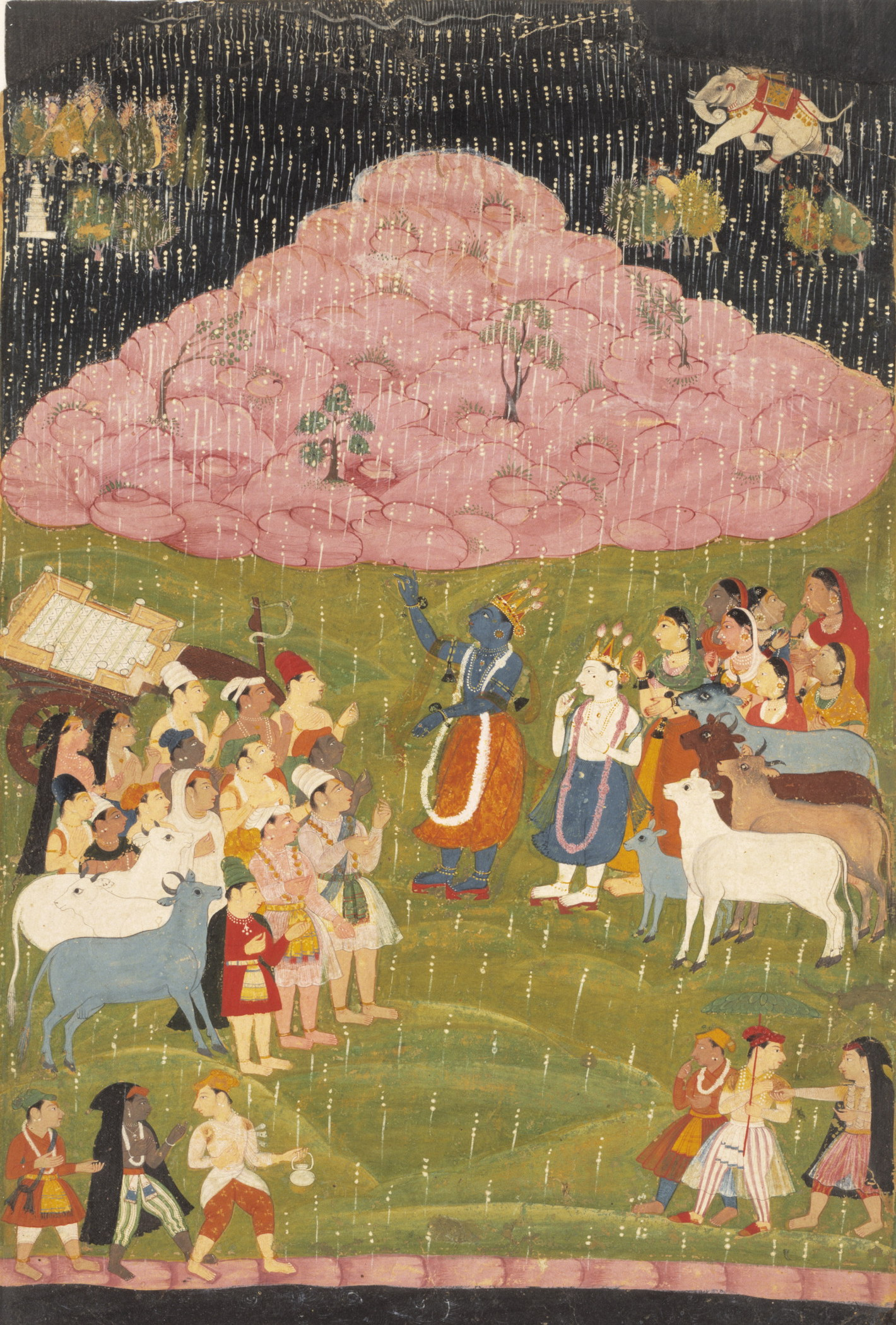
Кришна поднимающий гору Говардхан. Илл. к "Бхагавата пуране", ок. 1640г, Музей Виктории и Альберта, Лондон
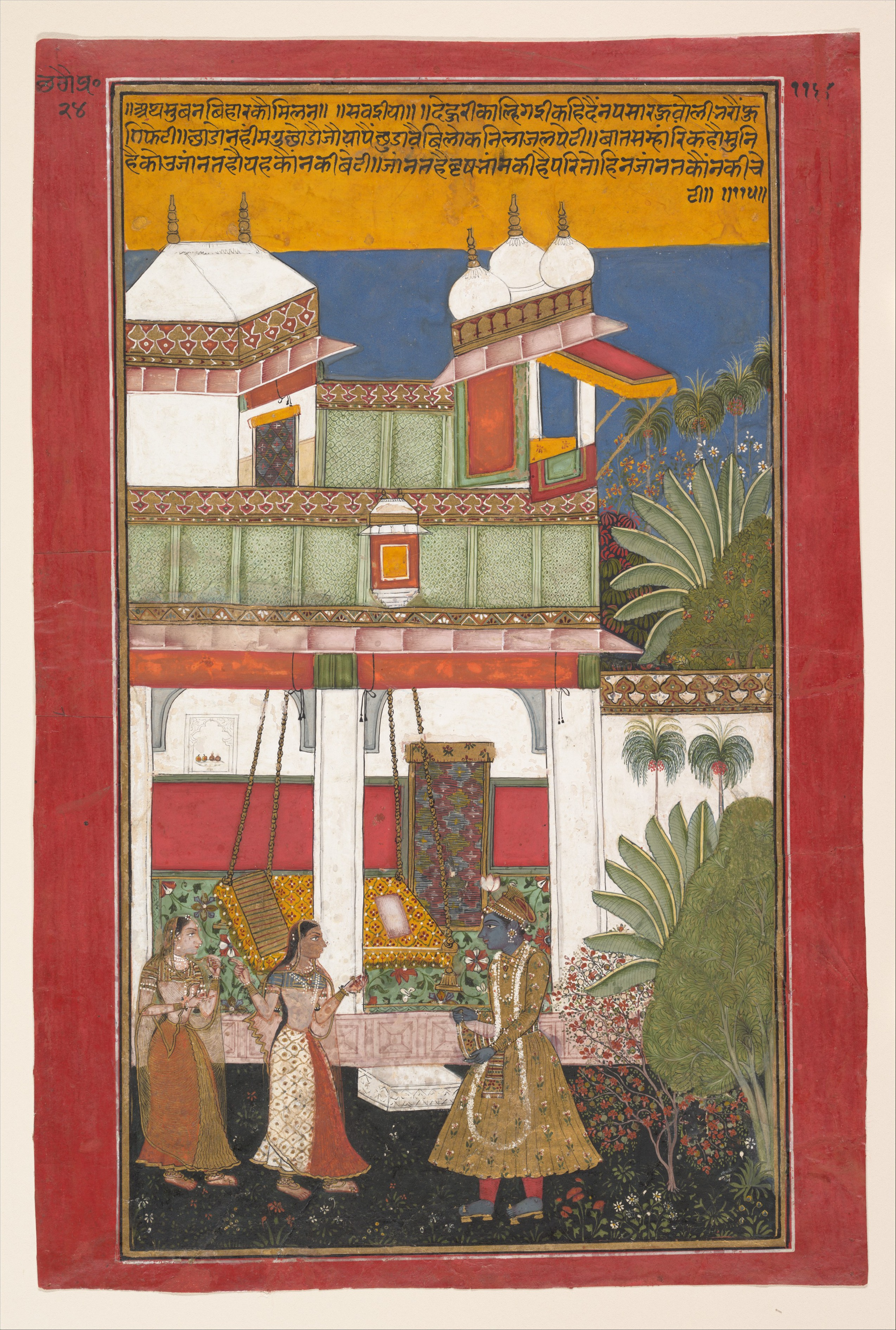
Страница из разрозненного манускрипта "Расикаприя". 1660-70гг, Музей Метрополитен, Нью-Йорк

В целом, XVII век был временем расцвета школы Бунди. Особенно лиричными были миниатюры, созданные во второй половине этого века. Фоном для самых разных сцен служили цветущие деревья, символизировавшие изобилие и щедрость природы. Палитра стала более яркой и строилась на противопоставлении интенсивных хроматических нюансов. Миниатюры, имеющие дату и возможность атрибуции, свидетельствуют о том, что князь Бхао Сингх (1658-82), долгие годы проживший в Аурангабаде (Декан), куда могольский император Аурангзеб назначил его губернатором, был большим покровителем живописи. Некоторые картины его времени, изображающие наслаждения в саду гарема, опираются на могольские первоисточники и отличаются тонким лиризмом, особенно в моделировке деревьев и цветущих кустов. Исследователи предполагают, что Бхао Сингх мог пригласить или привлечь к работе деканских художников, традиция которых включала особо поэтичное изображение растительности. Возможно также и то, что придворные художники из Бунди были в свите своего патрона во время его службы в Декане, где они смогли познакомиться с особенностями местной школы. При Бхао Сингхе стали создаваться портреты и сцены «исторических встреч» правителей.
В течение XVII века тематика картин всё более расширялась, наряду с литературными произведениями стала иллюстрироваться княжеская жизнь и различные придворные события: случаи на охоте, княжеские развлечения и придворные представления, а также сцены княжеских дарбаров (официальных приёмов). Мастерам местной школы, таким как Дондья Сурджан Мал, Ахмад Али, Рам Лал, Шри Кришан, Садху Рам хорошо удавались сцены из серий «Рагамала» и «Барахмаса» (в последней, особенно посвящённые сезону дождей), иллюстрации к «Бхагавата Пуране», сюжеты из жизни гарема. Очень поэтично выглядят различные ночные сцены под луной.
В правление князя Анирудх Сингха (1682—1696) стилистика произведений изменилась. Этот князь сопровождал императора Аурангзеба во время его деканской военной кампании (1678г). В его правление в 1690 году, была создана серия миниатюр «Рагамала», которая целиком базируется на классическом цикле «Рагамала» из Чунара. Однако у неё есть ряд особенностей, которые отличают серию от предшественника: телесная плоть в ней недостаточно хорошо моделирована, изменены интерьеры и декорирование архитектуры. Эта серия-копия, вероятно, отражает желание художника при всём выражении почтения к традициям «Рагамалы» «осовременить» второстепенные детали, соединив прошлое с настоящим.
Стиль живописи претерпел очередные изменения в начале XVIII века. В правление Рао Будх Сингха (1696—1735) была создана серия миниатюр на тему «Расикаприя» (1700-1725гг, Нац. Музей, Дели); им присущи более яркие красочные эффекты и более изысканные композиционные приемы. Правление этого князя было крайне трагичным и сложным. Он несколько раз лишался трона, Джайпур и Кота захватили часть территорий его княжества, а сам Будх Сингх, в конце концов, умер в изгнании. Его сын Умед Сингх смог восстановить княжество только в 1743 году с помощью маратхов. После этих событий государство Бунди так никогда больше и не смогло оправиться. Несмотря на эти события, живопись в княжестве продолжала развиваться, и ко второй половине XVIII века, по мнению экспертов, достигла своего зенита. Создавалось множество портретов, сцен слоновьих боёв, случаев на охоте, рисунков-портретов всадников, было создано множество серийных миниатюр на темы «Рагамала», «Барахмаса», «Бхагавата Пурана» и «Расикаприя». Особенно лиричными были миниатюры с изображениями дам, которые, несмотря на некоторую тяжесть лиц и туловищ, выглядят очаровательно.

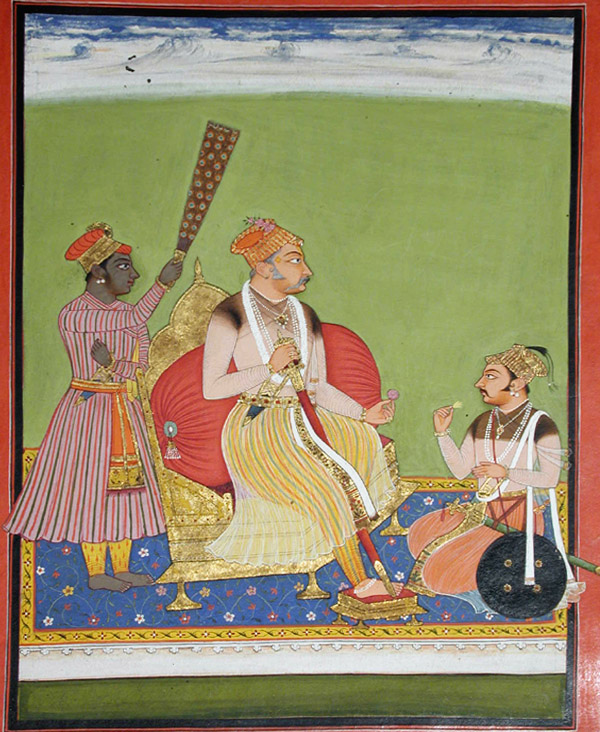
Князь Бхао Сингх. ок. 1670г, Музей искусства Сан Диего
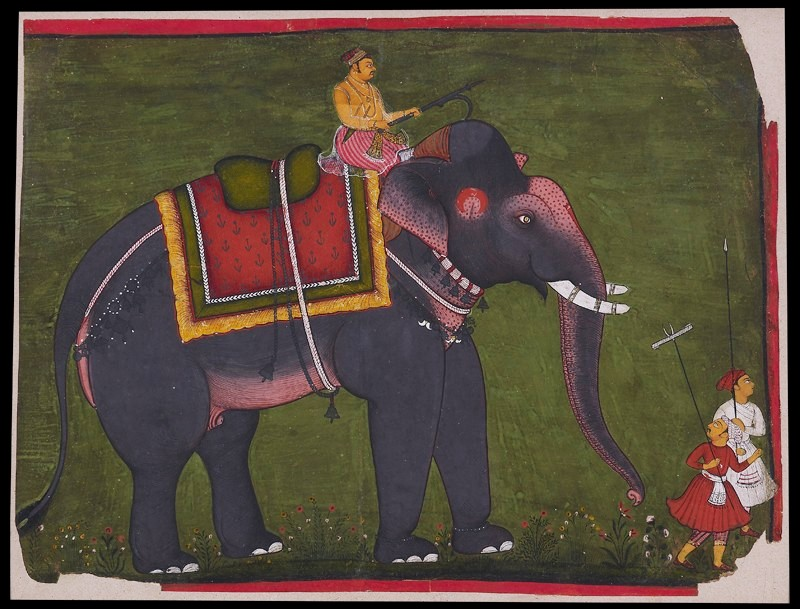
Князь Бхао Сингх верхом на слоне. ок. 1675г, Музей Ашмолеан
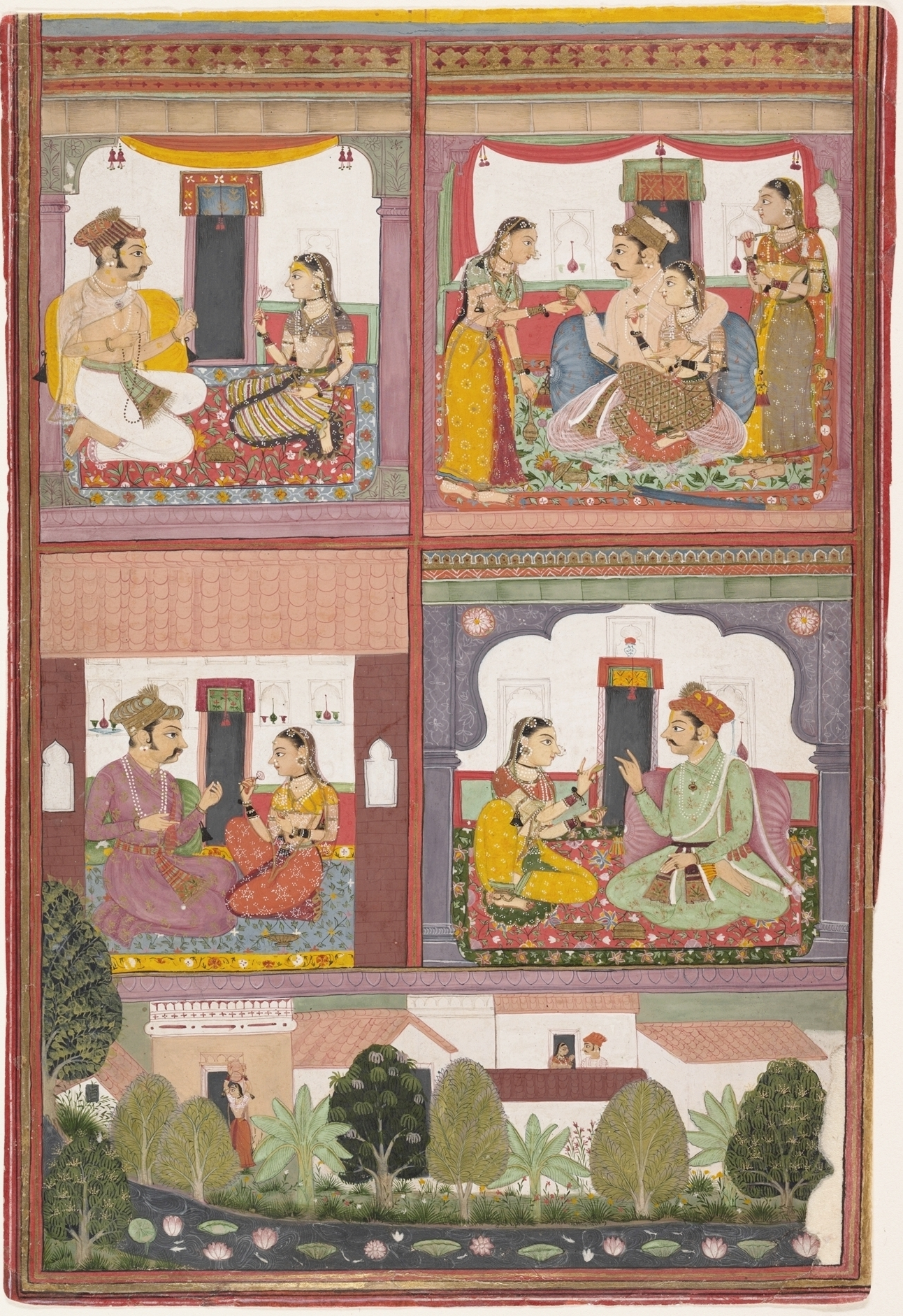
Четыре любовных сцены. Страница из "Расикаприи", ок. 1700г,Музей Метрополитен, Нью-Йорк
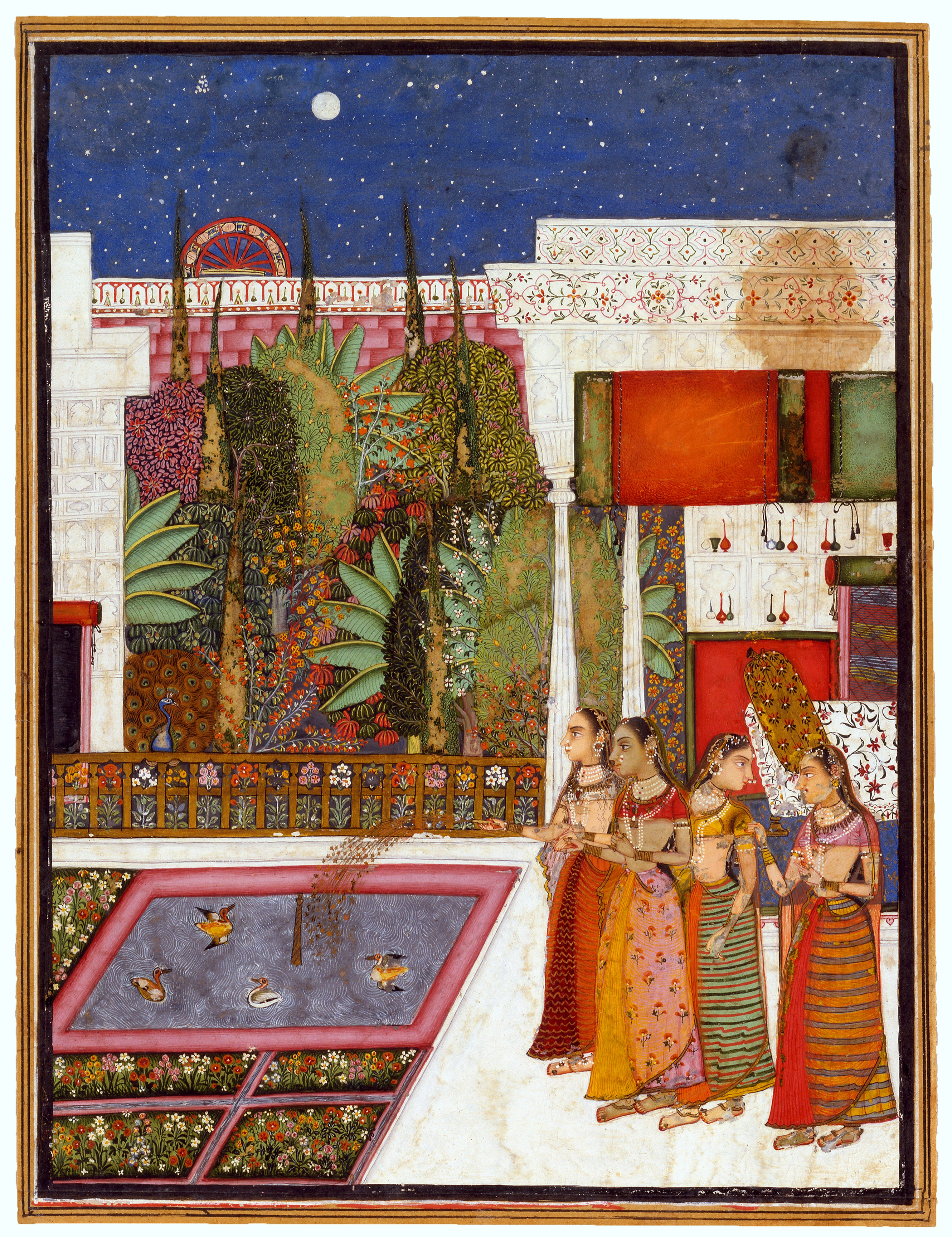
Четыре дамы в дворцовом саду. сер. XVIII в., Коллекция Давида, Копенгаген
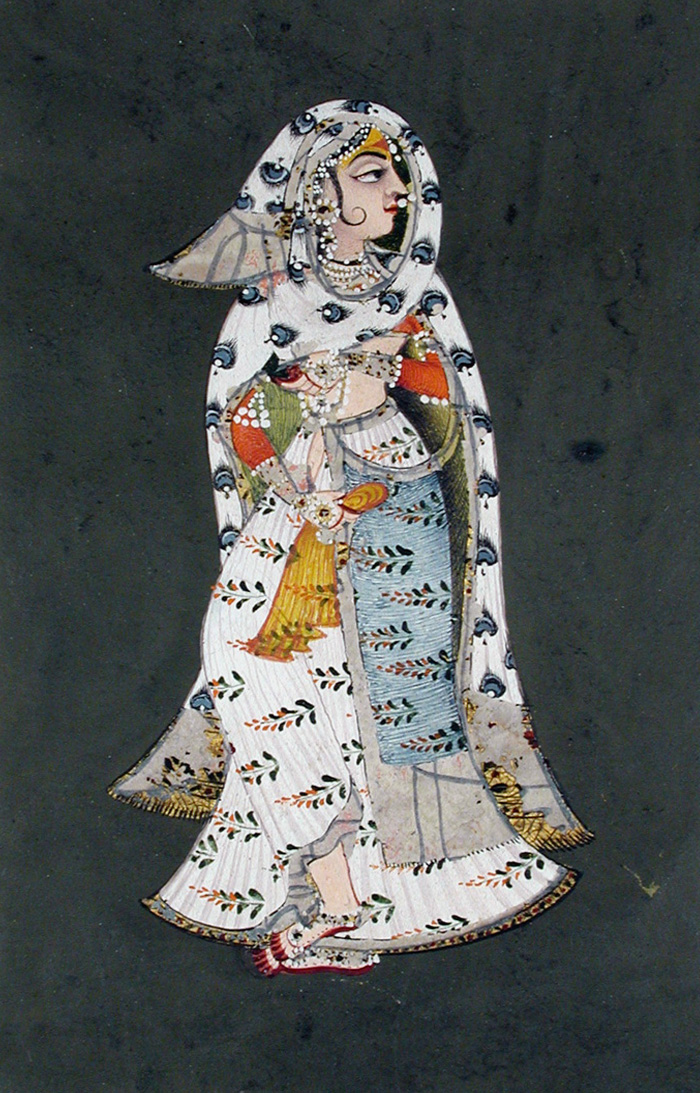
Дама в цветастом сари. XVIII в., Музей искусства Сан Диего.
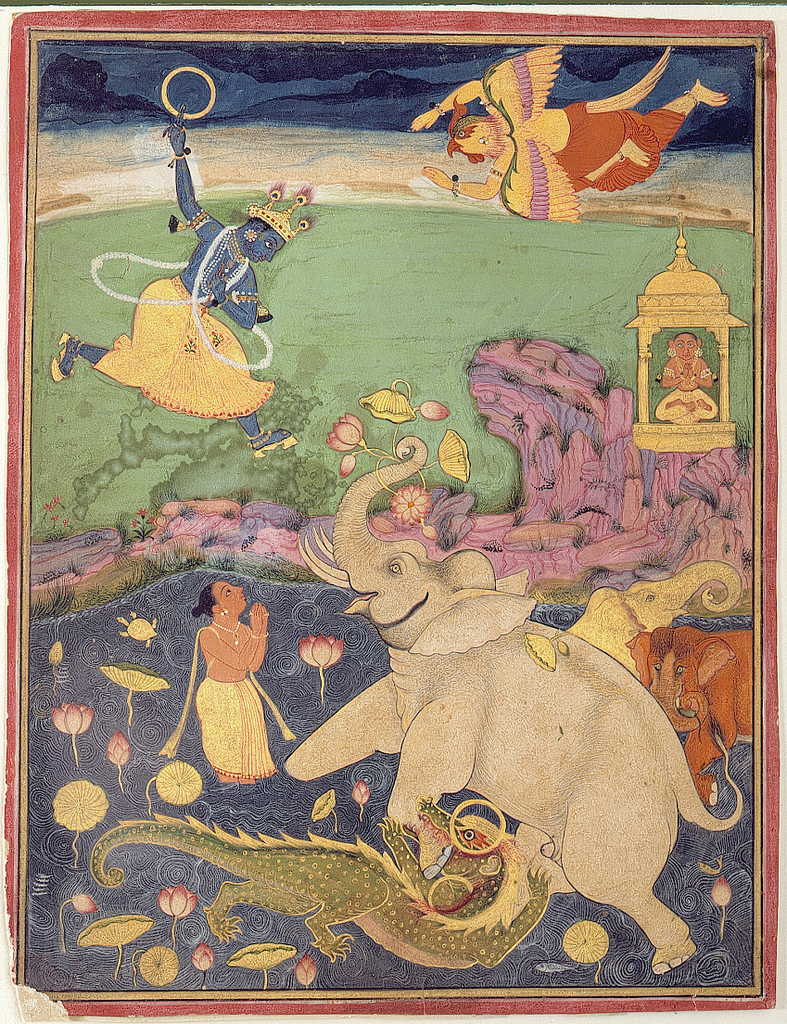
Спасение царя слонов. ок. 1770г, Музей искусства Сан Диего.
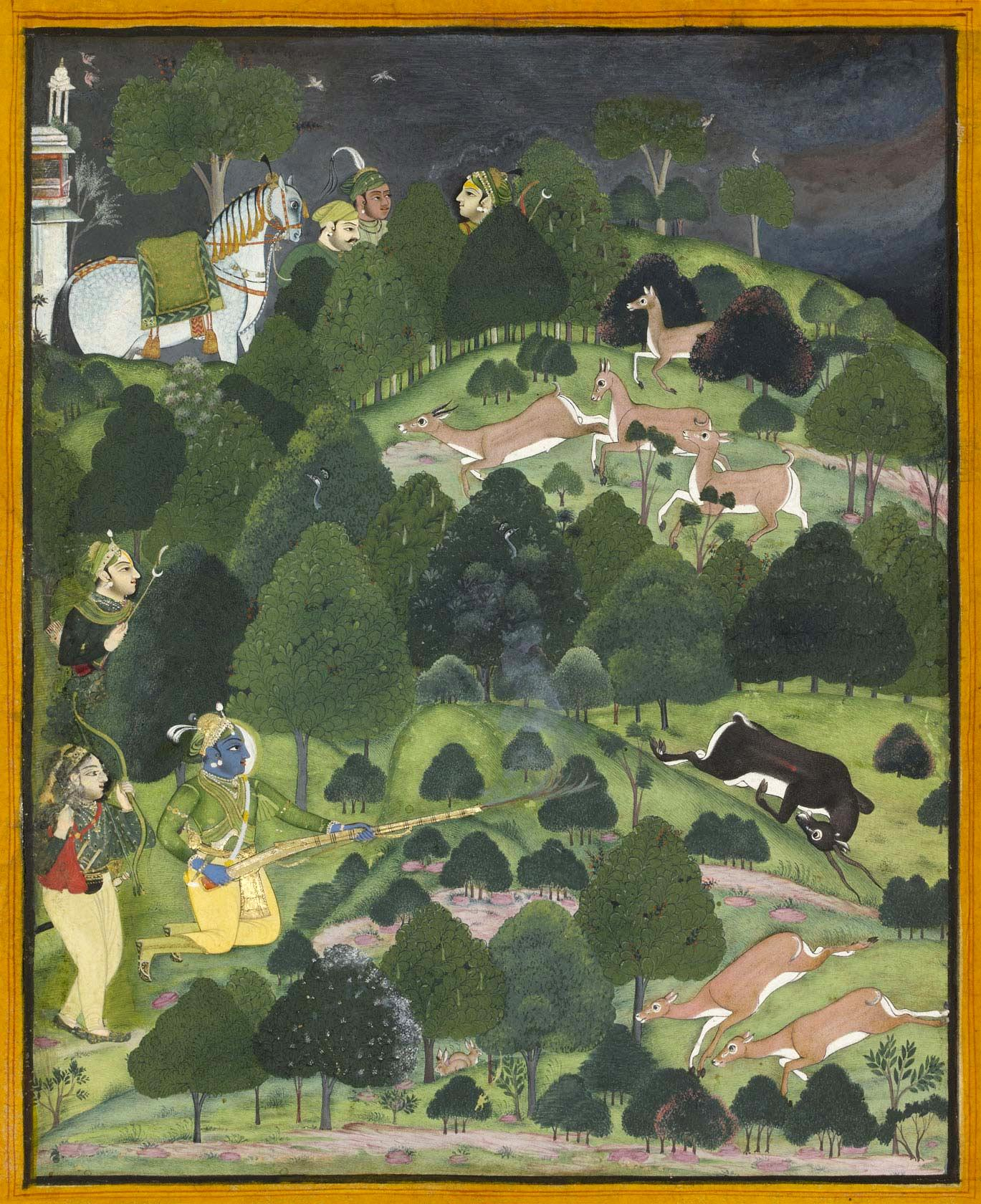
Кришна охотится на чёрную газель. 1770-75гг, Собрание Франчески Галловэй
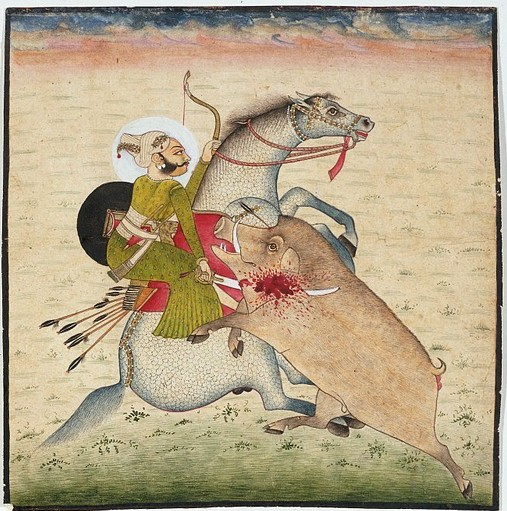
Князь Умед Сингх убивает кабана. ок. 1790г, Музей Виктории и Альберта, Лондон.

В начале XIX века живопись Бунди пережила быструю деградацию. Миниатюры в этот период погружалась в сочетания тёмных и тусклых тонов; стиль Бунди стал терять свою живость и оригинальность, скатываясь к скучному однообразию и повторам.
В княжеских дворцах Бунди сохранилось довольно много настенных росписей XVII—XVIII веков, которые были современниками миниатюр, и своей стилистикой перекликаются с ними.

#### Кота

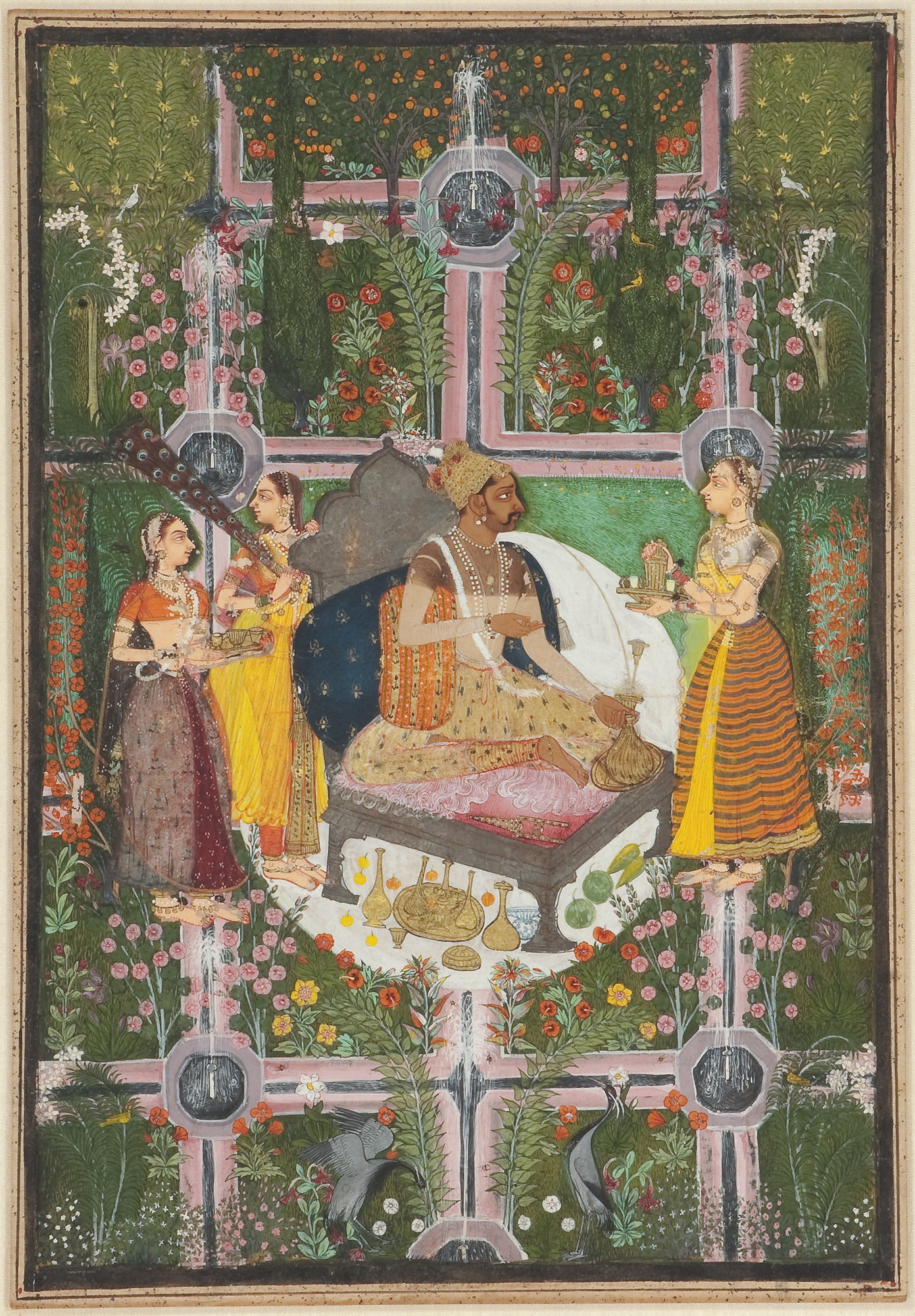
Мастер Хада. Рао Джагат Сингх в саду. 1660 г, Частное собрание.

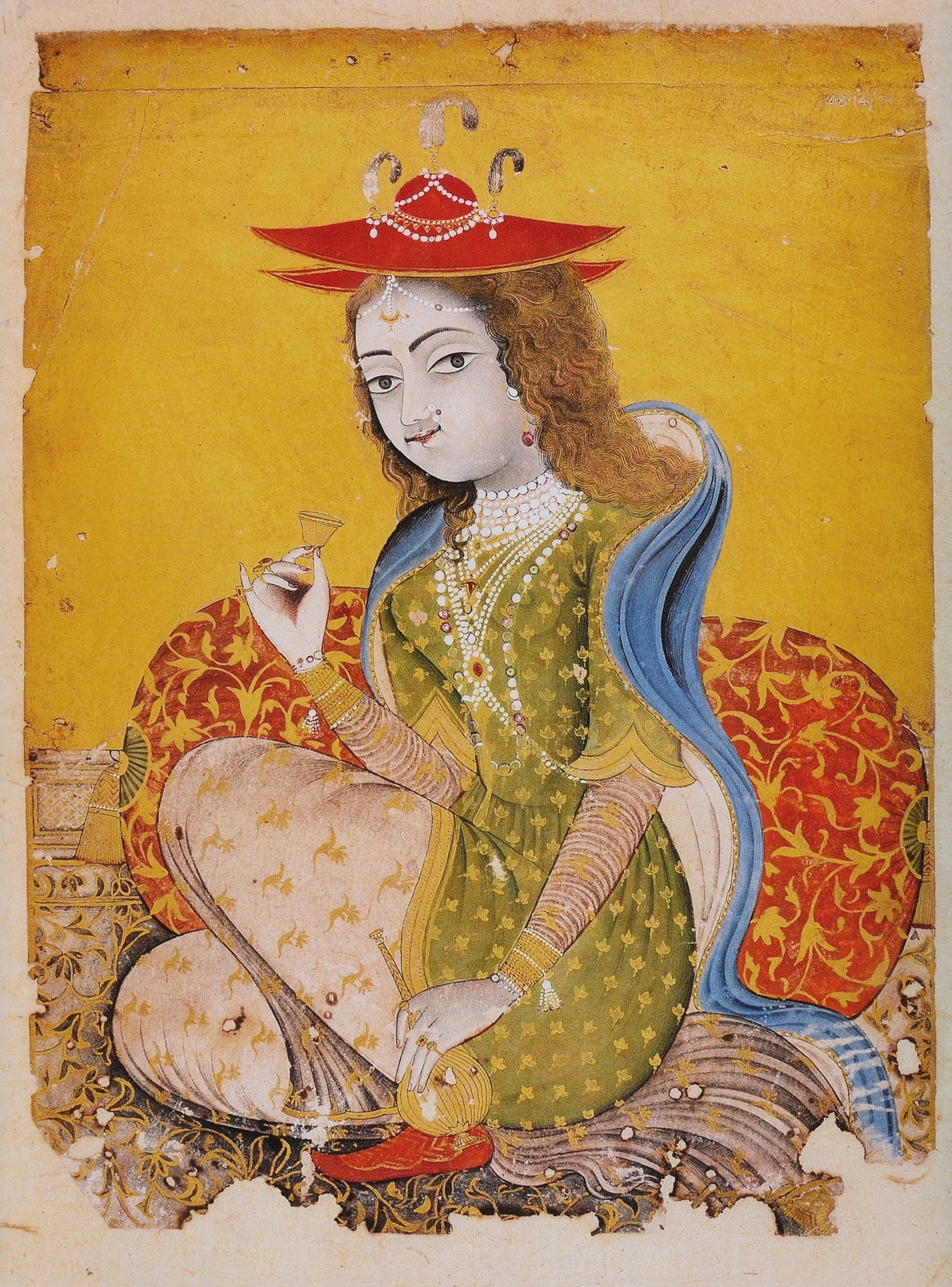
Портрет европейки. 1750-60 гг, Национальный музей, Дели.

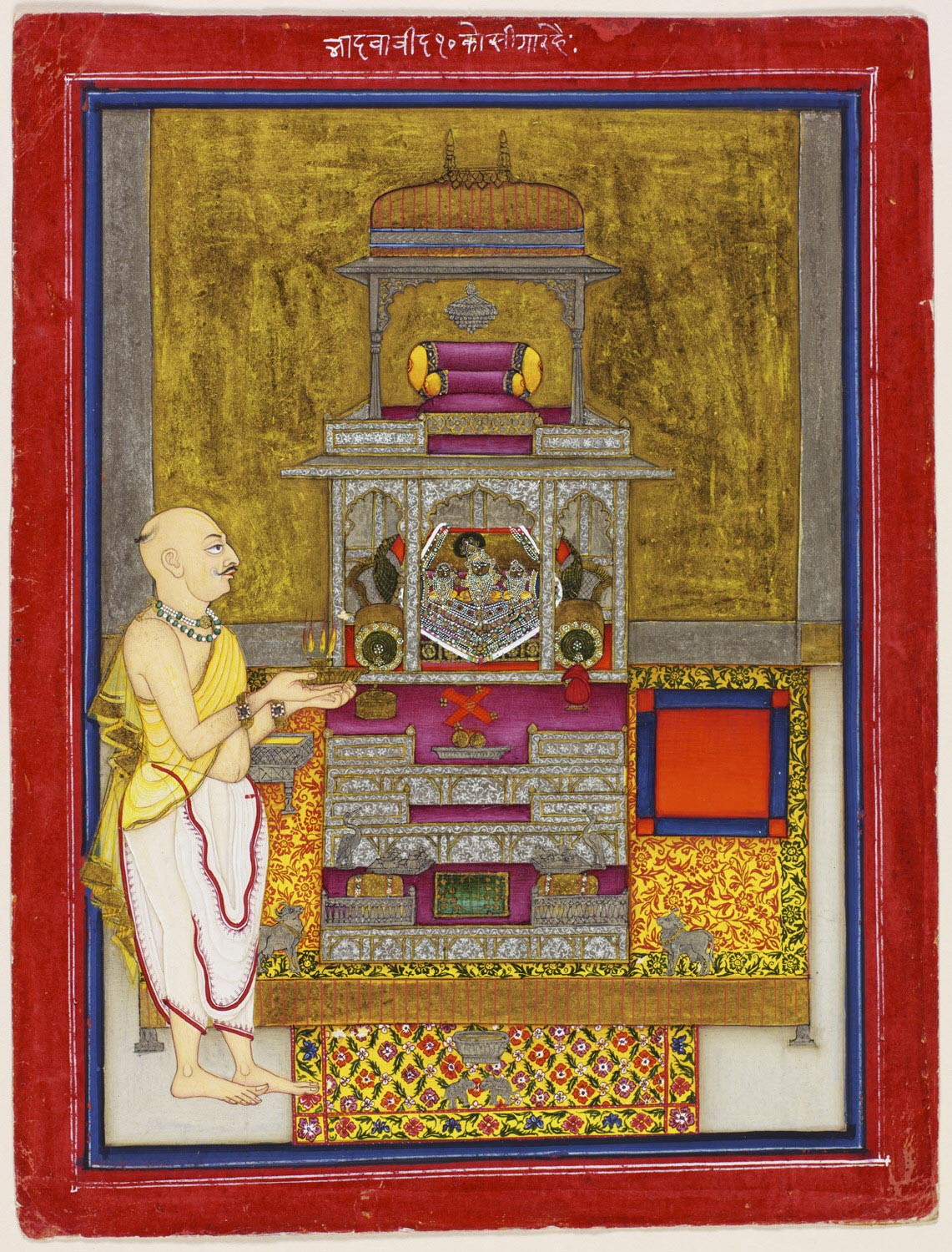
Махарао Кишор Сингх совершает обряд Бриджраджи (ночь перед рождением Кришны). ок.1830-40 Филадельфия, Музей искусства

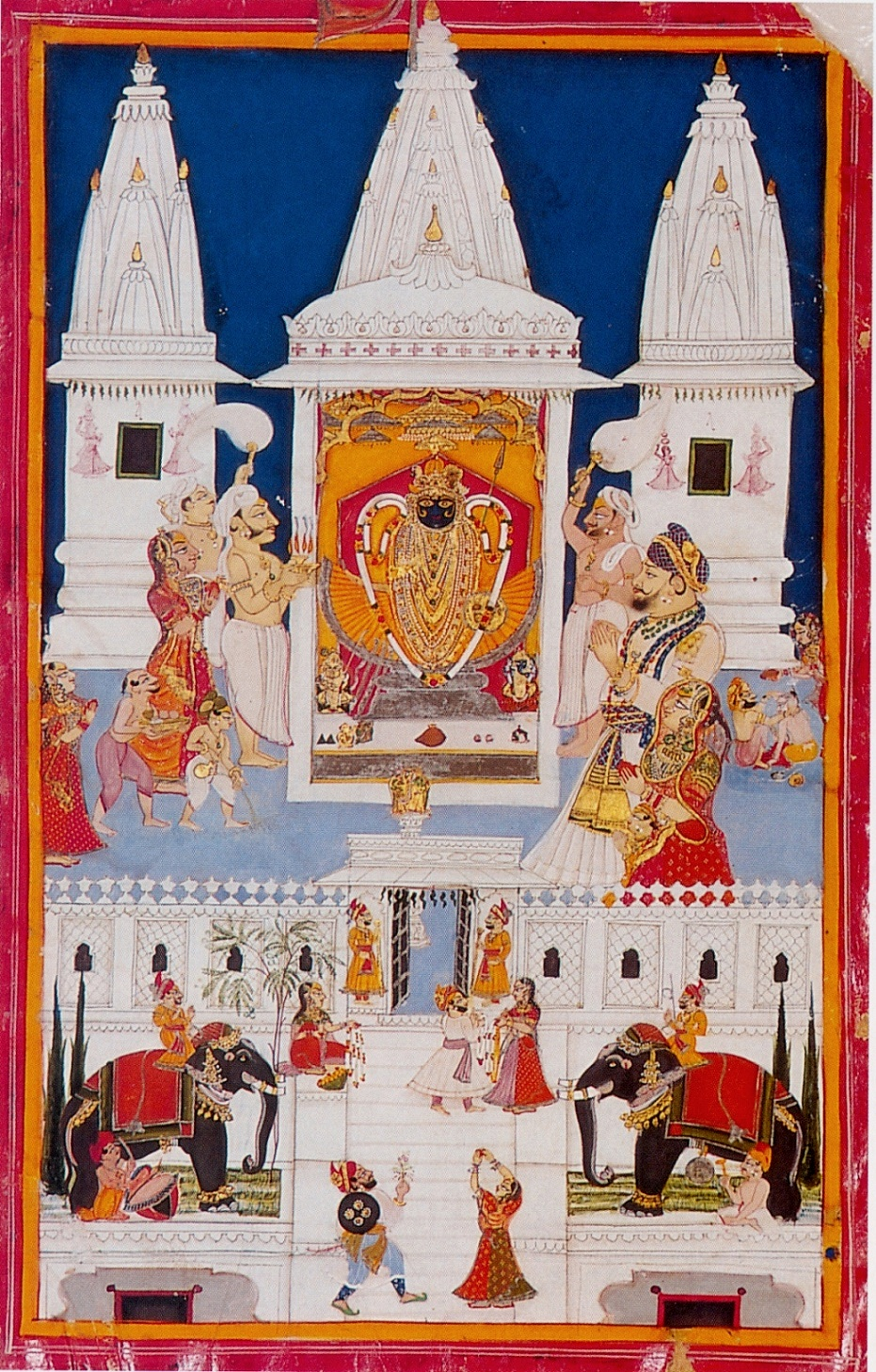
Махараджа Рам Сингх II посещает шрайн Дакорджи в Прабха. ок. 1830 г, Собрание Бхарат Кала Бхаван.

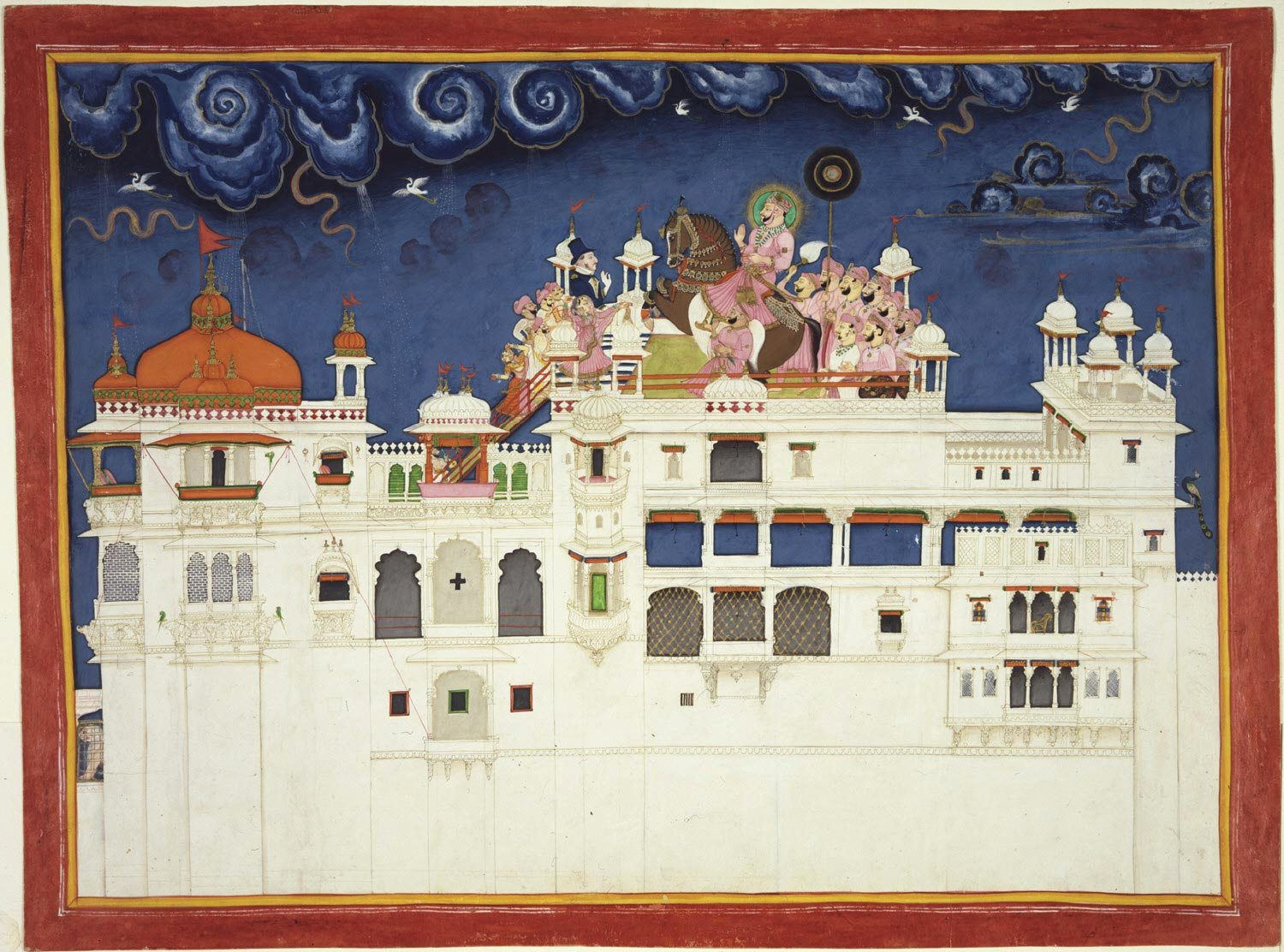
Махараджа Рам Сингх II въехавший на крышу своего дворца верхом. 1851, Филадельфия, Музей искусства

Государство Кота стало отдельной территорией в 1624 году после того, как могольский император Джахангир разделил княжество Бунди, пожаловав южную его часть — Кота, Рао Мадх Сингху (1631—1648) в благодарность за храбрость, проявленную им при подавлении мятежа принца Хуррама. Однако впоследствии принц Хуррам подружился с Мадх Сингхом, и став императором Шахджаханом (1628—1658) утвердил его в 1631 году правителем этой части Бунди за верную службу.
Живопись Кота была «отделена» от школы Бунди в 1952 году, когда в лондонском Музее Виктории и Альберта прошла выставка коллекции Андерсона, в ходе анализа которой учёные смогли выделить особые черты, присущие школе Кота. Тем не менее до сих пор ряд специалистов считает живопись Кота неким «суб-стилем» живописи Бунди, то есть её ответвлением, сохраняющим в своей основе некую общую исходную матрицу, несмотря на то, что лучшие живописные работы 18 — нач. 19 веков демонстрируют совершенно оригинальные достижения местных художников.
Основатель правящей в Кота ветви династии Хада — Рао Мадх Сингх (1631-48), и особенно его внук Рао Джагат Сингх (1658-83) были большими поклонниками живописи. В их правление часть художников из Бунди перебралась в Кота, поступив на княжескую службу, в связи с чем ранний стиль находился под сильным влиянием манеры, принятой в Бунди. Миниатюристы следовали наработанным прежде прототипам, добавляя лишь небольшие вариации. Анонимный художник, работавший при дворе в 1631—1660 годах, названный американским экспертом Мило Бичем «Мастер Хада», создавал портреты Рао Джагат Сингха и сцены с битвами слонов. Его манера, по мнению экспертов, предопределила развитие местной живописи по крайней мере до первой половины XVIII века.

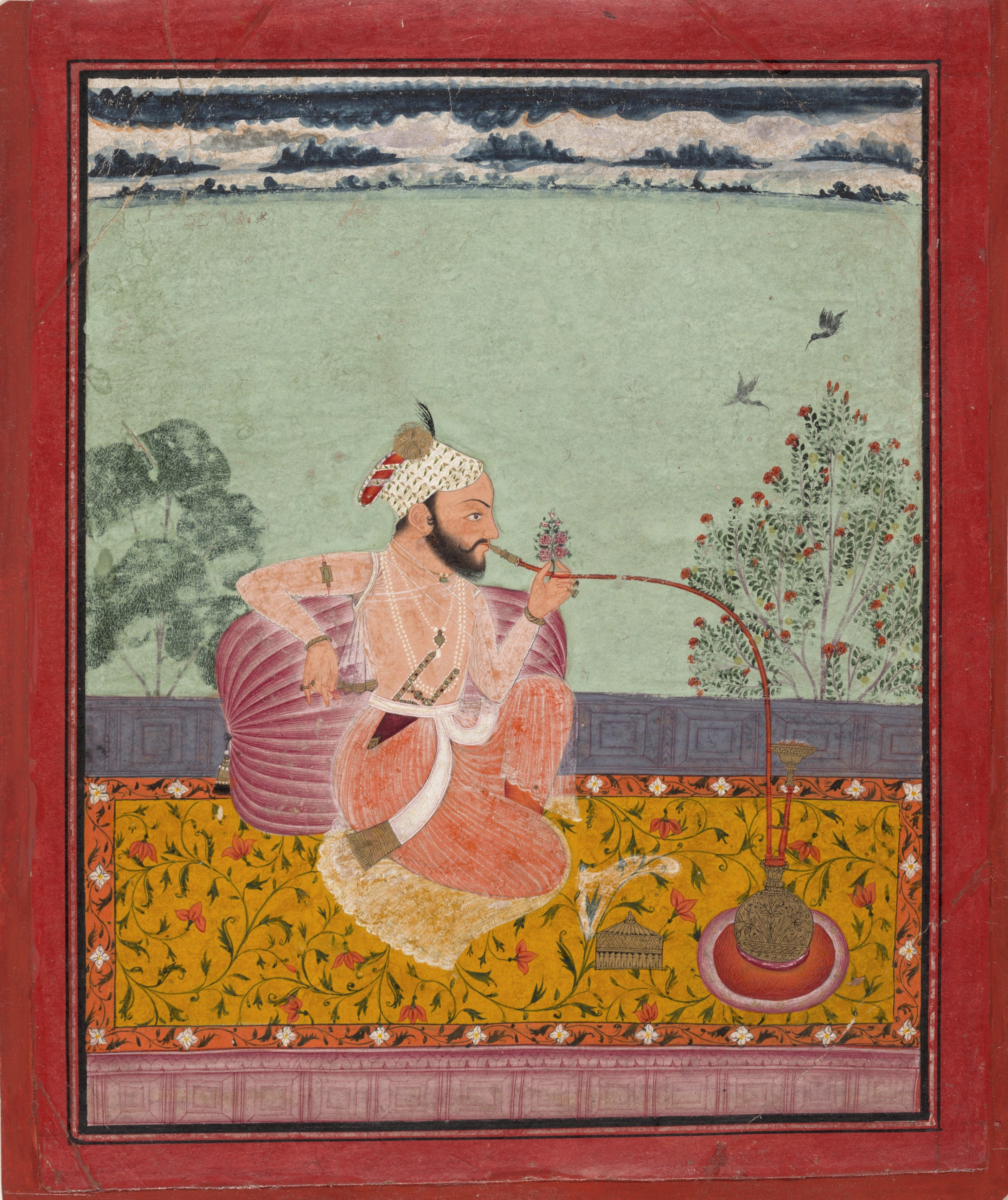
Раджа курящий кальян (хукка). 1690-1710гг, Музей Метрополитен, Нью-Йорк
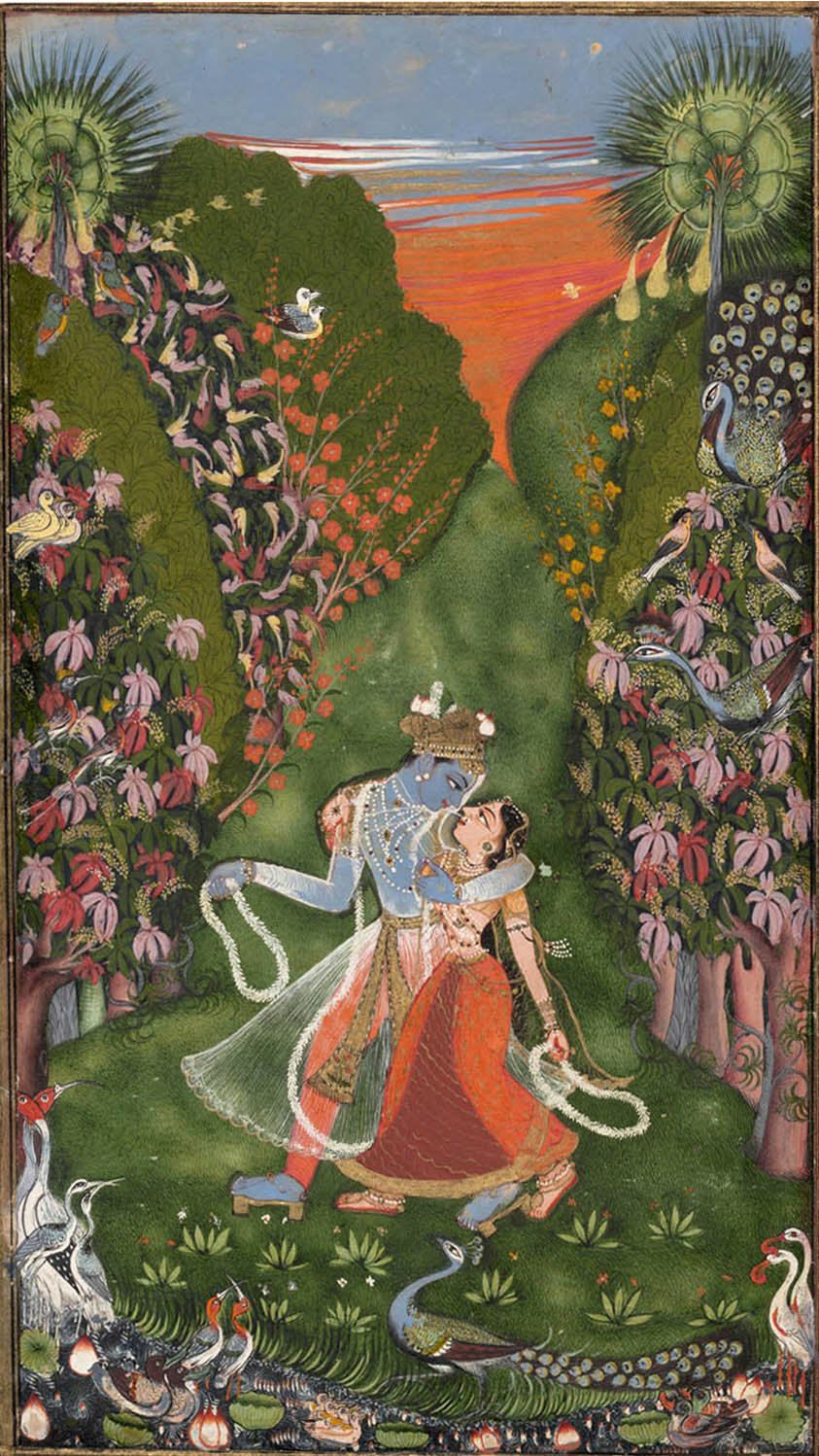
Радха и Кришна в цветущей роще. ок. 1720г, Музей Метрополитен, Нью-Йорк
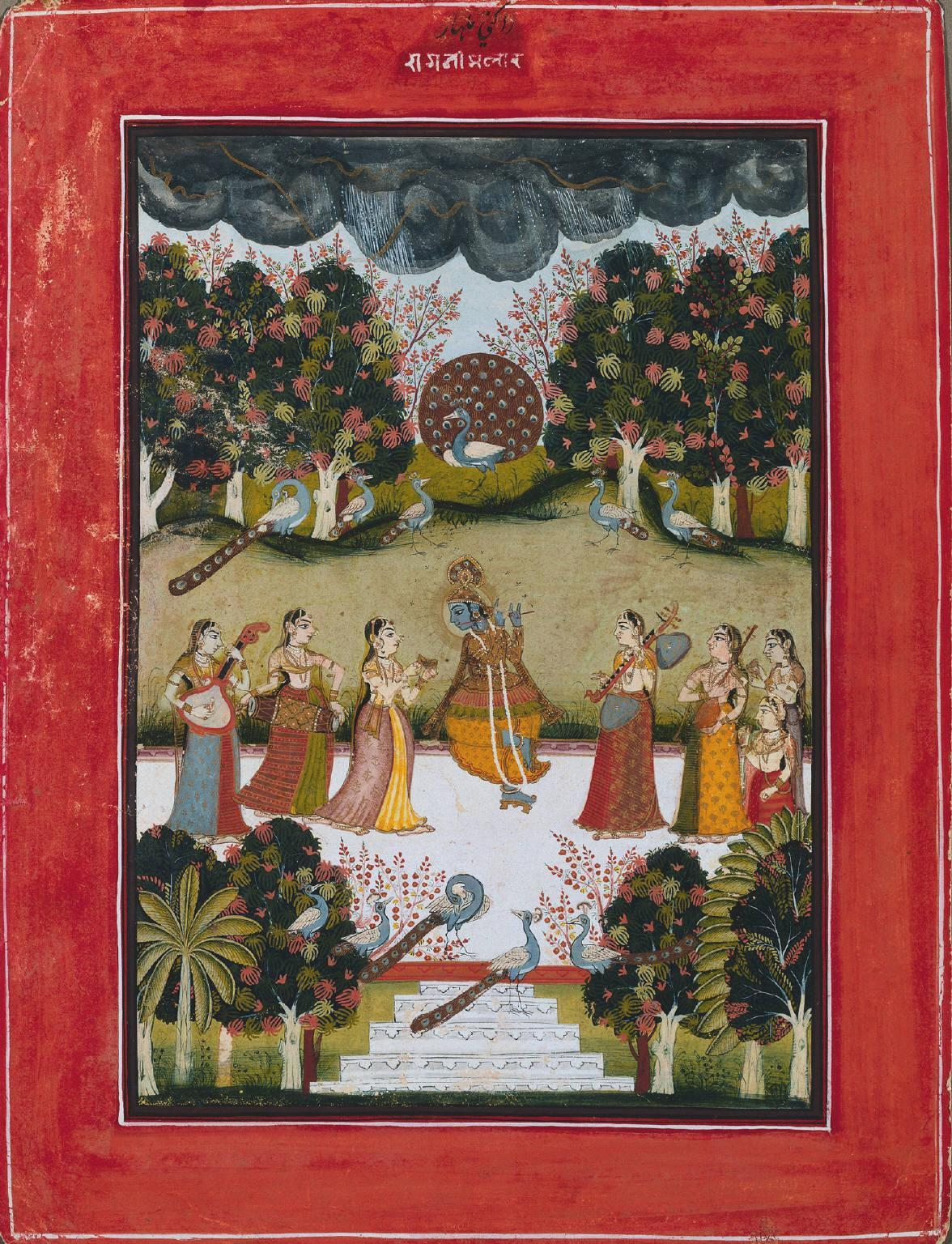
Малар рагини. ок. 1760г, Музей искусства. Кливленд
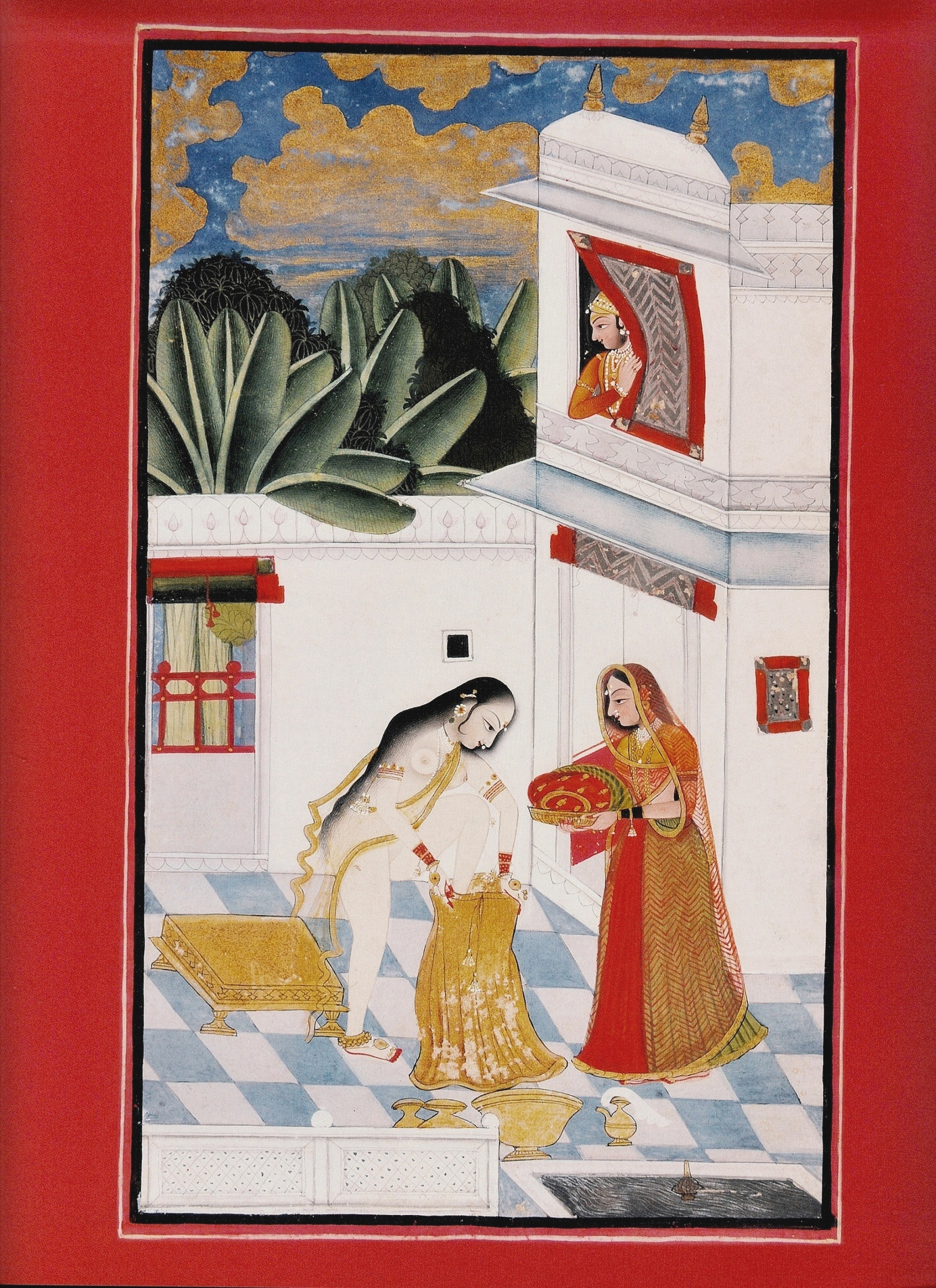
Герой, любующийся обнажённой красавицей. ок. 1770, Национальный музей, Дели
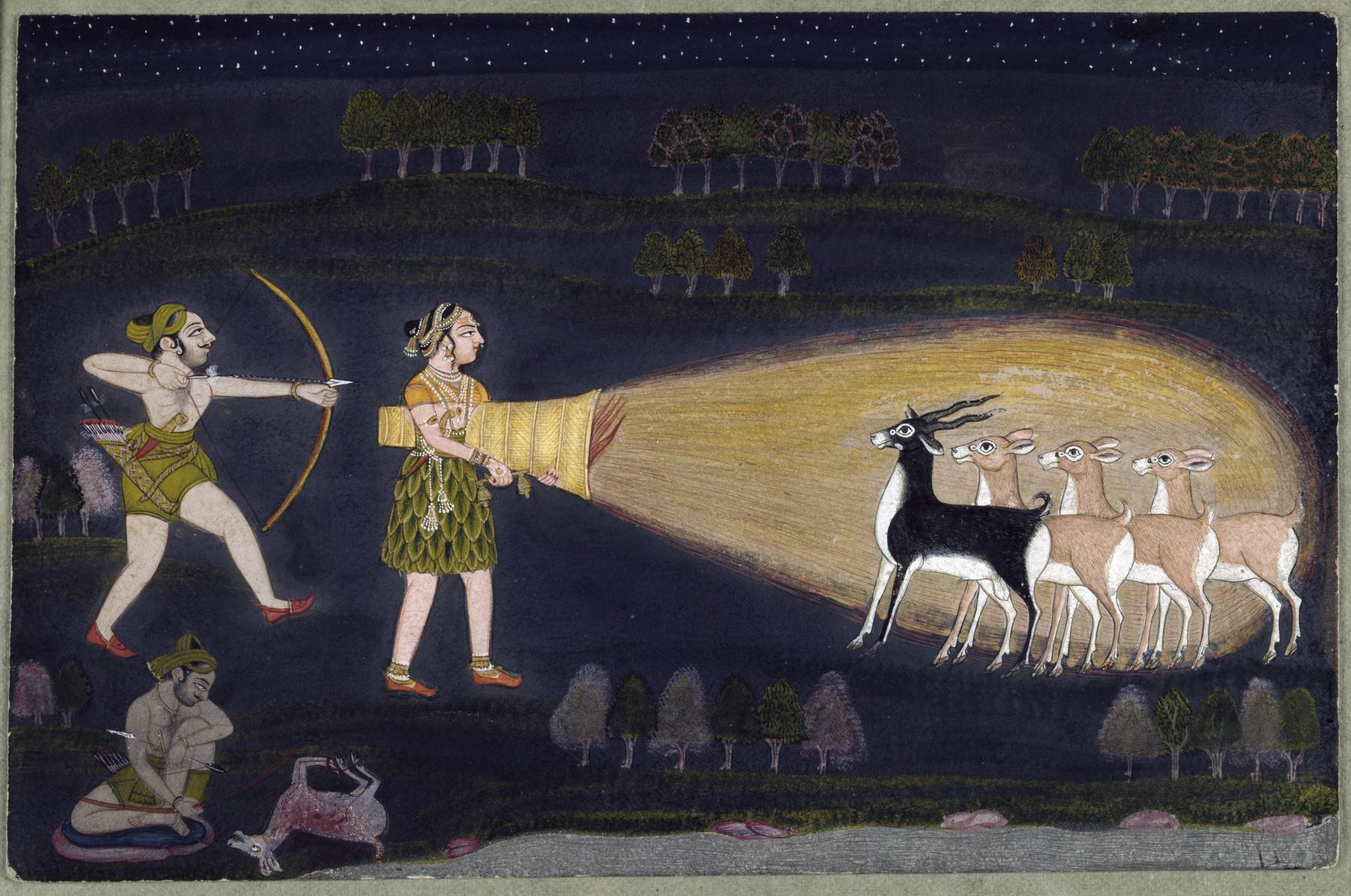
Ночная охота на антилоп. ок. 1775г., Музей Уолтерса, Балтимор
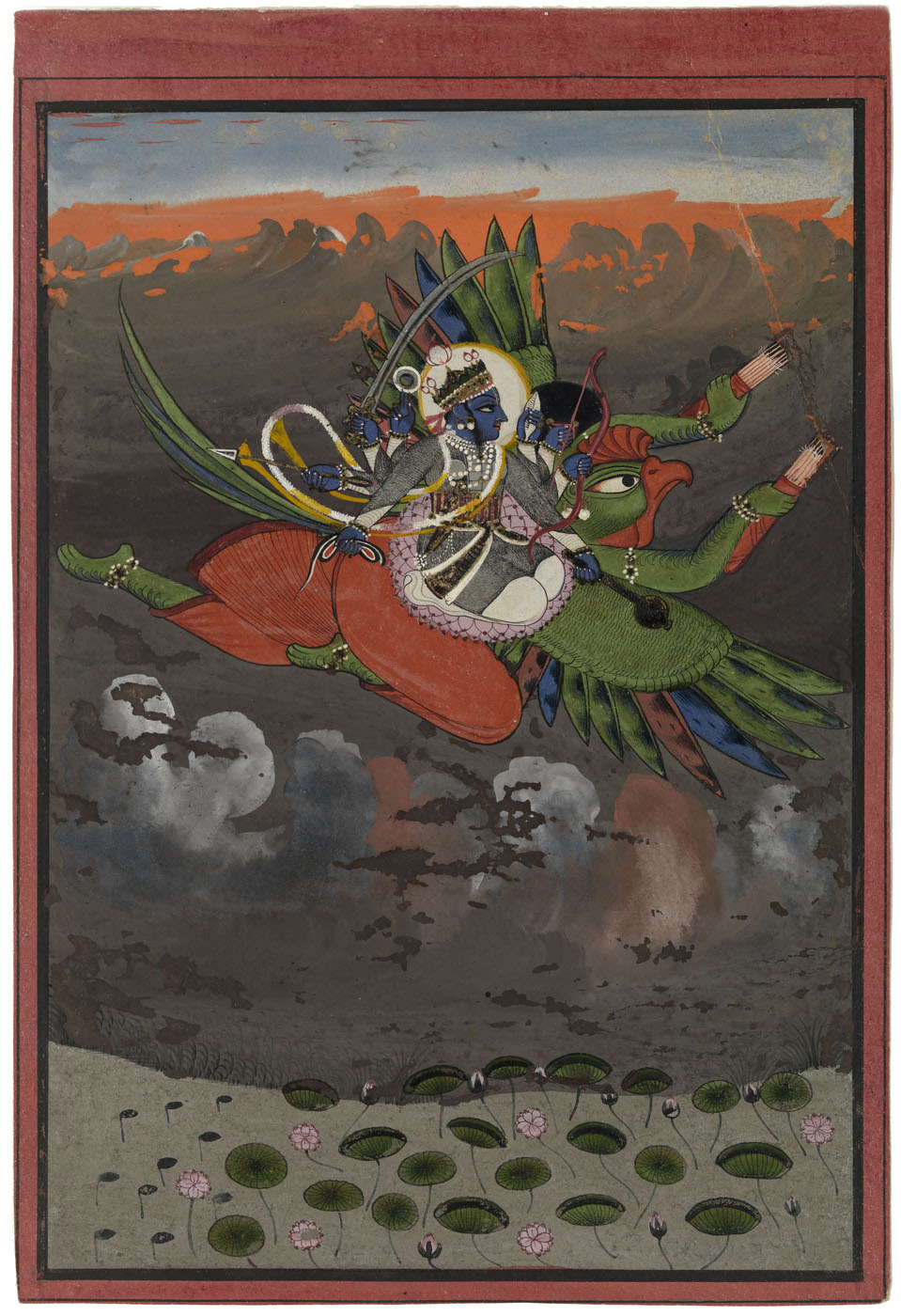
Гаруда несёт Вишну через грозовое небо. 1775, Собрание Фроста.

В дальнейшем живопись Кота стала более самостоятельной, однако, сам процесс её развития от второй половины XVII до середины XVIII века очень бедно документирован: существует лишь небольшая группа миниатюр, имеющих надписи авторов, среди которых есть имена Ниджу и Шейха Таджу, создававших прекрасные сцены охоты. В XVIII веке в миниатюрах Кота появился новый тип лица — с округлым лбом и гладко наложенными тенями. Также стал изображаться животный мир.
Особенностью живописи Кота было то, что в рамках этой школы большое развитие получил жанр изображения княжеской охоты. В Кота этот жанр обрёл особенно нетривиальный образ, временами напоминающий картины французского примитивиста Анри Руссо. Несколько анонимных мастеров создавали миниатюры на эту тему под влиянием работ придворных живописцев Ниджу и Шейха Таджу. Художники, сопровождавшие своих патронов в охотничьих экспедициях, имели возможность наблюдать животных в естественных условиях. Они создавали крупноформатные миниатюры-картины на которых изображался охотничий заповедник (румнас) и запечатлевались особо яркие события, случившиеся на охоте. Самые ранние сцены охоты были созданы во время правления Рао Рам Сингха (1697—1707).
Наследовавший ему Махарао Бхим Сингх (1707—1720) был истовым кришнаитом и уделял большое внимание культовым практикам бхакти. Он посвятил город и свой дворец Кришне, построил новый храм, и даже сменил своё имя на «Кришна дас» (то есть «раб Кришны»). Импульс, приданный князем этому религиозному течению, имел широкий резонанс в Раджастане, как в политическом, так и в художественном смыслах. В его правление стали иллюстрироваться эпизоды из жизни Кришны (Кришна-Чаритра); заложенная им религиозная и художественная традиция поддерживалась при его преемниках.
В правление Махарао Дурджан Сингха (1723-56) наряду с кришнаитскими сюжетами была продолжена охотничья тематика, которая при этом князе обрела необычайную популярность. Правивший в 1770—1819 годах Умед Сингх I был одним из самых метких стрелков и заядлых охотников своего времени. С не меньшим удовольствием он покровительствовал живописи и привлекал художников для запечатления своих охотничьих подвигов. В то время княжеская охота была весьма важным государственным ритуалом. Загонщики гнали дичь из глубины джунглей к месту, где на деревьях размещалась команда с ружьями. Иногда по дичи стреляли со специальной баржи на реке Чамбал. После удачной охоты князь устраивал праздник со вручением наград особо отличившимся, в качестве которых фигурировали «дошалас» (шали), «сиропас» (почётная одежда) и просто деньги. Раджи заказывали своим художникам картины на охотничьи темы, которые были чем-то вроде фотохроники придворной жизни, однако придворные живописцы создавали глубоко поэтичные произведения, изображая таинственные джунгли и диких зверей так, что будничные события становились похожими на сказку.
В начале XIX века зал приёмов княжеского дворца в Кота был расписан сценами на тему Кришна-лила (эпизоды из жизни Кришны). От этого времени также дошли кришнаитские рукописи, проиллюстрированные придворными художниками. На сорока пяти страницах одной из них («Валлабхатсава-чандрика») можно видеть 38 миниатюр с изображениями Валлабхачарьи и его семи сыновей, а также картины праздников годового цикла.
За долгим правлением Умед Сингха I (1770—1819) последовал неустойчивый период правления Махарао Кишор Сингха (1819-27). Его конфликт с собственным премьером Раджраной Залим Сингхом привёл к тому, что князь удалился в изгнание и поселился при святилище Шри Натхджи в Натхадваре. Художники, сопровождавшие его, или местные мастера, создали несколько крупноформатных картин-миниатюр, навеянных религиозными праздниками и визитами к святым местам.
При Махарао Рам Сингхе II (1827-65), по мнению историков искусства, живопись Кота достигла пика своего развития; она перешла в фазу, отмеченную объединением всех ранее наработанных формальных элементов и созданием стиля с заметной драматической нотой. Множество картин было посвящено придворным церемониям, праздникам или сценам богослужения, в которых главным персонажем был сам Рам Сингх II. Несомненным фаворитом оставалась тема большой княжеской охоты. В некоторых охотничьих картинах можно видеть дам, занимающихся этим, по преимуществу мужским, спортом.
На обороте одной из таких работ, датированной 1781 годом, сохранилась надпись, сообщающая о сумме в 4000 рупий, коне и пяти золотых браслетах, которые были вручены князем Умед Сингхом I (1770—1819) художнику Ахейраму в качестве признания его высокого мастерства. Существует ещё одна запись того времени о наградах в сумме 1000 рупий, паре золотых браслетов и комплекте почётной одежды «сиропас» (он состоял из головного убора, кушака, ткани для туники и штанов), которые были вручены «мусаввиру» Чорпалу за изображение охоты на тигра. Махарао Рам Сингх II (1827-65) тоже одаривал наградами своих живописцев, сохранилось несколько документов сообщающих о поводах для этих подарков и их составе.
Сдвиг интереса от пластической, объёмой живописи к линейному рисунку, произошедший в Кота во второй половине XIX века, обычно связывают с постепенным уходом из жизни художников, знакомых с приёмами могольской живописной техники. Позднейшая история Кота была отмечена хаосом и бездарным управлением, что в итоге привело к фактическому разделу княжества на более мелкие территориальные единицы, которое устраивало местных феодалов. Вместе с этими событиями исчез и единый стиль Кота.

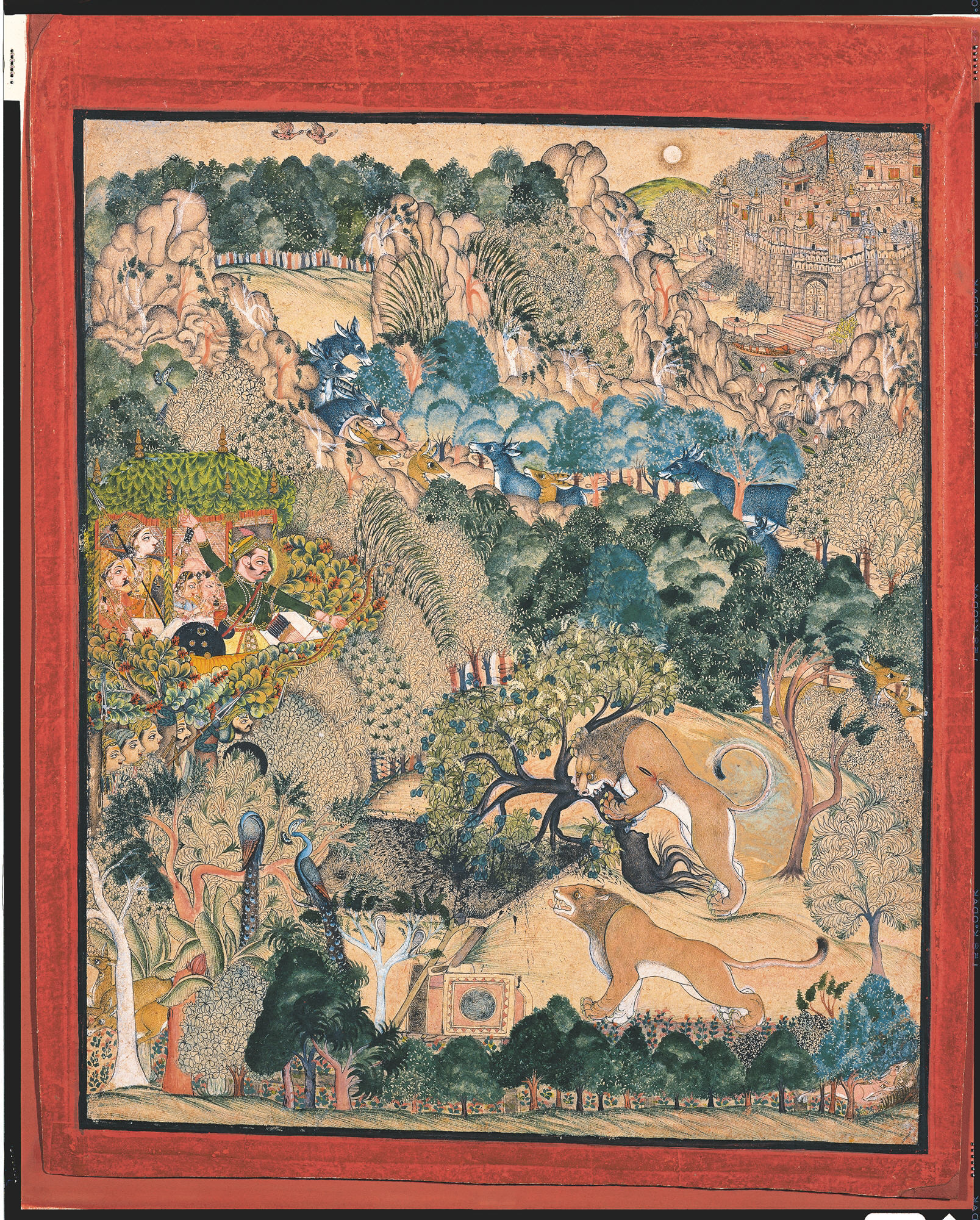
Рам Сингх I  охотится у Макундгарха. ок. 1690, Частное собрание.
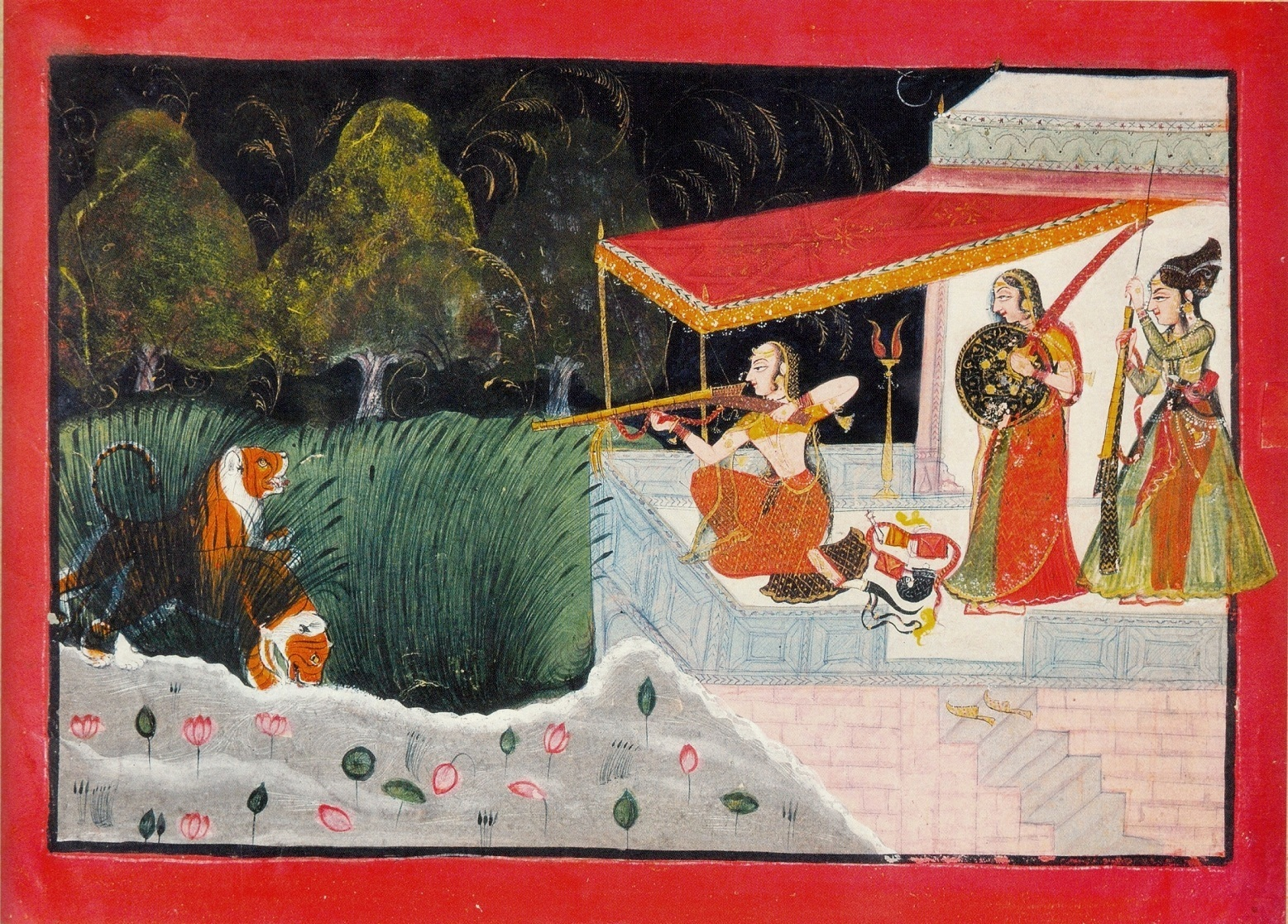
Дамы на охоте. 1750-60гг, Национальный музей, Дели
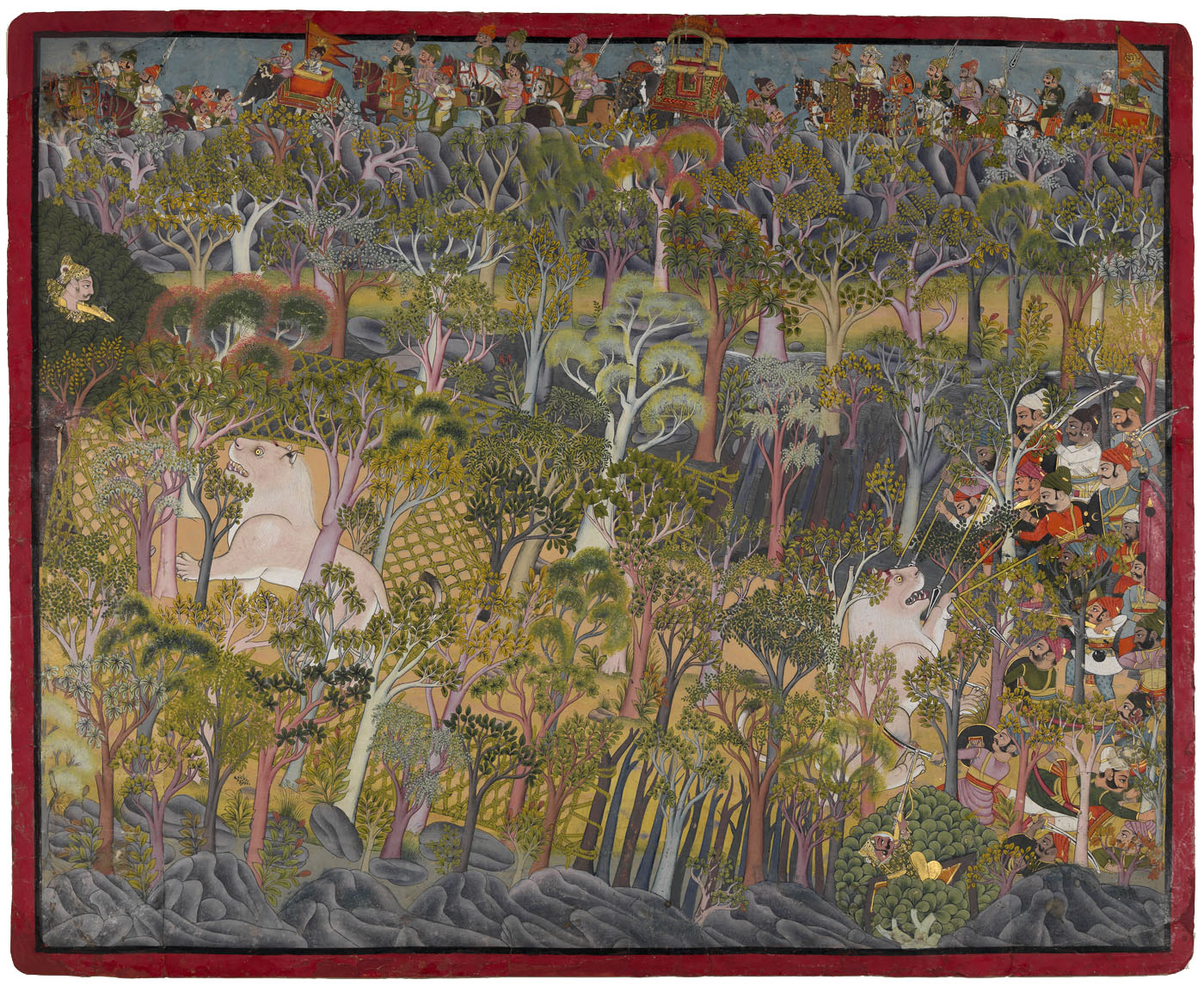
Чатери Гумани. Махараджа Умед Сингх I охотится на львов. 1779г, Музей Колледжа Уильямса, Уильямстаун.
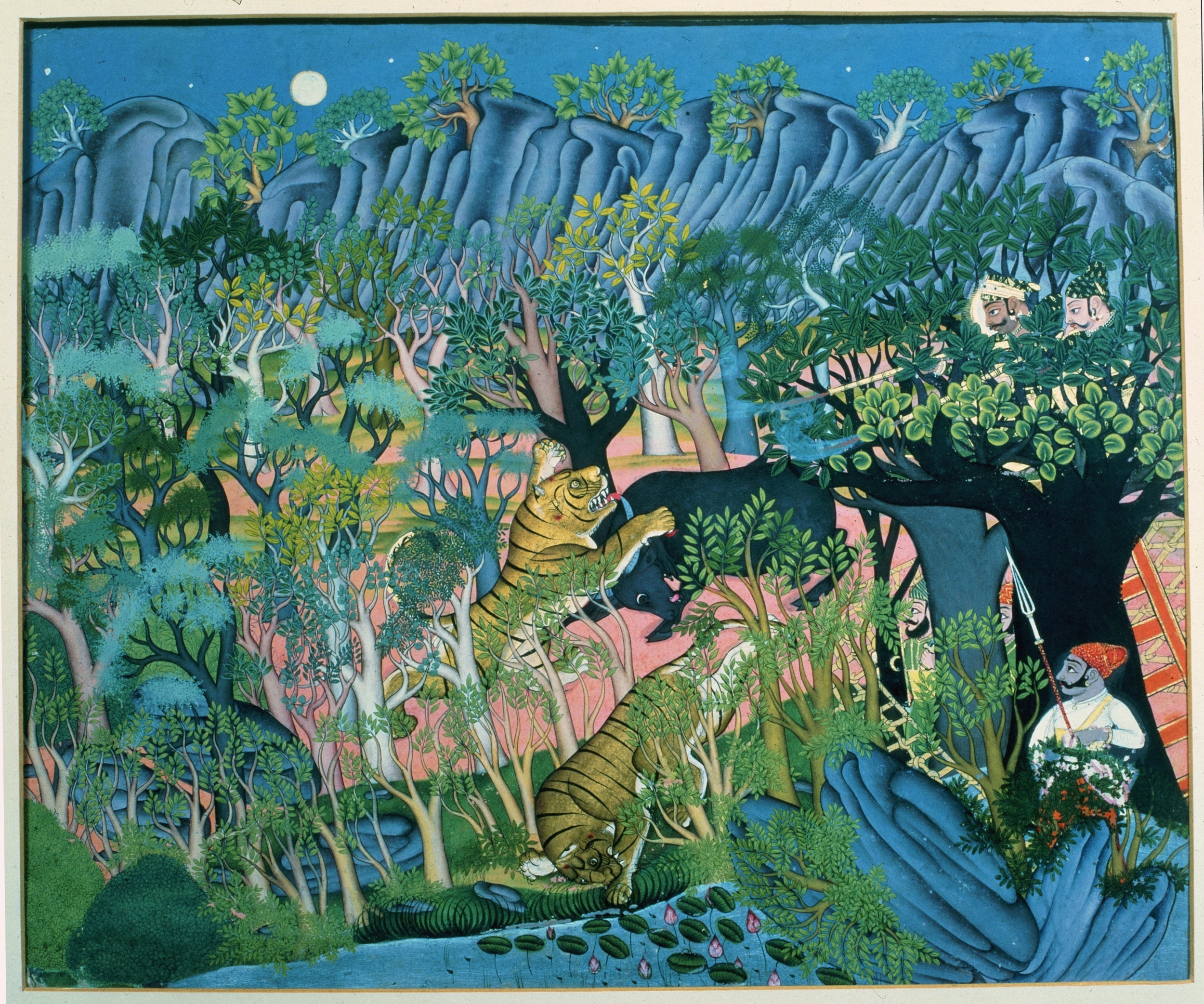
Ночная охота махараджи Умед Сингха I. 1790г, Музей виктории и Альберта, Лондон
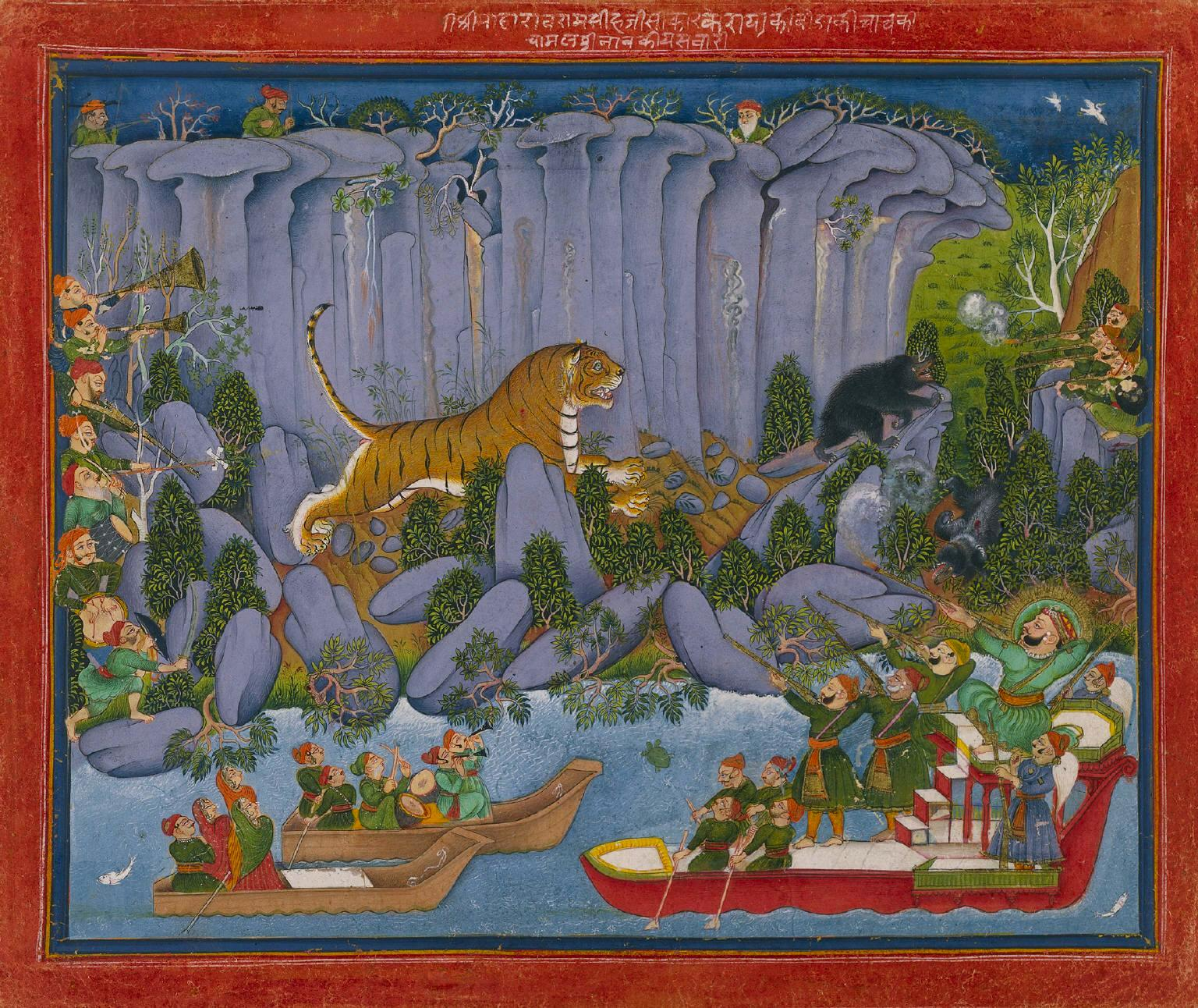
Рам Сингх II охотится на тигра. ок. 1830-40гг, Музей искусства, Кливленд
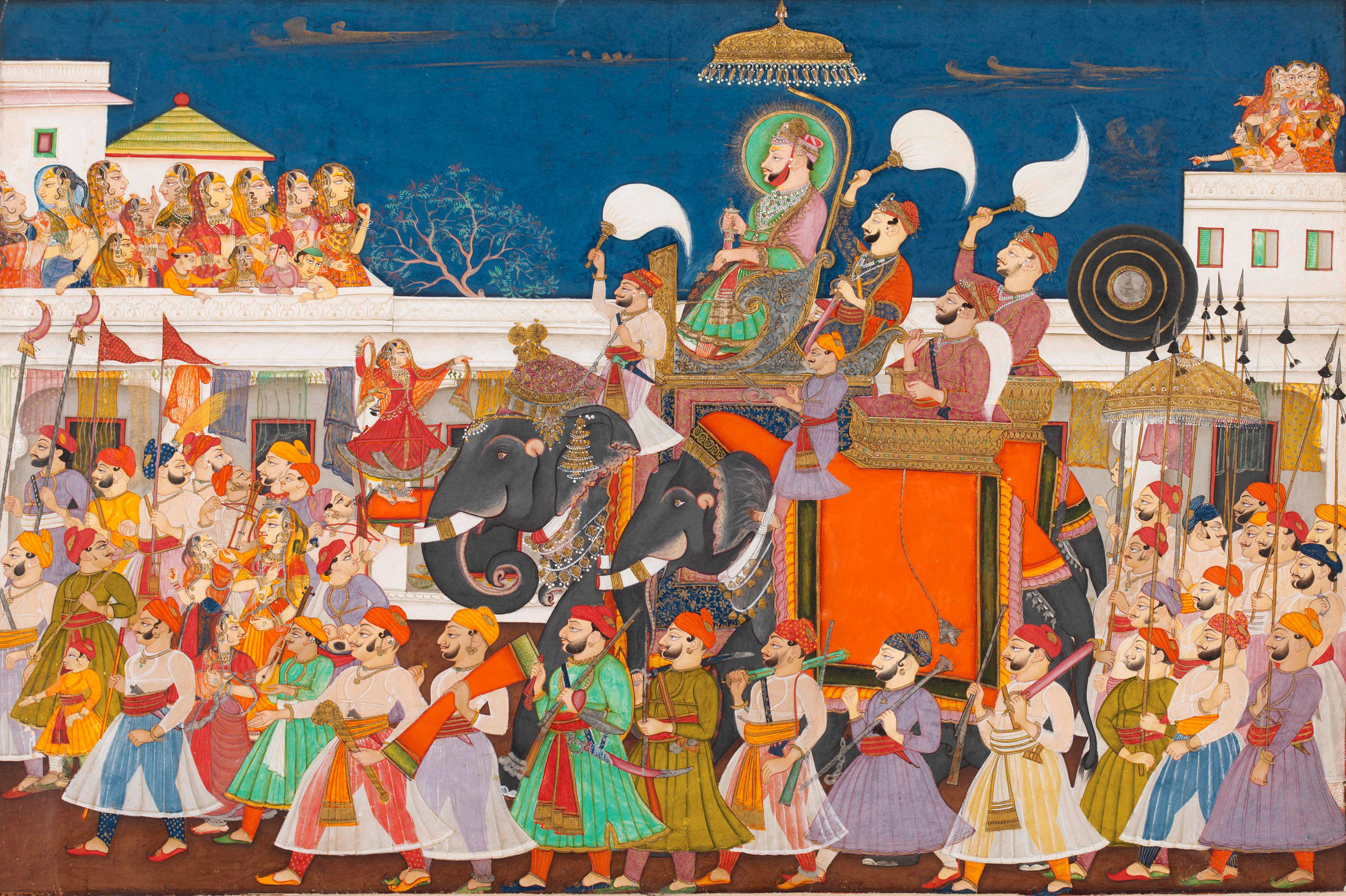
Процессия Махараджи Рам Сингха II. ок. 1850г, Музей Виктории и Альберта, Лондон
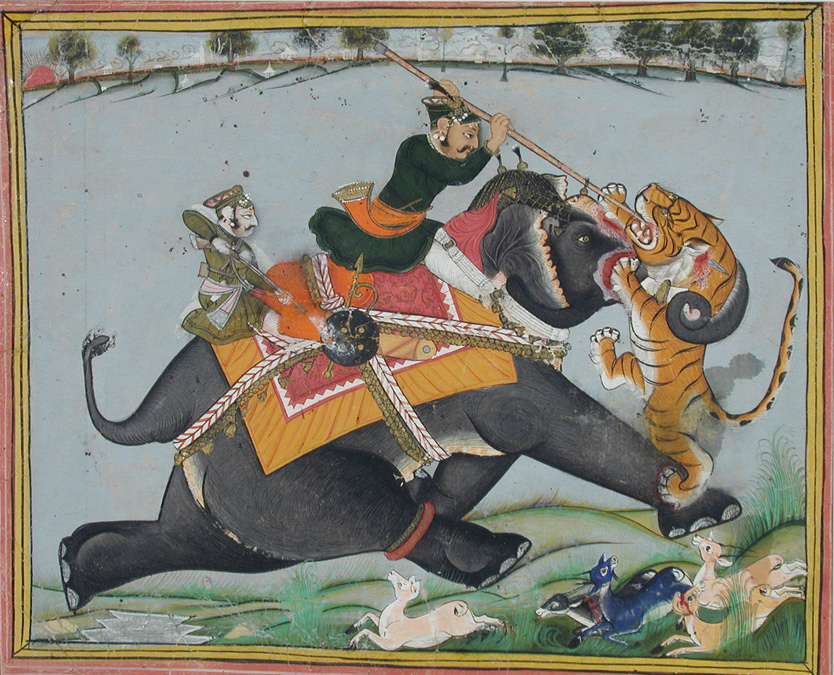
Рам Сингх I отражает нападение тигра. ок. 1860г, Музей искусства Сан Диего
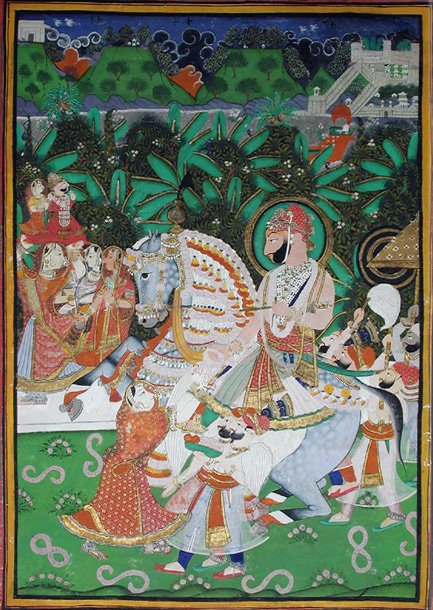
Раджа Чаттарсал отправляется на праздник Гангаур. ок. 1870г, Музей искусства Сан Диего.

### Живопись Джайпура

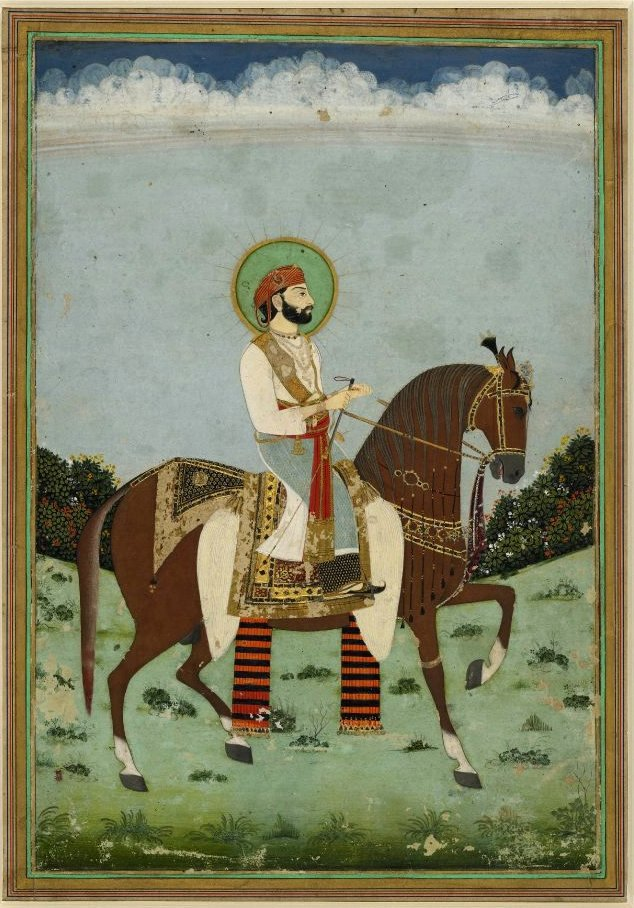
Махараджа Саваи Джай Сингх II. ок. 1725 г.,Британский музей, Лондон

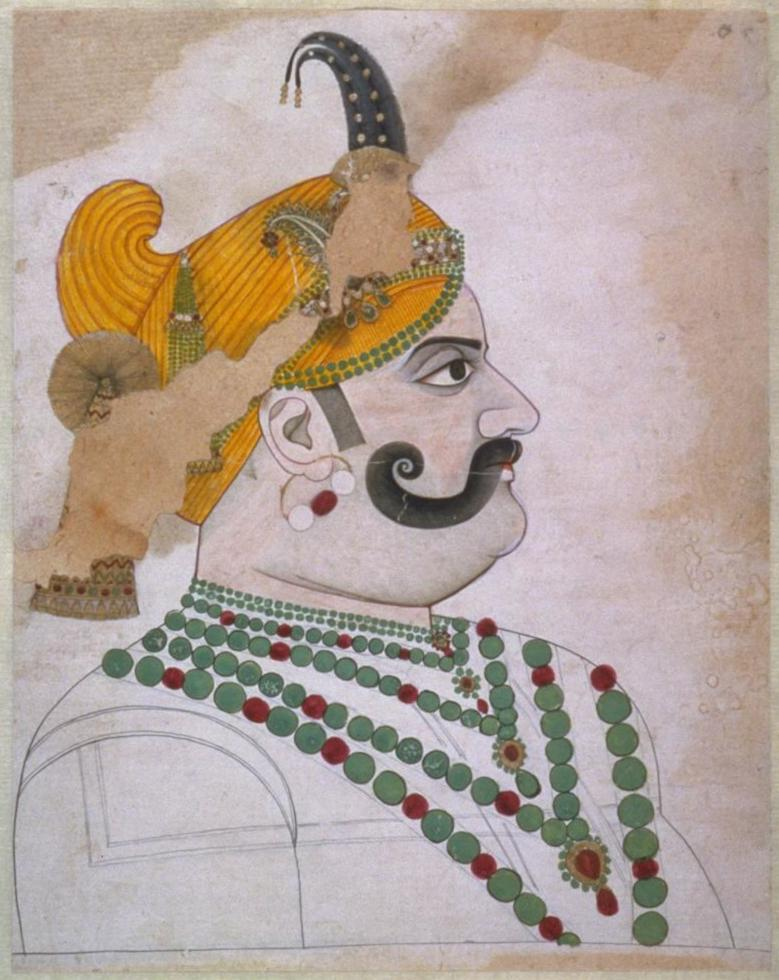
Махараджа Саваи Мадхо Сингх. 1760г, Музей искусства Сан Франциско

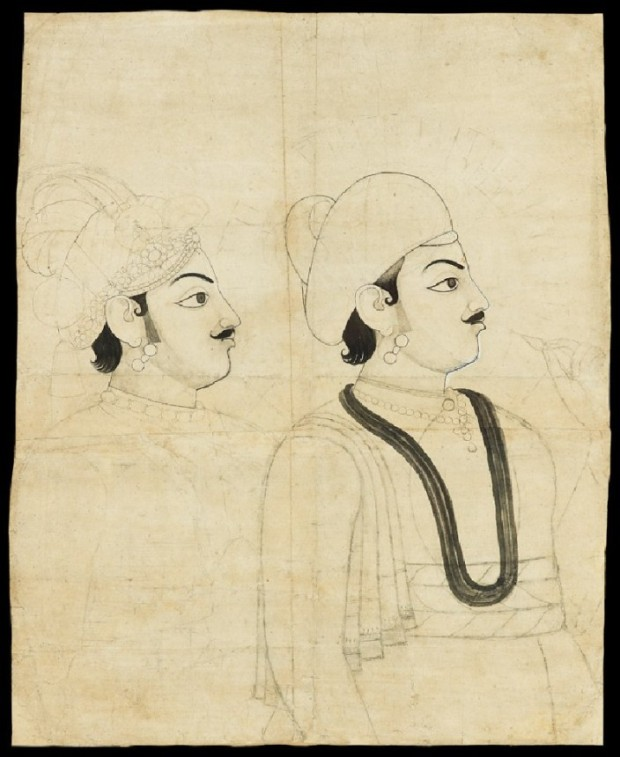
Сахиб Рам. Портрет Махараджи Пратап Сингха. ок. 1790г, Музей Эшмолеан, Оксфорд

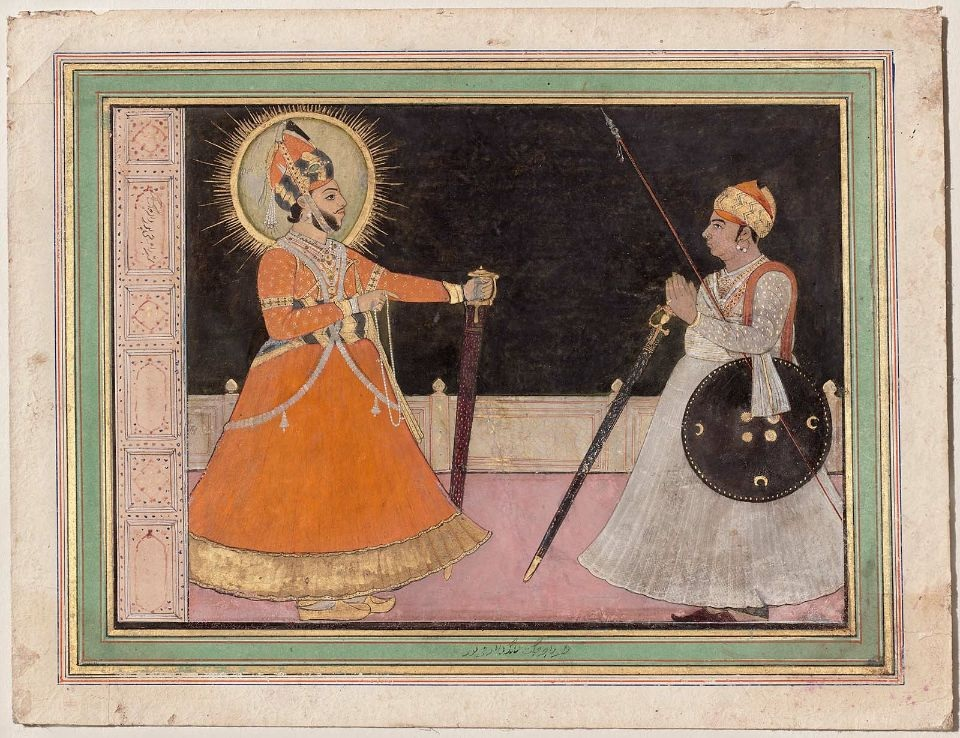
Портрет Махараджи Джагат Сингха с офицером. 1810г, Музей изящных искусств, Бостон.

Княжество, столицей которого в 1728 году стал город Джайпур, издревле называлось Дхундхар и с самого своего появления в X веке управлялось династией (кланом) Каччава. В начале XVI века столицей княжества стал город Амбер, главная крепость которого была построена ещё в XII веке.
Настоящий расцвет государства каччавов начался при радже Бихар Мале (1548-73), который отдал свою дочь Мариам Замани в жёны могольскому императору Акбару (она стала матерью следующего императора — Джахангира). Свадьба состоялась в 1562 году; каччавы, таким образом, стали родственниками моголов и перед ними открылись широкие перспективы. Брат Мариам Замани — Раджа Бхагвандас (1575-92) стал одним из самых могущественных вельмож Акбара. Следующий джайпурский правитель Раджа Ман Сингх (1592—1614), возглавлял могольскую армию и одержал множество побед (в том числе и над самими раджпутами). Он был назначен губернатором всех восточно-индийских провинций и получил от Акбара титул «Мирза Раджа» (то есть был приравнен к могольскому принцу крови).
Блестящую карьеру при могольском дворе сделал Раджа Джай Сингх I (1622—1667), высокообразованный, знавший четыре языка аристократ, служивший с 16-и лет у Джахангира, Шах Джахана и особенно у Аурангзеба, которому он помог победить брата-соперника — Дару Шукоха, и расправиться с Шиваджи. Правда, перед тем, у императора Джахангира он на некоторое время впал в немилость из-за того, что построил в Амбере роскошные дворцы Джай Мандир и Сукх Нивас ничем не уступавшие императорским постройкам в Агре и Фатехпур Сикри. Зато Шах Джахан, восхищавшийся раджпутами, поручил ему управление всеми территориями Декана.
Крупным государственным деятелем был Саваи Джай Сингх II (1700—1743), служивший у Аурангзеба (от которого получил прозвище «саваи» — «один с четвертью», так как император Аурангзеб предрекал, что он на четверть превзойдёт своих предшественников; после этого все его наследники стали прибавлять почётный титул «саваи» к своему имени, желая превзойти своего предшественника на четверть хотя бы в титуле). Он создал план нового города в соответствии с правилами регулярной застройки, и за 8 лет с помощью бенгальского архитектора Видьяхара Чакраварти построил его и сделал своей столицей. Этим городом стал названный в его честь Джайпур. Впоследствии так стали называть всё княжество. Саваи Джай Сингх, кроме того, построил обсерваторию и прославился как выдающийся индийский астроном. Будучи умным и умелым политиком, он успешно сохранял своё княжество независимым в трудные времена упадка и распада империи моголов. С 1818 года княжество Джайпур стало британским протекторатом и даже во время восстания сипаев (1857г) пользовалось большими привилегиями, сохраняя верность Великобритании.
Джайпурская живопись представлена довольно обширной группой миниатюр, едва ли не самых распространённых. В XVIII — начале XIX веков джайпурские миниатюры экспортировались во все уголки Индии. Джайпурские художники-монументалисты, славившиеся искусством фрески по свежей извести (арайеш), работали в разных частях северной Индии, внося разнообразие в местные стили.

#### Амбер
Расцвет джайпурской живописи падает на XVIII век. Однако до этого в старой столице княжества — Амбере существовала школа живописи, обладавшая некоторыми местными особенностями. С одной стороны, в ней очевидна сильная зависимость от могольского стиля, что легко объяснить родственными связями с моголами (исследователи отмечают, что по скорости усвоения могольских художественных приёмов местные художники шли в Раджастане впереди остальных), с другой стороны, в живописи Амбера ощущается глубокая связь с народным искусством.
В XVI—XVII веках в столице княжества и при более мелких дворах местных аристократов иллюстрировались джайнские тексты. В XVII веке среди раджпутов распространился вишнуизм в форме почитания его восьмой аватары — Кришны, и художниками Амбера было создано множество произведений на темы, которые считают «традиционно» раджпутскими — «Рагамала» и «Кришна лила» (жизнь Кришны), создавались миниатюры к книге «Расикаприя». Местной особенностью можно считать иллюстрации к поэме «Бихари Сатсаи» («Семьсот стихов Бихари»), которую написал для Раджи Джай Сингха I (1622-67) поэт Бихари, когда жил при его дворе в Амбере. Сохранились остатки фресок, созданных в начале XVII века во дворце и мавзолеях при Радже Ман Сингхе (1592—1614). На них можно видеть персонажи в могольских костюмах, которые изображены в традициях местной простонародной живописи. Несмотря на то, что с 1728 года столица была перенесена в город Джайпур, часть художников осталась в Амбере. Небольшая местная школа продолжала существовать в XVIII и XIX веках, а живопись в новой столице, куда переехал двор, в большой степени была продолжением искусства Амбера.

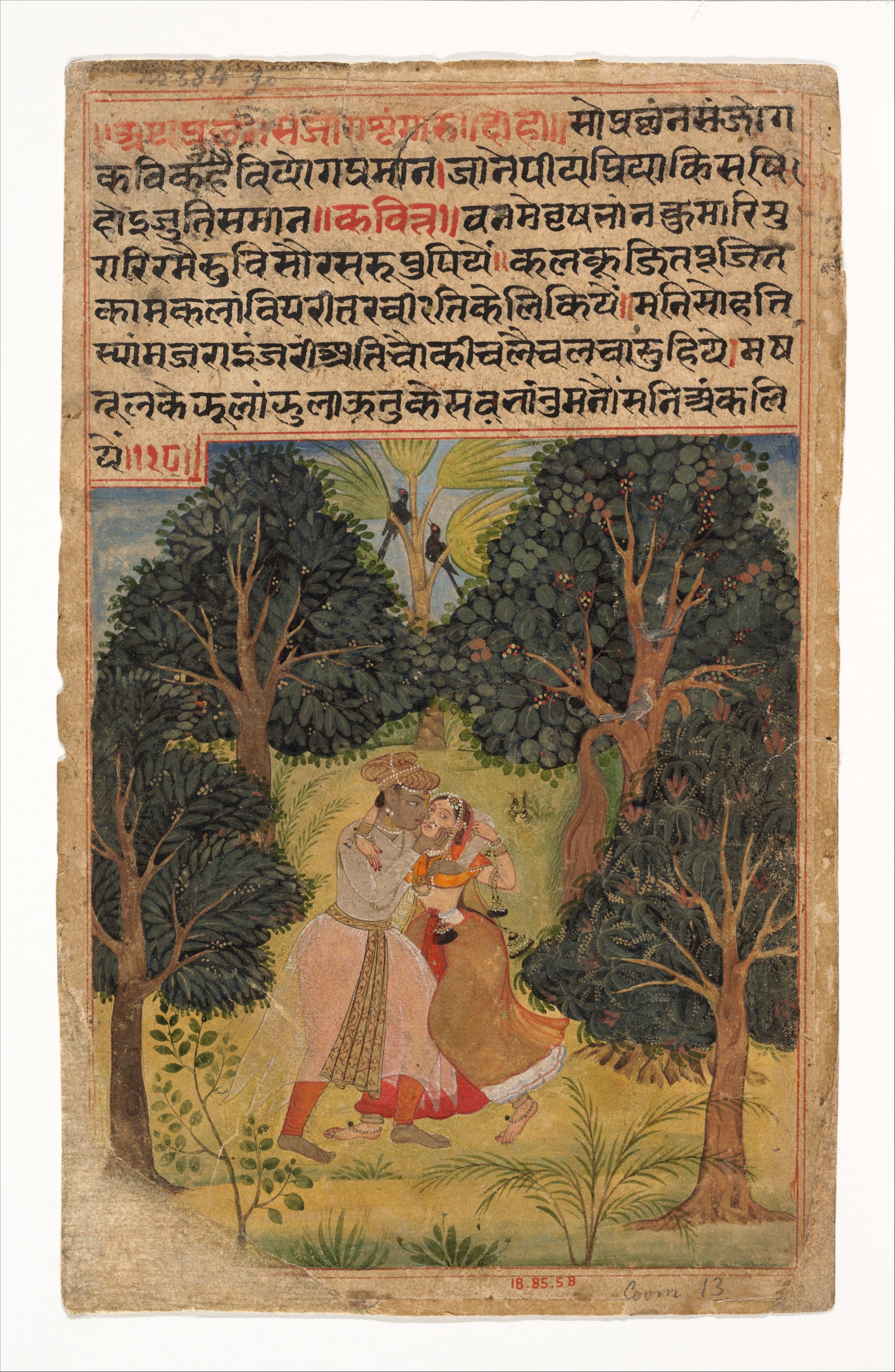
Кришна и Радха. Страница из "Бостонской Расикаприи". Амбер, ок. 1610г, Музей Метрополитен, Нью-Йорк
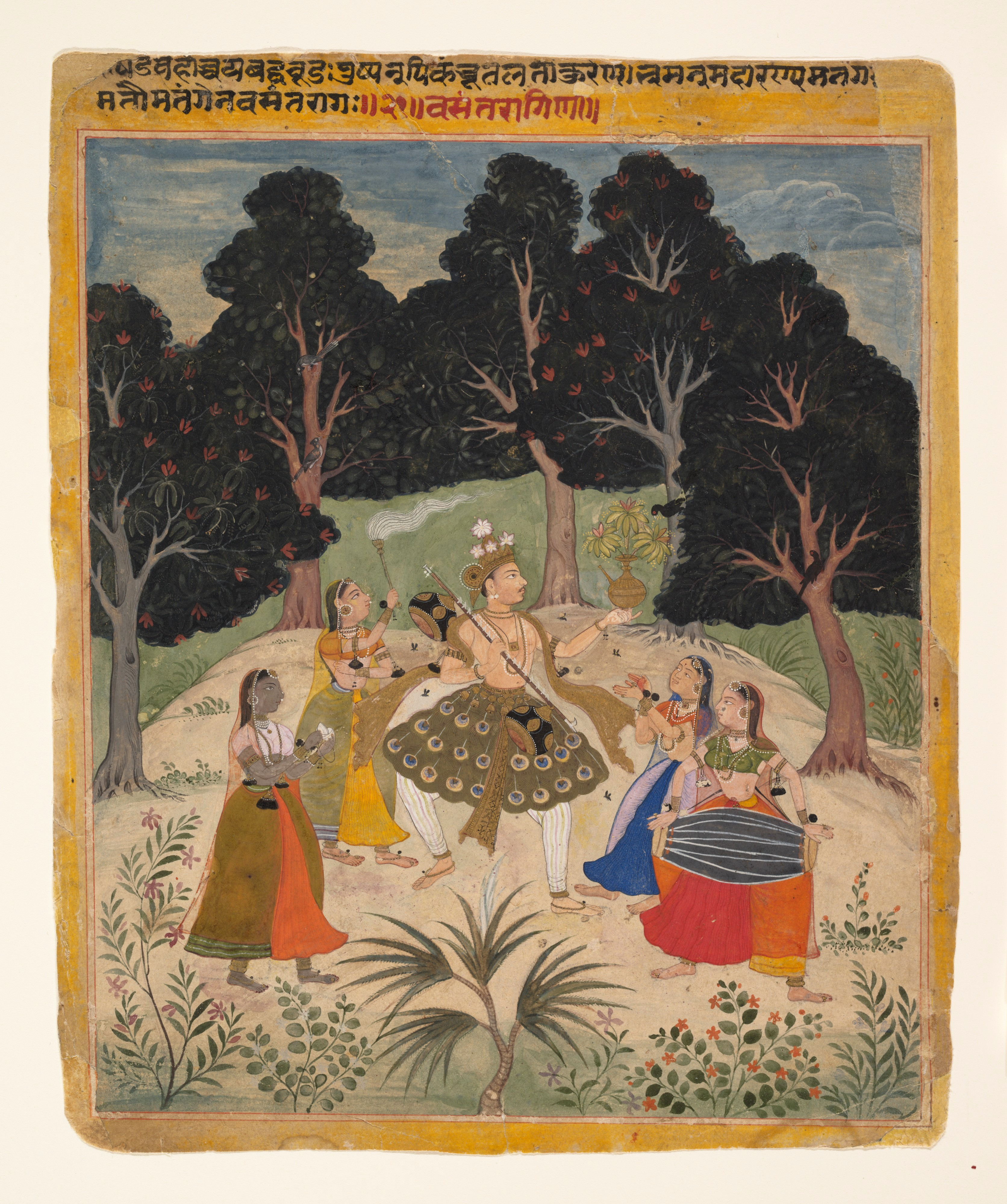
Васанта рагини. Лист из серии "Рагамала". Амбер, нач. 17в.,Музей Метрополитен, Нью-Йорк
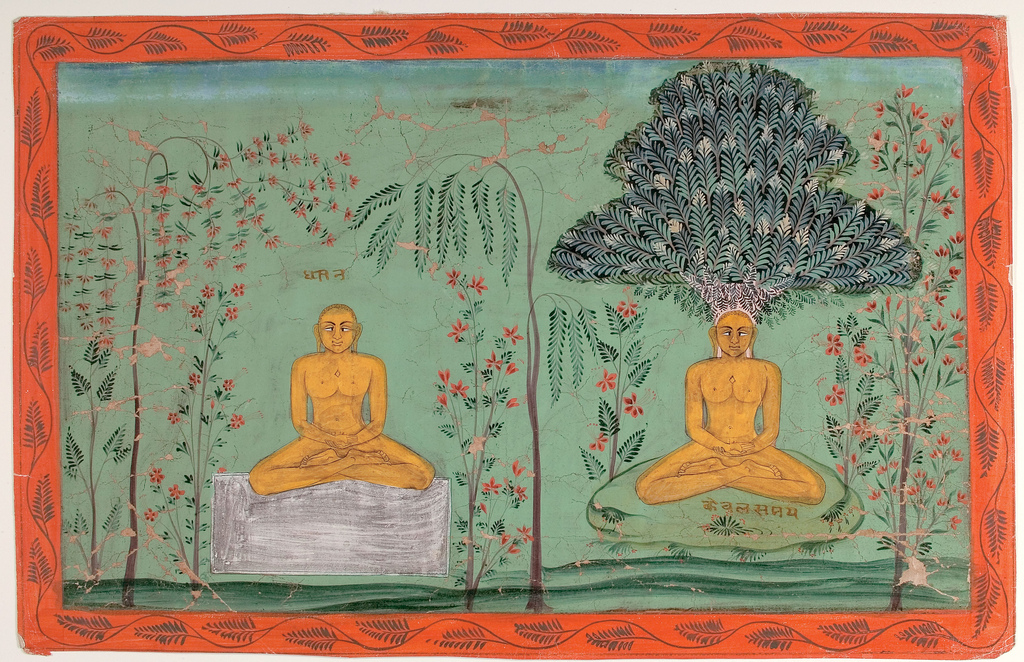
Ришабханатха в двух фазах медитации. Амбер, ок. 1680г, Музей искусства Сан Диего.
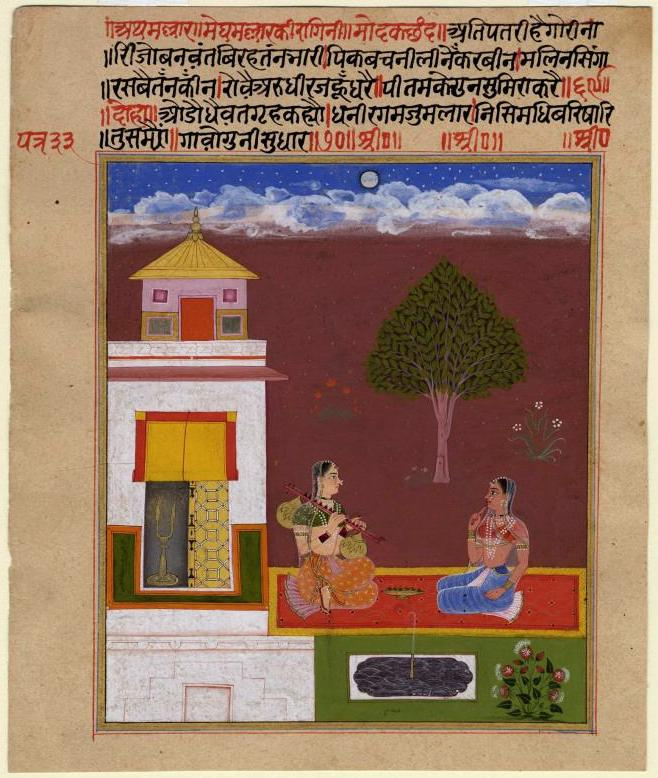
Дама играющая на вине (Маллар рагини). Амбер, ок. 1680г, Музей искусства Сан Франциско
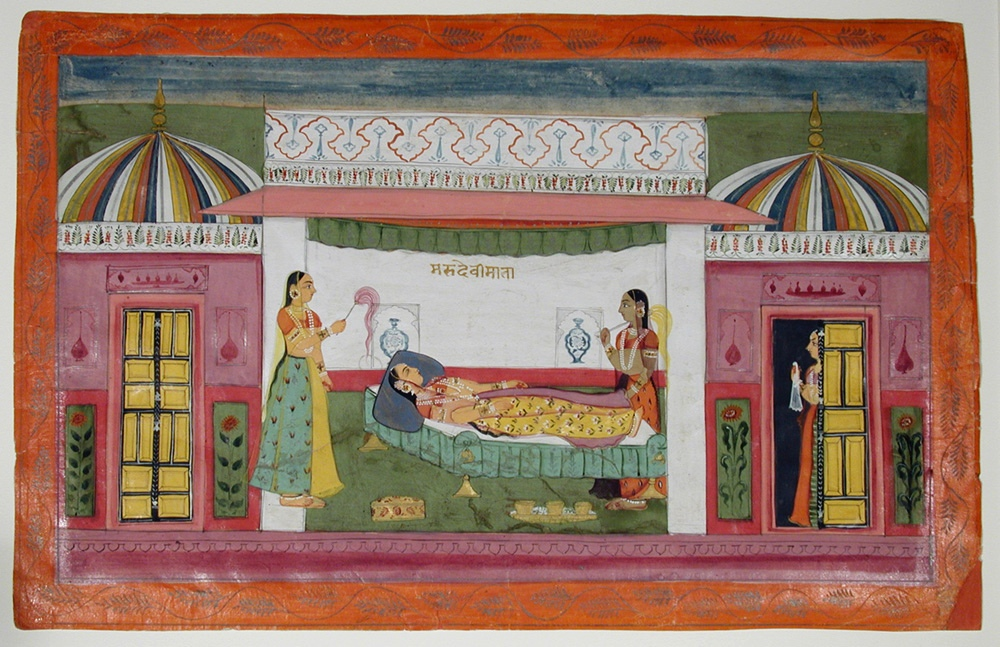
Спящая Деви и двое слуг. Амбер, ок. 1680г, Музей искусства Сан Диего.
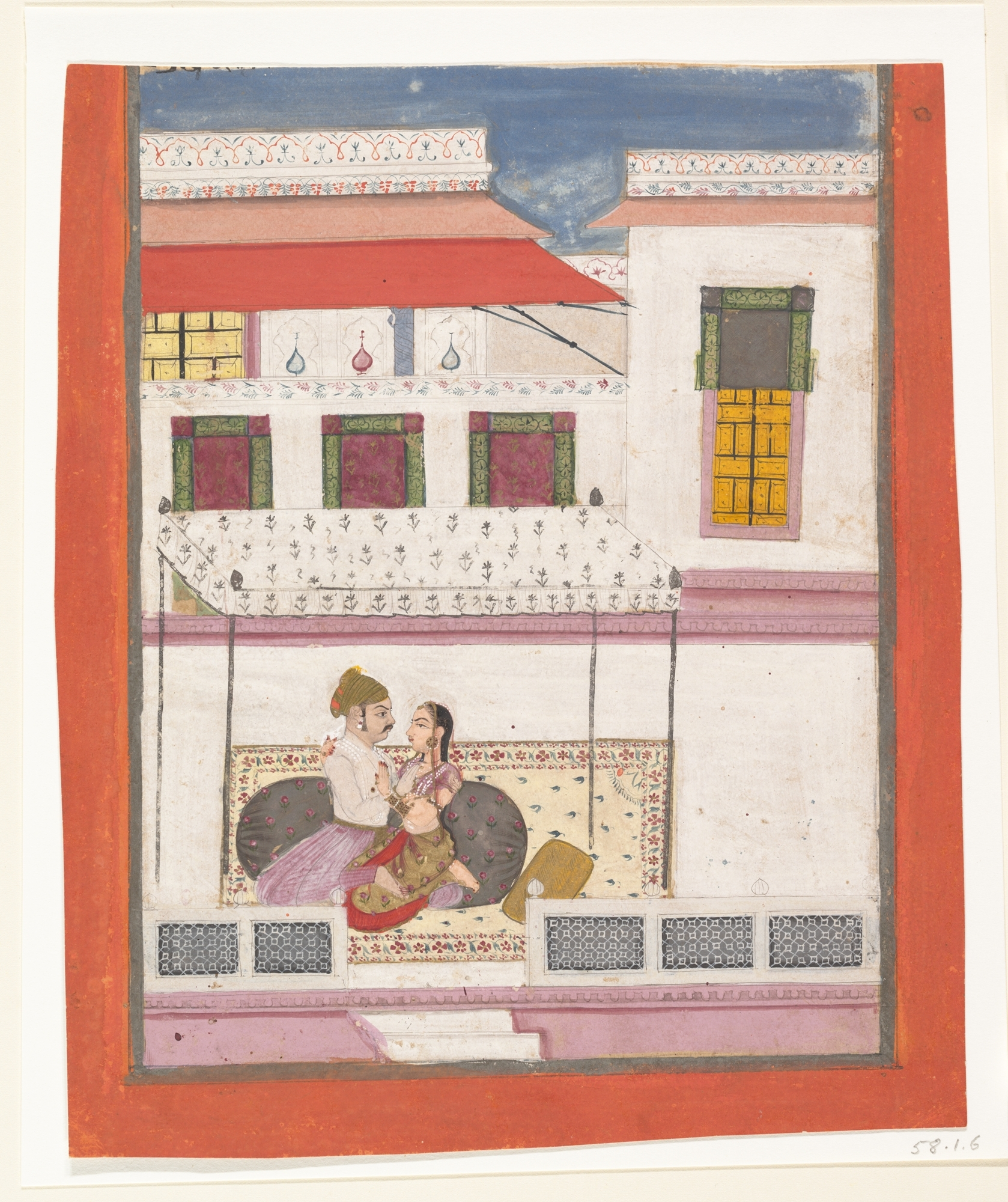
Рага Десакар. Амбер, ок. 1820г, Музей Метрополитен, Нью-Йорк

#### Джайпур

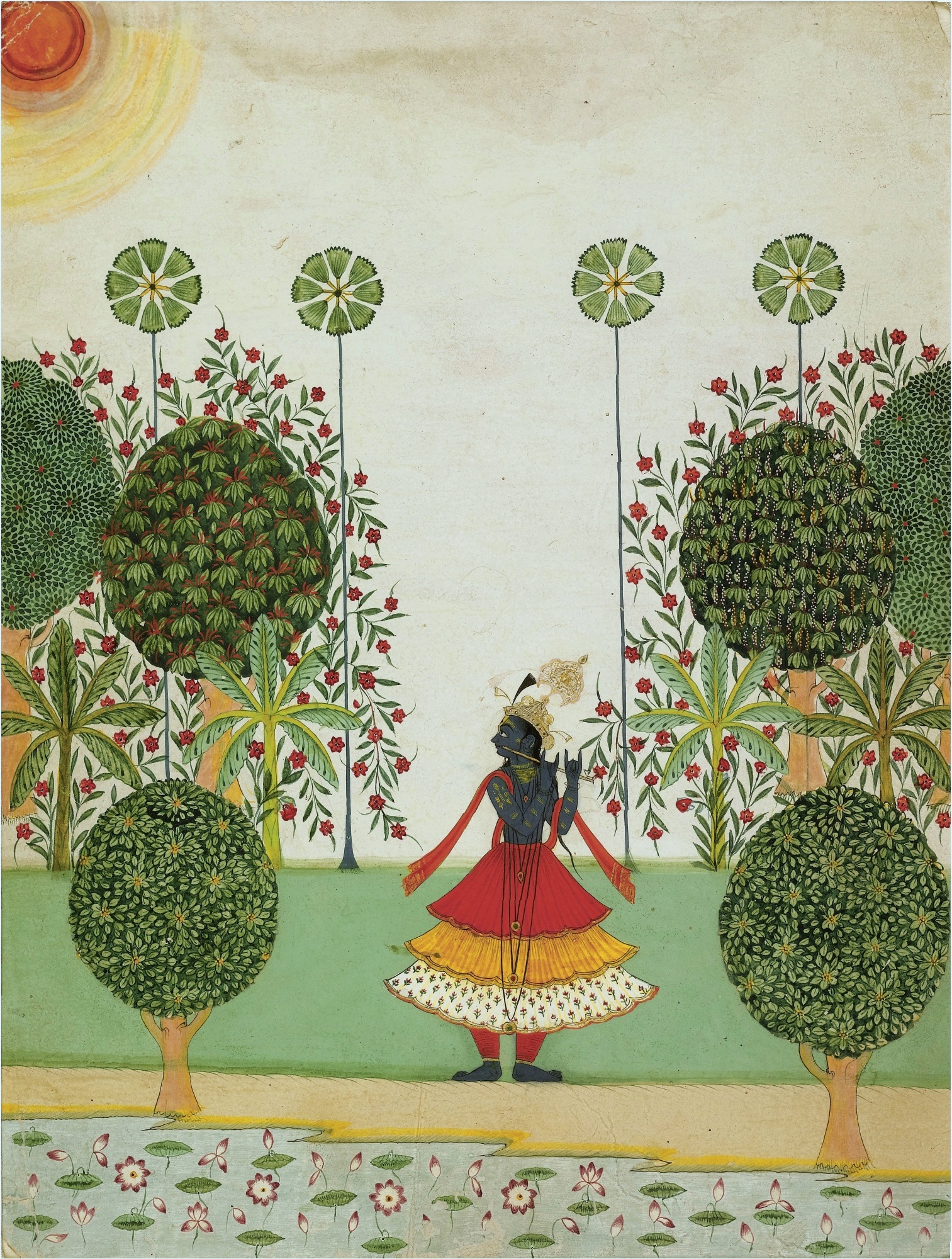
Кришна, играющий в лесу на флейте. Джайпур, 1720-1740гг, Музей искусства Гарвардского Университета

Серьёзные стилистические перемены в искусстве княжества, как правило, были связаны с приездом художников из могольской императорской мастерской. Исследователи отмечают несколько таких этапов. До первых десятилетий XVII века характерным признаком живописи Амбера были мягкие, обтекаемые формы, которые художники придавали могольским элементам, подчиняя их стилистике местной простонародной живописи. Следующая фаза связана с правлением Джай Сингха I (1622—1667), она была отмечена появлением композиционных приёмов, архитектурных деталей, манеры изображения людских фигур и всяких второстепенных элементов, которые были характерны для конца правления императора Джахангира (1605-27) и периода правления Шах Джахана (1627-58). Джай Сингх I был коллекционером персидских ковров и могольской живописи, однако, несмотря на могольское влияние, живопись при нём по-прежнему сохраняла фольклорный дух. Композиции в это время были простыми, а женские лица обрели тонкость и изящество в исполнении. Эта стилистика в общих чертах продолжилась и во время правления Саваи Джай Сингха II (1700—1743) — строителя новой столицы, большого любителя и покровителя живописи. При его дворе работали художники Мохаммад Шах, в миниатюрах которого преобладало влияние могольской школы, и Сахиб Рам, долгожитель джайпурской живописи — его творческая карьера продолжалась более пятидесяти лет.
В XVIII веке под патронажем Саваи Ишвари Сингха (1743-51) и Саваи Мадхо Сингха (1751-68) возник новый стиль, в котором влияние современной им могольской стилистики стало более прямым и непосредственным. Композиции состояли из нескольких пересекающихся плоскостей; моделировка людских фигур выполнялась подчас слишком тёмными тонами, делавшими их безжизненными. Оба правителя приняли участие в налаживании и систематизации работы «суратхане» (художественной мастерской), а также провели ревизию огромной коллекции живописи, собранной их предшественниками. Художники при них снабжались качественной дорогой бумагой, а для того чтобы усилить эффект роскоши и великолепия княжеских портретов, их украшали настоящим жемчугом и хрусталём, закреплёнными на бумаге. Портреты подчас исполнялись в натуральную величину, иногда на хлопковой ткани. Тематикой миниатюр служили сюжеты из мифологии и «Рагамалы», иллюстрировалась астрология, а также разные забавные случаи, романтические сюжеты и эротика. Во время правления двух этих князей при дворе продолжал работать один из лучших джайпурских мастеров портрета — Сахиб Рам. Ему принадлежит несколько портретов, выполненных в кооперации с другими коллегами — Рамджи Дасом и Говиндом (среди них замечательный портрет Ишвари Сингха, выполненный совместно с художником Чандрасом). Портретом занимались также Хира Нанд и Трилока. Другая тематика представлена в произведениях художника Лала Читара, который прославился картинами с изображением животного мира (особенно птиц), и охотничьими сценами.
По общему мнению пик развития джайпурской живописи пришёлся на время правления Махараджи Саваи Пратап Сингха (1778—1803). Он получил княжеский трон в 14 лет (злые языки утверждали, что он пришёл к власти благодаря тому, что его сводный брат погиб в дорожном происшествии, а весь инцидент был подстроен его властолюбивой матерью, которая в результате стала регентшей при малолетнем правителе, и руководила делами до 1787 года). Период его правления иногда называют «золотым веком джайпурской живописи». Князь был большим ценителем искусства, талантливым музыкантом и композитором, а также поэтом и страстным приверженцем вишнуизма, в связи с чем его более всего интересовали иллюстрации к религиозным текстам. Он имел привычку, нарядившись Кришной, исполнять божественный танец сотворения мира — «Расамандала», в хороводе которого принимали участие его наложницы, исполнявшие роль гопи — пастушек, влюблённых в своего господина. Художники увековечили эти ритуалы-представления, изображая Пратап Сингха в образе Кришны, как во время танца, так и при исполнении других ролей Кришны, взятых из сюжетов «Кришна лилы». Махараджа построил обширную мастерскую, в которой трудились такие мастера, как Гопал, Удай, Хукма, Дживан, Рамасевак, Лакшман и др., в общей сложности более пятидесяти художников; из её стен выходили сотни произведений, среди них иллюстрации к «Бхагавата пуране», «Рамаяне», «Дэви Махатме» и «Рагамале».
В XIX веке джайпурская школа постепенно приходила в упадок; её основными признаками стали яркие, никак не смягчённые тона и беглая обрисовка фигур. Эта манера, постоянно воспроизводясь, стала стандартом. Во времена Саваи Рам Сингха (1835—1880) некоторые художники усвоили приёмы распространённой в Индии XIX-го века «живописи Ост-Индской компании» или опирались в качестве творческого источника на фотографии.

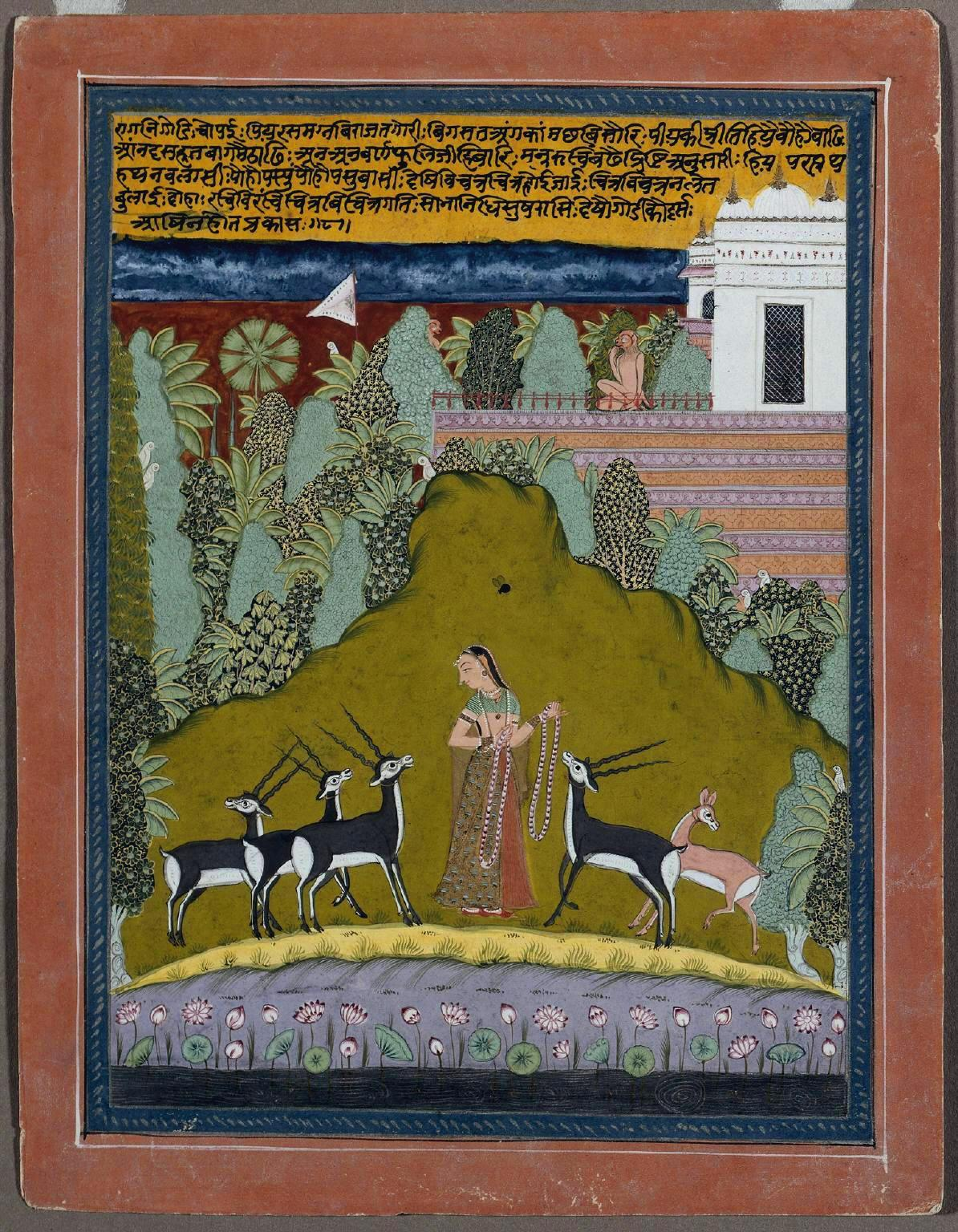
Гауди рагини. Джайпур, 1700-1725гг, Музей искусства, Кливленд
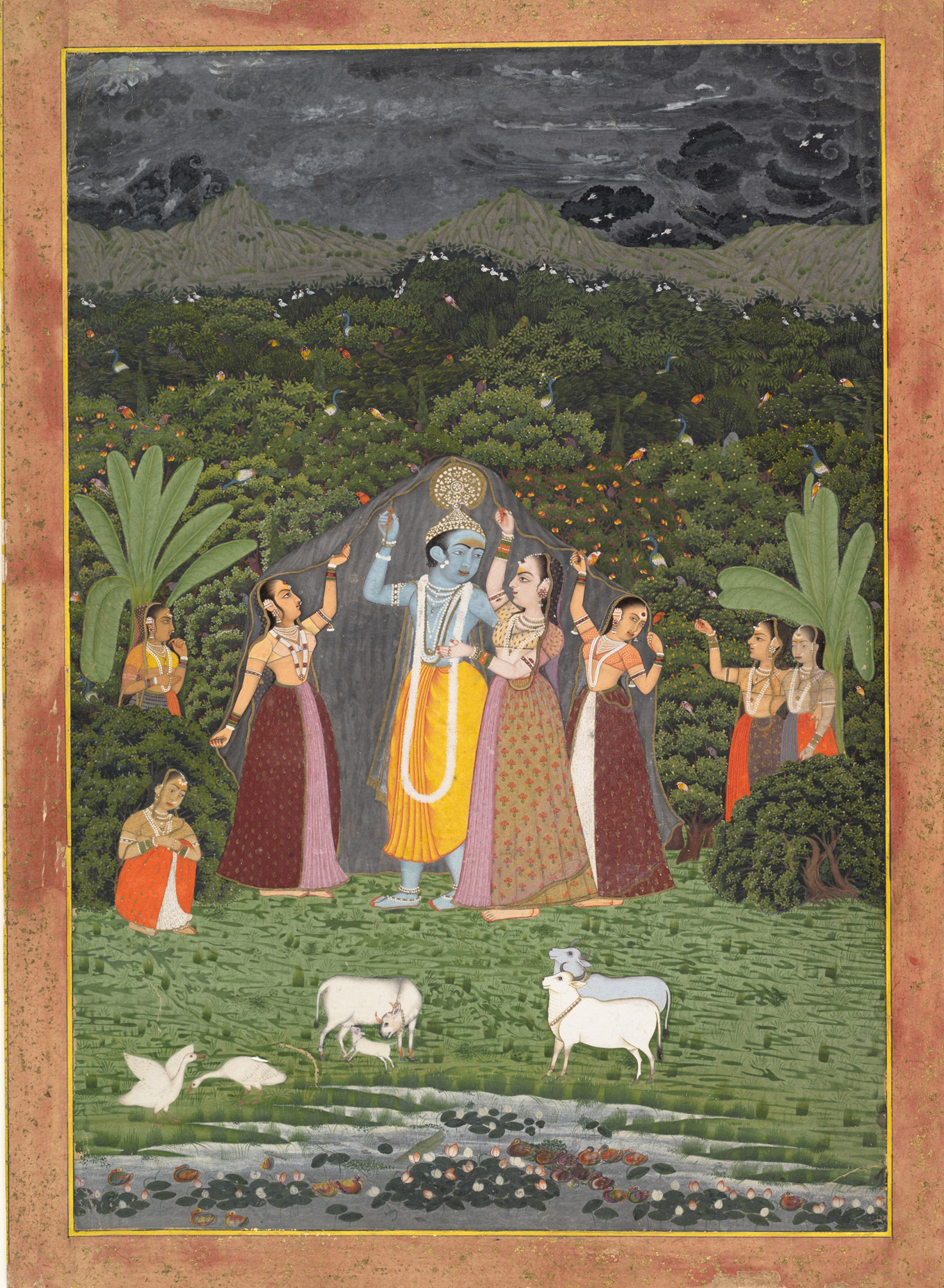
Кришна и гопи укрывшиеся от дождя. Джайпур, ок. 1760г, Музей Метрополитен, Нью-Йорк
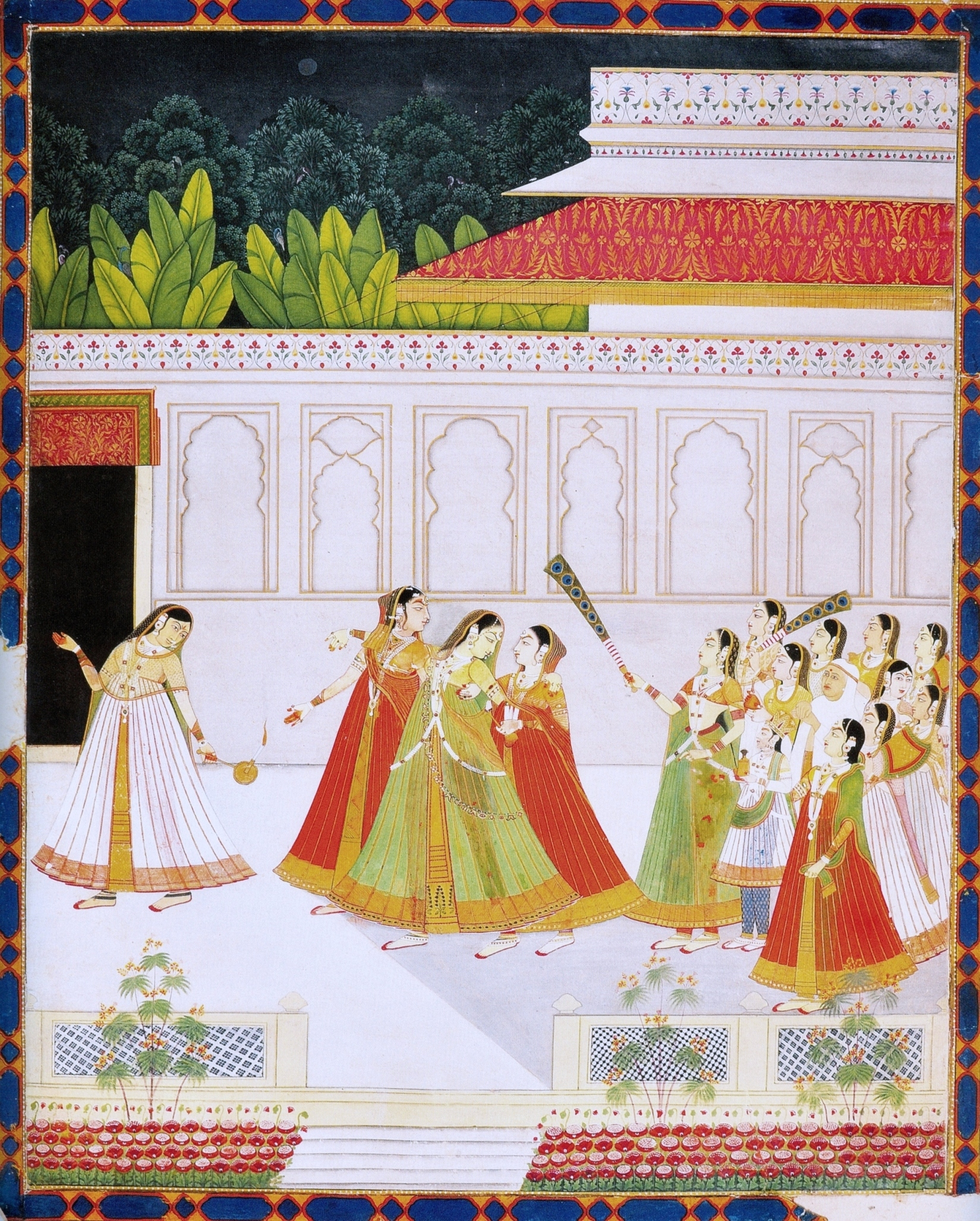
Новенькая в княжеском гареме. Джайпур, кон. 18в. Национальный музей, Нью Дели
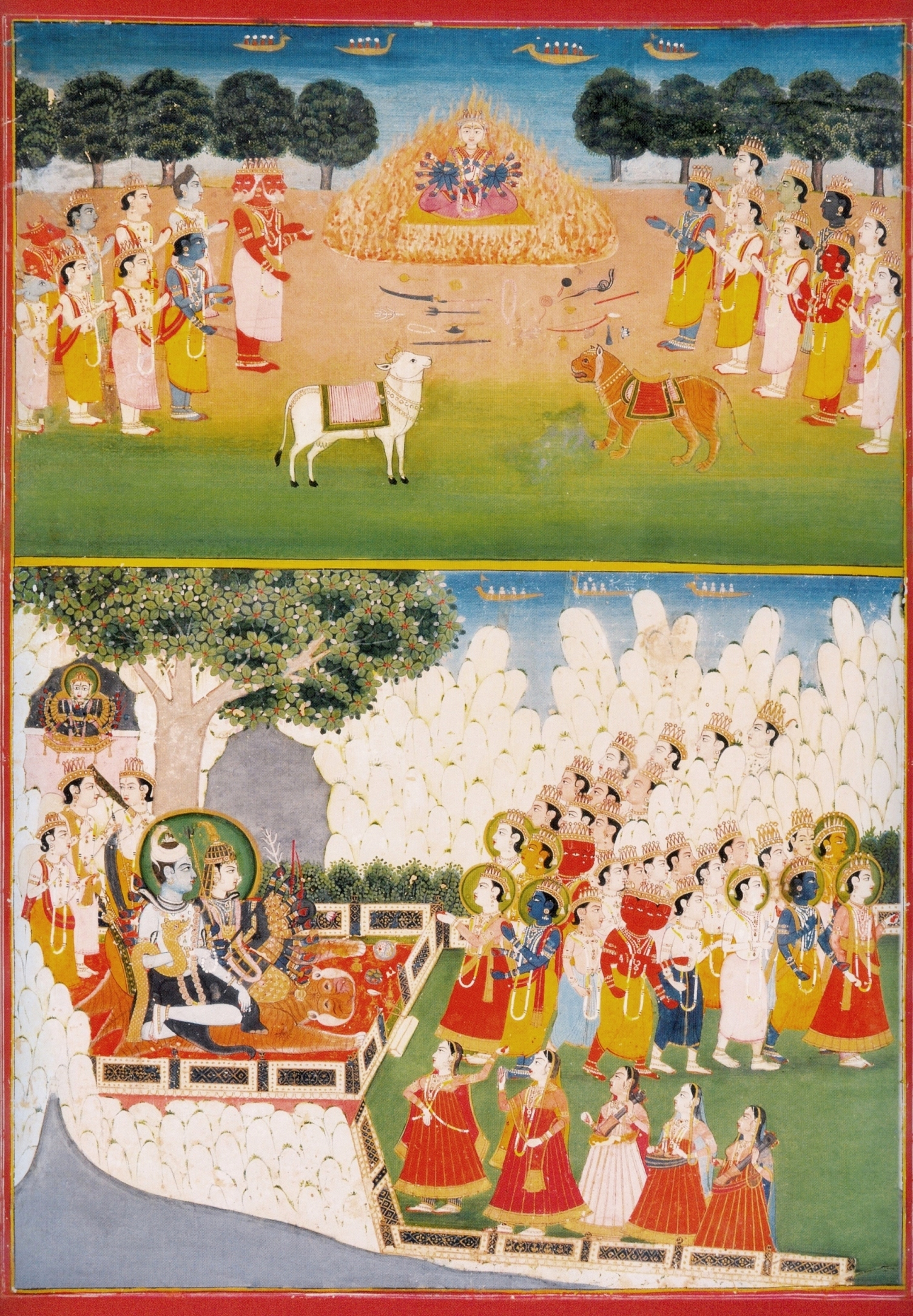
Боги преподносят оружие Деви. Джайпур, ок. 1800г, Национальный музей, Нью Дели
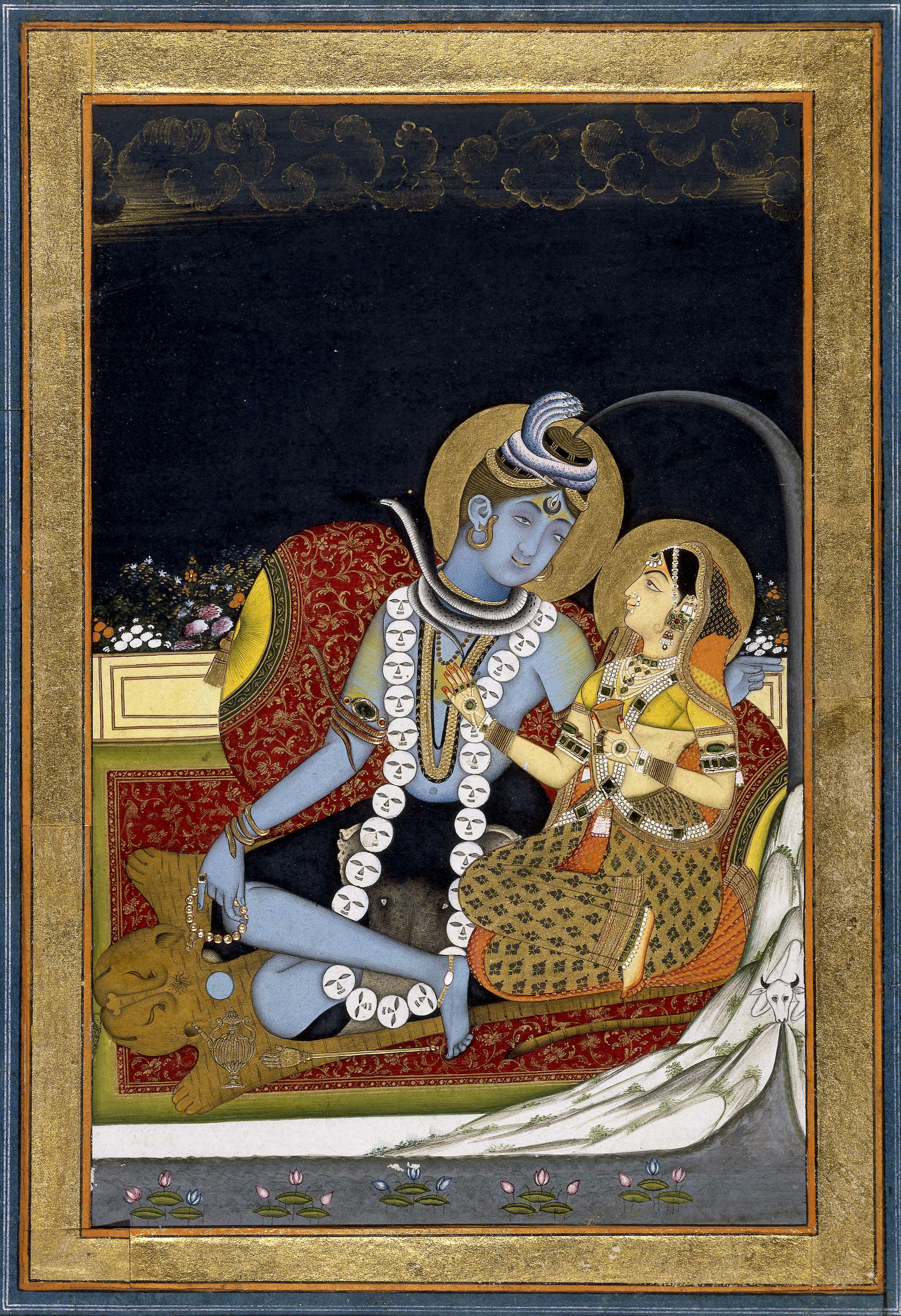
Шива и Парвати, сидящие на террасе. ок. 1800, Британский музей, Лондон
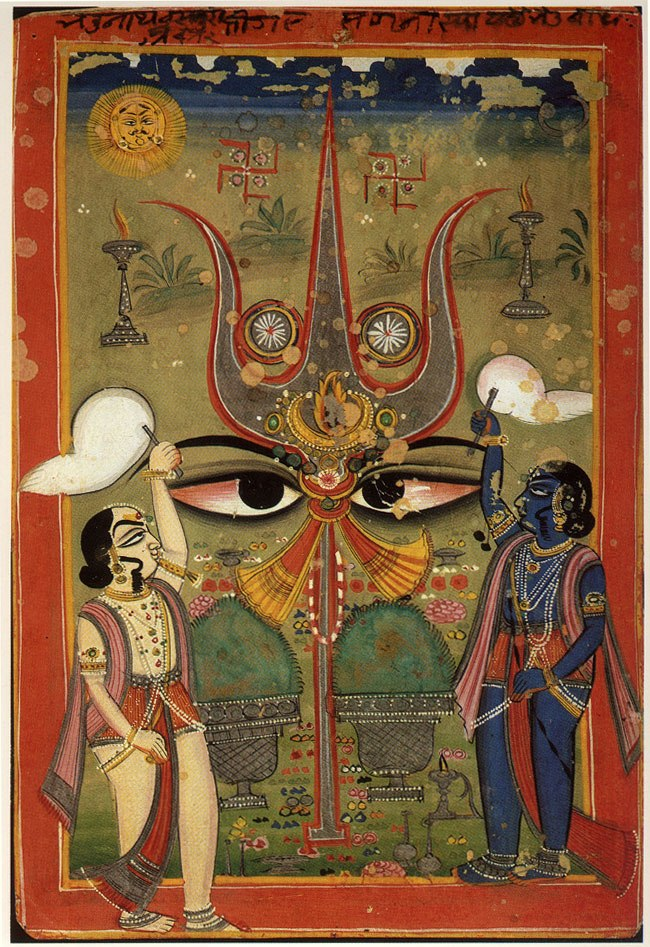
Поклонение трезубцу, символу Шивы. Джайпур, 1775-1800, Частное собрание.
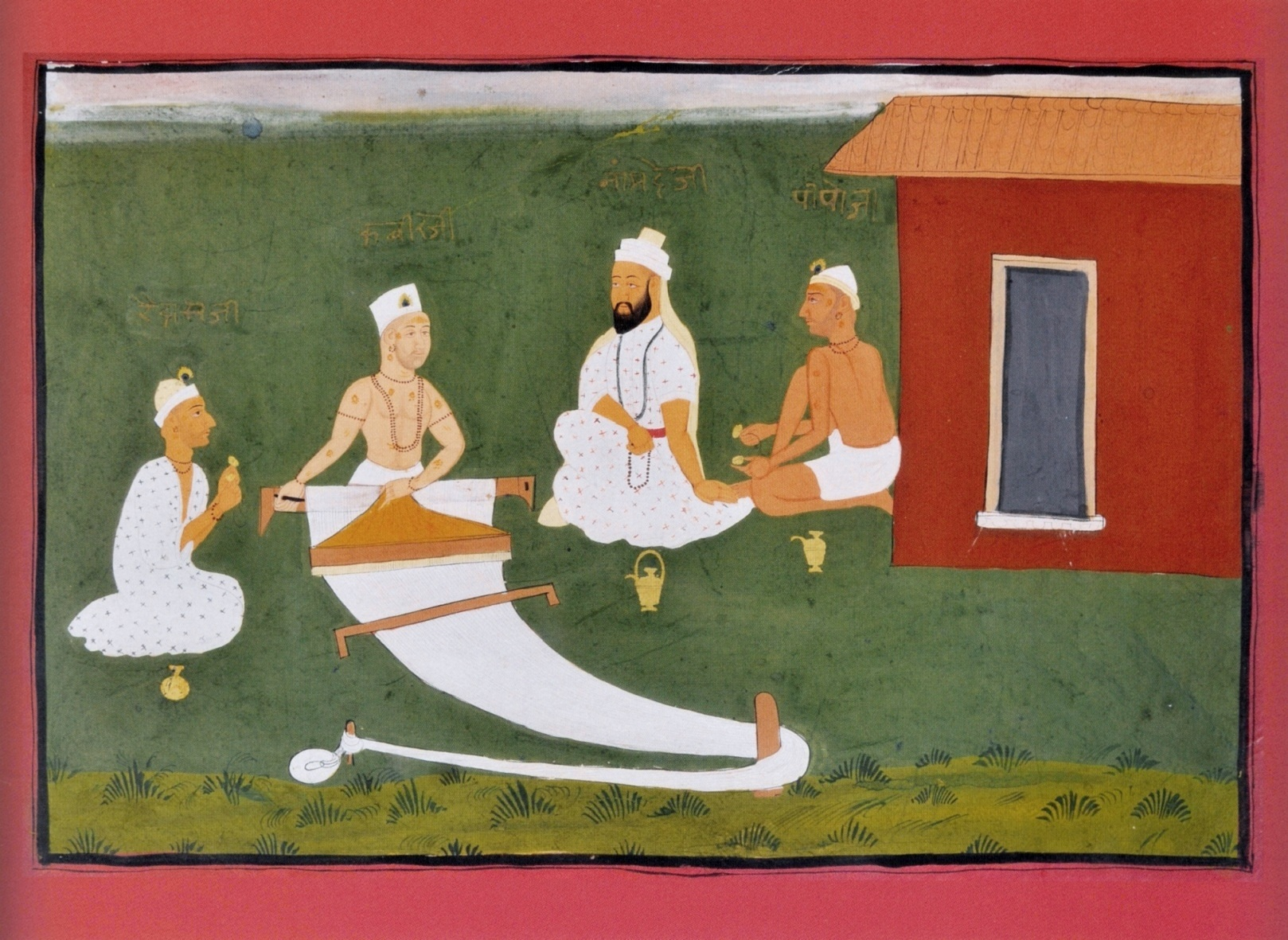
Святой Кабир с Намдевой, Райдасом и Пипаджи. Джайпур, нач. 19в., Национальный музей, Нью Дели
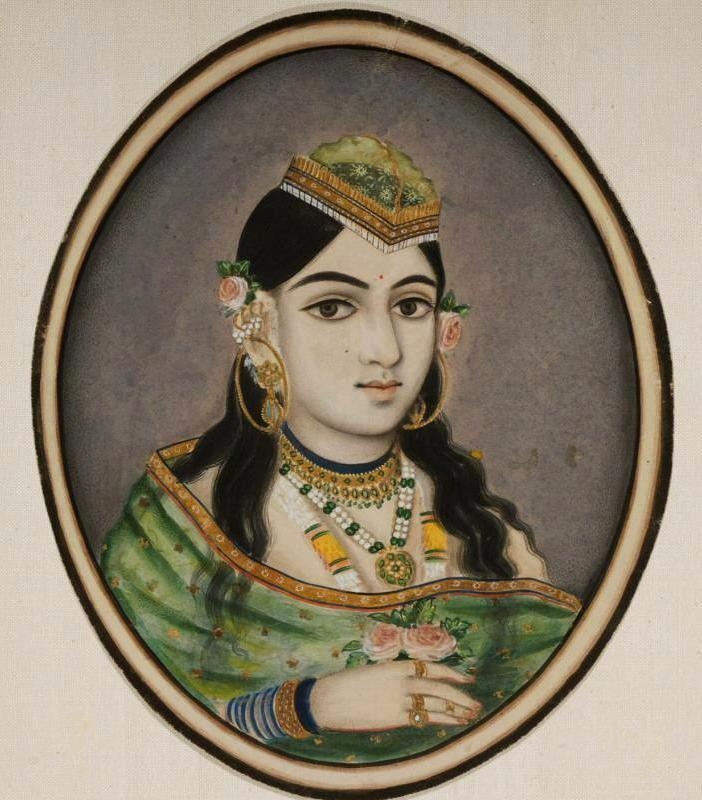
Наложница Махараджи Саваи Рам Сингха, наряженная для весеннего праздника. Джайпур, 1860-70гг, Музей искусства Сан Франциско.

#### Алвар

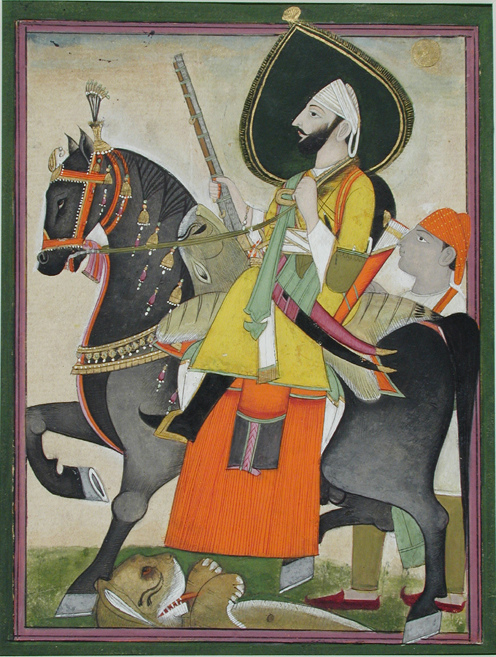
Рао Раджа Бакхтавар Сингх, победитель льва. Алвар, ок. 1800г, Музей искусства Сан Диего

Живопись княжества Джайпур не была сосредоточена исключительно и только в столице государства, но развивалась также в соседних центрах, в которых проживали семьи феодалов, связанных узами родства со столичной династией Каччава. Местная живопись в Исарде, Малпуре, Самоде и Караули испытывала влияние столичных стилей. Ещё одним местом, где джайпурская школа проявила себя, было пограничное княжество Алвар, основанное представителями одной из ветвей клана Каччава в конце XVIII века в результате распада империи моголов. Здесь при двух правителях — Рао Раджа Пратап Сингхе (1756-90) и его сыне Рао Раджа Бакхтавар Сингхе (1790—1814) возникла небольшая местная школа (или суб-стиль), которая, судя по всему, была следствием приезда в Алвар двух художников из Джайпура, которых звали Шив Кумар и Дхалу Рам. Они прибыли около 1770 года, когда Рао Раджа Пратап Сингх построил форт Раджгарх, сделав его своей столицей. Дхалу Рам был мастером фрески (ему приписывают руководство росписью «стеклянного дворца» Шиш Махал; впоследствии он был назначен главой придворного музея). Шив Кумар, как предполагают, через некоторое время вернулся в Джайпур. В миниатюрах и фресках местные художники отображали сцены княжеских приёмов, сюжеты посвящённые Кришне и Радхе, Раме и Сите, Наяку и Наике и т. д. Правивший в 1815-57 годах Раджа Банни Сингх был особенно претенциозен в своих политико-культурных амбициях. Для того, чтобы продемонстрировать высочайшее покровительство искусству и подняться в этом отношении до уровня могольских императоров он ок. 1840 года пригласил к себе ведущего делийского художника Гулам Али Хана, который в кооперации с местным мастером Балдевом проиллюстрировал «Гулистан» Саади (1840-53гг, Правительственный музей, Алвар).

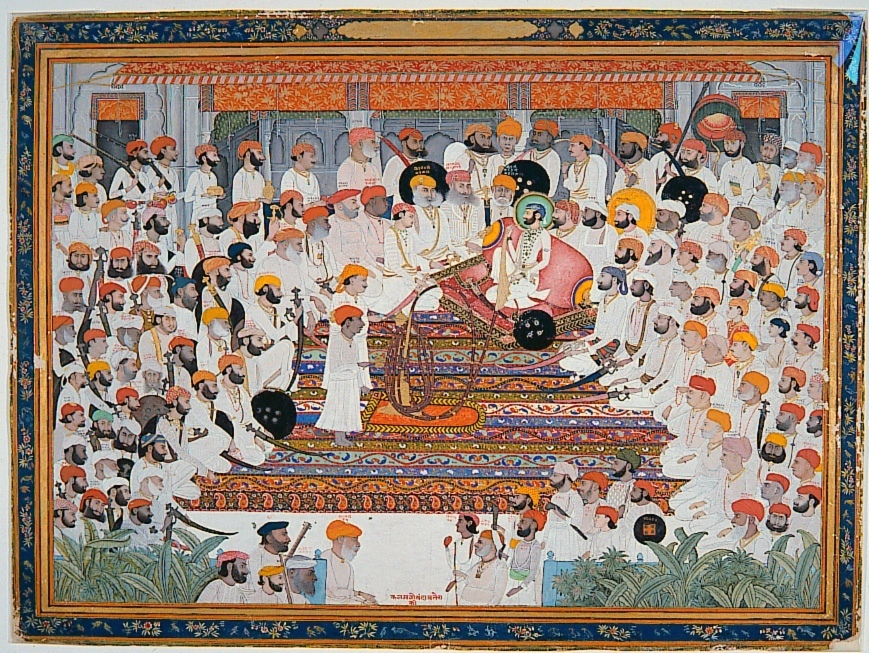
Дарбар Раджи Бакхтавар Сингха, правителя Алвара. ок. 1810г, Музей искусства Сан Диего
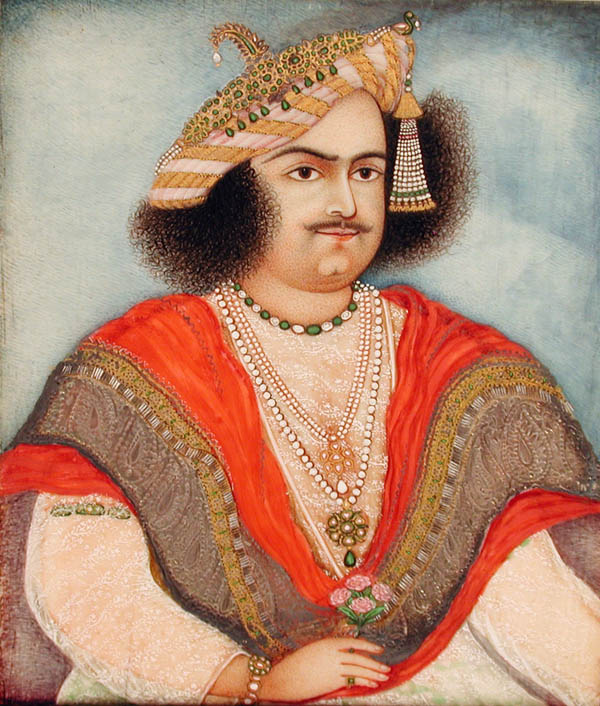
Маратх в красной шали. Алвар, ок. 1820г, Музей искусства Сан Диего
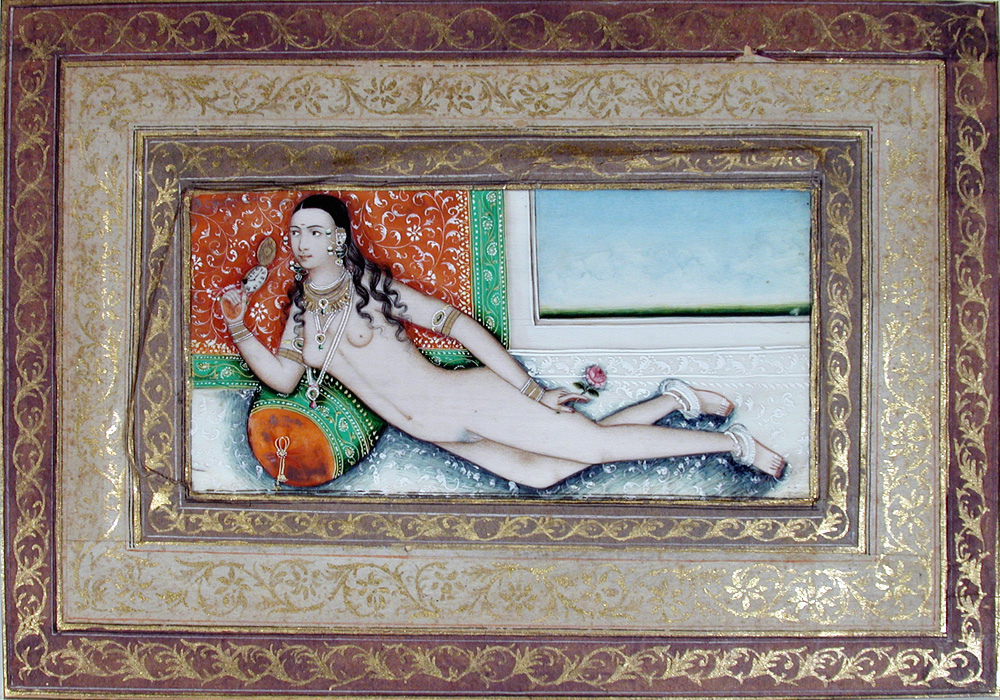
Одалиска с европейскими часами. Алвар, ок. 1825г, Музей искусства Сан Диего
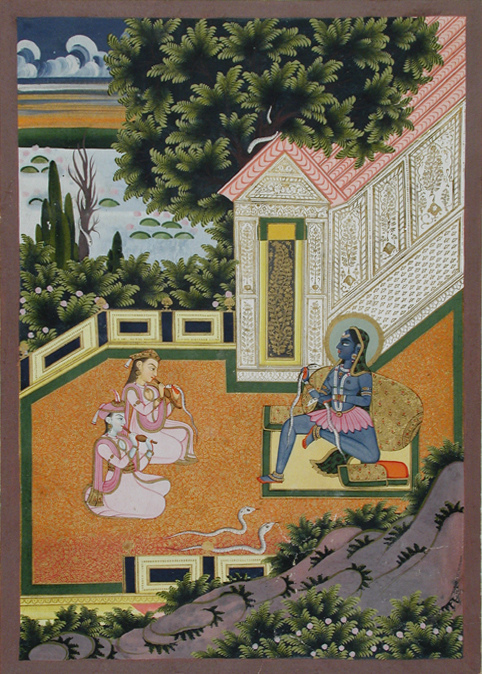
Асвари рагини. Алвар, ок. 1850г, Музей искусства Сан Диего
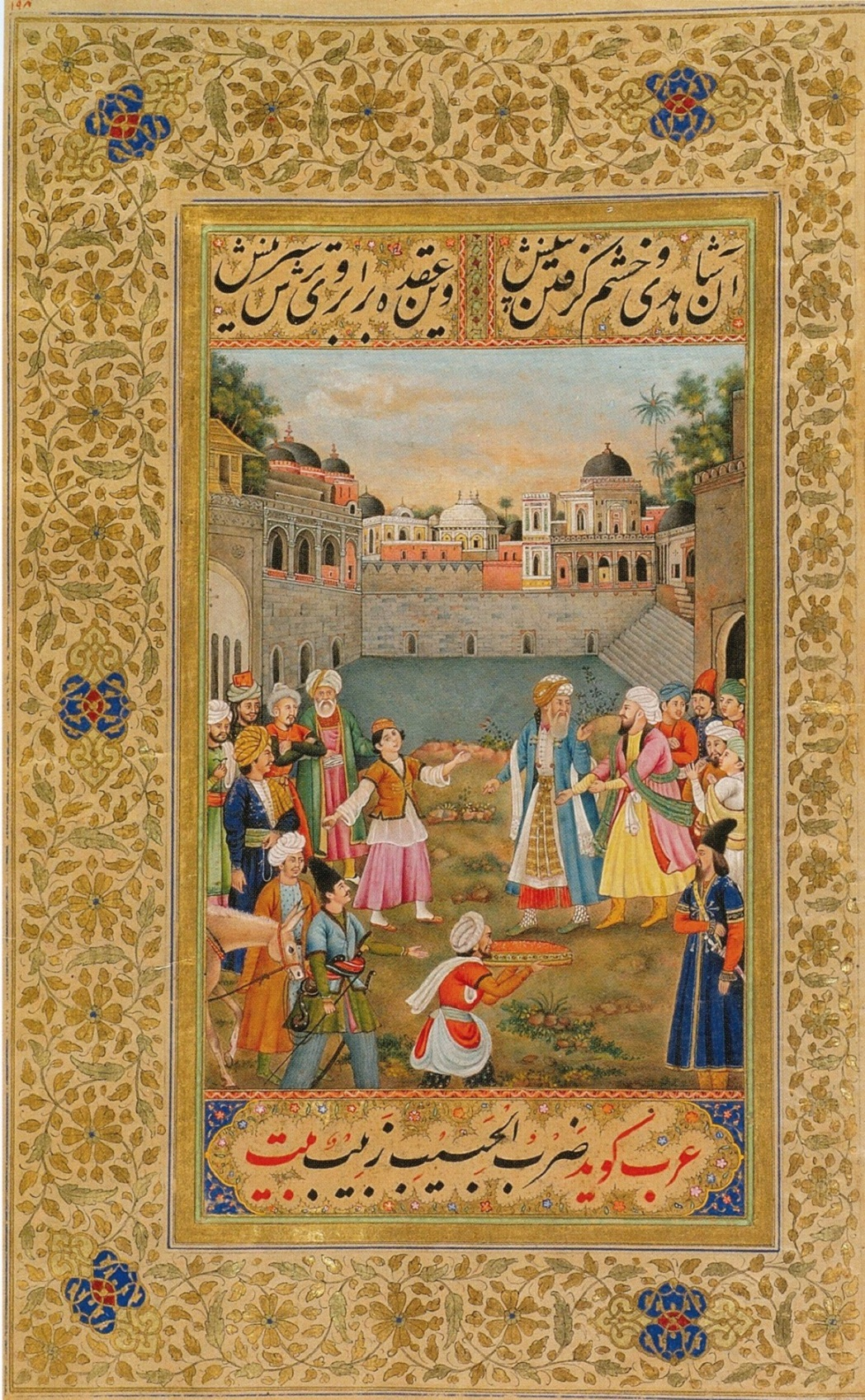
Гулам Али Хан. Страница из "Гулистана" Саади. 1840-53гг, Правительственный музей, Алвар.

### Живопись Марвара (Джодхпура)

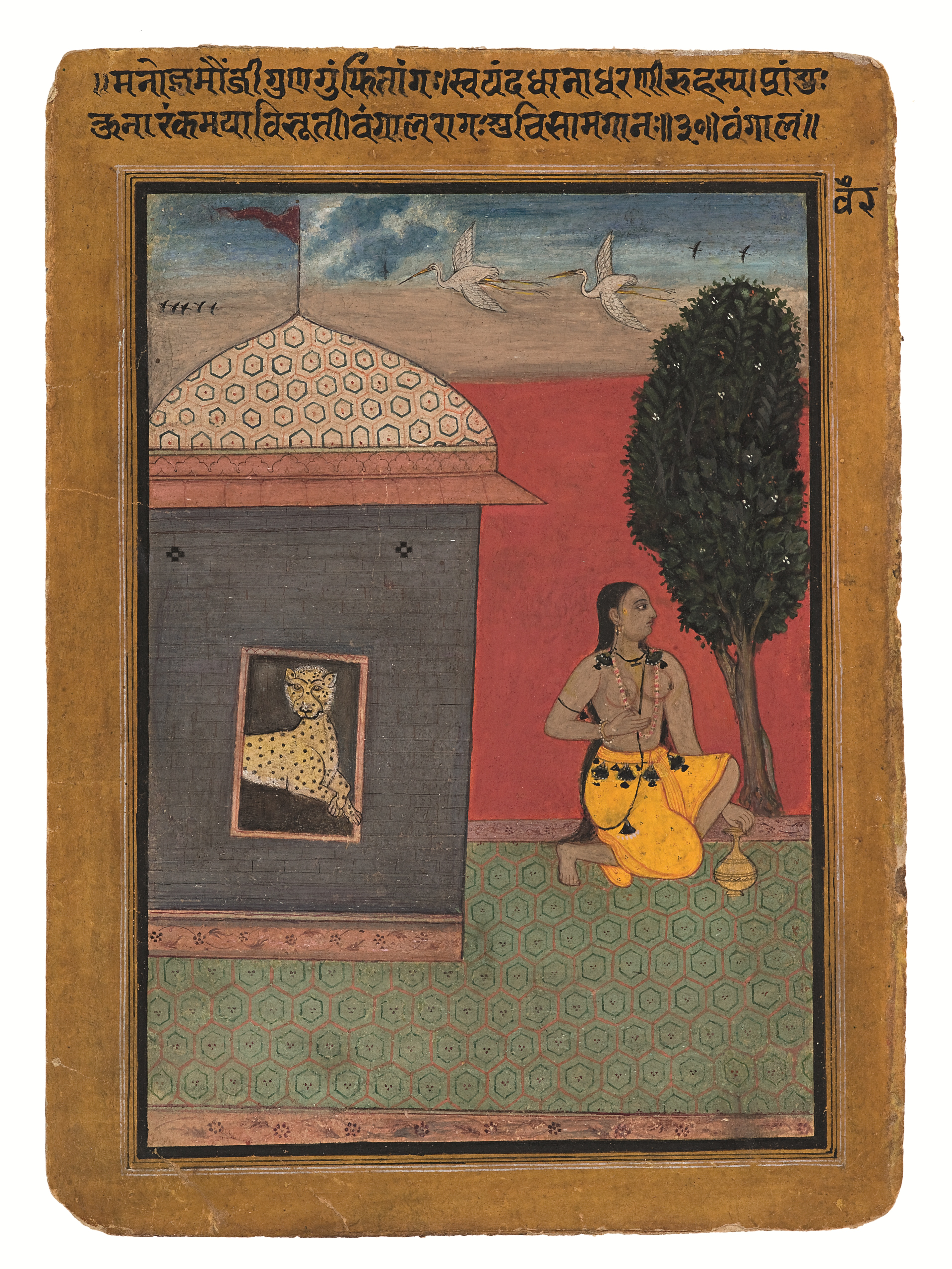
Вангала рагини. ок. 1605г, Коллекция Клаудио Москателли.

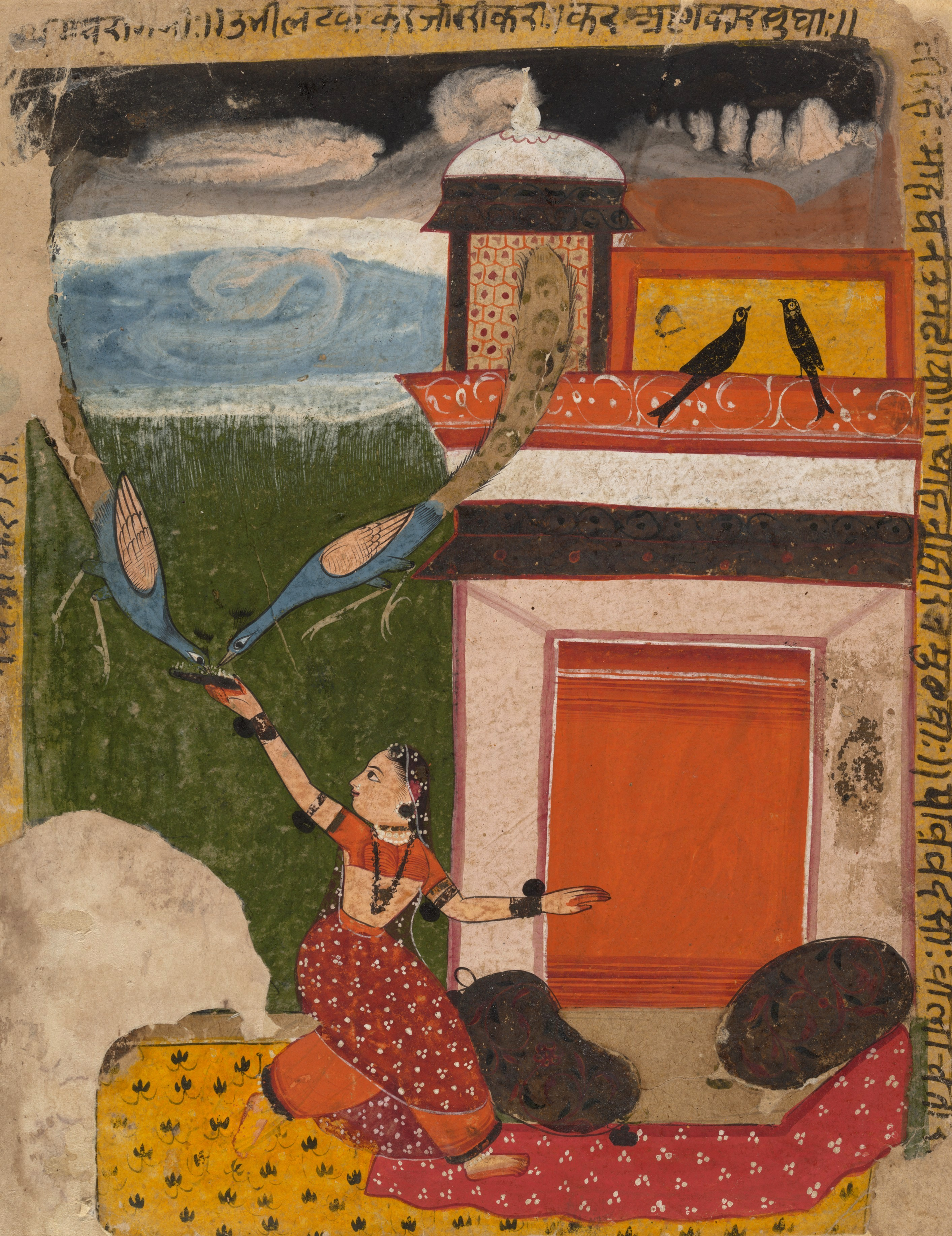
Мадхумадхаваи рагини.1640-50гг, Музей Метрополитен, Нью-Йорк

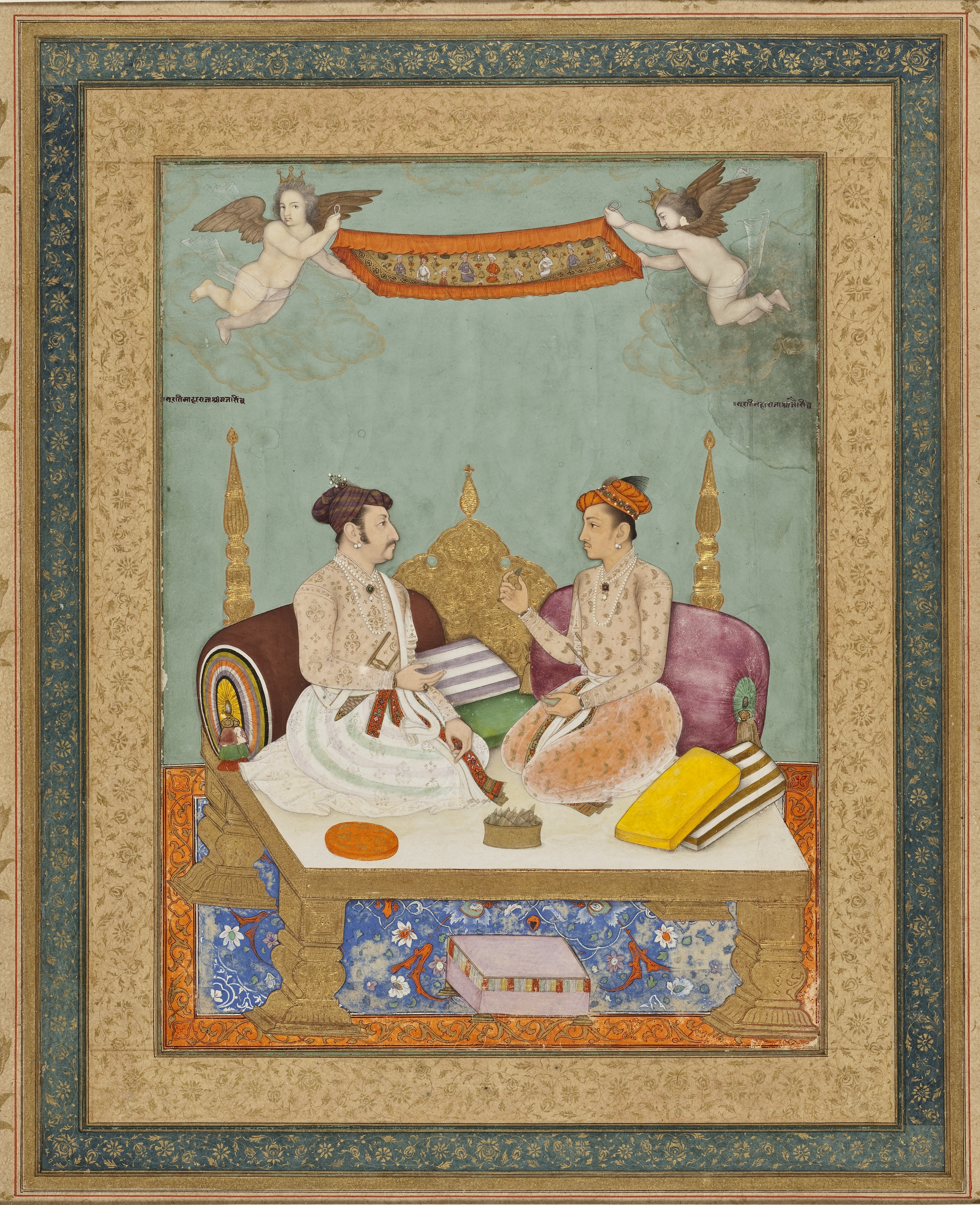
Бичитр. Гадж Сингх и Шах Шуджа. ок. 1638г, Лос Анджелес, Музей округа.

Марвар — это искажённое «Марувар», что означает «Страна Мары», то есть «страна смерти». Историки считают, что такое название закрепилось в связи с тем, что княжество располагалось в местности, большую часть которой занимает пустыня Тар (хотя современные историки утверждают, что в XIII—XVI веках условия жизни там были значительно мягче). Государство Марвар создали представители раджпутского клана Ратхор, которые пришли в эти места из Бадауна, после того, как были вытеснены мусульманским завоевателем Кутб-уд-Дином (предполагают, что ратхоры являются потомками династии раштракутов). Княжество основано в XIII веке (традиционная дата — 1226год).
Суровые природные условия воспитали в марварцах выносливость и неприхотливость, они считались самыми храбрыми и воинственными из всех раджпутов. Ранняя история их княжества имела скромное начало; однако к XVI веку оно укрепилось и усилилось достаточно для того, чтобы занять важное место среди остальных раджпутских государств. В 1549 году пятнадцатый правитель клана ратхоров Рао Джодха основал город Джодхпур, в который была перенесена столица (впоследствии так стали называть всё княжество). Он же был и основателем первой придворной художественной мастерской в Джодхпуре. В конце века Раджа Удай Сингх (больше известный как Мота Раджа, то есть «толстый раджа», правил в 1583-95гг) выдал свою дочь Джодха Баи за могольского императора Акбара. Родственные связи с моголами положительно сказались, как на благосостоянии края, так и на его культурной жизни.
Живописная традиция этих мест уходит в глубокие века. В раннем средневековье территория Марвара принадлежала государству династии Гурджара-Пратихара, известному своими культурными достижениями. Позднее, в XIII—XV веках в этом районе Индии существовало развитое производство джайнских манускриптов. Джайнские миниатюры из книг, написанных на санскрите и апабхранше, были основным источником возникновения марварского художественного стиля. После того, как Рао Джодха в середине XVI века укрепил государство, художники его мастерской возродили стилистику джайнской, гуджаратской миниатюры, а также миниатюры книг на апабхранше, придав им новую форму. Большая роль в становлении марварской школы принадлежит князю Рао Малдео (1532-68), который был большим любителем и покровителем искусства. Созданный под его опекой иллюстрированный экземпляр «Уттарадхьяны Сутры» (Барода, Музей), несмотря на всю условность и примитивность изображений, представляет собой выдающееся произведение ранней марварской художественной традиции. От этого периода сохранились также остатки фресок во дворце Чаукхела.

#### XVII век
Большим любителем искусства был Раджа Шур Сингх (1595—1620). От его времени сохранилось множество картин, хранящихся ныне в Музее г. Бароды и в частной коллекции Санграма Сингха. Среди книг, проиллюстрированных под его покровительством, выделяется историческое сочинение «Дхола Мару». В 1623 году, при следующем правителе княжества Гадж Сингхе (1620-38) была создана серия иллюстраций к «Рагамале» (Собрание Санграма Сингха). Эта серия, состоящая из 37 миниатюр, была создана в Пали, главном коммерческом центре Марвара. Исследователи считают её самым ранним примером сложившейся джодхпурской художественной идиомы, представленной в её фольклорном варианте. Миниатюры имеют горизонтальный формат, фигуры на них отличаются причудливыми особенностями, в работе ощущается живость, однако пигменты грубые и наложены неряшливыми мазками.
Другим примером джодхпурской живописи являются миниатюры к стихам Сурсагара (Барода, Музей) и иллюстрированный экземпляр «Расикаприи» (Барода, Музей), выполненные в середине XVII века. Им присущи более аккуратный рисунок и замысловатые орнаменты.
Одновременно с этим выполненным в простонародном стиле искусством создавались великолепные портреты Гадж Сингха (1620-38), написанные в лучших традициях могольского реализма — его изображали в окошке «джарокха», или сидящим на тронном возвышении с могольским принцем Шахом Шуджа (последний портрет был написан могольским художником Бичитром). К этой же, инспирированной могольской манерой, группе принадлежат неоконченные портреты Джасвант Сингха (1638-78), заседающего в дарбаре в окружении придворных — в них ясно различимы реалистические элементы, присущие живописи эпохи императора Шах Джахана (1628—1658). Неизвестно, где были созданы эти портреты, в Дели или Джодхпуре.
Джасвант Синг (1638-78) был большим поклонником искусства и обладал высоким интеллектом. В его правление Марвар превратился в важный центр кришнаитского культа бхакти, который стал одной из главных тем местной живописи. Джасвант Сингх, будучи долгое время на службе у моголов, и породнившись с ними, определённо отдавал предпочтение могольскому стилю. Однако период могольского доминирования не был продолжительным, так как прочного усвоения могольской манеры не произошло, и, в конце концов, в дальнейшем в джодхпурской живописи вновь стала преобладать исконная склонность к линейному рисунку в сочетании с абстрагированной цветовой гаммой.

#### XVIII век
Махараджа Аджит Сингх (1679—1725) пришёл к власти в результате долгого противостояния с моголами. Император Аурангзеб хотел обратить его в ислам, но клан ратхоров долго прятал юного раджу, героически сражаясь и ведя партизанскую войну против моголов несколько десятилетий. После того, как Аджит Сингх в 1688 году прошёл обряд «тика Даур», он официально стал правителем Джодхпура. Ратхоры окончательно изгнали моголов из своих земель только через 20 лет после смерти Аурангзеба, случившейся в 1706 году. Несмотря на столь героическое и напряжённое время джодхпурская живопись в эти времена переживала период расцвета. Темами произведений были различные поэтические тексты, Расикаприя, Гита Говинда, разные сюжеты из придворной жизни, сцены охоты, фестивали, изображения торжественных процессий, портреты раджей и их вассалов.
В правление Абхаи Сингха (1725-51) и Бакхат Сингха (1751-52) покровительство художникам стало едва ли не самым любимым развлечением правителей. По мере ослабления могольской империи и давления с её стороны, раджпуты всё более наслаждались плодами мирной жизни, одним из следствий которой стал рост эстетических и гедонистических наклонностей правящей элиты.
Бакхат Сингх, бравый генерал, испортил свою репутацию убийством собственного отца Аджит Сингха (в политических целях). Старший брат Абхаи Сингх (1725-51) отослал его в город Нагаур, где тот правил в 1725-51 годах. Правление Бакхат Сингха ознаменовалось заметным оживлением в искусстве и литературе. Он перестроил нагаурский дворец в могольском стиле, разбил роскошные сады, и организовал для себя придворную художественную мастерскую, занимавшуюся, в основном, созданием картин, темами которых были его княжеские развлечения и удовольствия. Художники его ателье разработали особую чувственную эстетику, отображая в нетипично больших картинах дворцовую архитектуру и богатые, райские сады раджи, написанные нежными светлыми тонами. В 1751 году он занял трон в столице — Джодхпуре, став правителем всего Марвара, однако царствовать ему пришлось недолго: в 1752 году Бакхат Сингха отравила племянница в отместку за убийство своего деда Аджит Сингха.
Особый джодхпурский стиль возник во время правления Махараджи Виджаи Сингха (1752-93). Его правление пришлось на бурные десятилетия, когда могольская империя интенсивно рушилась, а её бывшие данники становились независимыми князьями и царями. Виджаи Сингх поддерживал отношения с соседними раджпутскими правителями, разделявшими его страстную преданность индуистским божествам Вишну, Раме и Кришне. Князь публично объявил, что посвящает себя культу Кришны, построил два храма в его честь, запретил мясо и спиртные напитки. Одним из его указов было неукоснительное требование подчёркнуто почтительно обращаться к сельским пастухам, именуя их «Владыка полей» («джагирдарс»), потому что Кришна когда-то был пастухом.
Мастерская Виджаи Сингха создавала монументального формата рукописи, которые иллюстрировались темами «лилы» (спонтанной любовной игры); Рама или Кришна в них размещались в пышно цветущих ландшафтах. Эти картины демонстрируют, как художники Виджаи Сингха расширяли и обогащали тематику и художественные приёмы, оставшиеся в наследство от его отца Бакхат Сингха. В отличие от обычных манускриптов, которые удобно брать в руки, большие фолианты Виджаи Сингха, вероятно, выставлялись напоказ (их держали так, чтобы во время богослужения все видели сюжет картины, в то время как связанные с нею стихи распевались, или читались вслух). Пастельная палитра этих произведений была продолжением традиции, заложенной Бакхат Сингхом.
Ещё одной особенностью марварской живописи второй половины XVIII века был обмен художниками между Джодхпуром и Биканером, где правила ещё одна ветвь династии Ратхоров. Некоторые из мастеров переезжали из Биканера в Джодхпур, иные поступали наоборот.

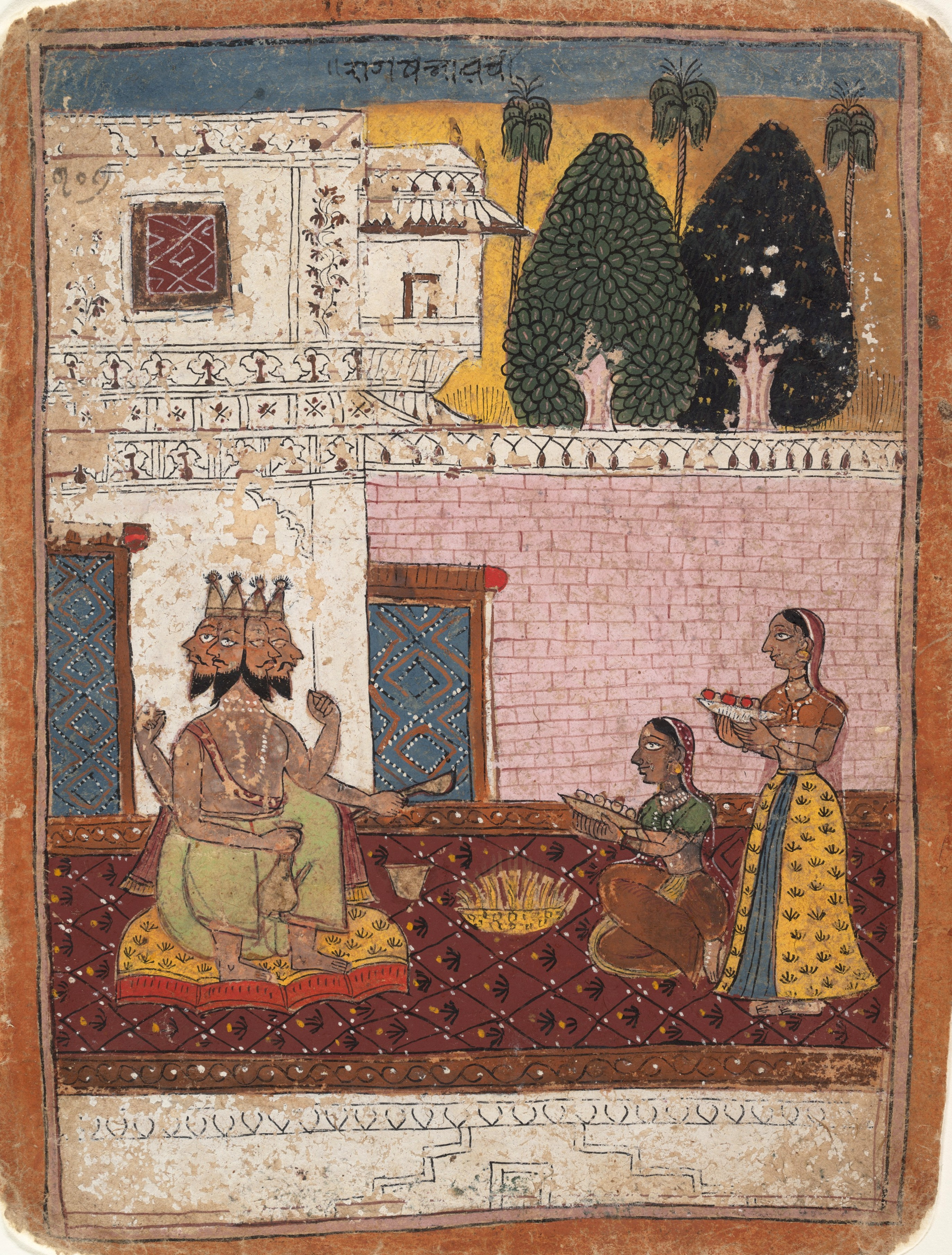
Кхамбавати рагини. 1700-1725гг, Музей Метрополитен, Нью-Йорк
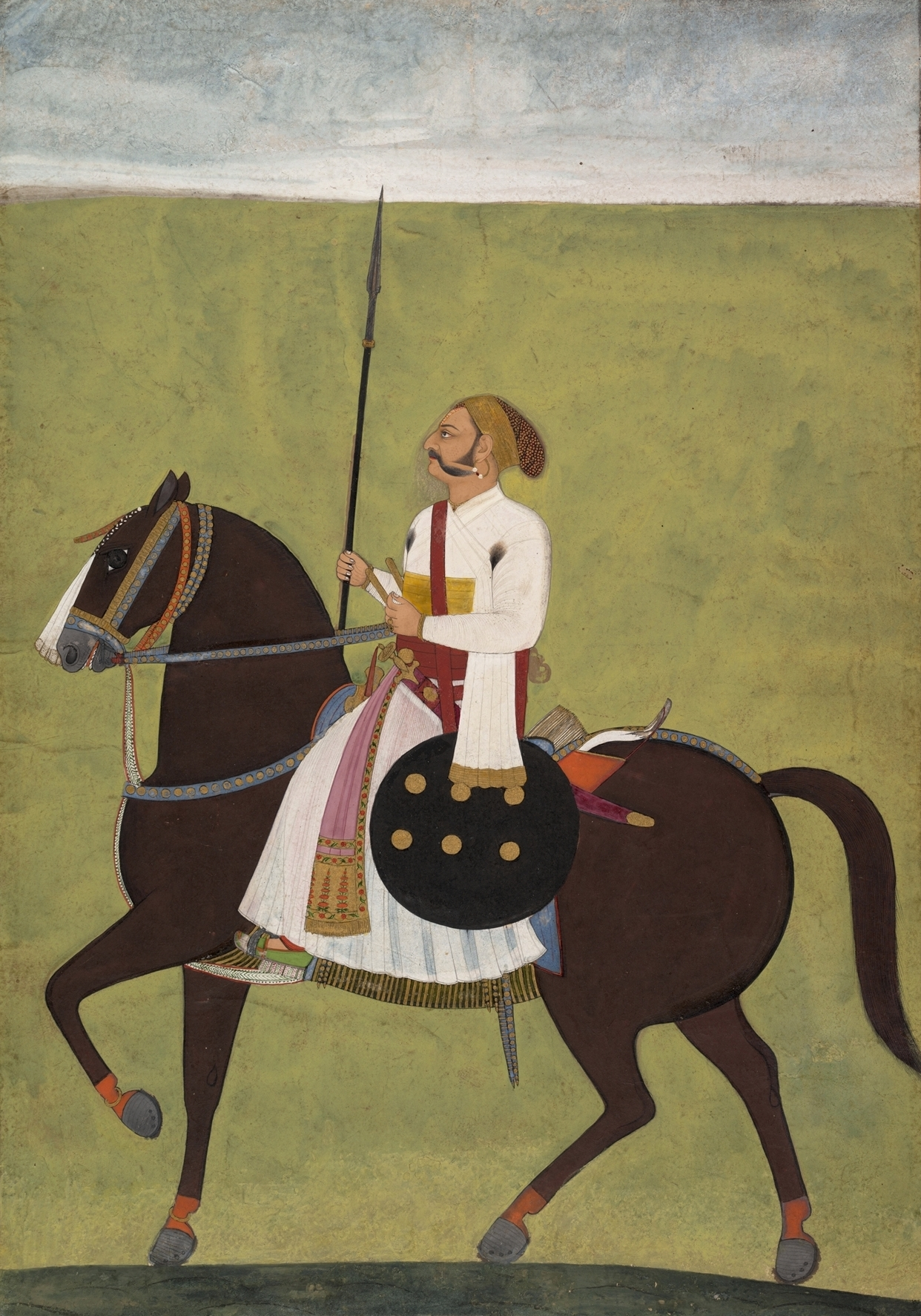
Дальчанд. Конный портрет вельможи. 1720-30гг, Музей Метрополитен, Нью-Йорк
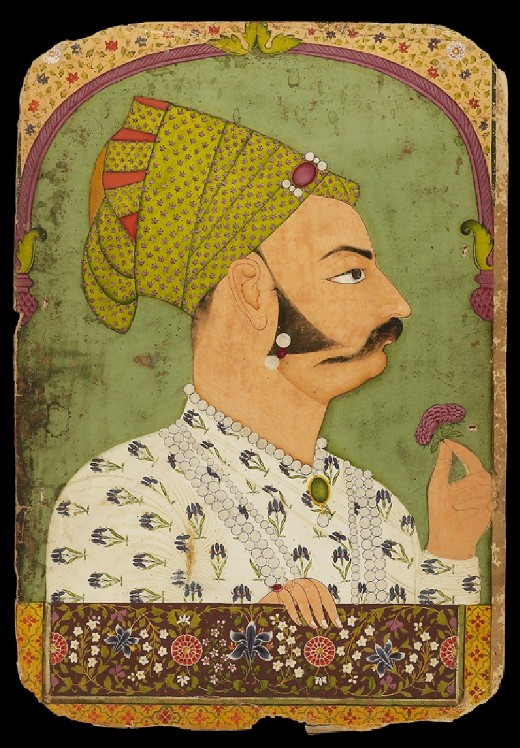
Махараджа Нагаура Бакхат Сингх. ок. 1735, Музей Ашмолеан
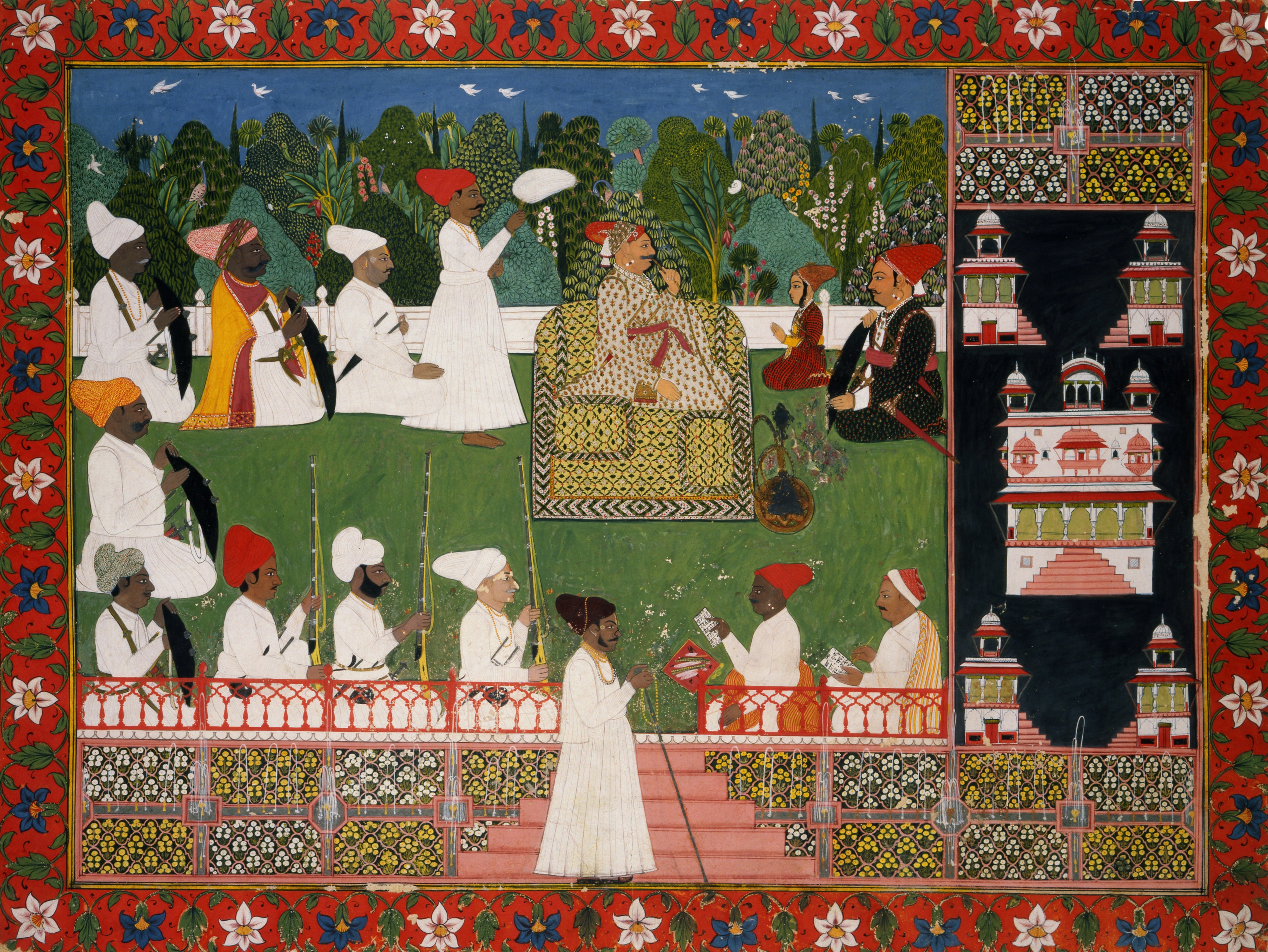
Махараджа Аджит Сингх. 1740-50гг, Коллекция Давида, Копенгаген
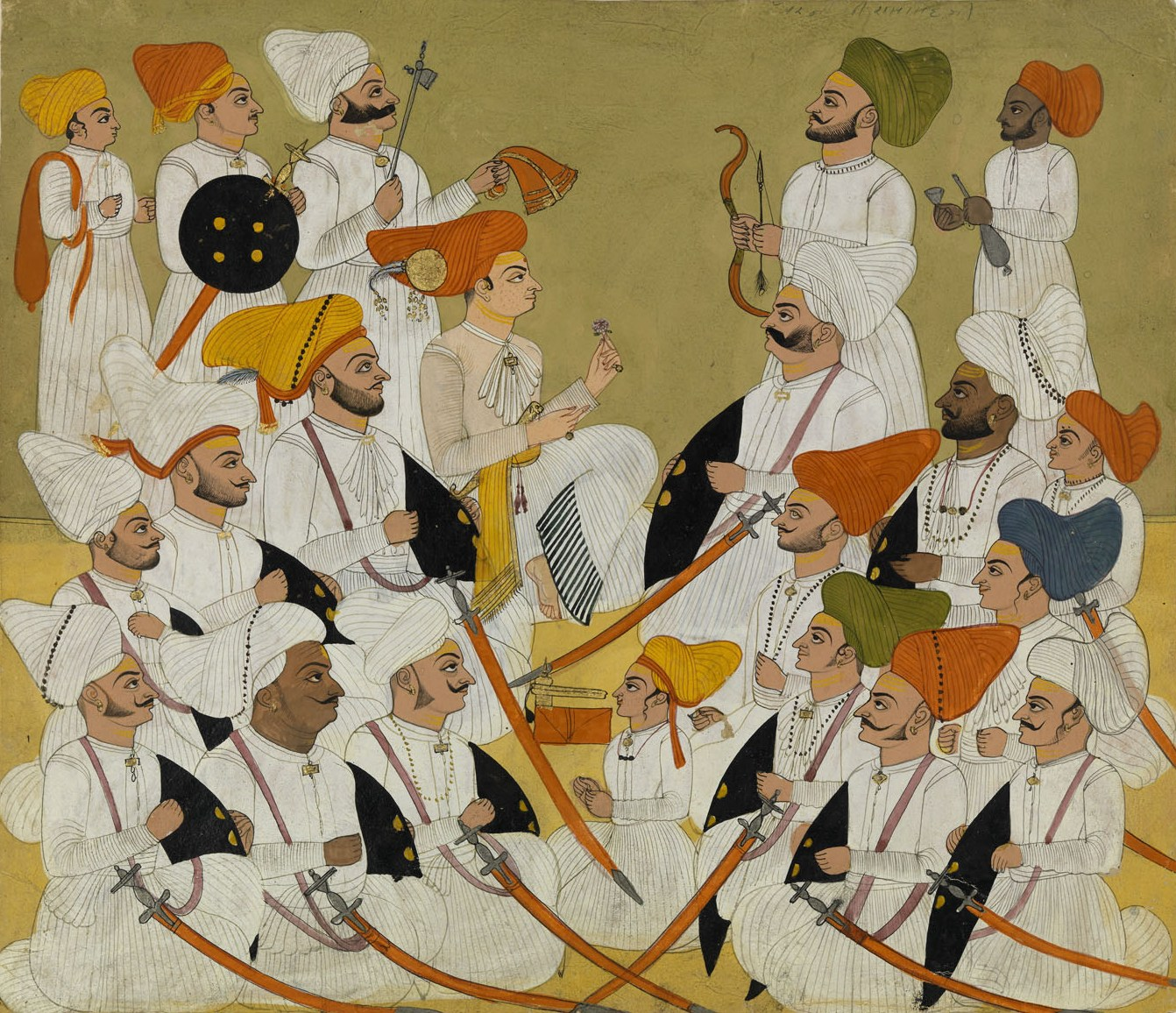
Дарбар Кунвара Рам Сингха. 1745-50гг, Собрание Хорэйса Фроста.
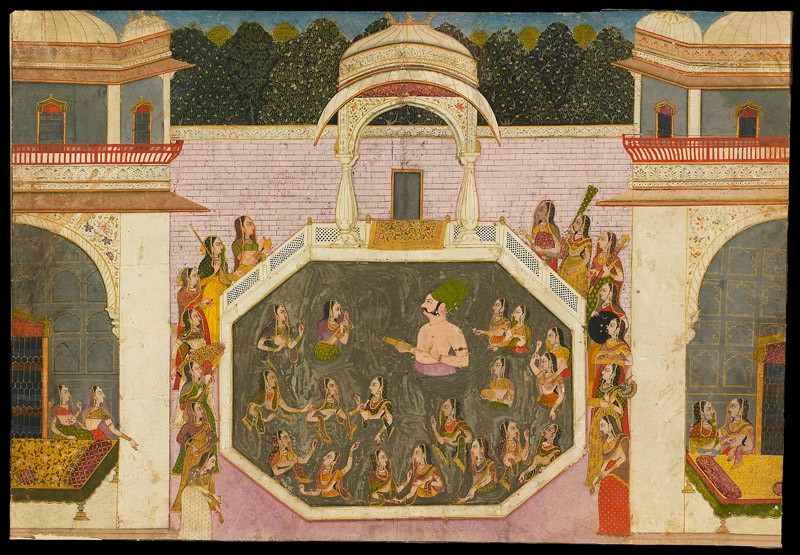
Виджаи Сингх купается с дамами. ок. 1760г, Музей Ашмолеан
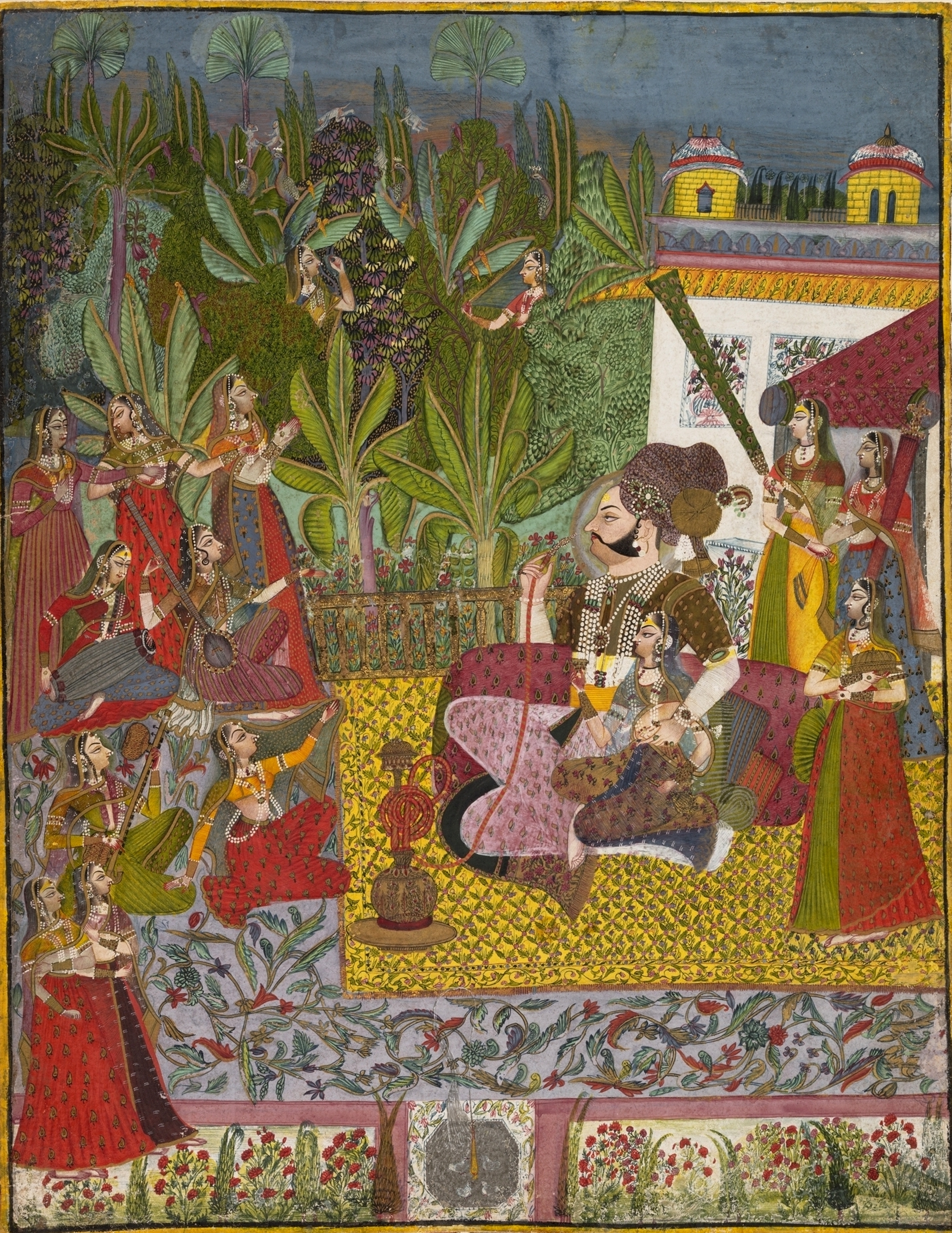
Виджаи Сингх в гареме. ок. 1770г,Музей Метрополитен, Нью-Йорк
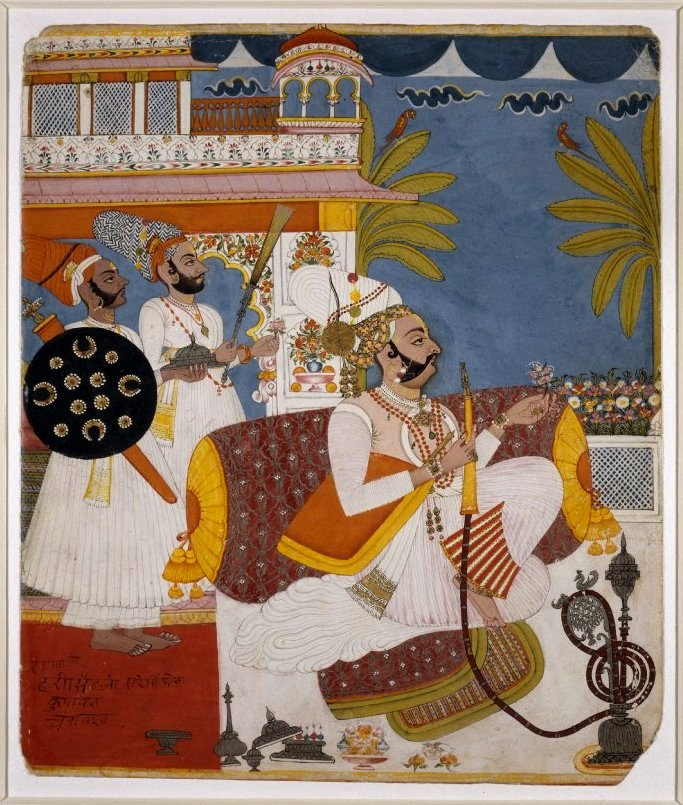
Портрет Раджи Хари Сингха. ок. 1770г, Британский музей, Лондон
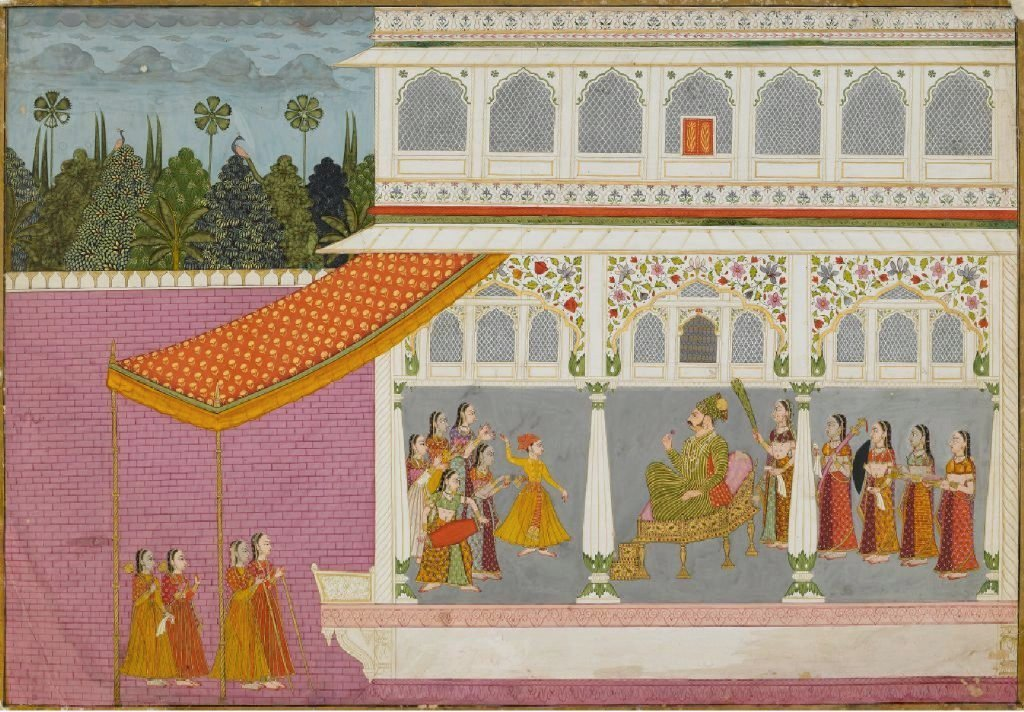
Бакхат Сингх смотрит танцевальное представление во дворце. 1737г, Мехрангарх, Музей.
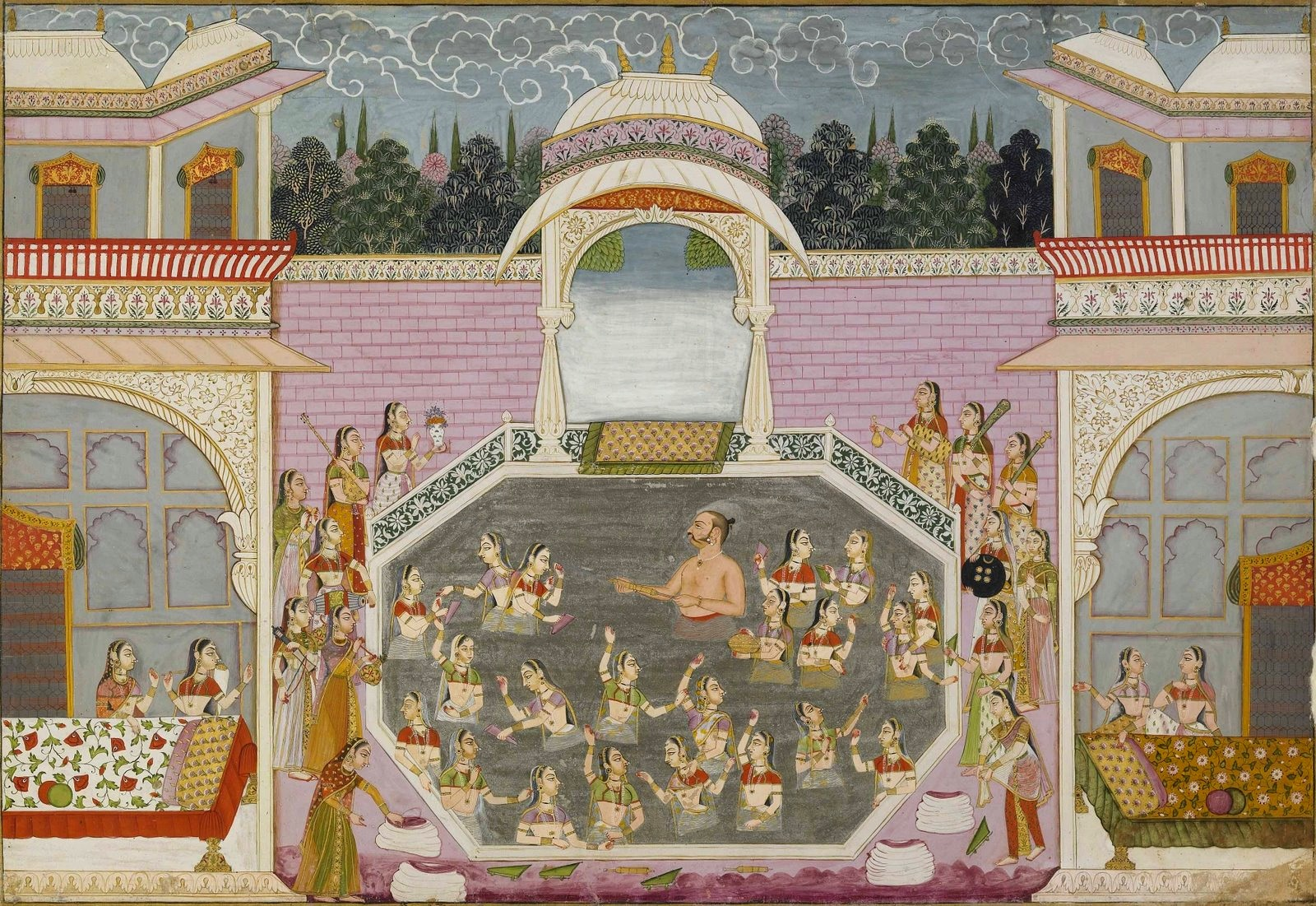
Бакхат Сингх развлекается во время праздника Холи. ок. 1748-50гг, Мехрангарх, Музей.
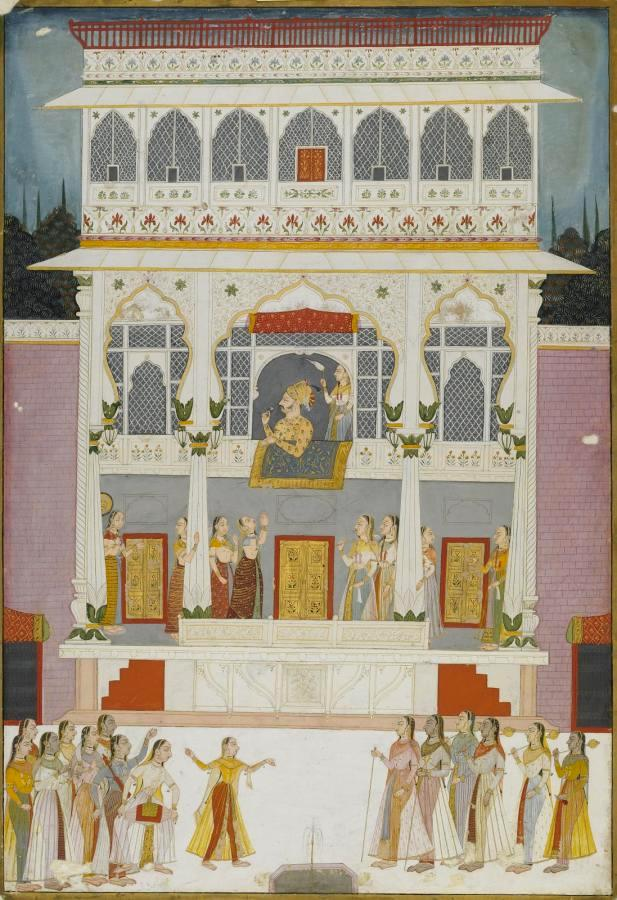
Бакхат Сингх в окошке "джарокха". ок. 1737г, Мехрангарх, Музей.
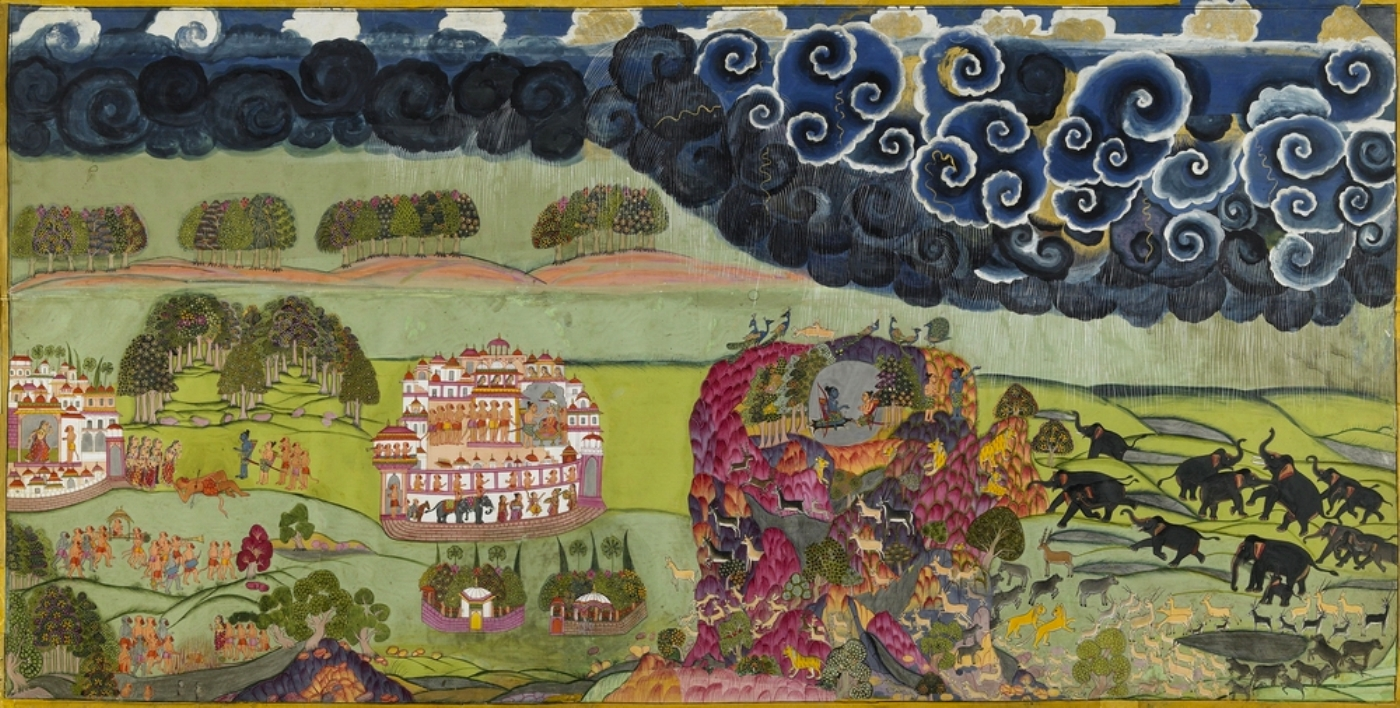
Иллюстрация из "Рамчаритманаса" Тулсидаса. ок. 1775г, Мехрангарх, Музей.
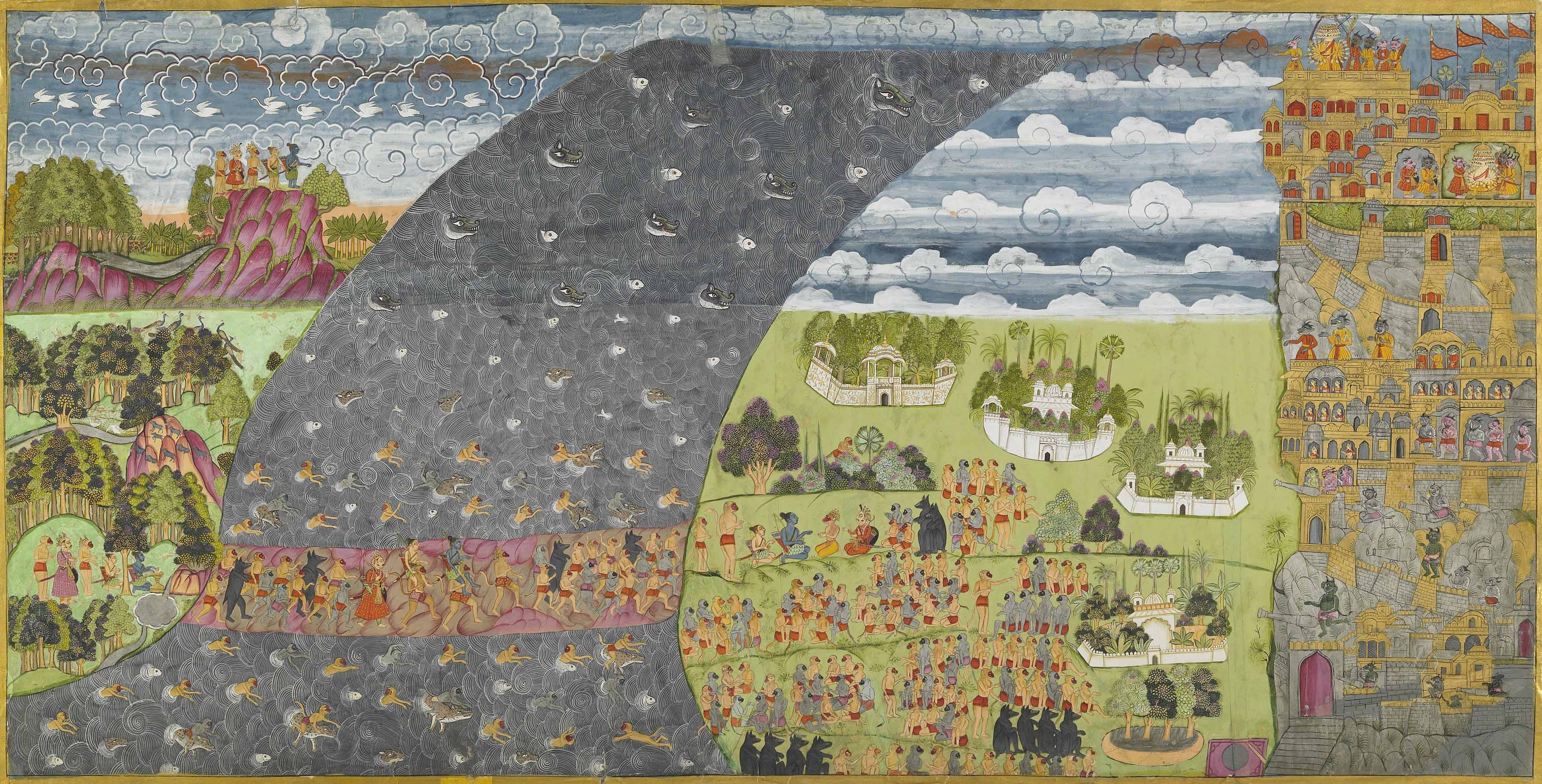
Армия Рамы достигшая берегов Ланки. ок. 1780г, Мехрангарх, Музей
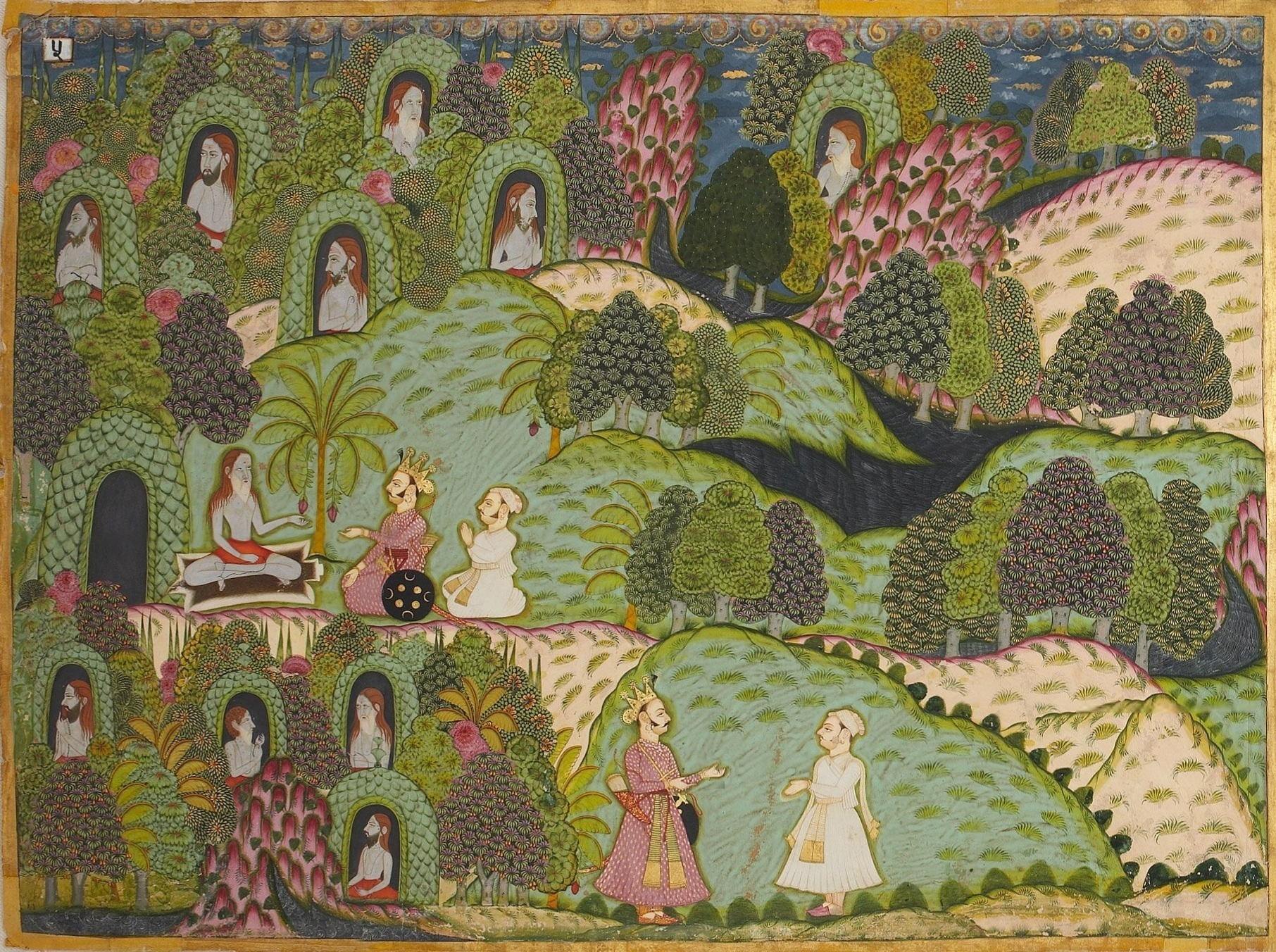
Ашрам мудреца Маркандеи и Молочный океан. ок. 1780-90гг, Мехрангарх, Музей
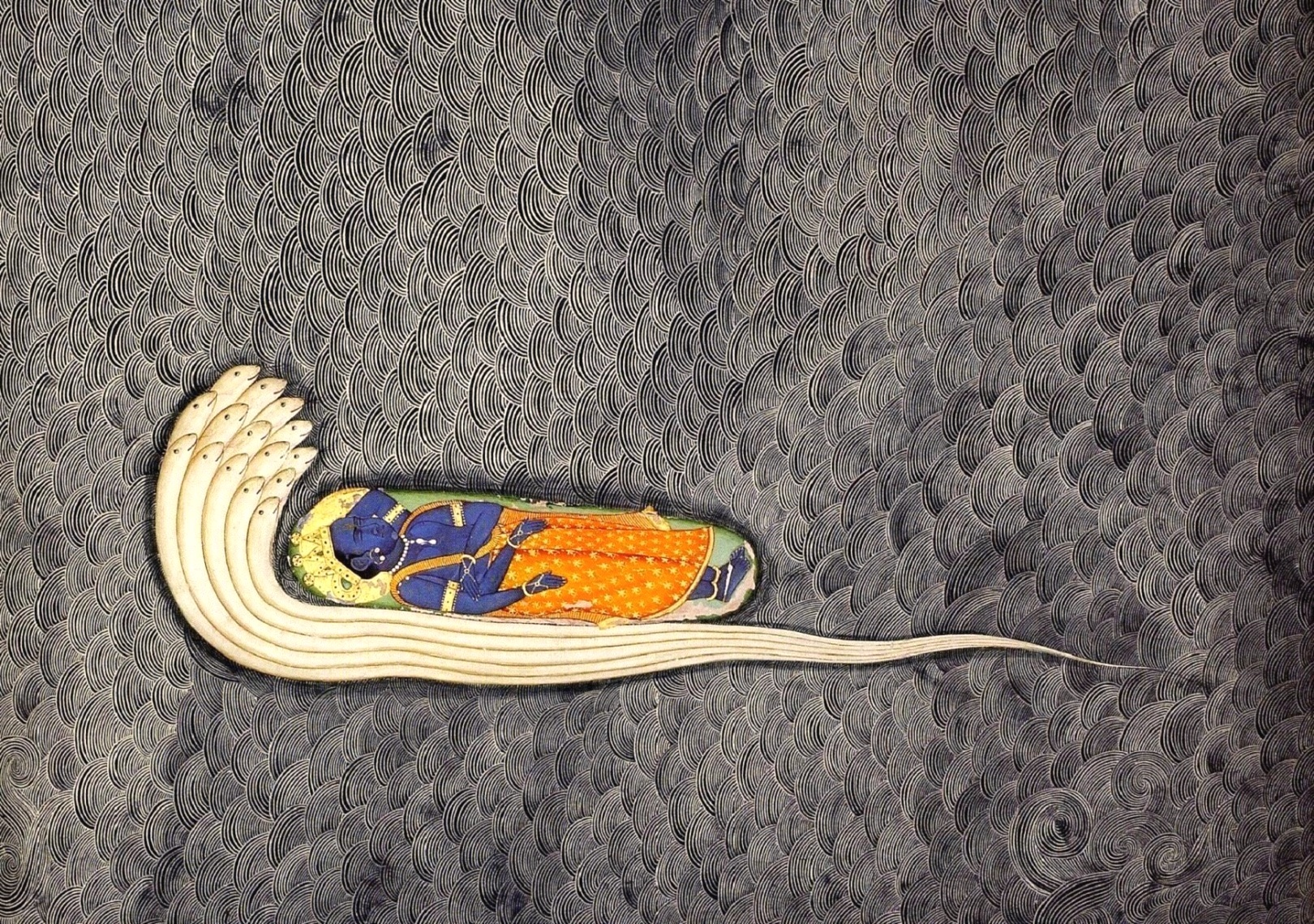
Вишну отдыхающий на змее Ананте. ок. 1780-90гг, Мехрангарх, Музей

#### XIX век

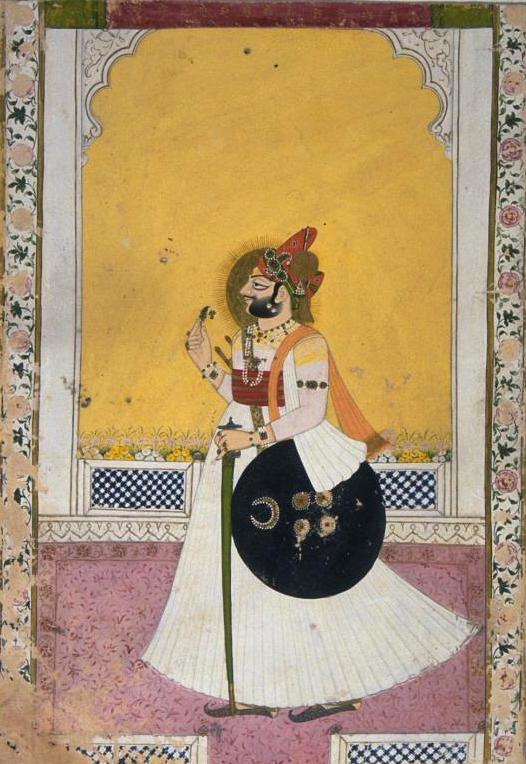
Портрет Ман Сингха. 1820-40 гг, Музей искусства Сан-Франциско

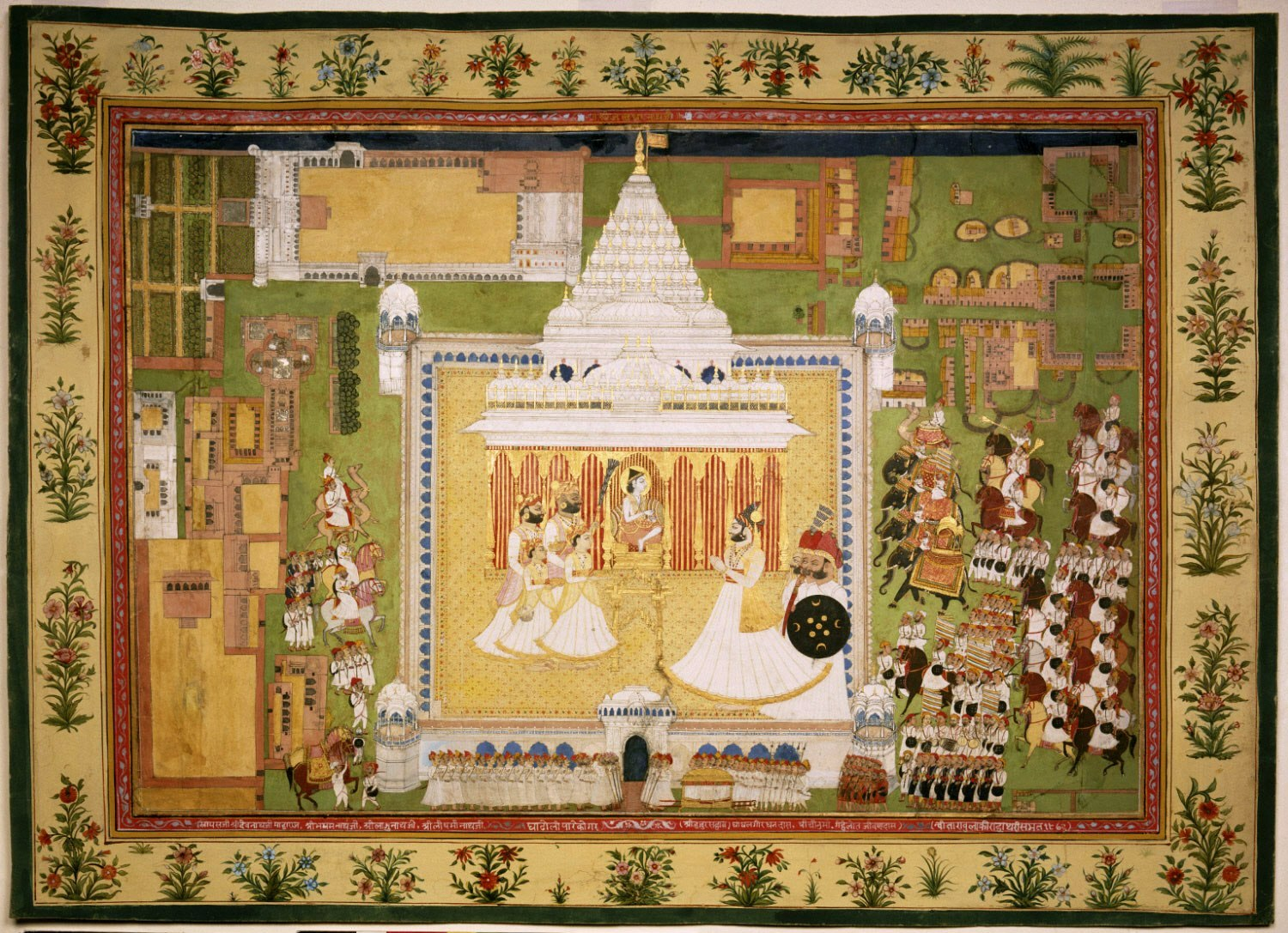
Булаки. Махараджа Ман Сингх поклоняется статуе Джаландхарнатха, 1815, Филадельфия, Музей искусства.

В правление Ман Сингха (1803-43) джодхпурский стиль достиг своей вершины. При этом князе произошла резкая смена государственного культа, чему способствовали обстоятельства его жизни. Когда умер его отец Махараджа Виджаи Сингх (1752-93), юному князю было всего 10 лет. Бразды правления княжеством и опекунство над наследником взял на себя его дядя Бхим Сингх. Он отправил законного наследника в крепость Джалор, якобы, для его же безопасности, в то время как сам не хотел выпускать власть их своих рук, и лелеял надежду устранить Ман Сингха. В 1803 году Бхим Сингх приступил к осаде крепости Джалор, и когда Ман Сингх хотел уже сдаться, к нему явился духовник, аскет-йог из до того бедной и полузабытой секты Натха с «посланием» от жившего в XII веке одного из основателей секты Джаландхарнатха, в котором тот советовал собраться с духом и не спешить, поскольку вскоре князь будет править не только крепостью Джалор, но всем Марваром. Было это чудом или совпадением (или аскеты-натхи смогли организовать убийство), но через несколько дней Бхим Сингх неожиданно скончался, и власть перешла к Ман Сингху.
После столь чудесного спасения князь осыпал секту натхов многими милостями: распорядился о строительстве храмов в столице и в провинциальных центрах, субсидировал сочинение и издание натхской литературы, а своим художникам отдал распоряжение написать более 1000 картин, посвящённых натхам. Дэвнатх и четыре его брата, осуществлявшие управление сектой, получили богатые земельные наделы, заняли высокие должности по всей территории княжества и получили в управление одну десятую долю доходов государства. У натхов были свои суды и вооружённые силы. Существовавшая до того вера в магические способности натхов была усилена теперь их богатством и властью. Натхи по сути стали живыми святыми, и Ман Сингх требовал от подданных поклонения этим святым. Всё это продолжалось на протяжении почти 40 лет правления Ман Сингха, вызывая недовольство браминов и аристократов, многие из которых бежали из страны, и привело, в конце концов, к вмешательству англичан, которые в 1839 году изгнали семейство натхов.
После того, как гедонистический культ Кришны был заменён аскетическим культом натхов, перед художниками были поставлены новые задачи. Натхи были сторонниками Хатха -йоги, признавали бога Шиву и исповедовали учение, в рамках которого есть целый ряд абстрактных истин. Художникам необходимо было выразить эти абстракции с помощью визуальных средств. Так появились иллюстрации к Шива-пуране, в которых художники смогли на свой манер визуализировать понятие абсолюта и появление первоэлементов (причём, визуальное выражение понятия «абсолюта» — пустое пространство картины, закрашенное золотой краской; подобное прочтение мало чем отличается от картин Малевича или Джозефа Алберса). Эти иллюстрации приобрели довольно крупные размеры (ок. 50 см х 120см). Появилось множество портретов одного из основателей секты натхов — йога Джаландхарнатха. Иллюстрировались различные предания, связанные с историей Марвара и секты натхов, а также основные постулаты Хатха-йоги. Одним из ведущих художников, создававшим картины на темы Хатха-йоги, был мусульманин Булаки. Другим мастером, создавшим множество картин на исторические и мифологические темы был Амардас Бхатти. Прекрасные иллюстрации к «Шива-пуране» были написаны художником Шивдасом. Наряду с религиозной тематикой художники создавали картины на темы из княжеской жизни: дарбары, сцены охоты, портреты, несмотря на то, что Ман Сингх часто вёл образ жизни затворника. Князь Ман Сингх особо заботился о качестве красок, поэтому произведения той поры сохранили первоначальный великолепный колорит.
Художественные традиции джодхпурской мастерской поддерживались некоторое время его преемником князем Такхт Сингхом (1843—1873). Однако с середины XIX века оригинальный художественный стиль Джодхпура всё более приходил в упадок, вытеснялся фотографией, либо художниками, работавшими в «стиле Ост-индской компании», такими, например, как Нарсингх.

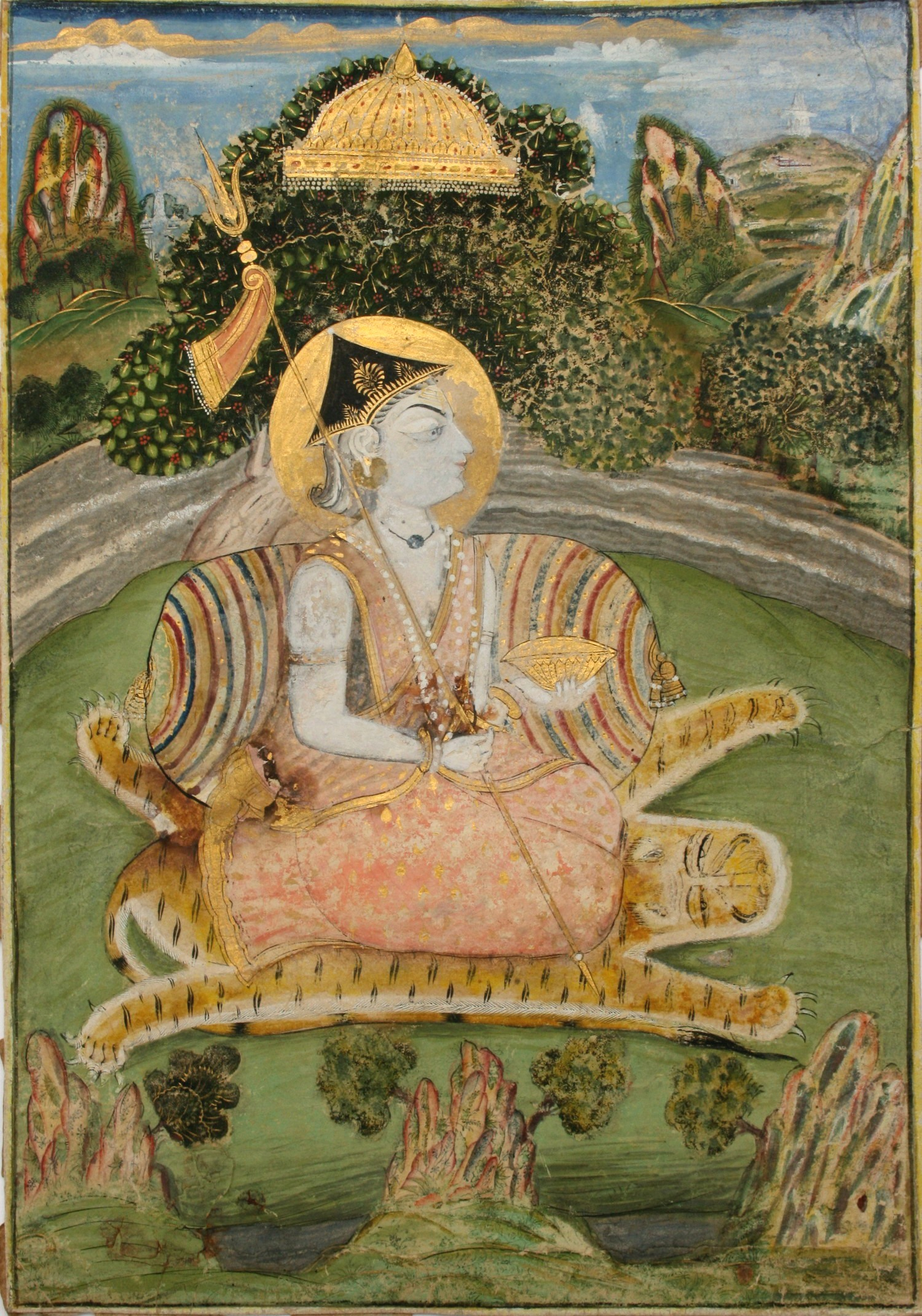
Джаландхарнатх. ок. 1820 г, Частное собрание, Лондон
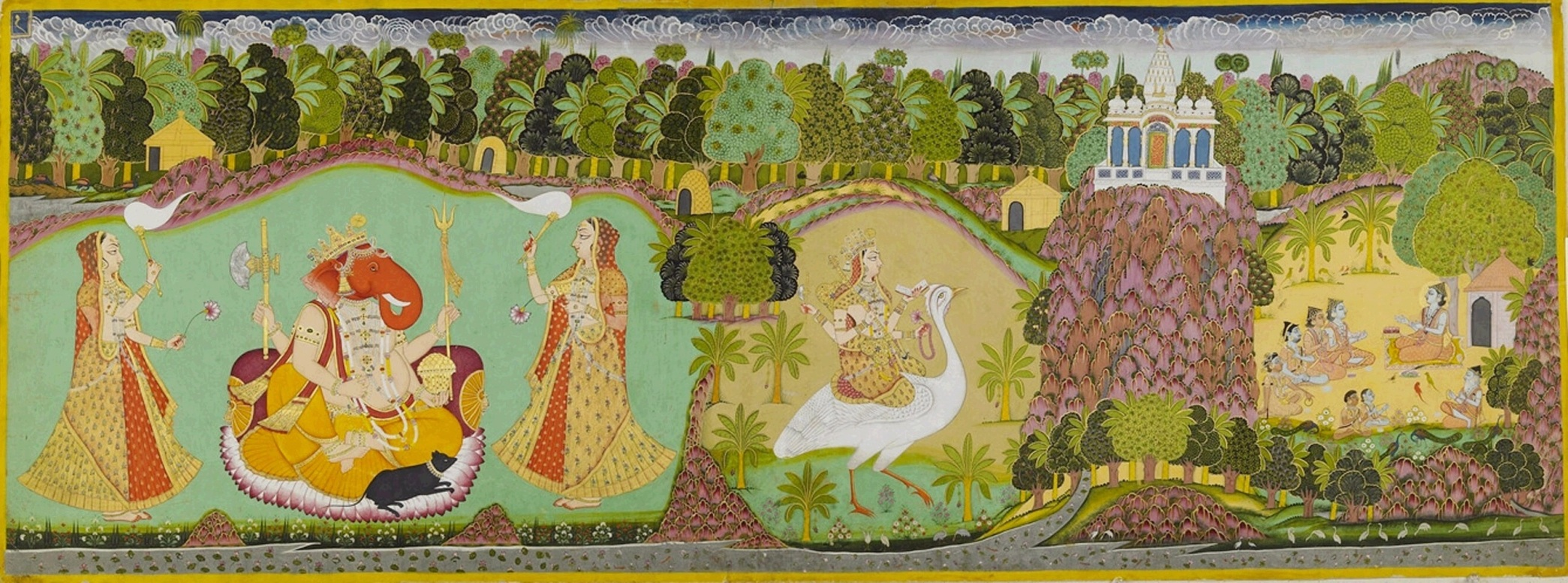
Амардас Бхатти. Ганеша, Сарасвати и Джаландхарнатх. ок. 1825 г, Мехрангарх, Музей.
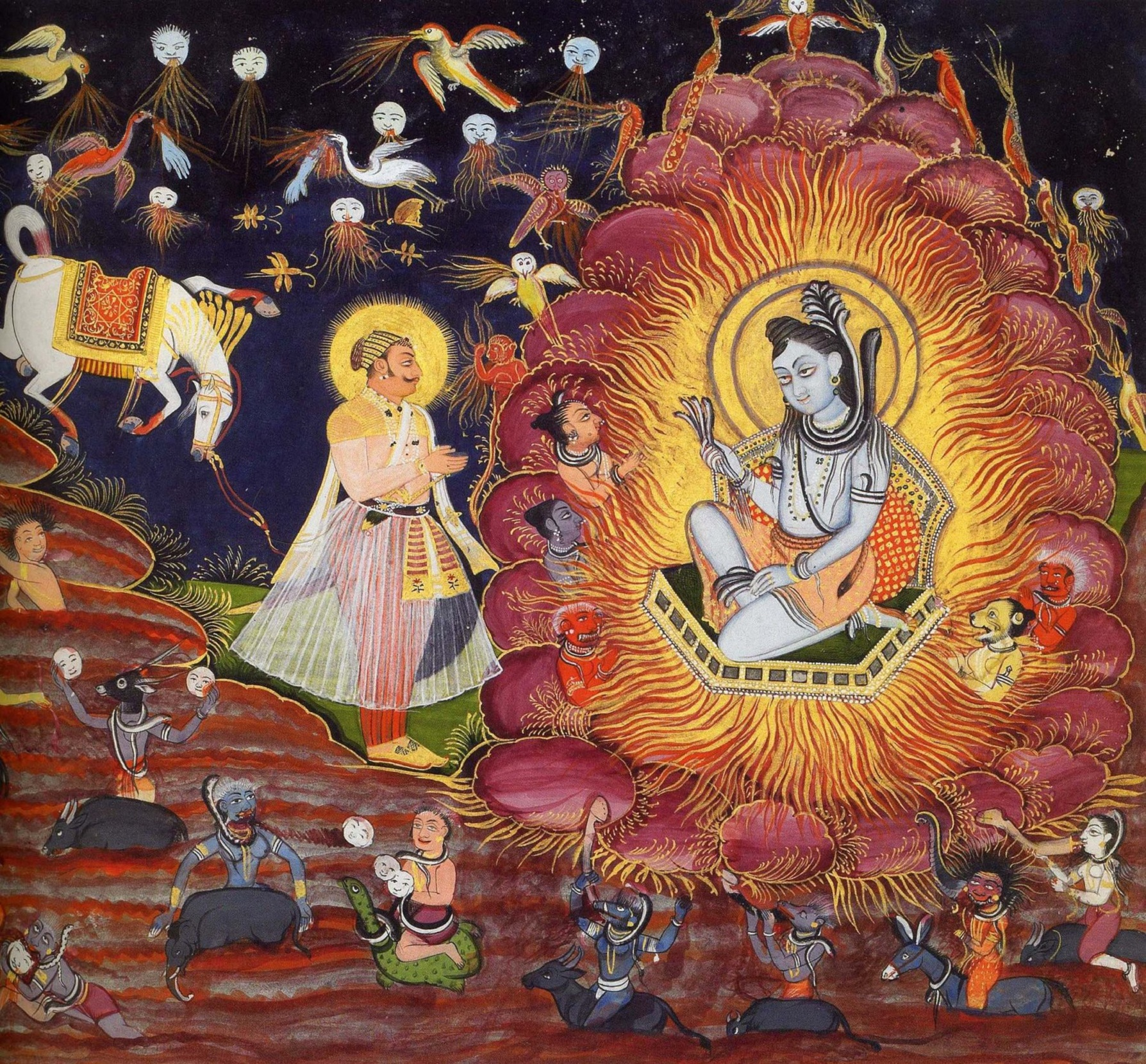
Амардас Бхатти. Принц Субуддхи встречает Шиву в лесу иллюзий. Мехрангарх, Музей.
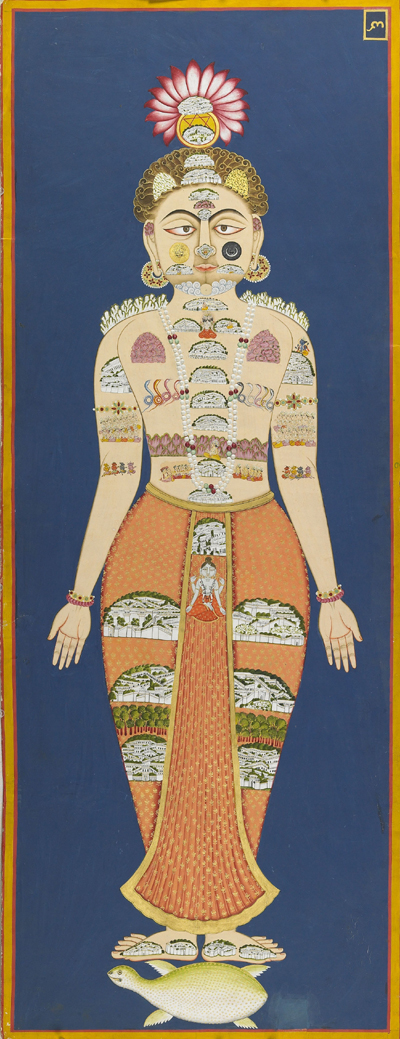
Булаки. Эквивалентность тела и Вселенной. 1824 г, Мехрангарх, музей
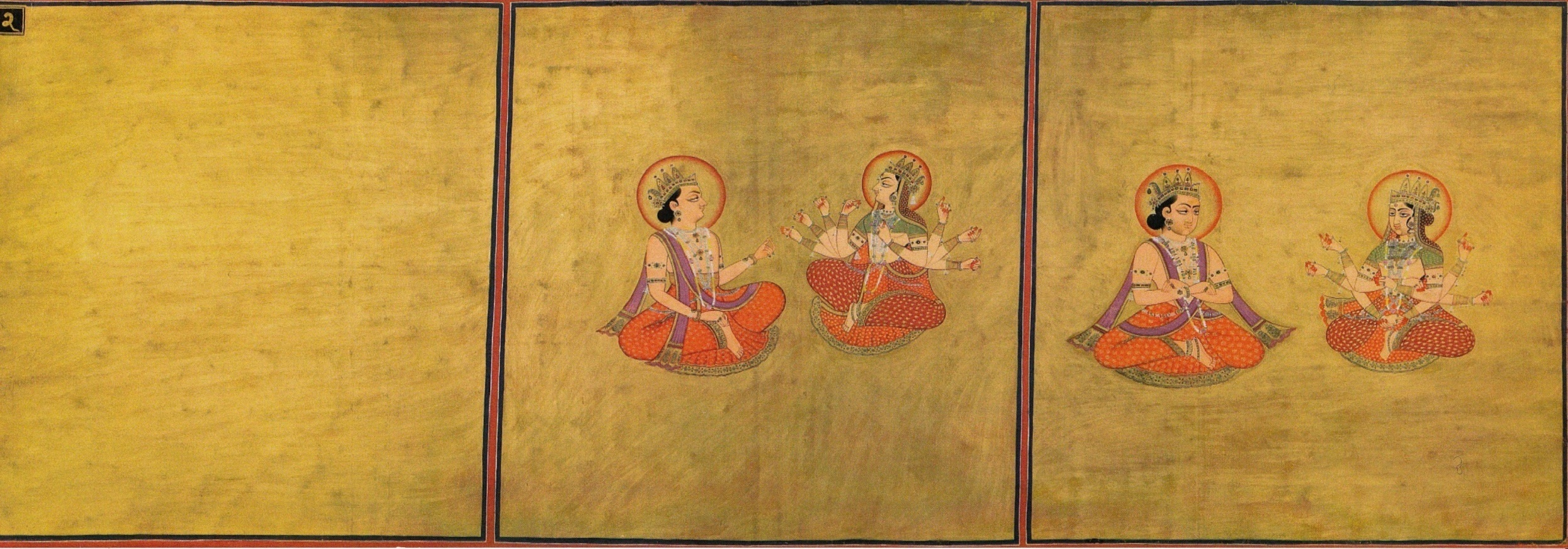
Шивдас. Абсолют. Возникновение духа. Возникновение материи. 1828 г, Мехрангарх, Музей
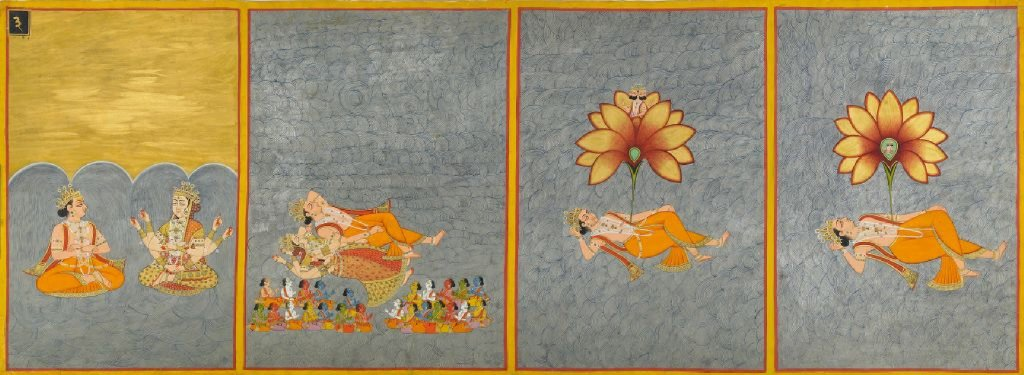
Шивдас. Возникновение Космического океана и первоэлементов. 1828 г., Мехрангарх, Музей.
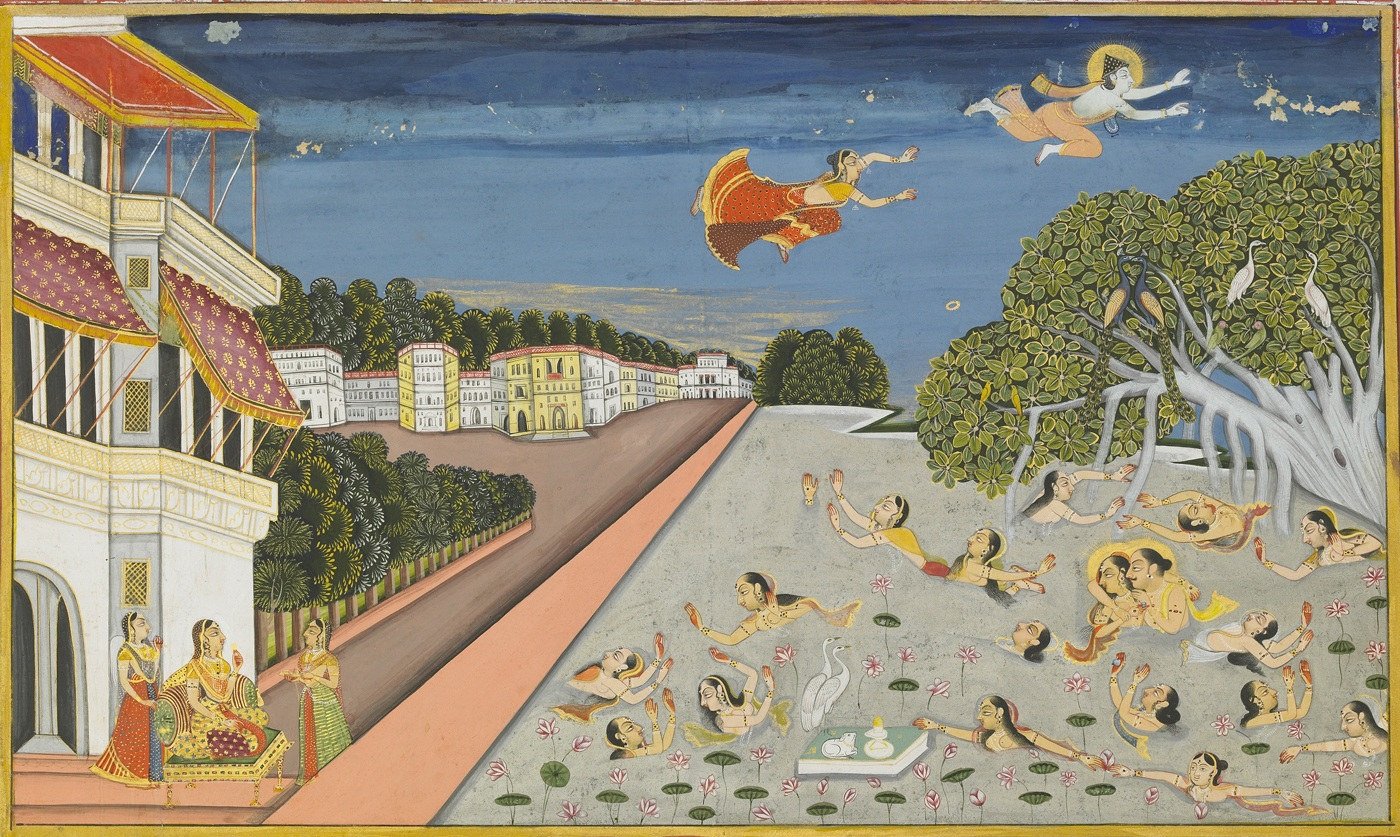
Амардас Бхатти. Джаландхарнатх и принцесса Падмини пролетают возле дворца царя Падама. 1830 г, Мехрангарх, Музей.
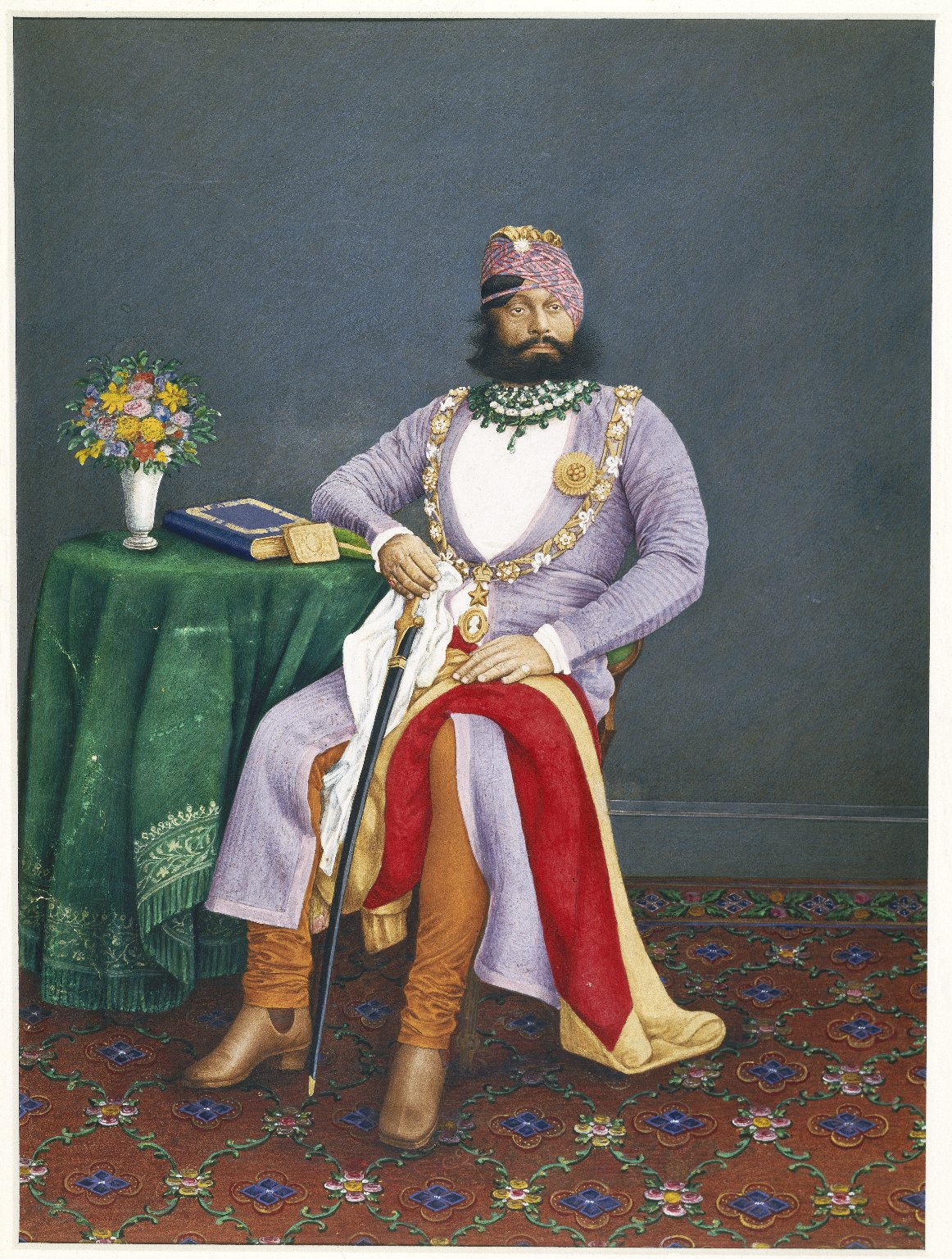
Нарсингх. Портрет Махараджи Джасвант Сингха II. ок.1880 г, Музей Бруклина.

### Живопись Кишангарха

#### Первые правители

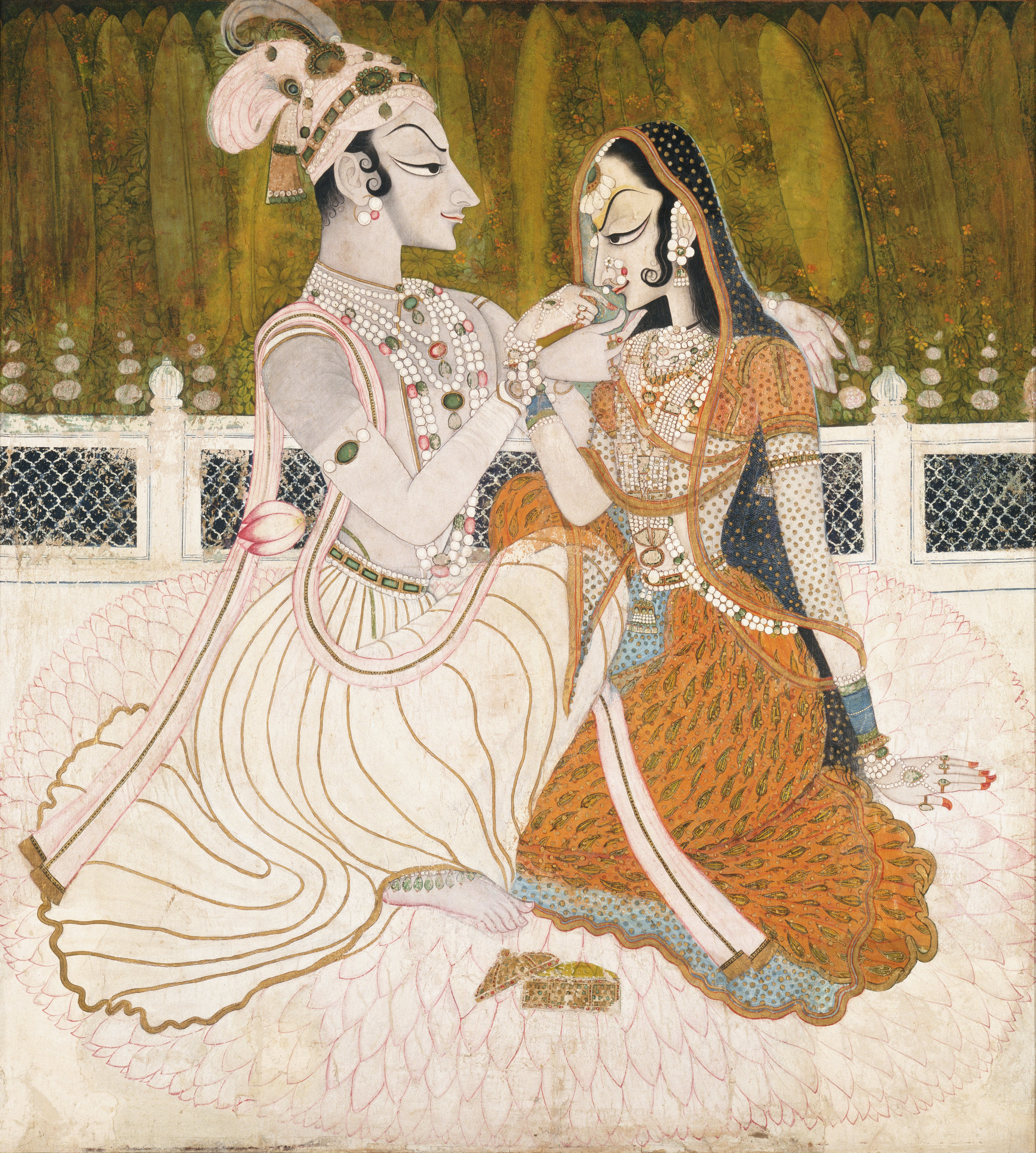
Кришна и Радха. ок. 1750 г., Музей искусства, Филадельфия

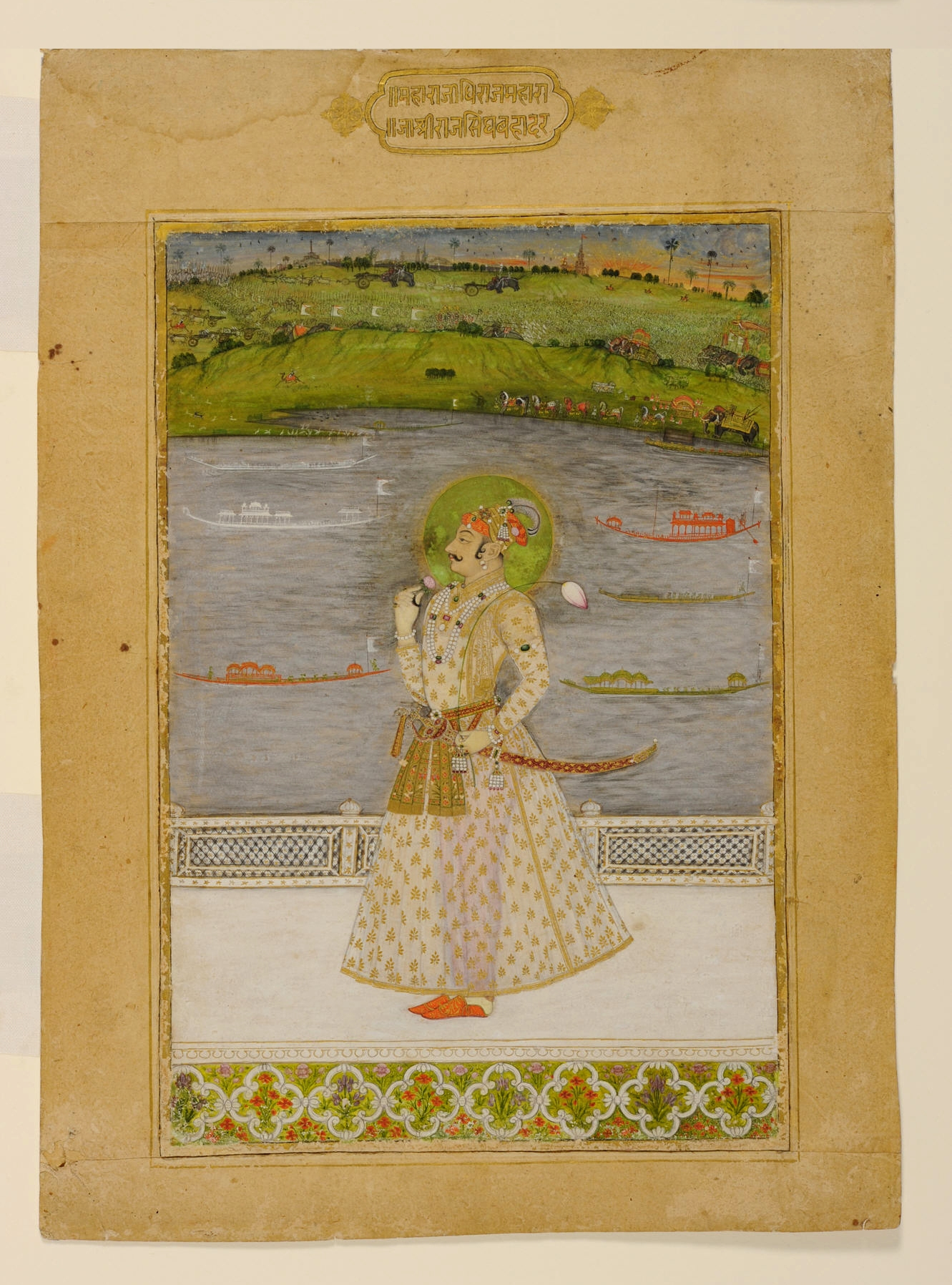
Бхаванидас. Радж Сингх на террасе. 1728, Коллекция Сидх.

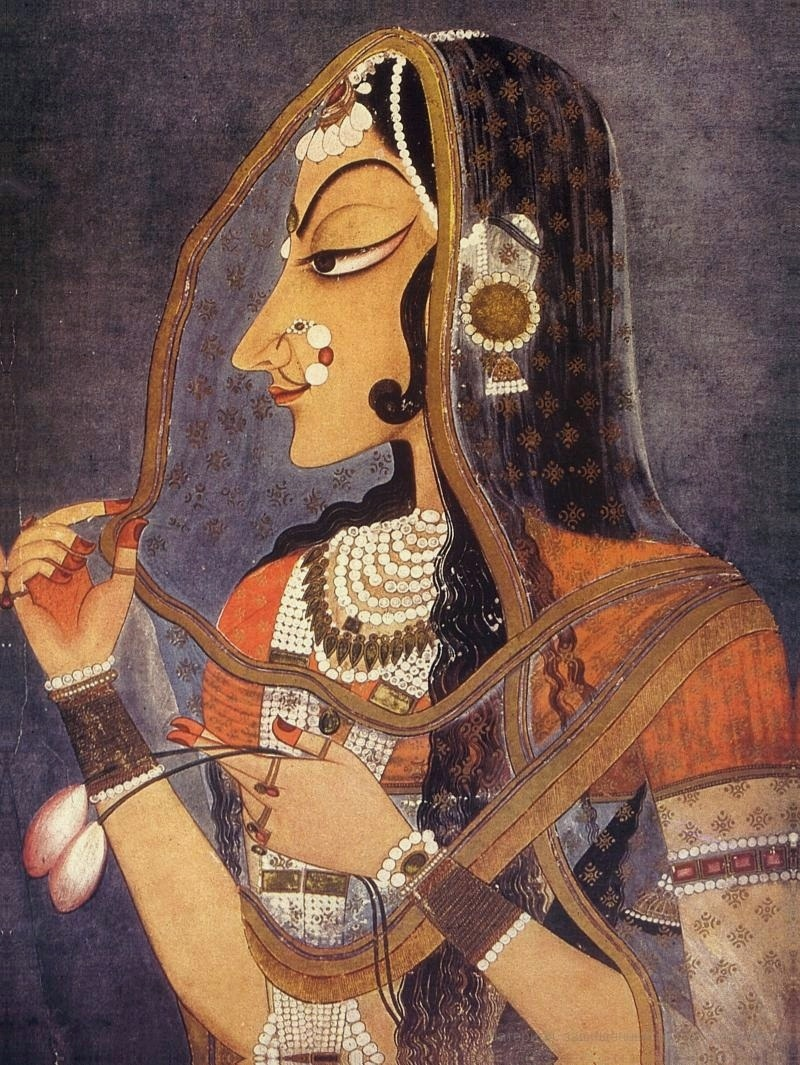
Нихаль Чанд. Радха (Бани Тхани) ок. 1750 г, Национальный музей, Дели.

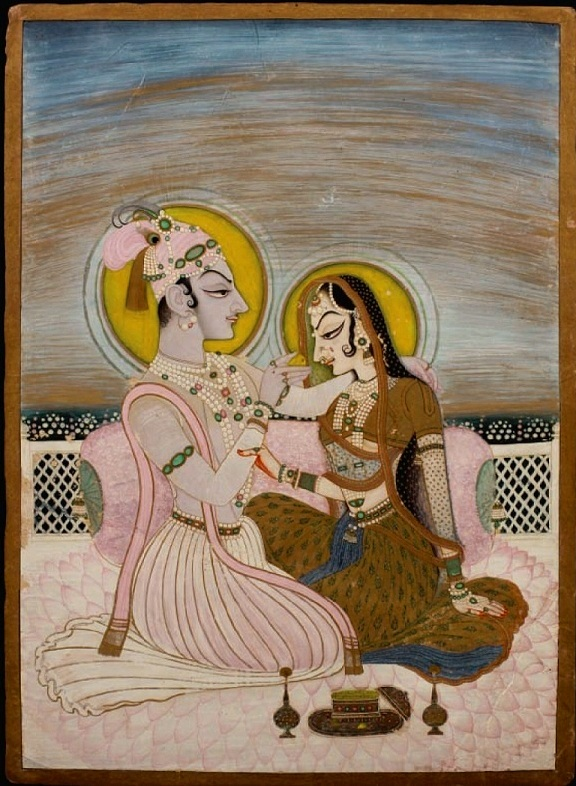
Нихаль Чанд. Савант Сингх и Бани Тхани в образе Кришны и Радхи. ок. 1760 г

Нихаль Чанд. Радха и Кришна на лодке любви. ок. 1750 г, Национальный музей, Дели.

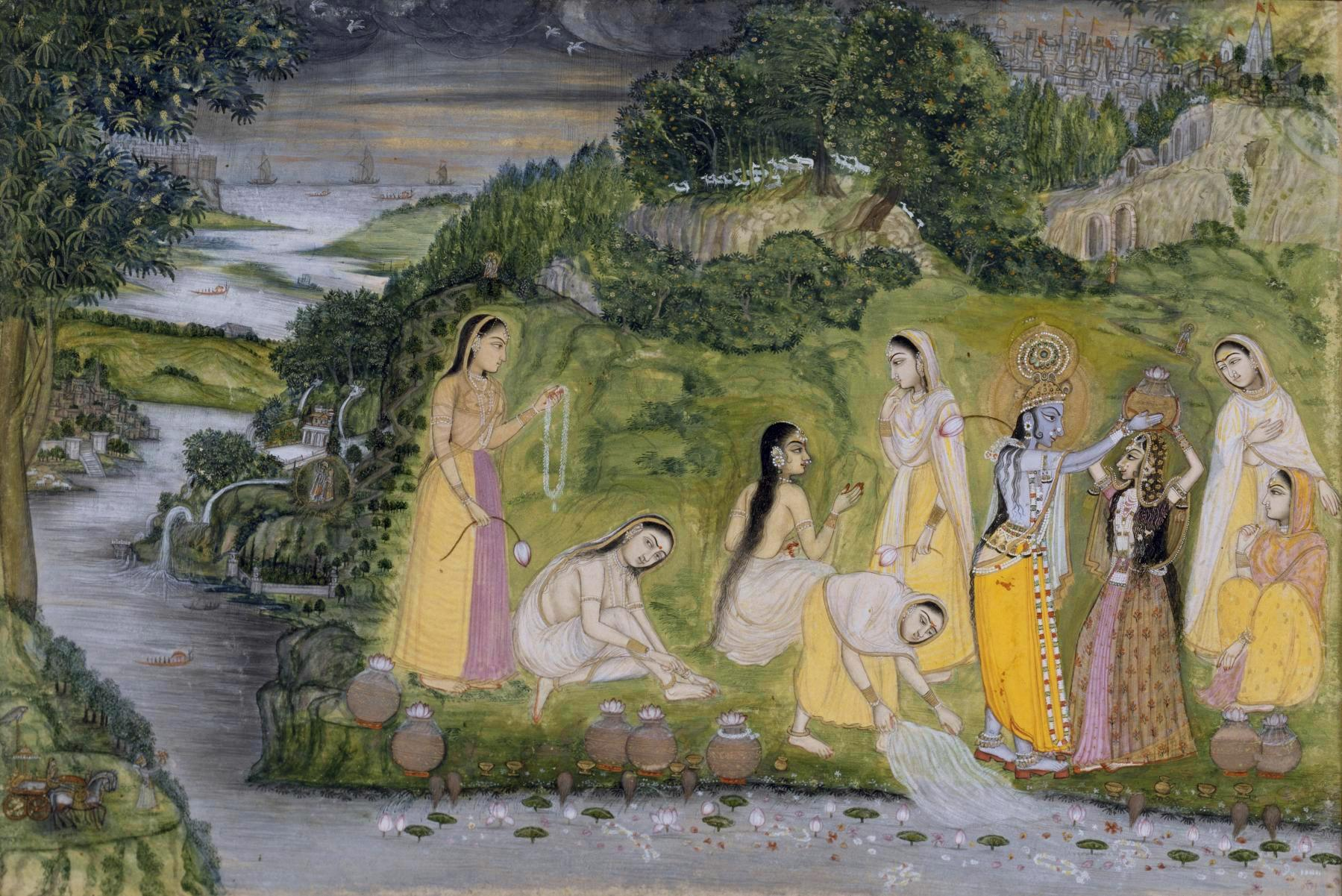
Любовные игры на берегу реки. Кришна, Радха и гопи. 1750-75 гг, Музей Уолтерса, Балтимор.

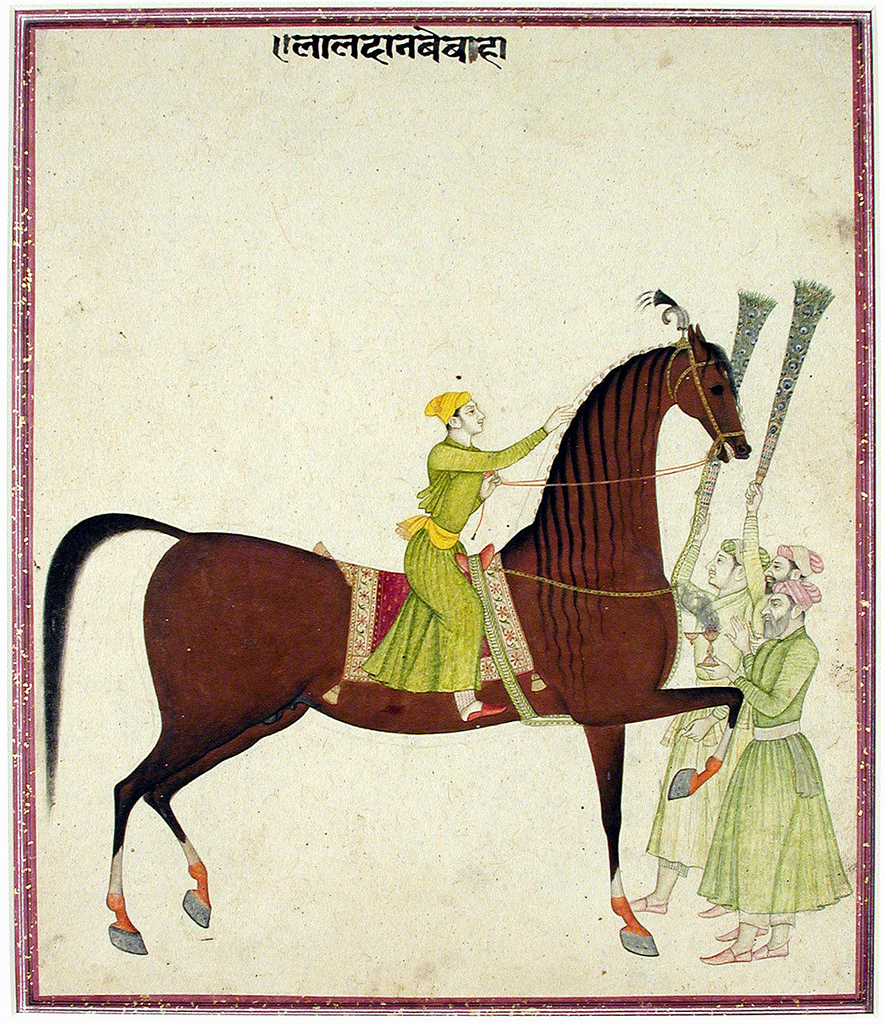
Жеребец Лалдхан Бехада. ок. 1780 г, Музей искусства Сан-Диего.

Государство Кишангарх было основано в 1609 году Кишан Сингхом (1609—1615), князем из Джодхпура. Он построил крепость возле озера Гундалао, которое часто можно видеть на произведениях кишангархской живописи, а посреди озера павильон, в который можно попасть только на лодке. Этот правитель учредил и первую художественную мастерскую при своём дворе.
Территория княжества, расположенная между Джайпуром и Амбером, в XVII—XVIII веках была цветущим краем. Раджа Руп Сингх (1643—1658), пятый правитель династии, построил город Рупнагар и сделал его своей столицей. Этот князь обладал редким интеллектом и благородным сердцем. Подобно своим предшественникам, он был приверженцем вишнуитского культа Кришны, секты «Пуштимарга», основанной Валлабхачарьей, и придерживался жизненных правил этого вероучения. При нём первые художники стали в различных вариациях изображать Кришну и Радху, придавая религиозному мифу черты реальности.
Его наследник, Раджа Ман Сингх (1658—1706) был талантливым поэтом и покровителем искусства. Наставником князя в поэтическом творчестве был прославленный поэт Бринд. Будучи членом вишнуитской секты, Ман Сингх серьёзно интересовался особенностями культовой практики бхакти. Поступив на службу к моголам, он участвовал в военных кампаниях в Декане и дослужился до весьма высокого положения (мансаб 3000). Ман Сингх был современником могольского императора Аурангзеба, мусульманина, отличавшегося религиозной нетерпимостью, который запретил при своём дворе музыку и живопись, после чего часть столичных художников, в поисках заработка, перебралась в Кишангарх. От времени правления Ман Сингха сохранилось несколько картин-миниатюр, хранящихся в Кишангархе.
Сын Ман Сингха — Радж Сингх (1706—1748) также сыграл важную роль в становлении и расцвете культуры княжества. Подобно своему отцу, он пошёл на службу к моголам, отличился необычайной отвагой и храбростью, получив в разных боях в общей сложности шестнадцать ран. Это был талантливый поэт и литератор, в котором сильная религиозность сочеталась с артистическим складом ума. Творческие устремления отца воспитали в нём любовь к искусству, музыке и литературе (его перу принадлежат книги «Бахувилас» и «Распаянаяк»). В правление этого князя значительно оживилось производство миниатюр. При его дворе работали художник Гирдхардас, а также Бхаванидас, который приехал в Кишангарх приблизительно в 1719 году, покинув столичную мастерскую могольского императора Фаррухсийяра (1713-19). Сын Бхаванидаса — Дальчанд, начинавший творческую карьеру вместе с отцом при могольском дворе, позднее тоже перебрался в Кишангарх. Эти живописцы считаются основателями кишангархской школы. Некоторые миниатюры того времени изображают Радж Сингха в окружении дам примерно так же, как это делалось при изображении Кришны и гопи. Подобные произведения, в которых кришнаитская мифология, почитание правителя и повседневная реальность сливались воедино, стали отличительным признаком кишангархского стиля, имевшим продолжение при преемниках Радж Сингха.

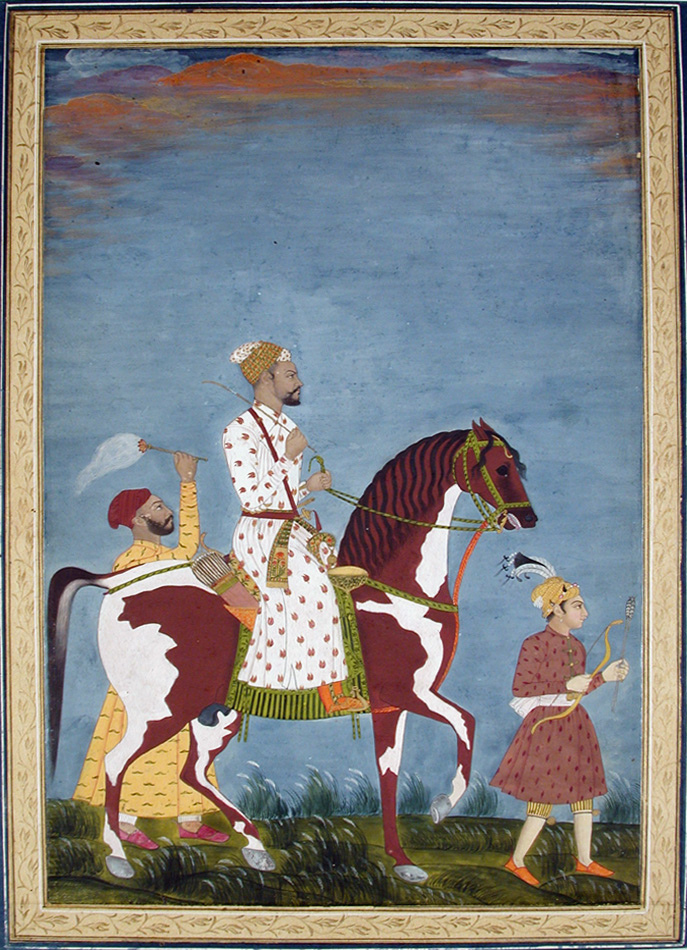
Вельможа-мусульманин. ок. 1680 г, Музей искусства Сан Диего.
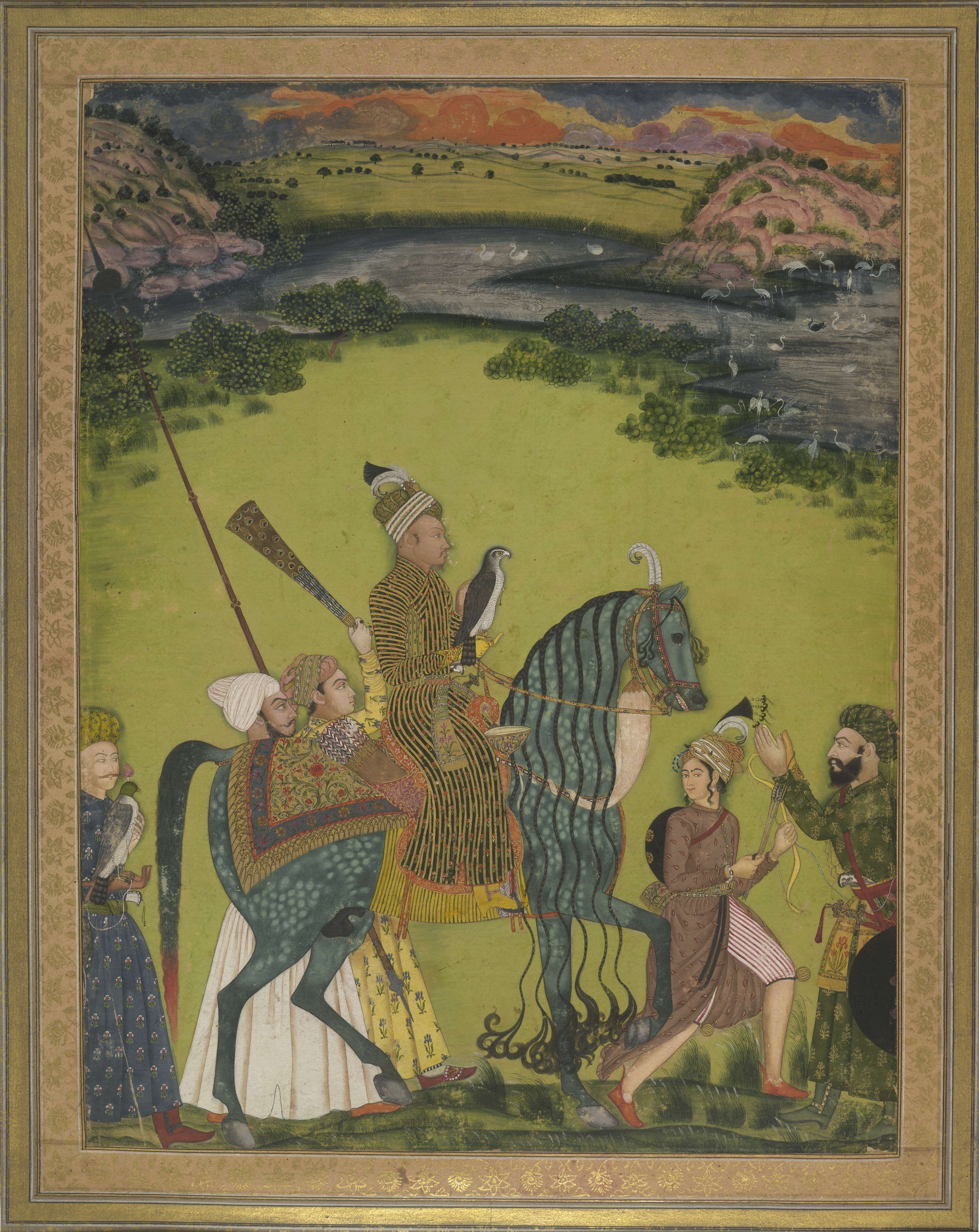
Туркменский воин Атачин Бек Бахадур Калмык верхом. нач. XVIII в., Британский музей.
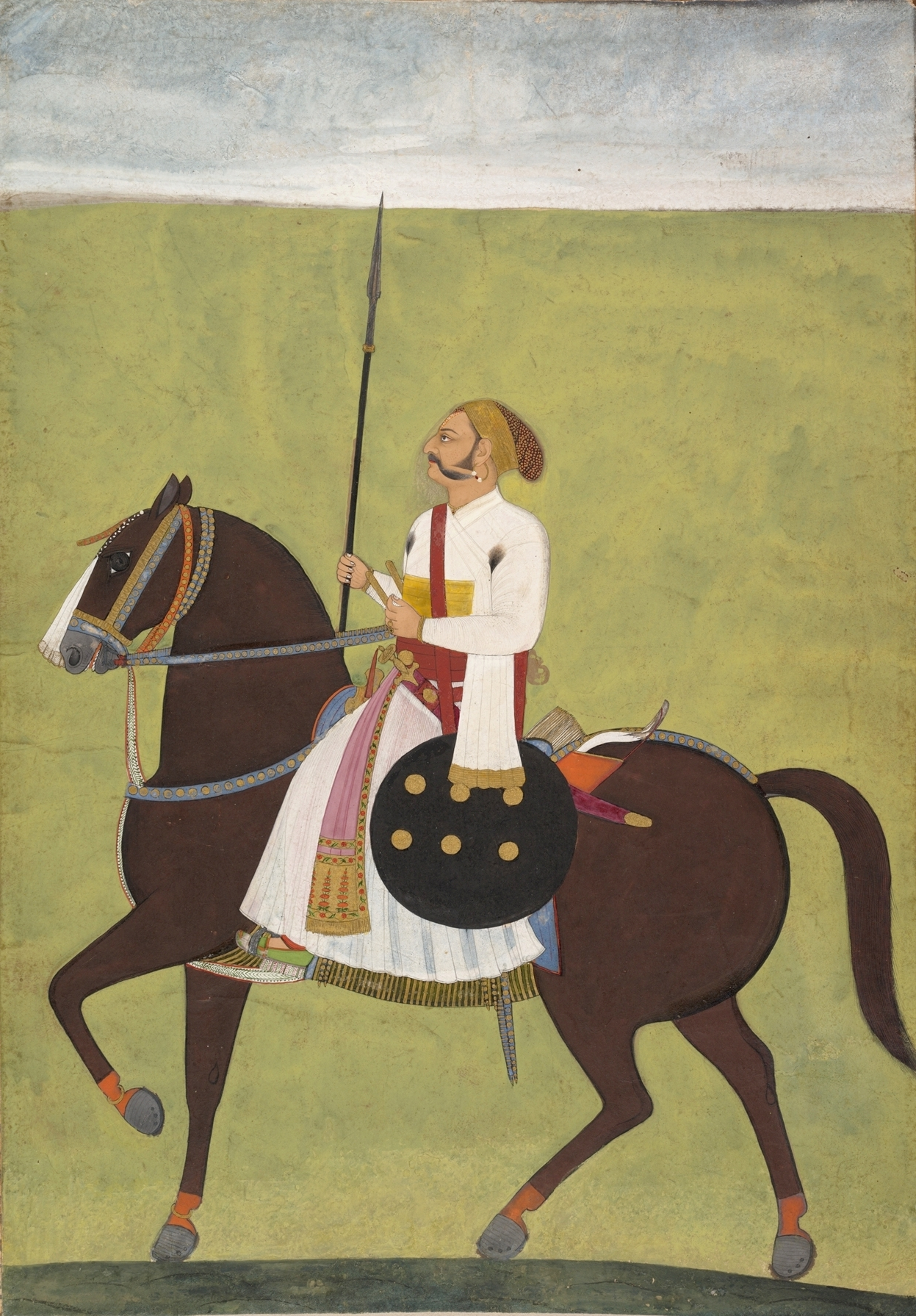
Дальчанд. Конный портрет вельможи.1720-30, Музей Метрополитен, Нью-Йорк
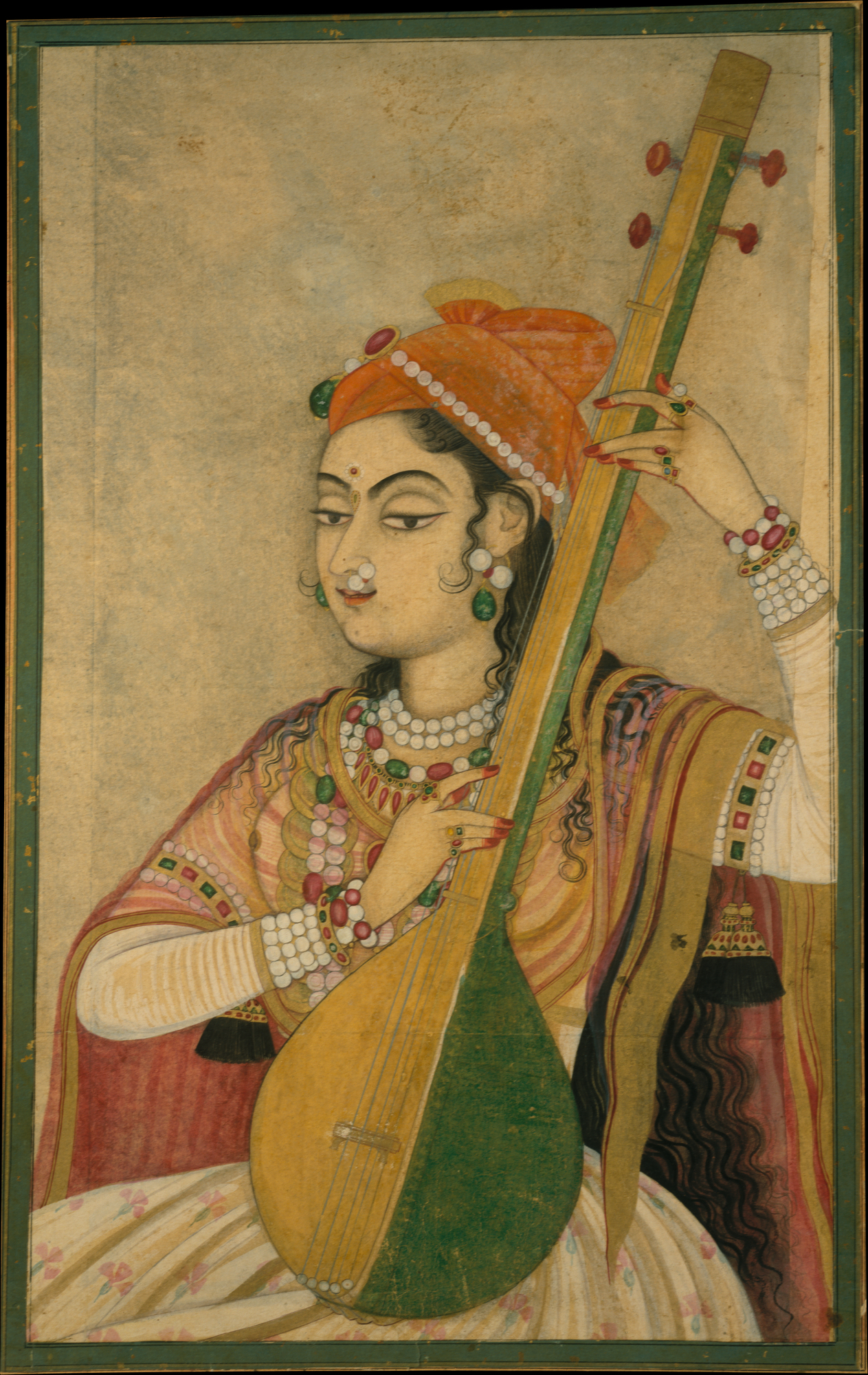
Дама, играющая на танпуре. ок. 1735 г, Музей Метрополитен, Нью-Йорк
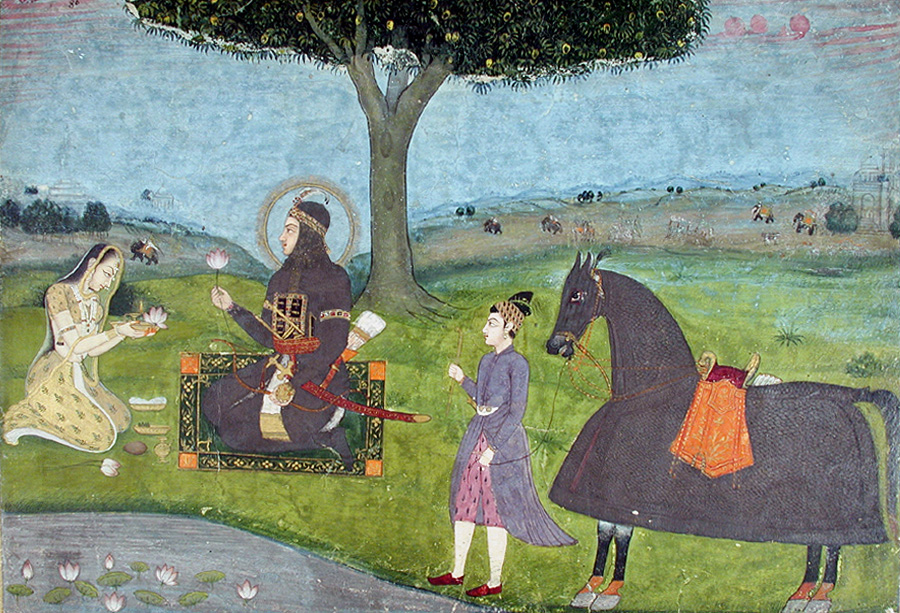
Вельможа, поклоняющийся Калки под деревом. ок. 1765, Музей искусства Сан Диего
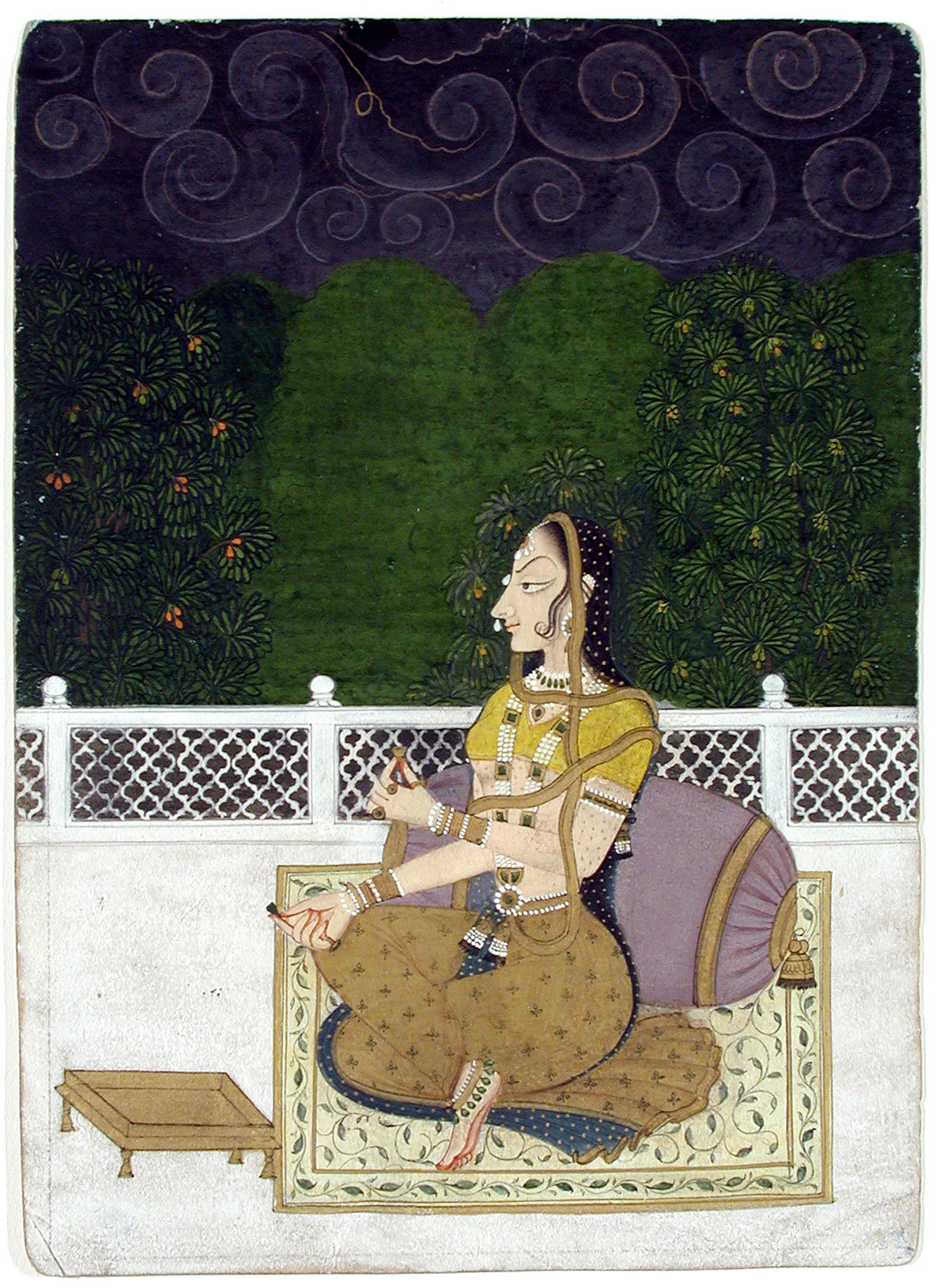
Портрет сидящей дамы. ок. 1775, Музей искусства Сан Диего

#### Раджа Савант Сингх и Бани Тхани
Настоящий расцвет кишангархской живописи связывают с именем Раджи Савант Сингха (1748—1765). Это был старший сын Радж Сингха и его супруги Махаранджи Чхаттур Кунвари Сахиба. Вслед за своими предшественниками Савант Сингх поступил на службу к моголам, и в молодости часто бывал при дворе императора Мухаммад Шаха (1719—1748), где царило веселье и разгул. Однако с возрастом он всё больше времени стал посвящать религии, исповедуя в Кишангархе вишнуизм и участвуя в священных ритуалах бхакти. В 1748 году умер его отец, и Савант Сингх из Дели поспешил в Кишангарх, но, несмотря на то, что его восшествие на престол одобрил сам император Мухаммад Шах, не смог унаследовать княжество, поскольку младший брат Бахадур Сингх узурпировал власть, захватив трон. Савант Сингх обратился к императору за помощью, но помогли ему маратхи во главе с Шамшер Бахадуром. Несмотря на все попытки, его войска не смогли захватить столицу — Рупнагар. В итоге Савант Сингх согласился разделить княжество на три части (1756г). Он получил Рупнагар, а Кишангарх и Какреди достались его братьям. Спустя некоторое время он передал бразды правления своему сыну Сардар Сингху (1757—1766), и, сохранив все титулы и почести, со своей супругой удалился от мирской суеты в священный город Вриндаван, где и скончался 21 августа 1765 года.
Савант Сингх был большим ценителем искусства и талантливым поэтом. Взяв литературный псевдоним Нагаридас («Нагара» — одно из имён бога Кришны, «дас» — раб, то есть «раб Кришны»), он написал множество стихов, прославляющих Кришну и Радху. Между 1723 и 1754 годами были составлены три основных сборника его поэзии — «Маноратха Манджари», «Расика Ратнавали» и «Бихар Чандрика». В стихах доминирует религиозная тематика, но вместе с тем описываются особенности каждого времени года, тесно связанные с храмовыми ритуалами — они создавались для распевания во время разных религиозных церемоний. Савант Сингх был не только ценителем искусства. Взяв себе в наставники художника Нихаль Чанда, он сам рисовал миниатюры — в коллекции правящей династии Кишангарха сохранились работы с его подписью.
Большую известность обрела история любви Савант Сингха к своей «Радхе» — Расик Бихари, больше известной в Индии как Бани Тхани (то есть «изысканно одетая»). Она стала символом красоты, ума, изящества и хорошего вкуса, а её изображение, созданное придворным художником Нихаль Чандом, индусы воспринимают как шедевр индийского национального портрета. Никто не знает её настоящего имени. Прежде чем стать «Бессмертной Бани Тхани» Расик Бихари была рабыней при дворе могольского императора Мухаммад Шаха. Мачеха Савант Сингха — Банкаватаджи приобрела её себе в гарем в 1731 году на роль «гаяна», то есть певицы. Предполагают, что мачеха привезла её из Дели в Кишангарх не позднее 1739 года (в этот год Надир Шах разорил Дели). Неизвестно, когда князь Савант Сингх впервые увидел Бани Тхани, но между ними вспыхнула любовь, несмотря на восемнадцатилетнюю разницу в возрасте. Она писала стихи на враджа-бхаша, взяв себе псевдоним Расик Бихари, и исполняла ритуальные баллады в честь бога Кришны. Подобно своим венценосным предшественникам Савант Сингх был членом вишнуитской секты «Пуштимарга», и вместе со своей возлюбленной истово служил аватаре Вишну — богу Кришне. Бани Тхани последовала за мужем, когда он в 1757 году удалился во Вриндаван, и умерла через год после его смерти. Её образ в Кишангархе стал эталоном для изображения возлюбленной Кришны — Радхи. Этот образ воспроизводится в Индии до сих пор, а имя Бани Тхани стало культовым.

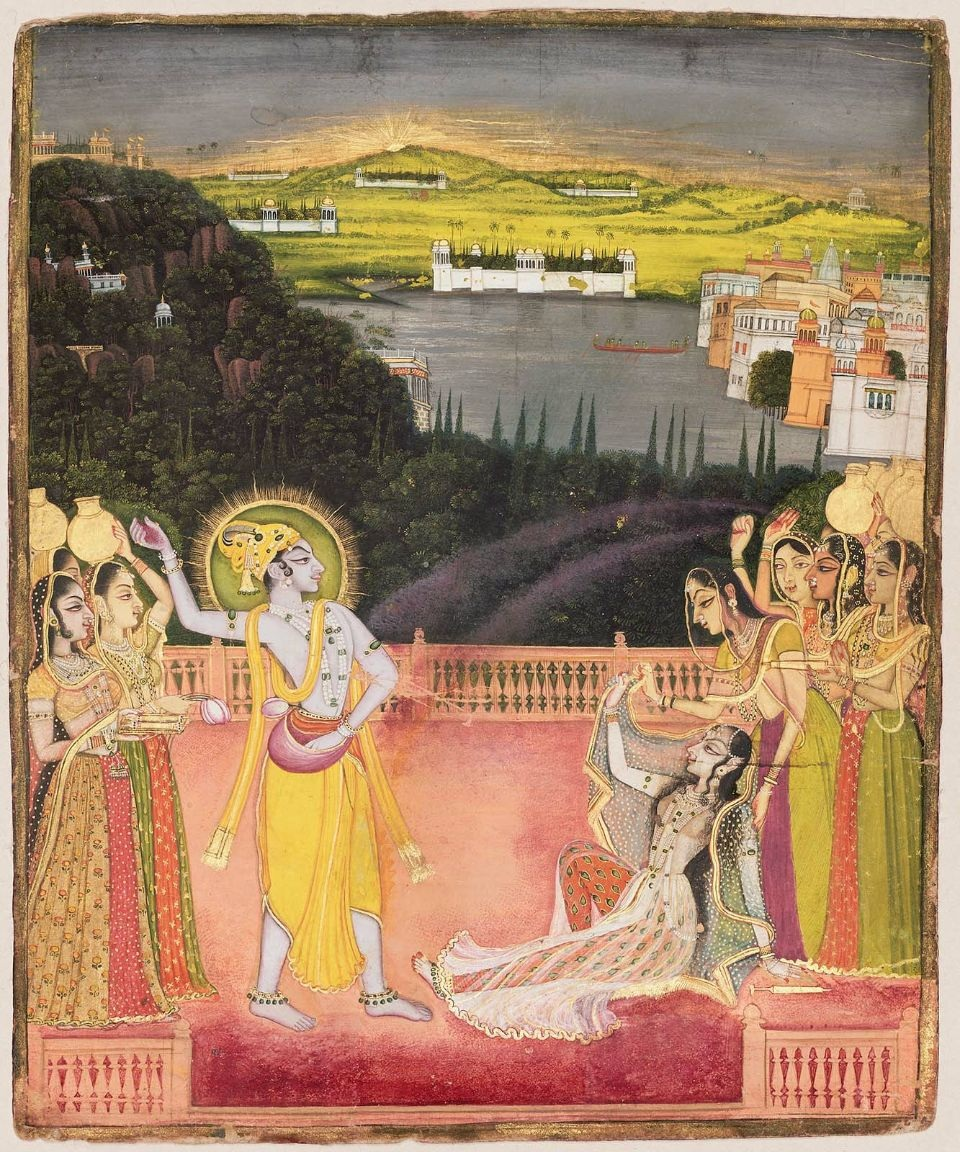
Нихаль Чанд. Кришна с Радхой и гопи празднует Холи. 1750-60 гг, Бостон, музей изящных искусств.
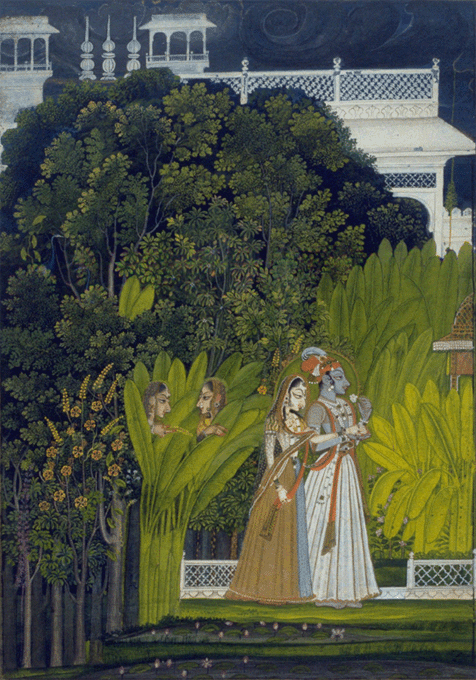
Нихаль Чанд. Раджа Савант Сингх и Бани Тхани в образе Кришны и Радхи.. ок. 1760 г, Музей изобразительного искусства, Сан-Франциско.
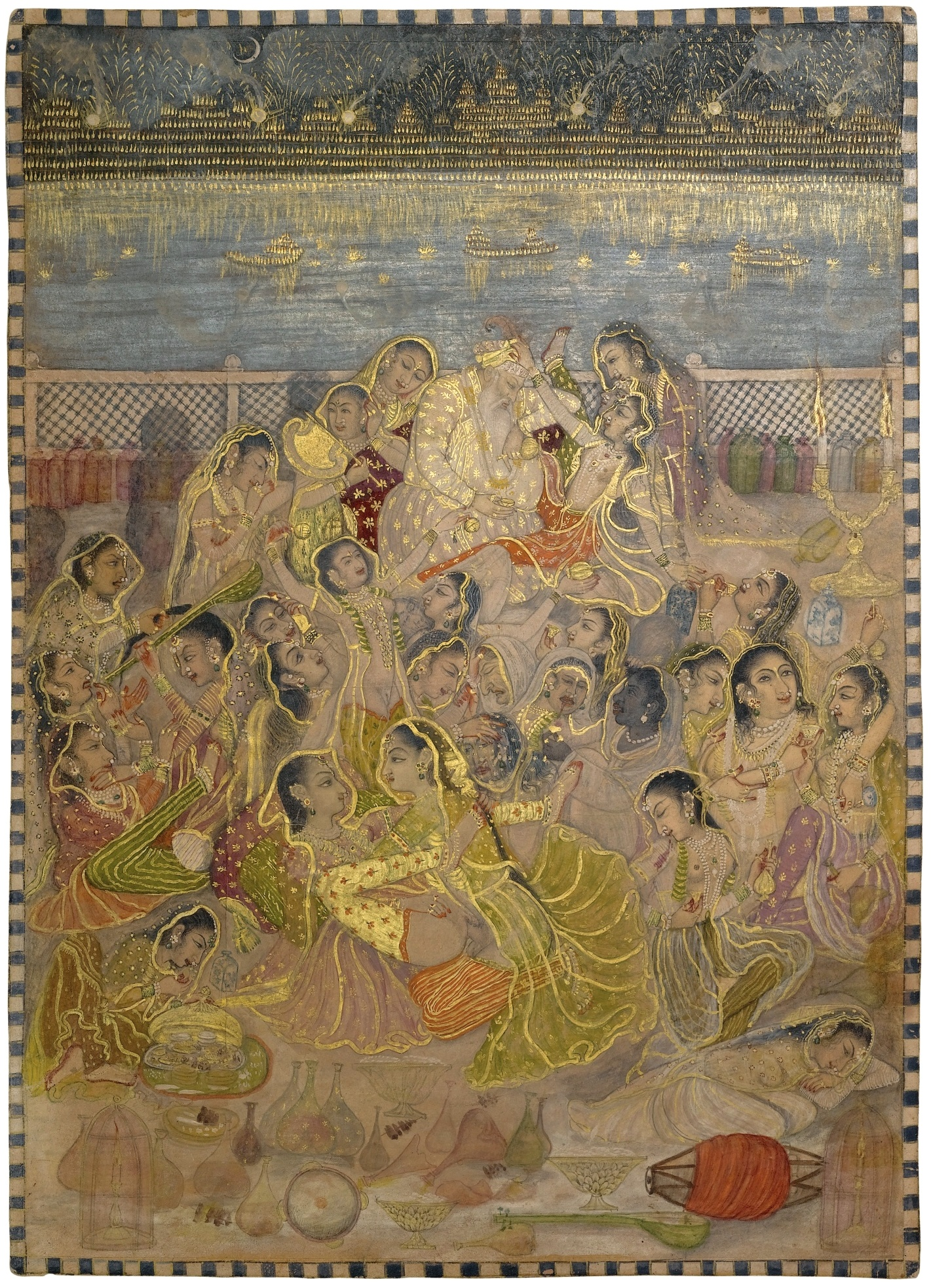
Нихаль Чанд. Под светом Луны и фейерверков. ок. 1740 г., Коллекция С. К. Уэлча.
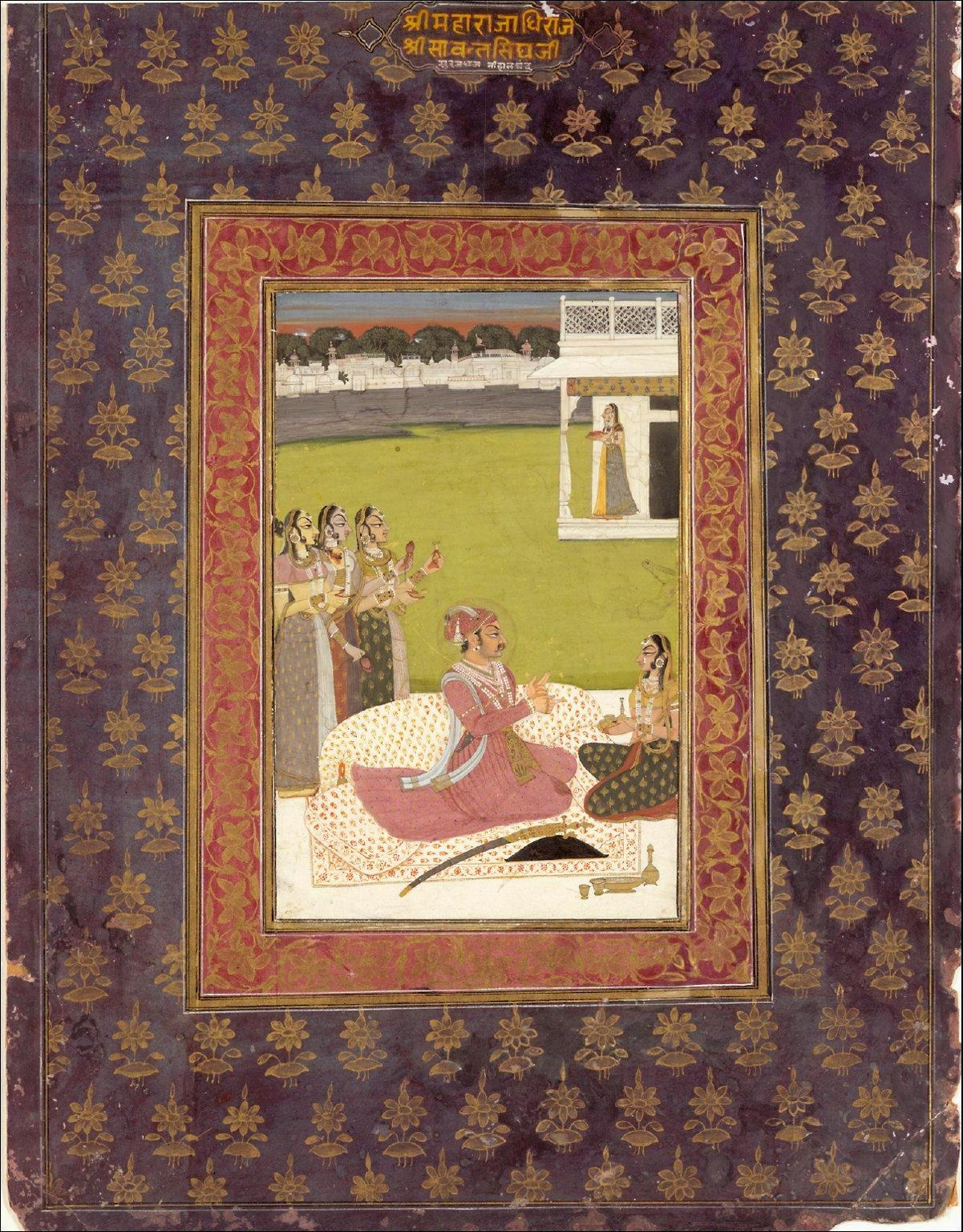
Портрет Савант Сингха и Бани Тхани. ок. 1750 г. Музей искусства, Кливленд.
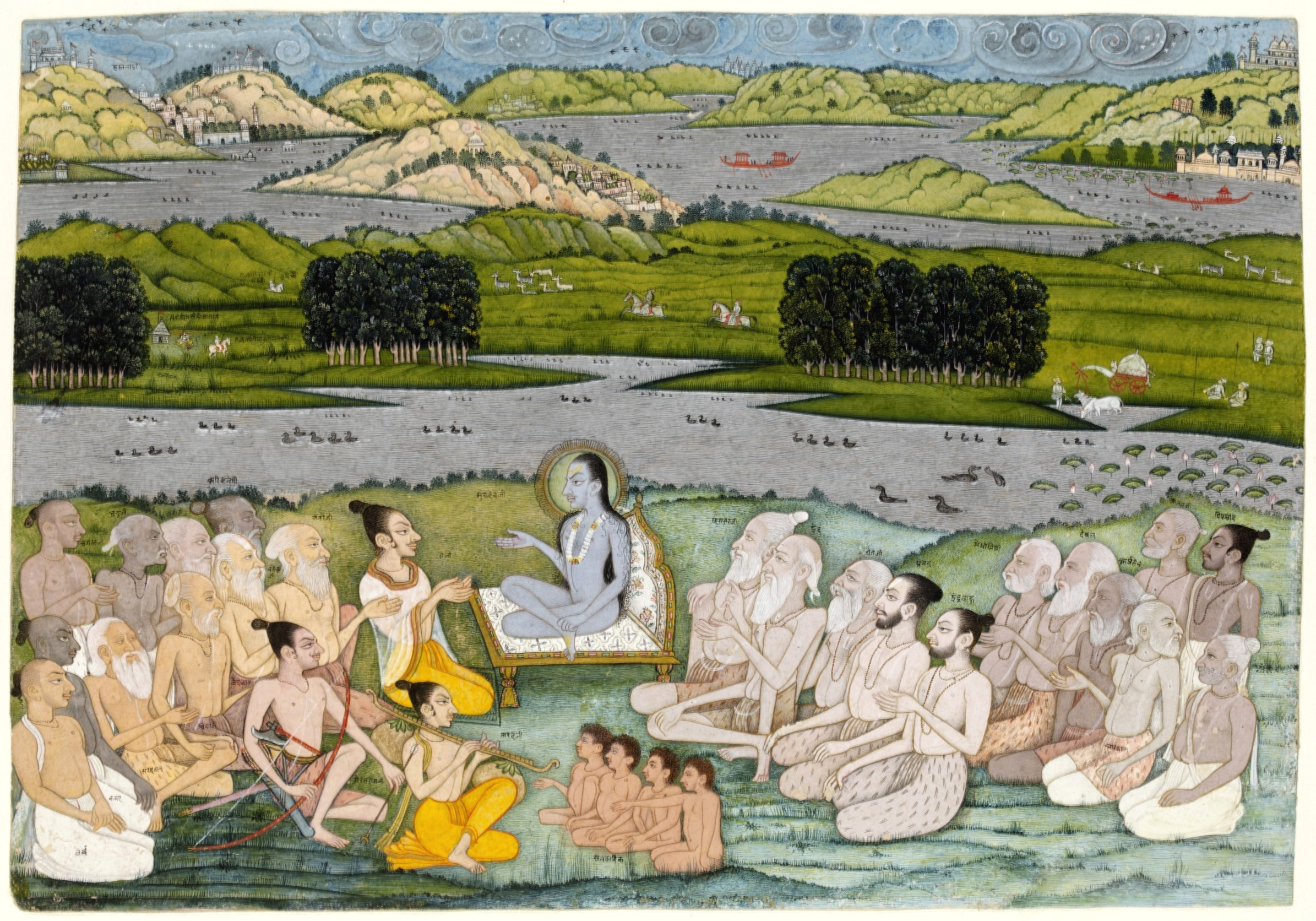
Мудрец Шукадева обращается к царю Парикшиту. ок. 1760 г, Музей Виктории и Альберта, Лондон
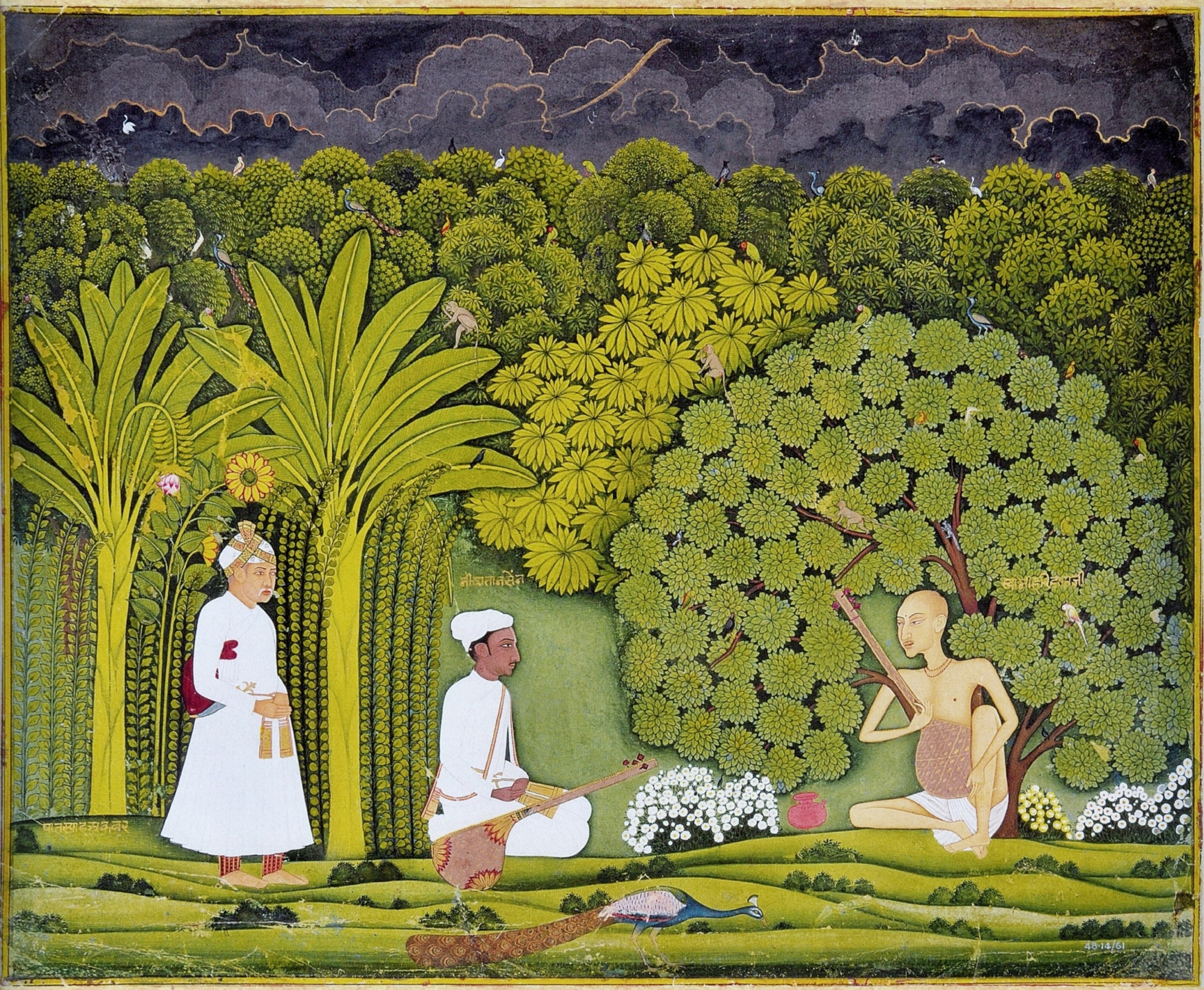
Акбар и Тансен слушают Харидаса. ок. 1750 г, Национальный музей, Дели.

#### Развитие стиля
В отличие от Мевара или Бунди у кишангархской школы не было долгого периода вызревания, которое в раджпутской живописи обычно обусловливалось импульсом, полученным от художников из мастерских могольских императоров. Вместо этого за основу были взяты, с одной стороны, удлинённая стилизация фигур, характерная для живописной манеры, бытовавшей в конце правления императора Аурангзеба, с другой стороны, использовались лирические аранжировки, принятые у художников, работавших в ателье императора Мухаммад Шаха — всё это было модифицировано и приспособлено к тематике религиозных поэм Нагаридаса (то есть Раджи Савант Сингха).
Портреты в Кишангархе были довольно обычными, например, портреты Радж Сингха (1706-48) созданные художником Бхаванидасом выдержаны в манере, принятой в то время в ателье могольских императоров. Столь же стандартными были и ранние портреты Савант Сингха, когда он был ещё кронпринцем, созданные в 1740-х годах — на них он стоит в полный рост на фоне пейзажа, фигура удлинена, вокруг головы сияет золотой нимб. Однако другие сюжеты, те, что связаны с культом Кришны, претерпели в Кишангархе любопытную трансформацию: Кришна в миниатюрах предстаёт не столько пастушьим божеством, победившим множество демонов, сколько светским принцем, весьма искушённым в тонкостях любовных игр. Подобным же образом и его возлюбленная Радха из «покорной служанки» была превращена в полноправную принцессу. Соответственно было изменено и место действия: для этого использовались дворцовые ансамбли кишангархского форта в самых разных вариациях. В некоторых миниатюрах Кришна и Радха изображались на водном просторе: озеро Гундалао очень напоминало, и потому символизировало, реку Ямуну. Возлюбленные Кришна и Радха с глазами в форме лотоса появлялись на лодке посреди озера в сопровождении роскошно одетых слуг в бледном свете осенней луны, либо в ещё более драматических сумерках с тёмными тучами на небе. Исследователи полагают, что Савант Сингх и Бани Тхани, будучи адептами культовой практики бхакти, таким образом отождествляли себя со своим божеством, ментально сливаясь с ним во время ритуалов, и визуально воплощая это в миниатюрах.
Охотничьи сцены Кишангарха отражают совершенно иную сторону придворной жизни. Некоторые из правителей питали большое пристрастие к охоте и отдавали распоряжения об устройстве охотничьих заповедников. В сравнении с великолепными сценами охоты, созданными в Кота, кишангархские миниатюры на эту тему менее причудливы и изобретательны в отображении буйной растительности и реалистического изображения животных. Существовал также жанр конного портрета правителя, который исполнялся достаточно традиционно.
Автором многих произведений, посвящённых Кришне и Радхе, был художник Нихаль Чанд, выдающийся мастер, возглавлявший придворное ателье Савант Сингха. Это был потомственный живописец: его отец Бхик Чанд, был сыном «мусаввира» (то есть мастера) Даргамала, а прадед Сурдхадж Мурадж прибыл из Дели и служил у Ман Сингха (1658—1706). Вероятно, это семейство передавало по наследству какие-то художественные навыки, обретённые в мастерской могольских императоров. Нихаль Чанду приписывают изобретение типа лица с удлинёнными очертаниями, тяжёлыми веками, дугообразными бровями и тонкой шеей. По всей вероятности, отправным пунктом этого типа была сама Бани Тхани. Интересно, что существуют миниатюры, на которых этот «физиономический маньеризм» применён только в отношении Кришны и Радхи, в то время как остальные персонажи имеют обычные лица.
Принято считать, что Нихаль Чанд большинство своих шедевров создал 1735—1757 годах. Позднее живопись Кишангарха всё более подпадала под влияние стилей других раджпутских школ и постепенно склонялась к манере обобщающей эти разнородные элементы. Исследователи предполагают, что Нихаль Чанд продолжал работать до 1780 года. Его сыновья Ситарам и Сураджмал какое-то время работали в мастерской Раджи Сардар Сингха (1757—1766). Другой талантливый мастер, трудившийся приблизительно в это же время, Нанак Рам, также создал множество произведений на темы религиозных поэм Нагаридаса. Его наследники Рам Натх и Джоши Свами писали картины для Раджи Бирад Сингха (1782-88), восторгавшегося их талантом. В правление Раджи Кальян Сингха (1798—1838) наступил последний яркий всплеск кишангархской школы. В его мастерской трудился художник Ладли Дас, а одним из последних крупных княжеских заказов было создание иллюстрированной копии книги «Гита Говинда» Джаядевы. В правление этого князя наряду с миниатюрами на тему «Кришна лила» (эпизоды из жизни Кришны) создавались весьма выразительные картины на сюжеты из эпоса «Рамаяна».
В дальнейшем характерные признаки кишангархского стиля всё более теряли свой оригинальный характер. Упадок школы особенно отчётливо проявился в правление Притхви Сингха (1840—1880). После этого оригинальный кишангархский стиль был предан забвению. Современные художники копируют миниатюры периода расцвета этой школы, имитируя манеру Нихаль Чанда в коммерческих целях.

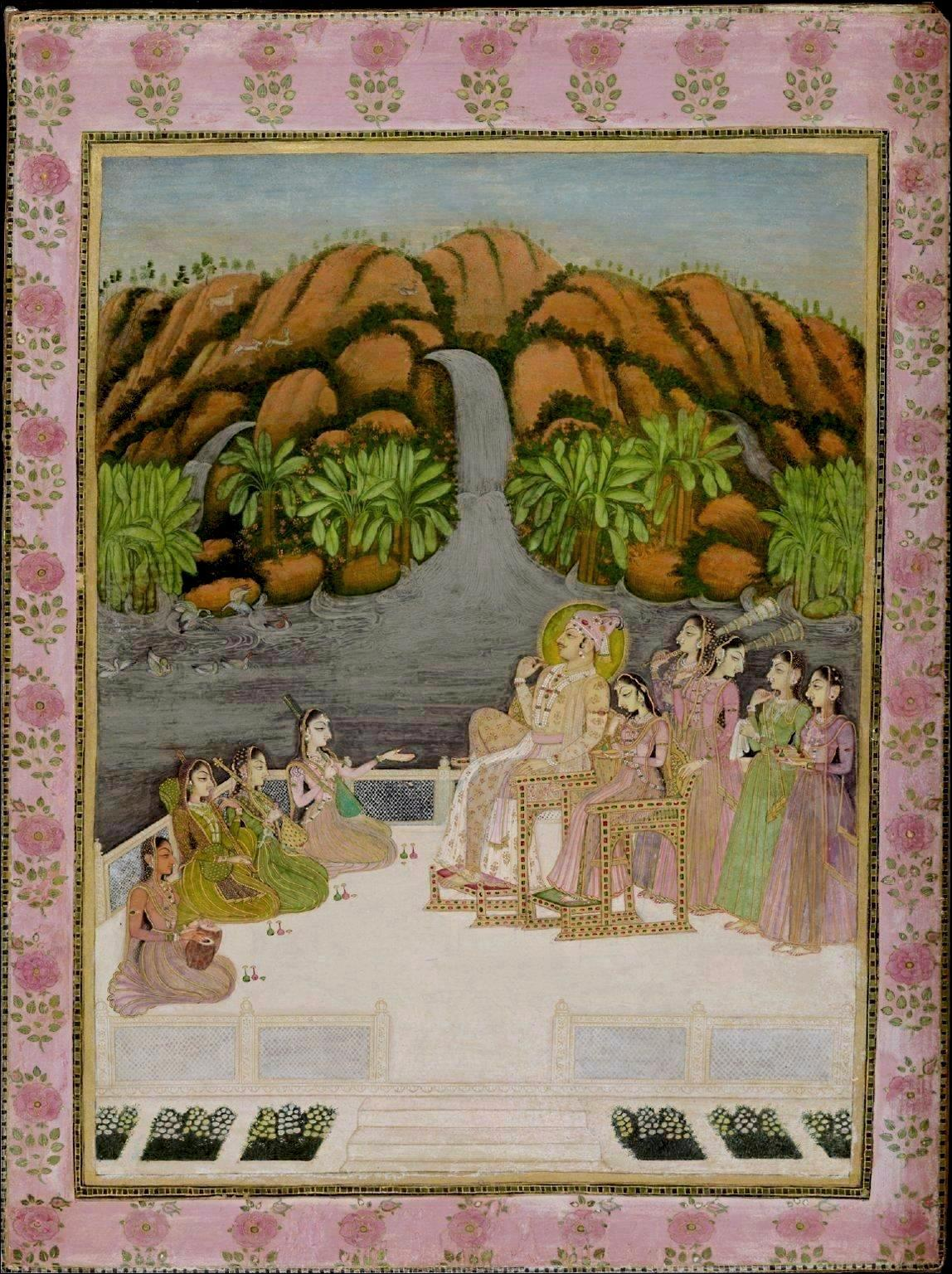
Портрет Раджи Сардар Сингха. ок. 1760 г, Музей искусства, Кливленд
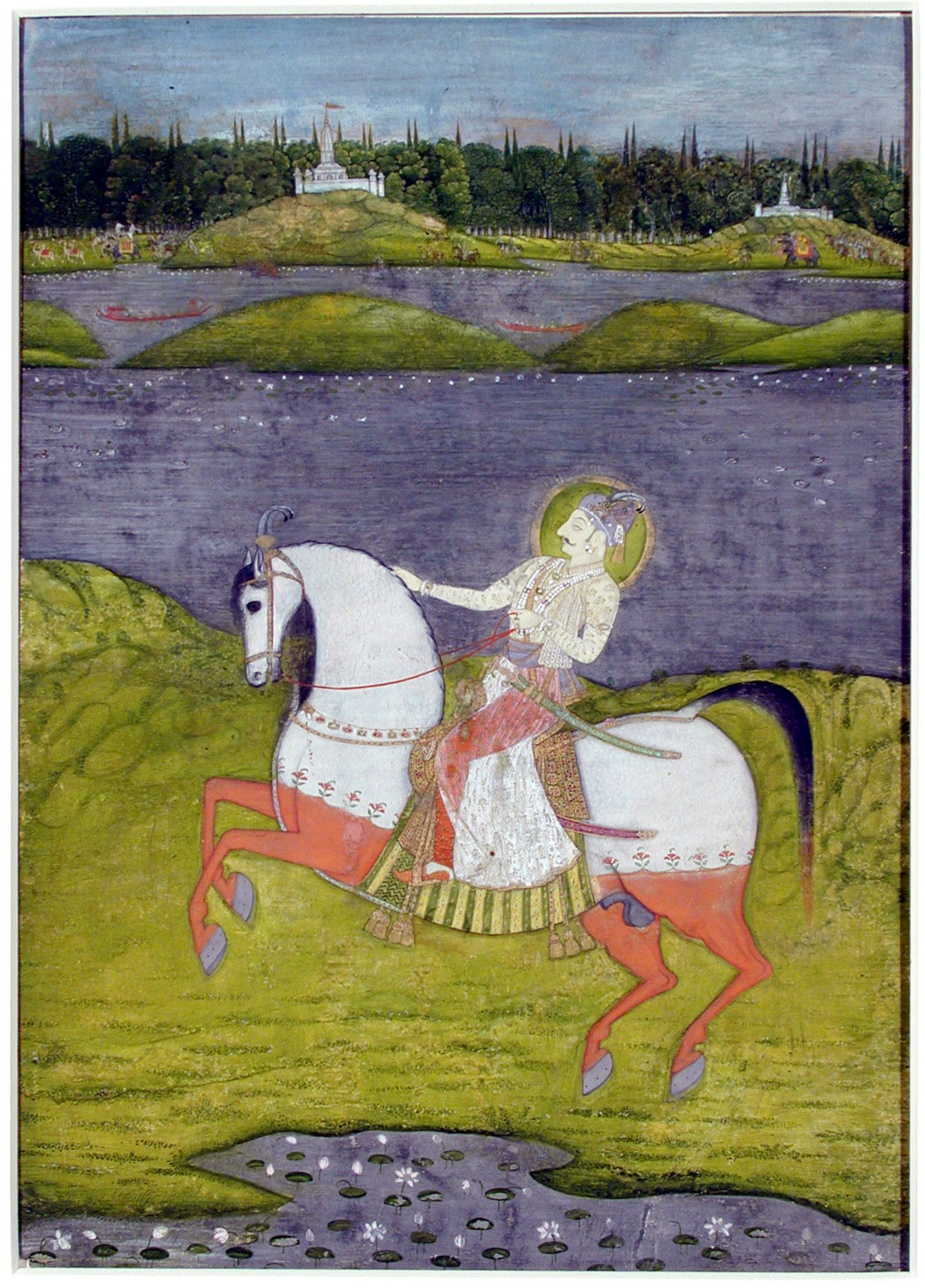
Сардар Сингх верхом. ок. 1775 г, Музей искусства Сан Диего.
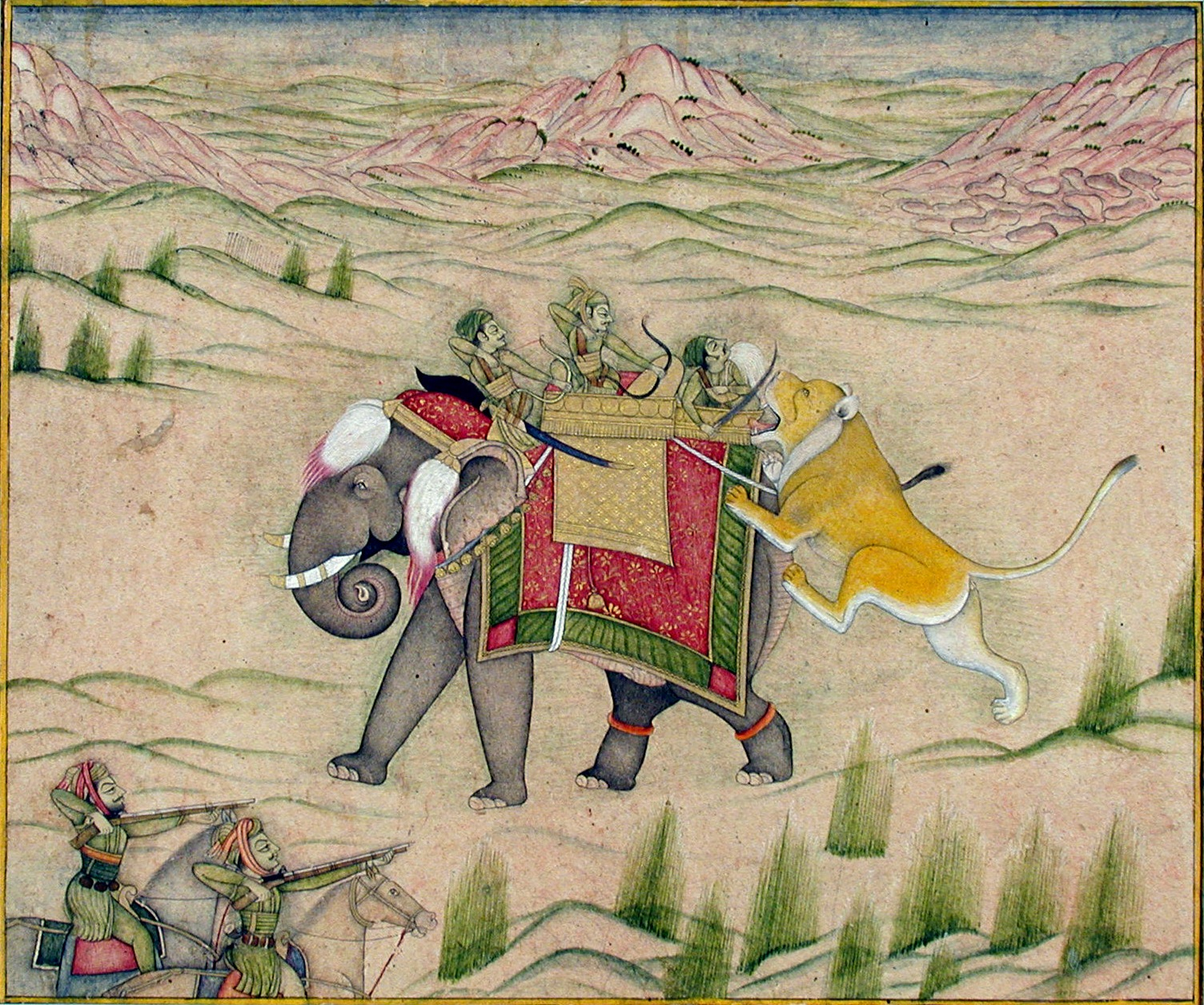
Нападение льва. ок. 1810 г, Музей искусства Сан Диего.
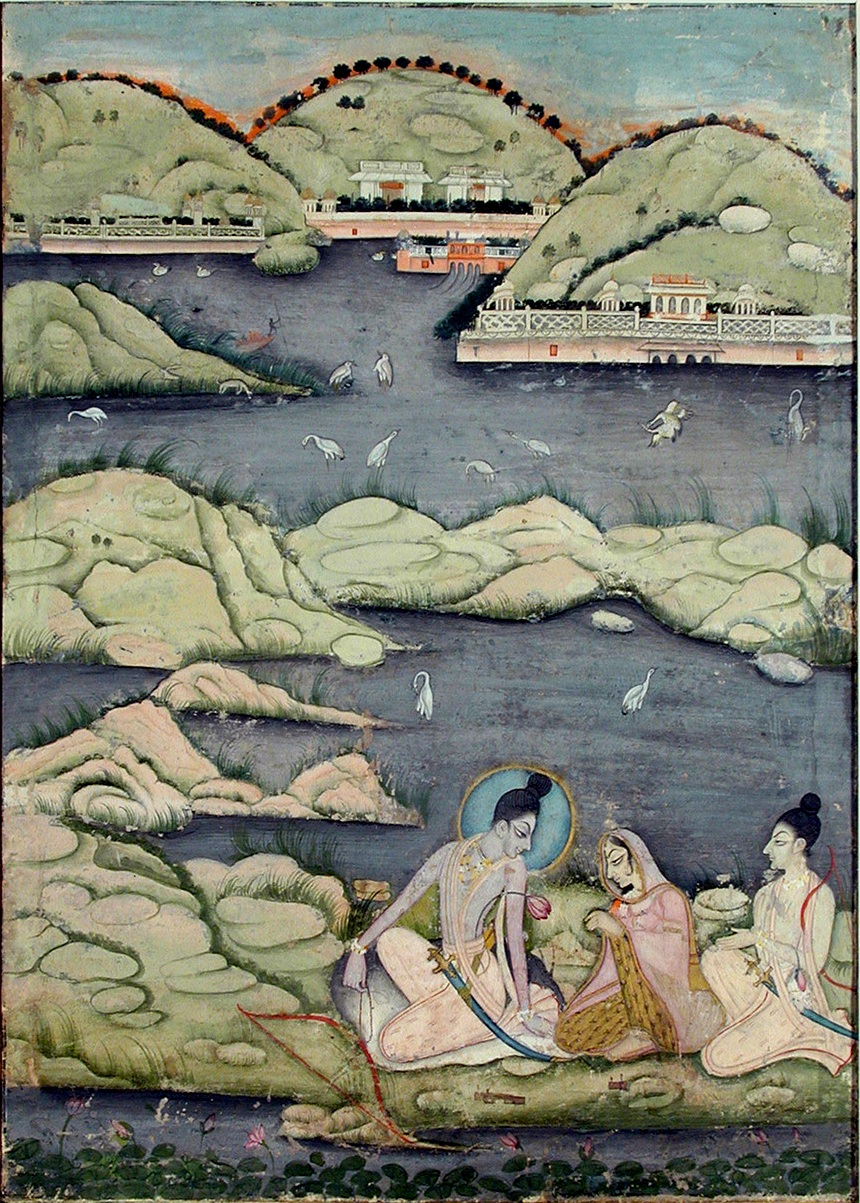
Рама, Сита и Лакшман на скалистом берегу. ок. 1820 г, Музей искусства Сан-Диего.
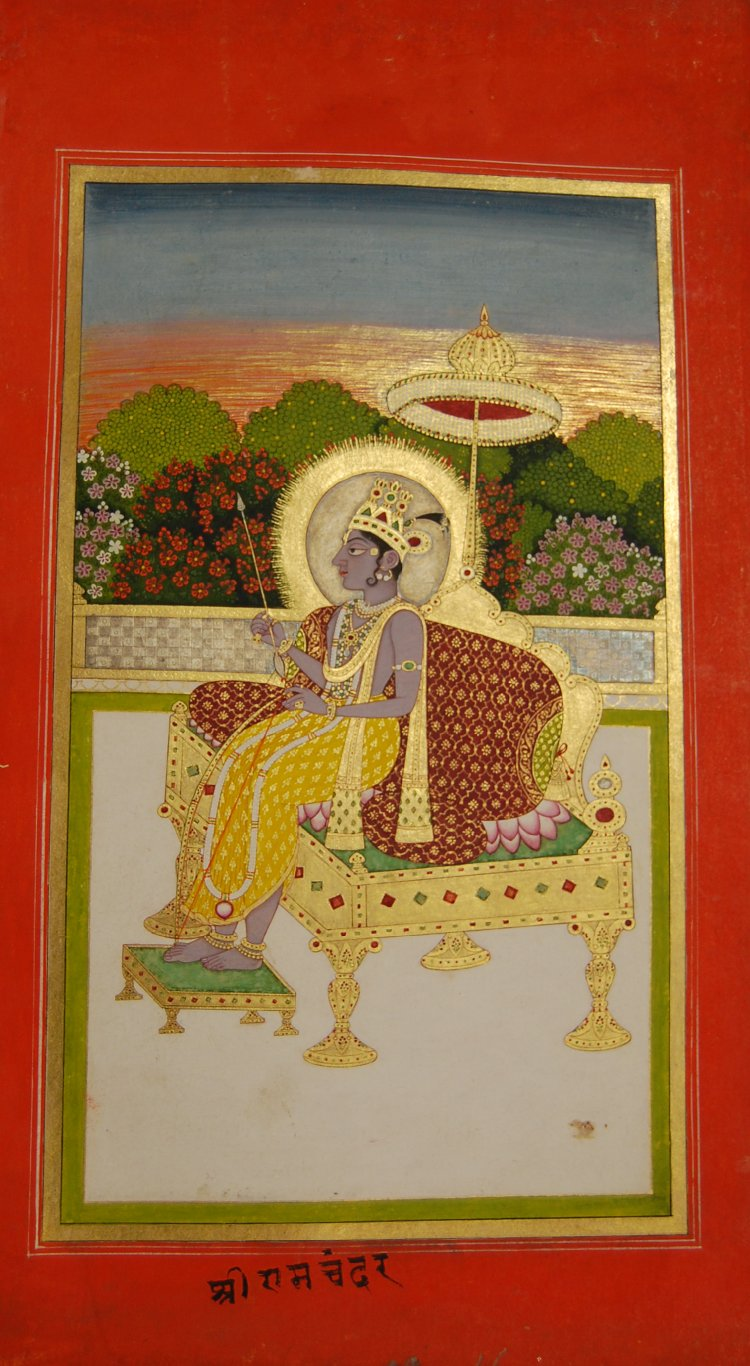
Рама, седьмая аватара Вишну. нач. XIX в., Британский музей
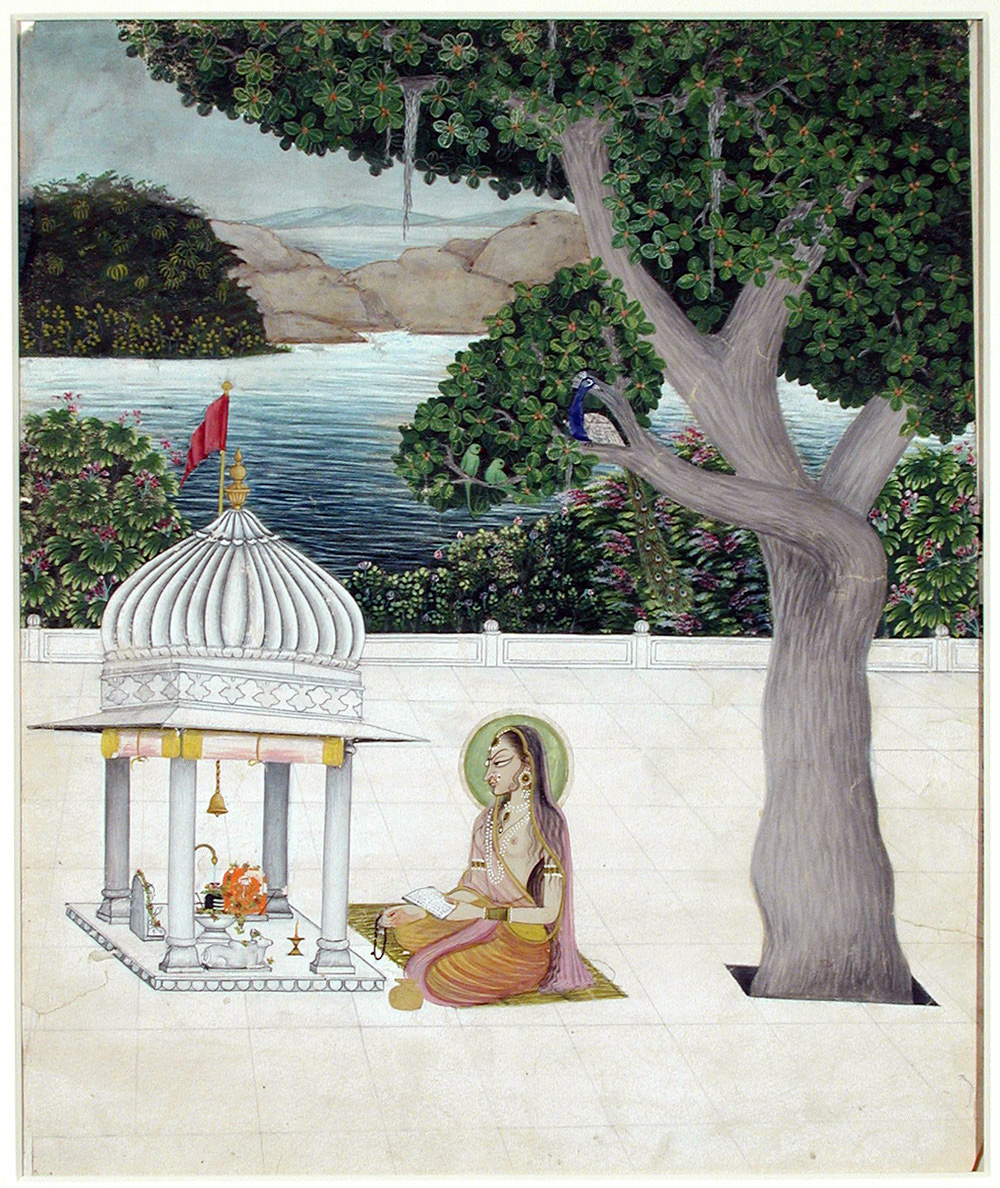
Бхайрави рагини. Серия «Рагамала». ок. 1870 г, Музей искусства Сан-Диего.